# 1860

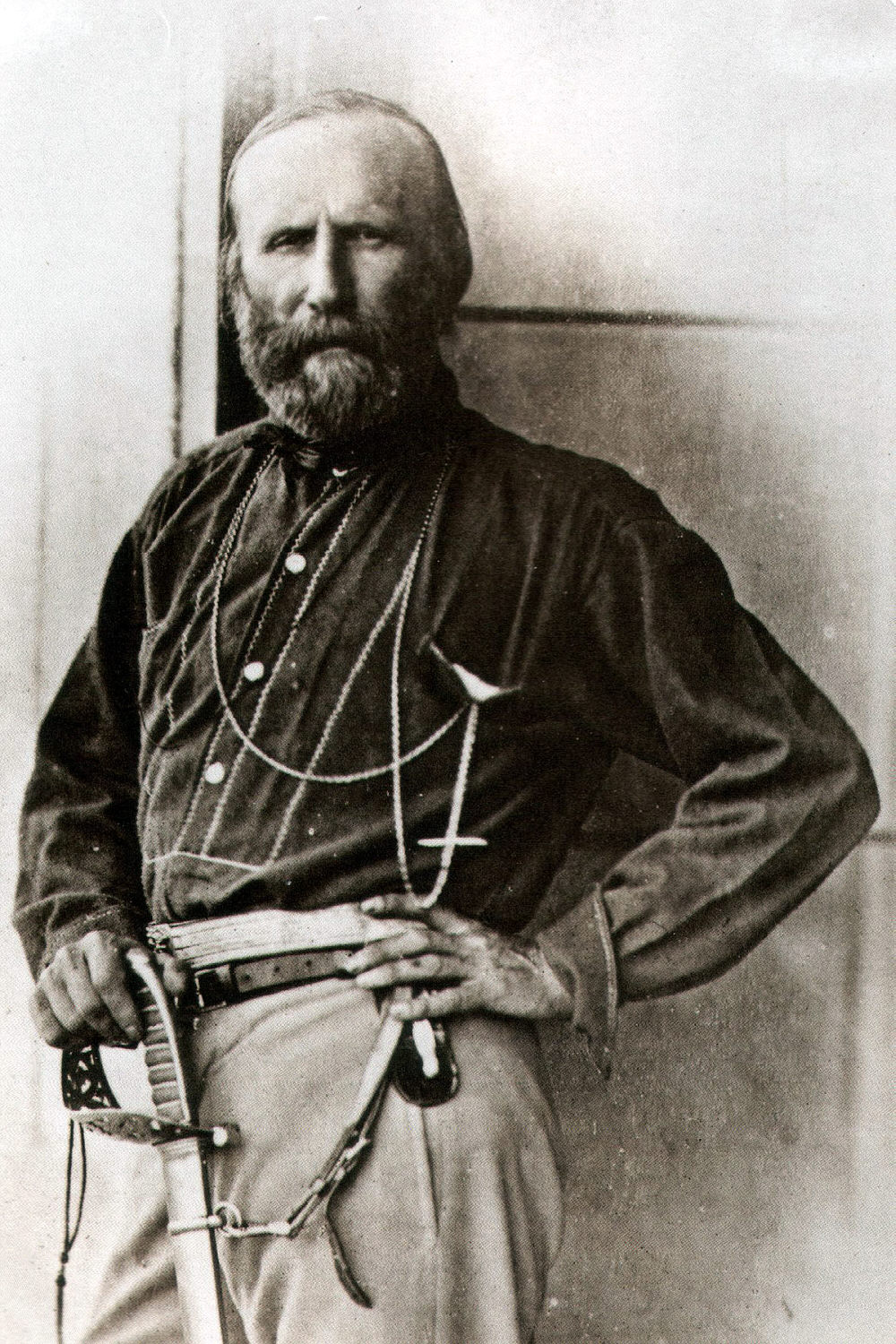
Gustave Le Gray: Giuseppe Garibaldi in Palermo

Portal Geschichte | Portal Biografien | Aktuelle Ereignisse | Jahreskalender | Tagesartikel

◄ |
18. Jahrhundert |
19. Jahrhundert
| 20. Jahrhundert | ►

◄ |
1830er |
1840er |
1850er |
1860er
| 1870er | 1880er | 1890er | ►

◄◄ |
◄ |
1856 |
1857 |
1858 |
1859 |
1860
| 1861 | 1862 | 1863 | 1864 | ► | ►►
Staatsoberhäupter · Wahlen · Nekrolog · Kunstjahr · Literaturjahr · Musikjahr   · Sportjahr
| Januar | Januar | Januar | Januar | Januar | Januar | Januar | Januar |
| Kw     | Mo     | Di     | Mi     | Do     | Fr     | Sa     | So     |
| ------ | ------ | ------ | ------ | ------ | ------ | ------ | ------ |
| 52     |        |        |        |        |        |        | 1      |
| 1      | 2      | 3      | 4      | 5      | 6      | 7      | 8      |
| 2      | 9      | 10     | 11     | 12     | 13     | 14     | 15     |
| 3      | 16     | 17     | 18     | 19     | 20     | 21     | 22     |
| 4      | 23     | 24     | 25     | 26     | 27     | 28     | 29     |
| 5      | 30     | 31     |        |        |        |        |        |

| Februar | Februar | Februar | Februar | Februar | Februar | Februar | Februar |
| Kw      | Mo      | Di      | Mi      | Do      | Fr      | Sa      | So      |
| ------- | ------- | ------- | ------- | ------- | ------- | ------- | ------- |
| 5       |         |         | 1       | 2       | 3       | 4       | 5       |
| 6       | 6       | 7       | 8       | 9       | 10      | 11      | 12      |
| 7       | 13      | 14      | 15      | 16      | 17      | 18      | 19      |
| 8       | 20      | 21      | 22      | 23      | 24      | 25      | 26      |
| 9       | 27      | 28      | 29      |         |         |         |         |

| März | März | März | März | März | März | März | März |
| Kw   | Mo   | Di   | Mi   | Do   | Fr   | Sa   | So   |
| ---- | ---- | ---- | ---- | ---- | ---- | ---- | ---- |
| 9    |      |      |      | 1    | 2    | 3    | 4    |
| 10   | 5    | 6    | 7    | 8    | 9    | 10   | 11   |
| 11   | 12   | 13   | 14   | 15   | 16   | 17   | 18   |
| 12   | 19   | 20   | 21   | 22   | 23   | 24   | 25   |
| 13   | 26   | 27   | 28   | 29   | 30   | 31   |      |

| April | April | April | April | April | April | April | April |
| Kw    | Mo    | Di    | Mi    | Do    | Fr    | Sa    | So    |
| ----- | ----- | ----- | ----- | ----- | ----- | ----- | ----- |
| 13    |       |       |       |       |       |       | 1     |
| 14    | 2     | 3     | 4     | 5     | 6     | 7     | 8     |
| 15    | 9     | 10    | 11    | 12    | 13    | 14    | 15    |
| 16    | 16    | 17    | 18    | 19    | 20    | 21    | 22    |
| 17    | 23    | 24    | 25    | 26    | 27    | 28    | 29    |
| 18    | 30    |       |       |       |       |       |       |

| Mai | Mai | Mai | Mai | Mai | Mai | Mai | Mai |
| Kw  | Mo  | Di  | Mi  | Do  | Fr  | Sa  | So  |
| --- | --- | --- | --- | --- | --- | --- | --- |
| 18  |     | 1   | 2   | 3   | 4   | 5   | 6   |
| 19  | 7   | 8   | 9   | 10  | 11  | 12  | 13  |
| 20  | 14  | 15  | 16  | 17  | 18  | 19  | 20  |
| 21  | 21  | 22  | 23  | 24  | 25  | 26  | 27  |
| 22  | 28  | 29  | 30  | 31  |     |     |     |

| Juni | Juni | Juni | Juni | Juni | Juni | Juni | Juni |
| Kw   | Mo   | Di   | Mi   | Do   | Fr   | Sa   | So   |
| ---- | ---- | ---- | ---- | ---- | ---- | ---- | ---- |
| 22   |      |      |      |      | 1    | 2    | 3    |
| 23   | 4    | 5    | 6    | 7    | 8    | 9    | 10   |
| 24   | 11   | 12   | 13   | 14   | 15   | 16   | 17   |
| 25   | 18   | 19   | 20   | 21   | 22   | 23   | 24   |
| 26   | 25   | 26   | 27   | 28   | 29   | 30   |      |

| Juli | Juli | Juli | Juli | Juli | Juli | Juli | Juli |
| Kw   | Mo   | Di   | Mi   | Do   | Fr   | Sa   | So   |
| ---- | ---- | ---- | ---- | ---- | ---- | ---- | ---- |
| 26   |      |      |      |      |      |      | 1    |
| 27   | 2    | 3    | 4    | 5    | 6    | 7    | 8    |
| 28   | 9    | 10   | 11   | 12   | 13   | 14   | 15   |
| 29   | 16   | 17   | 18   | 19   | 20   | 21   | 22   |
| 30   | 23   | 24   | 25   | 26   | 27   | 28   | 29   |
| 31   | 30   | 31   |      |      |      |      |      |

| August | August | August | August | August | August | August | August |
| Kw     | Mo     | Di     | Mi     | Do     | Fr     | Sa     | So     |
| ------ | ------ | ------ | ------ | ------ | ------ | ------ | ------ |
| 31     |        |        | 1      | 2      | 3      | 4      | 5      |
| 32     | 6      | 7      | 8      | 9      | 10     | 11     | 12     |
| 33     | 13     | 14     | 15     | 16     | 17     | 18     | 19     |
| 34     | 20     | 21     | 22     | 23     | 24     | 25     | 26     |
| 35     | 27     | 28     | 29     | 30     | 31     |        |        |

| September | September | September | September | September | September | September | September |
| Kw        | Mo        | Di        | Mi        | Do        | Fr        | Sa        | So        |
| --------- | --------- | --------- | --------- | --------- | --------- | --------- | --------- |
| 35        |           |           |           |           |           | 1         | 2         |
| 36        | 3         | 4         | 5         | 6         | 7         | 8         | 9         |
| 37        | 10        | 11        | 12        | 13        | 14        | 15        | 16        |
| 38        | 17        | 18        | 19        | 20        | 21        | 22        | 23        |
| 39        | 24        | 25        | 26        | 27        | 28        | 29        | 30        |

| Oktober | Oktober | Oktober | Oktober | Oktober | Oktober | Oktober | Oktober |
| Kw      | Mo      | Di      | Mi      | Do      | Fr      | Sa      | So      |
| ------- | ------- | ------- | ------- | ------- | ------- | ------- | ------- |
| 40      | 1       | 2       | 3       | 4       | 5       | 6       | 7       |
| 41      | 8       | 9       | 10      | 11      | 12      | 13      | 14      |
| 42      | 15      | 16      | 17      | 18      | 19      | 20      | 21      |
| 43      | 22      | 23      | 24      | 25      | 26      | 27      | 28      |
| 44      | 29      | 30      | 31      |         |         |         |         |

| November | November | November | November | November | November | November | November |
| Kw       | Mo       | Di       | Mi       | Do       | Fr       | Sa       | So       |
| -------- | -------- | -------- | -------- | -------- | -------- | -------- | -------- |
| 44       |          |          |          | 1        | 2        | 3        | 4        |
| 45       | 5        | 6        | 7        | 8        | 9        | 10       | 11       |
| 46       | 12       | 13       | 14       | 15       | 16       | 17       | 18       |
| 47       | 19       | 20       | 21       | 22       | 23       | 24       | 25       |
| 48       | 26       | 27       | 28       | 29       | 30       |          |          |

| Dezember | Dezember | Dezember | Dezember | Dezember | Dezember | Dezember | Dezember |
| Kw       | Mo       | Di       | Mi       | Do       | Fr       | Sa       | So       |
| -------- | -------- | -------- | -------- | -------- | -------- | -------- | -------- |
| 48       |          |          |          |          |          | 1        | 2        |
| 49       | 3        | 4        | 5        | 6        | 7        | 8        | 9        |
| 50       | 10       | 11       | 12       | 13       | 14       | 15       | 16       |
| 51       | 17       | 18       | 19       | 20       | 21       | 22       | 23       |
| 52       | 24       | 25       | 26       | 27       | 28       | 29       | 30       |
| 1        | 31       |          |          |          |          |          |          |

| Januar | Januar | Januar | Januar | Januar | Januar | Januar | Januar |
| Kw     | Mo     | Di     | Mi     | Do     | Fr     | Sa     | So     |
| ------ | ------ | ------ | ------ | ------ | ------ | ------ | ------ |
| 52     |        |        |        |        |        |        | 1      |
| 1      | 2      | 3      | 4      | 5      | 6      | 7      | 8      |
| 2      | 9      | 10     | 11     | 12     | 13     | 14     | 15     |
| 3      | 16     | 17     | 18     | 19     | 20     | 21     | 22     |
| 4      | 23     | 24     | 25     | 26     | 27     | 28     | 29     |
| 5      | 30     | 31     |        |        |        |        |        |

| Februar | Februar | Februar | Februar | Februar | Februar | Februar | Februar |
| Kw      | Mo      | Di      | Mi      | Do      | Fr      | Sa      | So      |
| ------- | ------- | ------- | ------- | ------- | ------- | ------- | ------- |
| 5       |         |         | 1       | 2       | 3       | 4       | 5       |
| 6       | 6       | 7       | 8       | 9       | 10      | 11      | 12      |
| 7       | 13      | 14      | 15      | 16      | 17      | 18      | 19      |
| 8       | 20      | 21      | 22      | 23      | 24      | 25      | 26      |
| 9       | 27      | 28      | 29      |         |         |         |         |

| März | März | März | März | März | März | März | März |
| Kw   | Mo   | Di   | Mi   | Do   | Fr   | Sa   | So   |
| ---- | ---- | ---- | ---- | ---- | ---- | ---- | ---- |
| 9    |      |      |      | 1    | 2    | 3    | 4    |
| 10   | 5    | 6    | 7    | 8    | 9    | 10   | 11   |
| 11   | 12   | 13   | 14   | 15   | 16   | 17   | 18   |
| 12   | 19   | 20   | 21   | 22   | 23   | 24   | 25   |
| 13   | 26   | 27   | 28   | 29   | 30   | 31   |      |

| April | April | April | April | April | April | April | April |
| Kw    | Mo    | Di    | Mi    | Do    | Fr    | Sa    | So    |
| ----- | ----- | ----- | ----- | ----- | ----- | ----- | ----- |
| 13    |       |       |       |       |       |       | 1     |
| 14    | 2     | 3     | 4     | 5     | 6     | 7     | 8     |
| 15    | 9     | 10    | 11    | 12    | 13    | 14    | 15    |
| 16    | 16    | 17    | 18    | 19    | 20    | 21    | 22    |
| 17    | 23    | 24    | 25    | 26    | 27    | 28    | 29    |
| 18    | 30    |       |       |       |       |       |       |

| Mai | Mai | Mai | Mai | Mai | Mai | Mai | Mai |
| Kw  | Mo  | Di  | Mi  | Do  | Fr  | Sa  | So  |
| --- | --- | --- | --- | --- | --- | --- | --- |
| 18  |     | 1   | 2   | 3   | 4   | 5   | 6   |
| 19  | 7   | 8   | 9   | 10  | 11  | 12  | 13  |
| 20  | 14  | 15  | 16  | 17  | 18  | 19  | 20  |
| 21  | 21  | 22  | 23  | 24  | 25  | 26  | 27  |
| 22  | 28  | 29  | 30  | 31  |     |     |     |

| Juni | Juni | Juni | Juni | Juni | Juni | Juni | Juni |
| Kw   | Mo   | Di   | Mi   | Do   | Fr   | Sa   | So   |
| ---- | ---- | ---- | ---- | ---- | ---- | ---- | ---- |
| 22   |      |      |      |      | 1    | 2    | 3    |
| 23   | 4    | 5    | 6    | 7    | 8    | 9    | 10   |
| 24   | 11   | 12   | 13   | 14   | 15   | 16   | 17   |
| 25   | 18   | 19   | 20   | 21   | 22   | 23   | 24   |
| 26   | 25   | 26   | 27   | 28   | 29   | 30   |      |

| Juli | Juli | Juli | Juli | Juli | Juli | Juli | Juli |
| Kw   | Mo   | Di   | Mi   | Do   | Fr   | Sa   | So   |
| ---- | ---- | ---- | ---- | ---- | ---- | ---- | ---- |
| 26   |      |      |      |      |      |      | 1    |
| 27   | 2    | 3    | 4    | 5    | 6    | 7    | 8    |
| 28   | 9    | 10   | 11   | 12   | 13   | 14   | 15   |
| 29   | 16   | 17   | 18   | 19   | 20   | 21   | 22   |
| 30   | 23   | 24   | 25   | 26   | 27   | 28   | 29   |
| 31   | 30   | 31   |      |      |      |      |      |

| August | August | August | August | August | August | August | August |
| Kw     | Mo     | Di     | Mi     | Do     | Fr     | Sa     | So     |
| ------ | ------ | ------ | ------ | ------ | ------ | ------ | ------ |
| 31     |        |        | 1      | 2      | 3      | 4      | 5      |
| 32     | 6      | 7      | 8      | 9      | 10     | 11     | 12     |
| 33     | 13     | 14     | 15     | 16     | 17     | 18     | 19     |
| 34     | 20     | 21     | 22     | 23     | 24     | 25     | 26     |
| 35     | 27     | 28     | 29     | 30     | 31     |        |        |

| September | September | September | September | September | September | September | September |
| Kw        | Mo        | Di        | Mi        | Do        | Fr        | Sa        | So        |
| --------- | --------- | --------- | --------- | --------- | --------- | --------- | --------- |
| 35        |           |           |           |           |           | 1         | 2         |
| 36        | 3         | 4         | 5         | 6         | 7         | 8         | 9         |
| 37        | 10        | 11        | 12        | 13        | 14        | 15        | 16        |
| 38        | 17        | 18        | 19        | 20        | 21        | 22        | 23        |
| 39        | 24        | 25        | 26        | 27        | 28        | 29        | 30        |

| Oktober | Oktober | Oktober | Oktober | Oktober | Oktober | Oktober | Oktober |
| Kw      | Mo      | Di      | Mi      | Do      | Fr      | Sa      | So      |
| ------- | ------- | ------- | ------- | ------- | ------- | ------- | ------- |
| 40      | 1       | 2       | 3       | 4       | 5       | 6       | 7       |
| 41      | 8       | 9       | 10      | 11      | 12      | 13      | 14      |
| 42      | 15      | 16      | 17      | 18      | 19      | 20      | 21      |
| 43      | 22      | 23      | 24      | 25      | 26      | 27      | 28      |
| 44      | 29      | 30      | 31      |         |         |         |         |

| November | November | November | November | November | November | November | November |
| Kw       | Mo       | Di       | Mi       | Do       | Fr       | Sa       | So       |
| -------- | -------- | -------- | -------- | -------- | -------- | -------- | -------- |
| 44       |          |          |          | 1        | 2        | 3        | 4        |
| 45       | 5        | 6        | 7        | 8        | 9        | 10       | 11       |
| 46       | 12       | 13       | 14       | 15       | 16       | 17       | 18       |
| 47       | 19       | 20       | 21       | 22       | 23       | 24       | 25       |
| 48       | 26       | 27       | 28       | 29       | 30       |          |          |

| Dezember | Dezember | Dezember | Dezember | Dezember | Dezember | Dezember | Dezember |
| Kw       | Mo       | Di       | Mi       | Do       | Fr       | Sa       | So       |
| -------- | -------- | -------- | -------- | -------- | -------- | -------- | -------- |
| 48       |          |          |          |          |          | 1        | 2        |
| 49       | 3        | 4        | 5        | 6        | 7        | 8        | 9        |
| 50       | 10       | 11       | 12       | 13       | 14       | 15       | 16       |
| 51       | 17       | 18       | 19       | 20       | 21       | 22       | 23       |
| 52       | 24       | 25       | 26       | 27       | 28       | 29       | 30       |
| 1        | 31       |          |          |          |          |          |          |

Das Jahr 1860 wird zum entscheidenden Jahr des italienischen Risorgimento. Nachdem es schon in den Jahren zuvor zu vergeblichen Einigungsversuchen auf der Italienischen Halbinsel gekommen ist, schifft sich am 5. Mai der sogenannte „Zug der Tausend“ unter der Führung von Giuseppe Garibaldi in Quarto bei Genua in Richtung Sizilien ein. Garibaldis Truppen, genannt „Rothemden“, besiegen in mehreren Schlachten die Truppen des Königreichs Neapel und dringen dabei immer weiter nach Norden vor. Am 26. Oktober trifft Garibaldi schließlich in der Nähe von Neapel auf Viktor Emanuel II., den König von Sardinien-Piemont, nachdem dieser bereits große Teile des bisherigen Kirchenstaats annektiert hat. In diesem Treffen verzichtet Garibaldi zugunsten Viktor Emanuels auf die Macht im neuen Staat Italien.
In den Vereinigten Staaten zeichnet sich eine gegenteilige Entwicklung ab. Bei der Präsidentschaftswahl wird nach der Spaltung der Demokratischen Partei mit Abraham Lincoln erstmals ein Republikaner zum Präsidenten gewählt. Obwohl Lincoln im Wahlkampf immer betont hat, die Entscheidung über die Sklaverei sei Sache der Einzelstaaten, wird er als entschiedener Gegner der Sklaverei wahrgenommen und ist für die sklavenhaltenden Südstaaten aus diesem Grund nicht als Präsident der Vereinigten Staaten akzeptabel. Bereits am 20. Dezember erklärt South Carolina als erster Bundesstaat seinen Austritt aus der Union. Im folgenden Jahr bricht dann der Sezessionskrieg aus.
Auch in mehreren lateinamerikanischen Ländern finden Bürgerkriege oder bürgerkriegsähnliche Kampfhandlungen statt. Während sie sich in Mexiko und Ecuador jedoch bereits ihrem Ende nähern, brechen sie in anderen Ländern wie Venezuela oder Kolumbien erst los.
Das Chinesische Kaiserreich unterliegt im Zweiten Opiumkrieg nach vier Jahren den europäischen Mächten und muss die Pekinger Konvention ratifizieren, einen Ungleichen Vertrag, in dem den Siegern zahlreiche Vergünstigungen eingeräumt werden. Nach der Einnahme Pekings werden zahlreiche chinesische Kulturgüter von den Europäern zerstört. Der Spanisch-Marokkanische Krieg um die spanischen Besitzungen im Norden Afrikas wird fortgeführt und endet schließlich mit einem entscheidenden Sieg der Spanier. Und in Australien kommt es zwischen der Expedition von Burke und Wills und John McDouall Stuart zu einem Wettlauf beim Versuch, den Kontinent von Süden nach Norden zu durchqueren.
| Chronologie                                                                                             | Chronologie |
| --- | --- |
| 1. Januar                                                                                               | Schweiz: Friedrich Frey-Herosé wird zum zweiten Mal Bundespräsident.                                                               |
| 10. Januar                                                                                              | Föderaler Krieg in Venezuela: Der liberale General Zamora fällt während der Belagerung von San Carlos.                             |
| 19. Januar                                                                                              | Papst Pius IX. veröffentlicht die Enzyklika Nullis certe verbis.                                                                   |
| 4. Februar                                                                                              | Marokko/Spanien: Spanische Truppen erobern Tétouan.                                                                                |
| 23. März                                                                                                | Marokko/Spanien: Schlacht von Tétouan                                                                                              |
| 24. März                                                                                                | Japan: Tokugawa-Shogunat, Ii Naosuke wird ermordet.                                                                                |
| 24. März                                                                                                | Königreich Sardinien/Frankreich: Vertrag von Turin, Viktor Emanuel II. tritt Savoyen und die Grafschaft Nizza an Napoleon III. ab. |
| 4. April                                                                                                | Königreich beider Sizilien: In Palermo bricht ein Volksaufstand gegen König Franz II. aus.                                         |
| 22. April                                                                                               | Frankreich/Schweiz: Plebiszit in Hochsavoyen über die Zugehörigkeit zu Frankreich oder der Schweiz                                 |
| 25. April                                                                                               | Marokko/Spanien: Friede von Tétouan                                                                                                |
| 1. Mai                                                                                                  | Pretoria wird Hauptstadt der Südafrikanischen Republik.                                                                            |
| 5. Mai                                                                                                  | Italien: Der „Zug der Tausend“ schifft sich unter Giuseppe Garibaldi bei Genua in Richtung Sizilien ein.                           |
| 15. Mai                                                                                                 | Italien: Schlacht von Calatafimi                                                                                                   |
| 18. Mai                                                                                                 | Vereinigte Staaten: Abraham Lincoln wird von den Republikanern als Kandidat für die Präsidentschaftswahl im November nominiert.    |
| 27. Mai                                                                                                 | Ecuador: Gabriel García Moreno beginnt eine Offensive gegen die gewählte Regierung in Guayaquil.                                   |
| 7. Juni                                                                                                 | Königreich beider Sizilien: Gründung der Tageszeitung Giornale officiale di Sicilia in Palermo                                     |
| 2. Juli                                                                                                 | Russisches Kaiserreich: Wladiwostok wird gegründet.                                                                                |
| 20. Juli                                                                                                | Italien: Gefecht bei Milazzo |
| 13. August                                                                                              | Montenegro: Nach der Ermordung seines Onkels Danilo I. wird Nikola Fürst von Montenegro.                                           |
| 20. Juli                                                                                                | Italien: Garibaldi setzt von Sizilien aufs Festland über.                                                                          |
| 20. August                                                                                              | Australien: Die Expedition von Burke und Wills beginnt.                                                                            |
| 21. August                                                                                              | China: Die Europäer erobern im Zweiten Opiumkrieg die Taku-Forts.                                                                  |
| 6. September                                                                                            | Friedrich Wilhelm (II.) wird Großherzog von Mecklenburg-Strelitz.                                                                  |
| 7. September                                                                                            | Italien: Giuseppe Garibaldi zieht in Neapel ein.                                                                                   |
| 18. September                                                                                           | Italien: Schlacht von Castelfidardo                                                                                                |
| 24. September                                                                                           | Ecuador: Die Putschisten unter Gabriel García Moreno erobern Guayaquil.                                                            |
| 24. September                                                                                           | Ecuador erhält eine neue Flagge.                                                                                                   |
| 29. September                                                                                           | Italien: Die letzten Truppen des Kirchenstaates ergeben sich Viktor Emanuel II. von Sardinien.                                     |
| 1. Oktober                                                                                              | Italien: Schlacht am Volturno |
| 6. Oktober                                                                                              | China: Die Europäer erobern im Zweiten Opiumkrieg Peking.                                                                          |
| 18. Oktober                                                                                             | China: Zweiter Opiumkrieg, Pekinger Konvention                                                                                     |
| 20. Oktober                                                                                             | Kaisertum Österreich: Erlass des Oktoberdiploms                                                                                    |
| 26. Oktober                                                                                             | Italien: Giuseppe Garibaldi trifft auf Viktor Emanuel II.                                                                          |
| 28. Oktober                                                                                             | Schweizer Parlamentswahlen 1860 |
| 6. November                                                                                             | Präsidentschaftswahl in den Vereinigten Staaten 1860                                                                               |
| 18. Dezember                                                                                            | Vereinigte Staaten: Crittenden-Kompromiss                                                                                          |
| 20. Dezember                                                                                            | Vereinigte Staaten: South Carolina erklärt seinen Austritt aus der Union.                                                          |
| | |
| Andauernde Ereignisse                                                                                   | |
| Föderaler Krieg in Venezuela (seit 1859)                                                                | |
| Neue Ära (Preußen) in Preußen (seit 1858)                                                               | |
| Bürgerkrieg in Mexiko (seit 1858)                                                                       | |
| Rotativismo in Portugal (seit 1856)                                                                     | |
| Nian-Aufstand (seit 1853) und Taiping-Aufstand (seit 1850) gegen die Qing-Dynastie in China (seit 1644) | |
| Bakumatsu (seit 1853) der Edo-Zeit in Japan (seit 1603)                                                 | |
| Zweites Kaiserreich in Frankreich (seit 1852)                                                           | |
| Gründerzeit in Deutschland und Österreich (seit etwa 1840)                                              | |
| Tanzimat-Reformen im Osmanischen Reich (seit 1839)                                                      | |
| Viktorianisches Zeitalter in Großbritannien (seit 1837)                                                 | |

## Ereignisse

### Politik und Weltgeschehen

#### Risorgimento in Italien

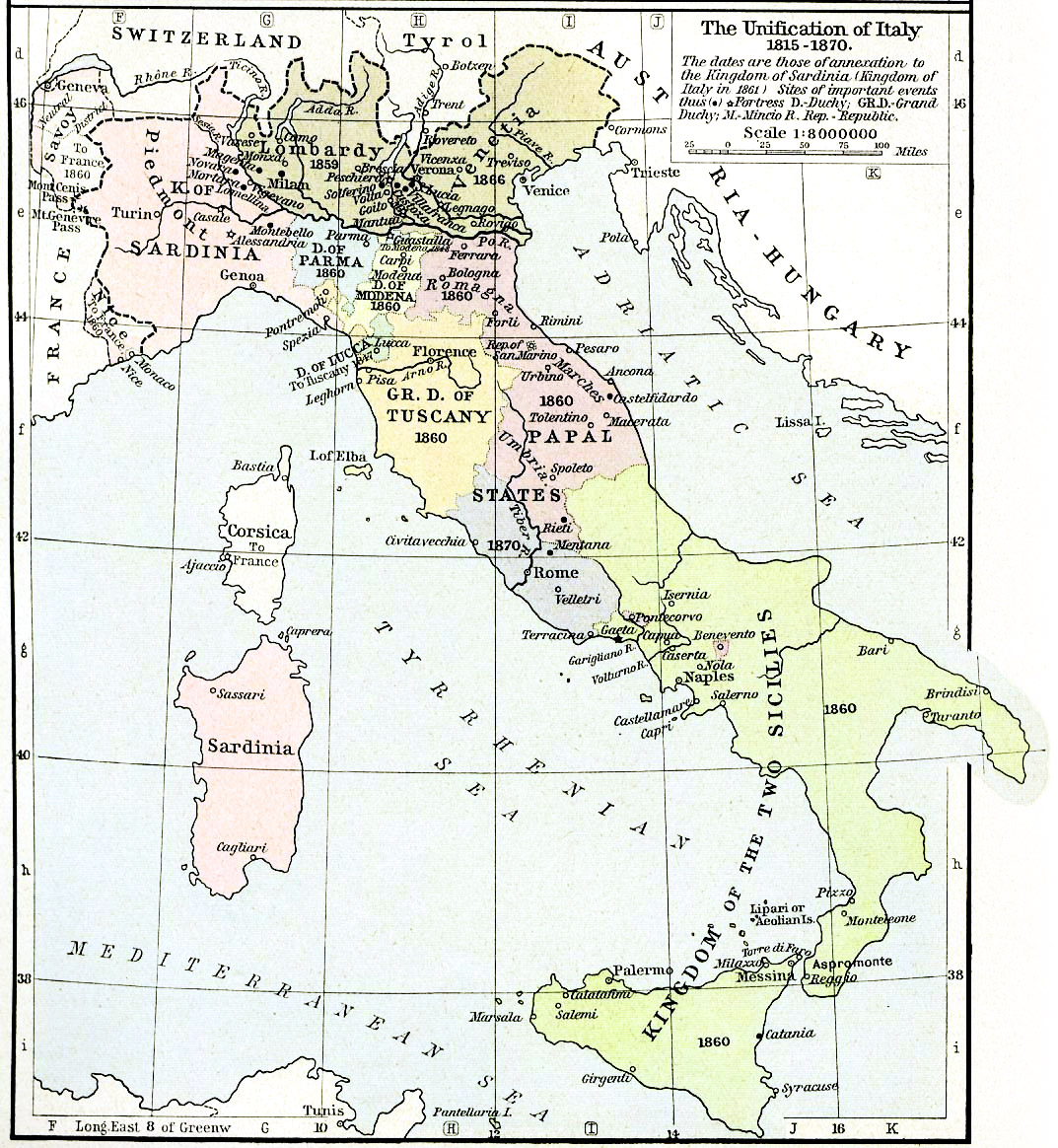
Italien nach dem Wiener Kongress

Zu Beginn des Jahres 1860 befindet sich Italien nach wie vor in einem Zustand der politischen Zersplitterung. Im Süden der Halbinsel befindet sich das Königreich beider Sizilien, das seit 1816 aus der Insel Sizilien und dem ehemaligen Königreich Neapel besteht und von Franz II., einem Abkömmling einer Seitenlinie des Hauses Bourbon, beherrscht wird. Nördlich davon liegt der Kirchenstaat unter der Herrschaft von Papst Pius IX., der im Vorjahr die italienische Einigung in einer Enzyklika scharf kritisiert hat. Der Norden Italiens besteht aus mehreren Herzogtümern, die sich trotz der Niederlage der Österreicher im Sardinischen Krieg zum Großteil immer noch in habsburgischer Hand befinden. Nur die Lombardei konnte nach dem Frieden von Zürich für das Königreich Sardinien-Piemont gewonnen werden.

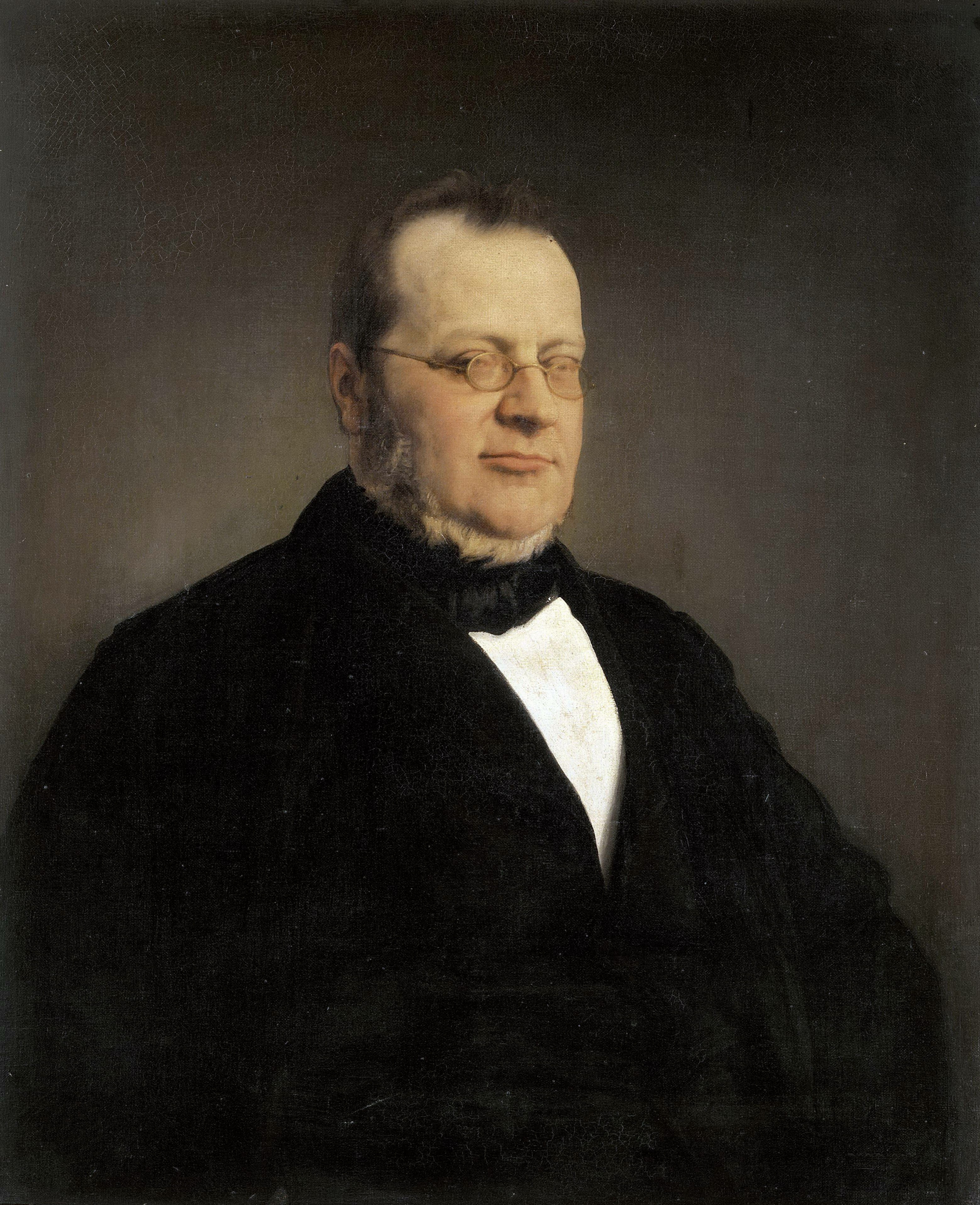
Camillo Benso Graf von Cavour, Porträt von Francesco Hayez

Auf Betreiben des Ministerpräsidenten von Sardinien-Piemont, Graf Camillo Benso von Cavour, werden im März Volksabstimmungen im Großherzogtum Toskana, dem Herzogtum Modena, dem Herzogtum Parma, in Piacenza, Bologna und weiteren Gebieten der Emilia-Romagna über den Anschluss an das Königreich Sardinien abgehalten, die alle – wohl auch, weil nur bestimmte Bevölkerungsteile zur Abstimmung zugelassen sind – zugunsten eines Anschlusses an das Haus Savoyen unter Viktor Emanuel II. ausgehen. Der französische Kaiser Napoleon III. erkennt die Ergebnisse an, wofür er von Sardinien im Vertrag von Turin Savoyen und die Grafschaft Nizza übertragen bekommt.

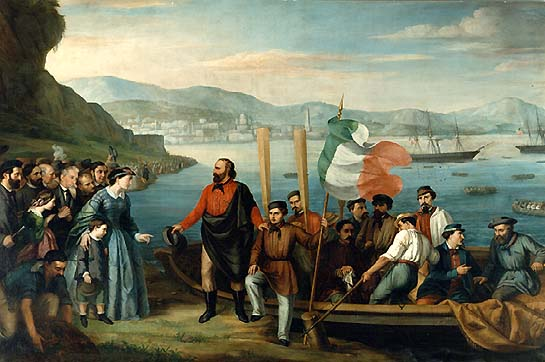
Darstellung von Garibaldis Abreise aus Genua bei Quarto

Erzürnt über diese Vorgangsweise, den Verkauf seiner Heimatstadt Nizza an Frankreich und den zögerlich-pragmatischen Zugang Cavours beschließt der Republikaner Giuseppe Garibaldi, die italienische Einigung selbst in die Hand zu nehmen. Am 5. Mai schifft sich – von Sardinien und Großbritannien heimlich unterstützt – unter seiner Führung in Quarto al Mare bei Genua der sogenannte „Zug der Tausend“, wegen ihrer Uniformierung auch „Rothemden“ genannt, in Richtung Sizilien ein, mit dem Ziel, die Einheit Italiens zu erkämpfen. Der genuesische Stadtteil wird später zu Ehren dieses Ereignisses in Quarto dei Mille umbenannt. Mit den beiden von der sardinischen Regierung gecharterten Handelsschiffen Lombardo und der Piemonte fahren sie zunächst nach Talamone und Porto Santo Stefano in der Toskana, wo sie Proviant, Waffen und Kohle erhalten und auf diese Weise auch der neapolitanischen Flotte ausweichen. Am 11. Mai landen die Rothemden schließlich unter dem Schutz zweier britischer Kriegsschiffe nahe der westsizilianischen Stadt Marsala, um Palermo auf dem Weg durch das Landesinnere zu erreichen. Bereits in den ersten Tagen erhält Garibaldis Truppe Zulauf zahlreicher sizilianischer Aufständischer, die seit April die Herrschaft Franz’ II. und der Bourbonen im Königreich bekämpfen.

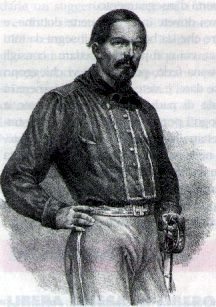
Nino Bixio

Früher als erhofft treffen Garibaldis Einheiten auf die bourbonische Armee. Bei Calatafimi Segesta, einem Ort nahe der westsizilianischen Provinzhauptstadt Trapani, werden sie von Aufklärungseinheiten entdeckt und von General Landi am 15. Mai zur Schlacht gestellt. In der Schlacht von Calatafimi geraten die „Rothemden“ an den Rand einer Niederlage, und Garibaldis General Nino Bixio macht bereits den Vorschlag, sich zurückzuziehen, was Garibaldi jedoch mit den berühmten Worten No, Nino, qui si fa l'Italia o si muore. (Nein, Nino, hier machen wir Italien oder wir sterben hier.) ablehnt. Der Sieg Garibaldis ist letztlich zu einem guten Teil der Tatsache zu danken, dass Landi sowohl die Entschlossenheit der „Rothemden“ als auch Garibaldis strategische Fähigkeiten unterschätzt, der auf jahrelange Erfahrungen in diversen südamerikanischen Freiheitskriegen zurückgreifen kann.

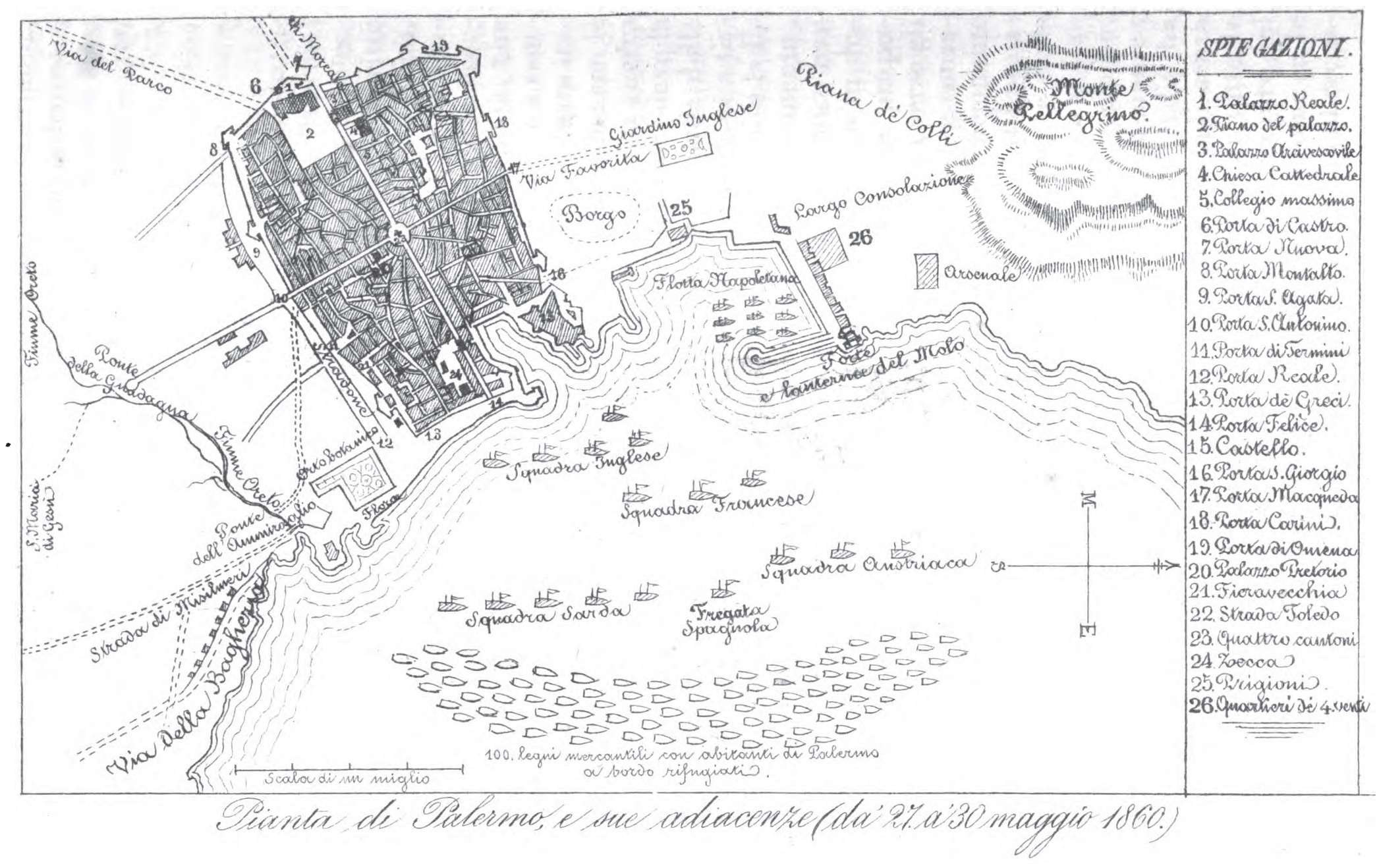
Plan Palermos während des Aufstands Ende Mai

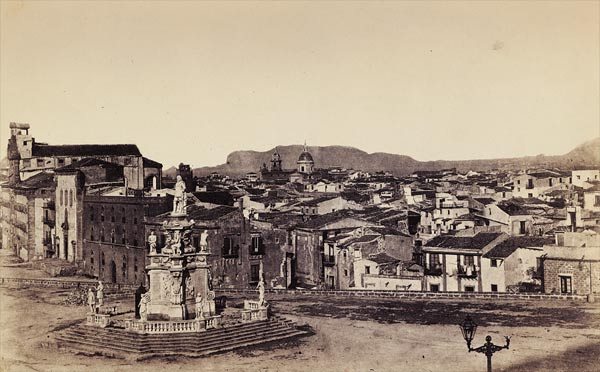
Gustave Le Gray: Palermo Juni 1860

Garibaldis Kämpfer sind nach dem Sieg zu erschöpft, um den fliehenden Gegner zu verfolgen, aber der Weg nach Palermo ist frei. Nach kleineren Gefechten zieht Garibaldi Anfang Juni in der Stadt ein, in der bereits Ende Mai ein Aufstand gegen die Bourbonen ausgebrochen ist. Auf dem Weg erhält er weiteren Zulauf sowohl von Aufständischen als auch von Abenteurern aus anderen Ländern. Unter anderem nehmen der Photograph Gustave Le Gray und der Schriftsteller Alexandre Dumas der Ältere an Garibaldis Zug auf Palermo teil. Kurz nach dem Einmarsch Garibaldis in Palermo erscheint am 7. Juni erstmals die Tageszeitung Giornale officiale di Sicilia, heute eine der ältesten Tageszeitungen Italiens. Am 20. Juli kommt es schließlich zu einem letzten Gefecht bei Milazzo in der Nähe von Messina. Durch seinen Sieg kann Garibaldi Sizilien gänzlich unter seine Kontrolle bekommen, wo er am 22. Juli seinem Weggefährten Giuseppe Sirtori diktatorische Vollmacht erteilt.
Genau einen Monat später, am 20. August setzt der mittlerweile auf das Zehnfache angewachsene „Zug der Tausend“ aufs italienische Festland über. Die königlichen Truppen setzen seinem Vormarsch nach Norden nur halbherzigen Widerstand entgegen. Am 7. September zieht Giuseppe Garibaldi unter dem Jubel der Bevölkerung in Neapel ein. König Franz II. zieht sich auf die Festung Gaeta zurück, wo er sich auf eine Entscheidungsschlacht vorbereitet.
In Turin werden die Entwicklungen im Süden der Halbinsel mit zwiespältigen Gefühlen betrachtet, denn Garibaldis Erfolge gefährden die Führungsrolle Sardinien-Piemonts beim italienischen Einigungsprozess. König Viktor Emanuel II. entscheidet sich schließlich, selbst aktiv zu werden und schickt das piemontesische Heer nach Süden, um Garibaldi „beizustehen“. Nachdem sich Ministerpräsident Cavour bei Napoleon III. rückversichert hat, dass Frankreich bei einem Angriff auf den Kirchenstaat nicht intervenieren werde, sofern Rom selbst nicht angegriffen werde, marschiert das Heer unter General Enrico Cialdini in den Marken und Umbrien ein.

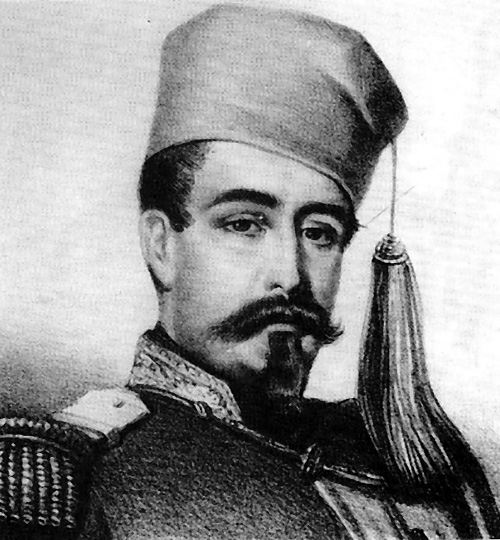
Louis de Lamoricière

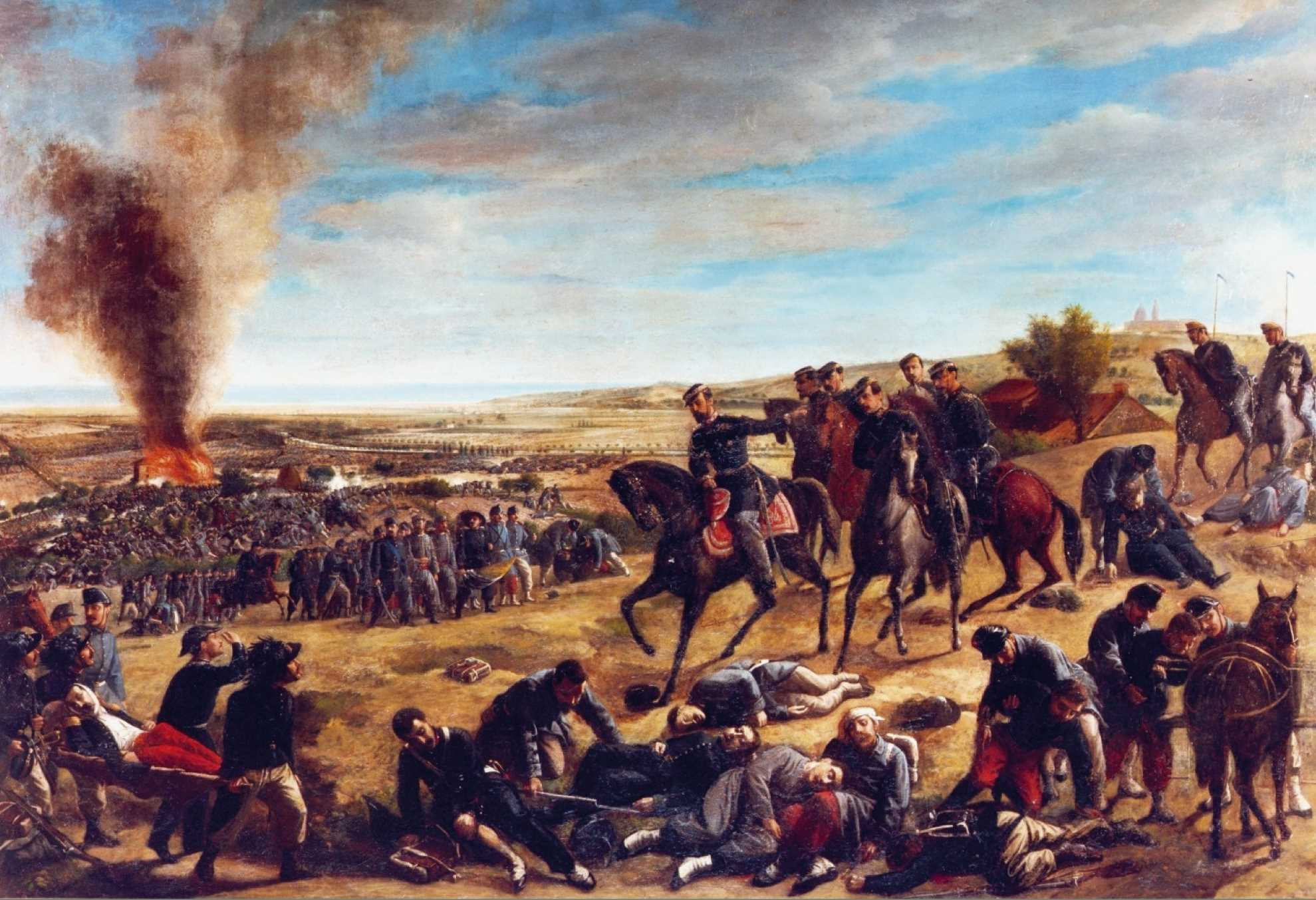
Schlacht von Castelfidardo

Am 18. September siegt die piemontesische Armee in der Schlacht von Castelfidardo entscheidend über die päpstlichen Truppen unter dem Kommando des französischen Generals Louis Juchault de Lamoricière. Der Sieg ebnet den Weg für eine Vereinigung des Königreiches Sardinien-Piemont mit dem Königreich Neapel. In Ancona ergeben sich am 29. September die letzten Truppen de Lamoricières den piemontesischen Streitkräften, was eine Annexion großer Teile des Kirchenstaates nach sich zieht. Papst Pius IX. verbleibt nur mehr das alte Kerngebiet Latium des Patrimonium Petri als Besitz.

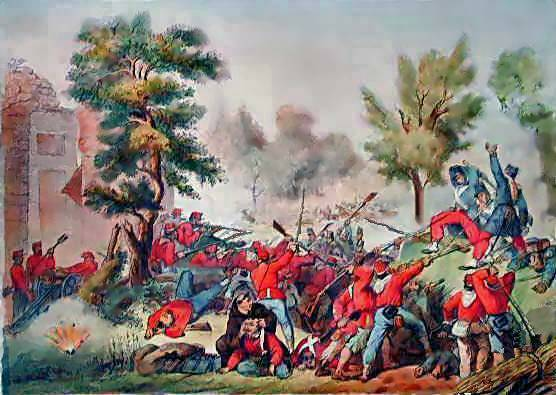
Schlacht am Volturno

Nach einem Gefecht bei Capua am 19. September, bei dem Garibaldis General Wilhelm Rüstow siegreich bleibt, treffen schließlich am 1. Oktober beim Fluss Volturno rund 24.000 Rothemden auf eine fast doppelt so große Armee des Königreichs Neapel. Mit der Niederlage in der entscheidenden Schlacht am Volturno ist das Schicksal von Franz II. als König beider Sizilien endgültig besiegelt. In der Festung Gaeta kann er sich zwar noch einige Monate halten, im Februar 1861 unterzeichnet er jedoch die Kapitulation und geht ins Exil nach Rom.
Am 21. Oktober wird im Königreich beider Sizilien ein Plebiszit abgehalten, in dem sich eine überwältigende Mehrheit für einen Anschluss an das Königreich Sardinien-Piemont ausspricht. Giuseppe Garibaldi tritt daraufhin von seinem Machtanspruch und dem Wunsch nach Gründung einer Republik zurück. Am 26. Oktober kommt es in Teano bei Neapel zum Treffen zwischen Giuseppe Garibaldi und Viktor Emanuel II., in dem Garibaldi Viktor Emanuel als König von Italien anspricht.

#### Schweiz/Frankreich

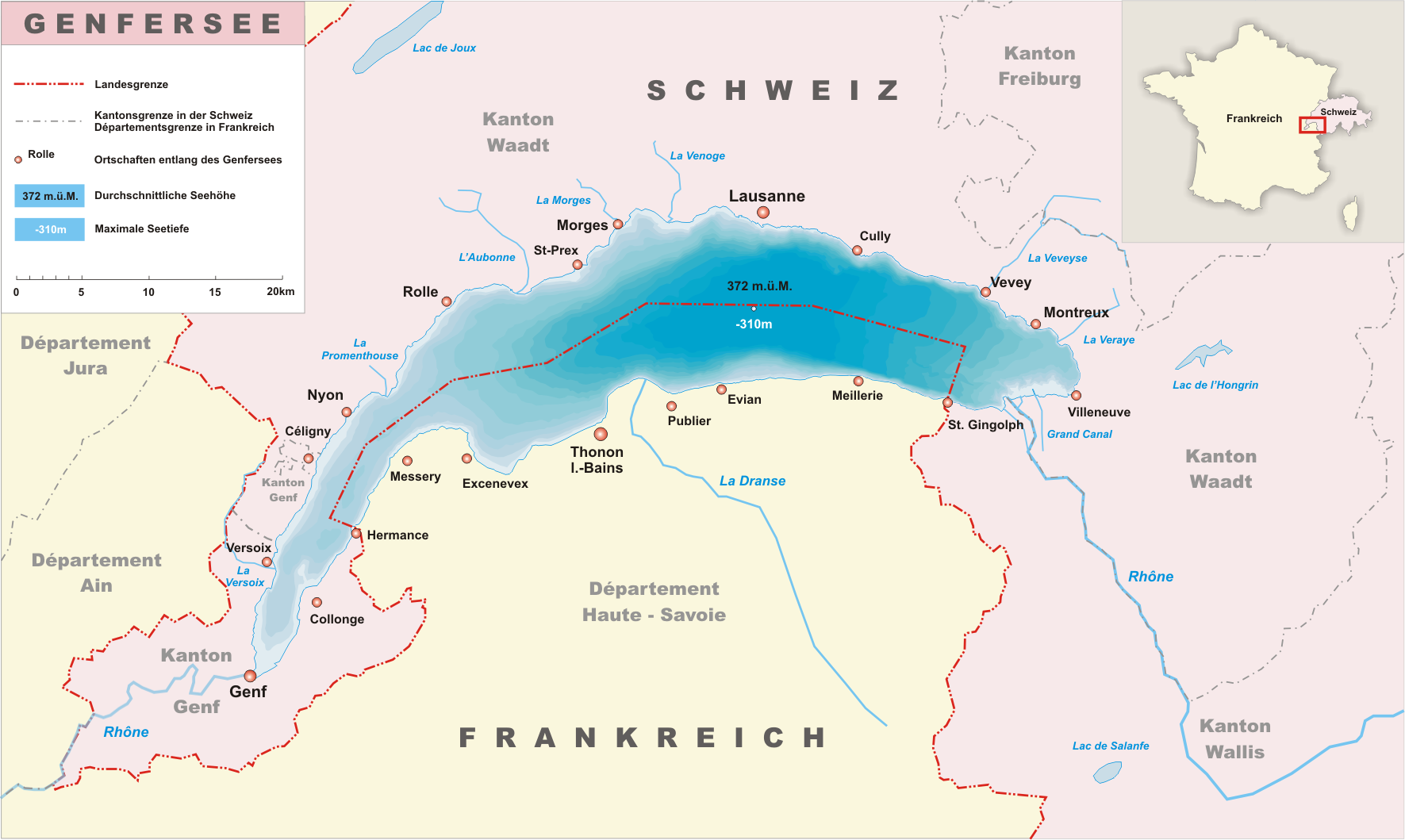
Lage des Departements Haute-Savoie zwischen Genf und Wallis

Zwischen der Schweiz und Kaiser Napoleon III. von Frankreich kommt es zum sogenannten Savoyerhandel: Anfang des Jahres führt der Schweizer Gesandte in Paris, Johann Konrad Kern, Gespräche mit dem Ziel einer Angliederung Hochsavoyens an die Schweiz. Dabei teilt der französischen Außenminister ihm mit, der Kaiser werde im Falle der noch sehr zweifelhaften Annexion, der eine Abstimmung der Savoyarden vorangehen müsse, aus Sympathie für die Schweiz sich ein Vergnügen machen, ihr Chablais und Faucigny als eigenes Territorium zu überlassen.

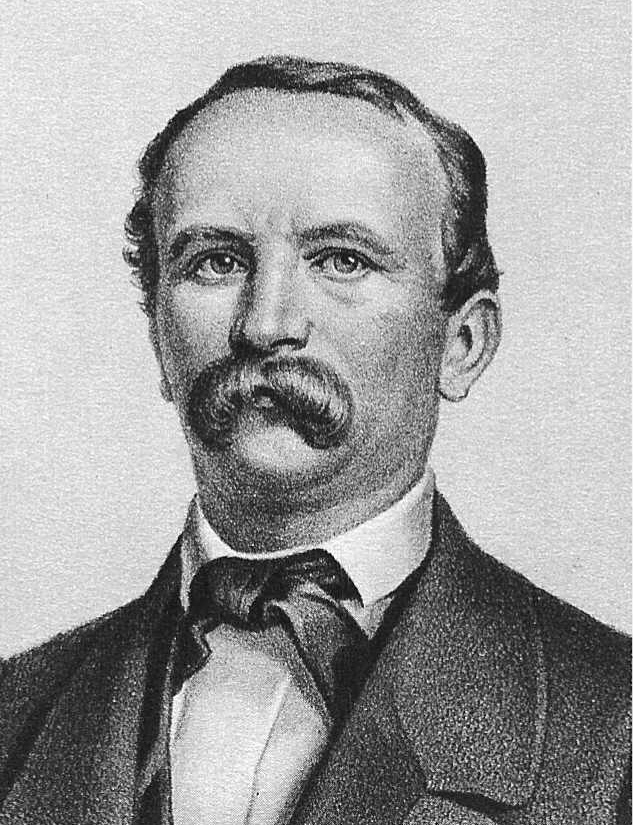
Jakob Stämpfli

Jakob Stämpfli, einflussreiches Mitglied im Bundesrat und Vorsitzender des Schweizer Militärdepartements, misstraut dieser Erklärung jedoch, insistiert auf schriftlichen Garantien und entfacht zur gleichen Zeit eine Kampagne, die sich für die militärische Besetzung und Annexion Hochsavoyens starkmacht. Auf dem radikalen Flügel der Liberalen findet er damit großen Widerhall, wobei auch Stimmen laut werden, die Schweizerische Neutralität als „Relikt der Restauration“ aufzugeben, doch ist die Bereitschaft der Bevölkerung, es auf einen Krieg ankommen zu lassen, viel geringer als im vorangegangenen Neuenburgerhandel der Jahre 1856 und 1857, wo eine allgemeine Volksbewegung zur militärischen Abwehr der preußischen Interventionsdrohung stattgefunden hat.

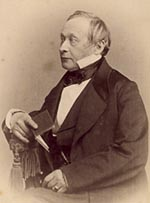
Friedrich Frey-Herosé

Friedrich Frey-Herosé, als Vertreter der liberal-radikalen Fraktion in den Bundesrat gewählt und seit dem 1. Januar zum zweiten Mal nach 1854 Bundespräsident der Schweiz, gerät trotzdem im Laufe des Jahres durch seine zunächst nur in vertraulichen Gesprächen geäußerte Überzeugung politisch unter Druck, die Schweiz dürfe sich bei der Frage der Abtretung Savoyens an Frankreich nicht einmischen, auch wenn ein territorialer Anspruch rechtlich begründbar sei. Im Dezember schafft Frey-Herosé die Wiederwahl nur äußerst knapp.

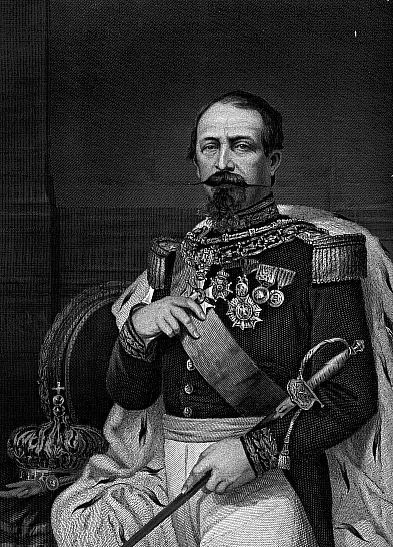
Napoleon III.

Am 24. März tritt König Viktor Emanuel II. von Sardinien-Piemont im Vertrag von Turin Savoyen und die Grafschaft Nizza an Frankreich ab. Daraufhin verlangt Stämpfli von der Bundesversammlung Vollmacht für die Regierung, der französischen Okkupation durch den Einmarsch in Hochsavoyen zuvorzukommen. Die Versammlung entscheidet dagegen und stimmt für den Antrag der gemäßigt-liberalen Politiker Alfred Escher und Jakob Dubs, Berichterstatter der zur Klärung der Rechtsfragen eingesetzten Kommission. Dieser Antrag erklärt die diplomatischen Mittel für nicht erschöpft und verpflichtet die Regierung auf weitere Verhandlungen. Im weiteren Fortgang der Krise kommt es am 30. März zu einem Zwischenfall, als 150 Freischärler, Genfer und Savoyarden, ein Dampfboot kapern und damit in Evian landen. Sie werden von regulärem schweizerischem Militär umgehend zurück eskortiert.
Napoleon III. veranstaltet am 22. April das angekündigte Plebiszit, bei welchem Hochsavoyen eine Freihandelszone mit der Schweiz in Aussicht gestellt wird. Angesichts dieser Aussicht und der ohnehin vollendeten Tatsachen stimmen die Wahlberechtigten (volljährige Männer) weit überwiegend für den Anschluss an Frankreich. Die annektierten Gebiete werden zum Département Haute-Savoie zusammengefasst, das in diesen Grenzen noch heute besteht.
Bei den Schweizer Parlamentswahlen 1860 am 28. Oktober stehen 120 Sitze des Nationalrates Zur Wahl. Gewählt wird nach einem Mehrheitswahlrecht. Die bisher dominierenden Freisinnigen (bzw. Radikal-Liberalen) erreichen nur noch eine knappe absolute Mehrheit der Sitze, während die gemäßigten Liberalen markant zulegen können – eine Folge gegensätzlicher Positionen in der Eisenbahn- und Außenpolitik. In allen Kantonen sind die Wahlen in den Ständerat indirekt und erfolgen durch die jeweiligen Kantonsparlamente. Das neu gewählte Parlament tritt in der 5. Legislaturperiode erstmals am 3. Dezember zusammen.

#### Kaisertum Österreich
Kaiser Franz Joseph I. erlässt am 20. Oktober das Oktoberdiplom in Form eines Manifests für das Kaisertum Österreich. Das stark föderalistische Gesetz beinhaltet die Grundzüge einer neuen Verfassung, mit der die Staatsform einer konstitutionellen Monarchie eingeführt wird. Es wird ein Reichsrat mit 100 Mitgliedern geschaffen, der in finanz- und wirtschaftspolitischen Fragen beratende Funktion, in legislativer Hinsicht jedoch nur eine geringe Bedeutung haben soll. Damit kehrt Franz Joseph I. erstmals vom System des Neoabsolutismus ab, der mit dem Silvesterpatent 1851 deklariert worden ist. Die Außen- und die Kriegspolitik bleibt jedoch weiterhin in der alleinigen Entscheidungskompetenz des Kaisers. Der Kompromiss zwischen den zentralistischen Tendenzen der deutschsprachigen Bevölkerung und den föderalistischen Bestrebungen der übrigen Nationalitäten kann allerdings weder die Deutschliberalen noch die Magyaren im Reichsrat zufriedenstellen, weshalb es schon vier Monate später zu einer Revision des Oktoberdiploms durch das stärker zentralistische Februarpatent kommt. Der zuständige Staatsminister Agenor Gołuchowski zeigt sich nicht zuletzt wegen dieser Widerstände von der Umsetzung des Gesetzes überfordert und wird am 13. Dezember durch den Liberalen Anton von Schmerling ersetzt.

#### Preußen

##### Preußischer Verfassungskonflikt
In Preußen beginnt der Konflikt um die Verfassung des Jahres 1848: Regent Wilhelm und sein neuer Kriegsminister Albrecht Graf von Roon legen einen Plan zur Reorganisation der preußischen Armee vor. Es sollen statt wie bisher 40.000 Mann jährlich 65.000 Rekruten eingezogen werden, die Zahl der aktiven Regimenter soll zugleich um 39 Infanterie- und 10 Kavallerie-Regimenter erhöht werden. Das Friedensheer käme damit auf 200.000 statt bisher 140.000 Mann. Die aktive Dienstzeit, die nach dem Gesetz drei Jahre beträgt und die in den Jahren zuvor stillschweigend auf zwei Jahre begrenzt worden ist, soll auf den alten Stand erhöht werden. Zugleich will der Kriegsminister die Rüstung Preußens nicht mehr auf die Landwehr stützen, sondern auf ein stehendes Heer, weil die Landwehr sich nicht bewährt habe und nicht mehr zeitgemäß sei. Im ersten Jahr soll für diese Reform ein Betrag von neun Millionen Reichstalern zur Verfügung gestellt werden.
Das von den Liberalen um Georg von Vincke dominierte preußische Abgeordnetenhaus, das als Mitinhaber des Budgetrechts auch über den Militäretat entscheidungsbefugt ist, will hingegen die allgemeine Wehrpflicht auch formell auf zwei Jahre begrenzen, die Schwächung der Landwehr verhindern und die für die Reform zu bewilligenden Gelder im ersten Budgetjahr von neun auf zwei Millionen Taler verringern. Trotzdem bewilligt das Abgeordnetenhaus für das erste Jahr dieser Reform neun Millionen Taler provisorisch.

##### Festung Jülich

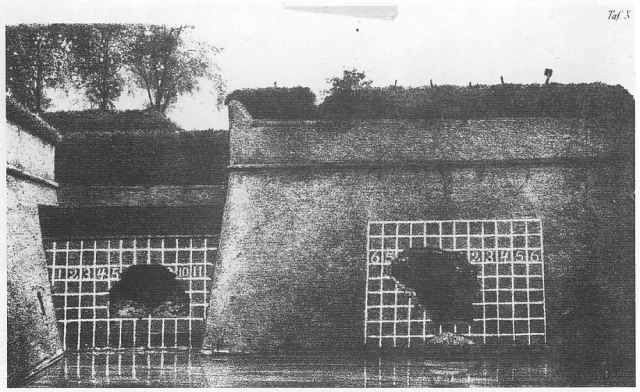
Breschen in der Zitadelle Jülich vom 26. September 1860

Nachdem im Vorjahr die Schleifung der Festung Jülich beschlossen worden ist, erfolgt entschiedener Widerstand durch die Bürger der Stadt, die zu einem nicht unerheblichen Teil ihr Auskommen dem Unterhalt der Festungswerke und den Aufträgen durch die Garnison verdanken. Die Bürgerschaft reichte Petitionen bei Regent Wilhelm ein, die um Erhalt der Festung oder doch zumindest der Garnison bitten. Darauf bleibt Jülich Garnisonsstadt, und es wird eine Unteroffiziersvorschule eingerichtet, die in der Zitadelle Quartier nimmt. Im September führt das preußische Heer in Jülich eine große Belagerungsübung durch, bei der neue Geschütze und Gewehre sowie neue Angriffsverfahren erprobt werden. Dabei wird die Zitadelle beschädigt, sie bleibt aber erhalten, während die Außenwerke und die Stadtbefestigung in den folgenden Jahren abgerissen werden.

#### Weitere Ereignisse im Deutschen Bund
Nach dem Tod seines Vaters Georg am 6. September wird Friedrich Wilhelm (II.), dessen Name aufgrund eines alten Fehlers in der mecklenburgischen Regentenzählung in der Literatur stets ohne dynastische Zählung auftaucht, neuer Großherzog von Mecklenburg im Landesteil Mecklenburg-Strelitz. Seine bis 1904 dauernde Regierungszeit ist geprägt durch an Geiz grenzende Sparsamkeit bei allen öffentlichen Ausgaben. Notwendige Investitionen in Wirtschaft, Infrastruktur und Bildung unterbleiben weitgehend. Darüber stagnieren moderne Entwicklungen oder halten nur zögerlich Einzug im Land. Diese Politik kann zwar erreichen, dass über Generationen angehäufte Schuldenberge des Fürstenhauses abgetragen werden können, das Land entwickelt sich jedoch zu einem der rückständigsten deutschen Territorien.
Die erste Verfassung der Freien und Hansestadt Hamburg, die diesen Namen trägt, tritt am 28. September in Kraft.

#### Russland

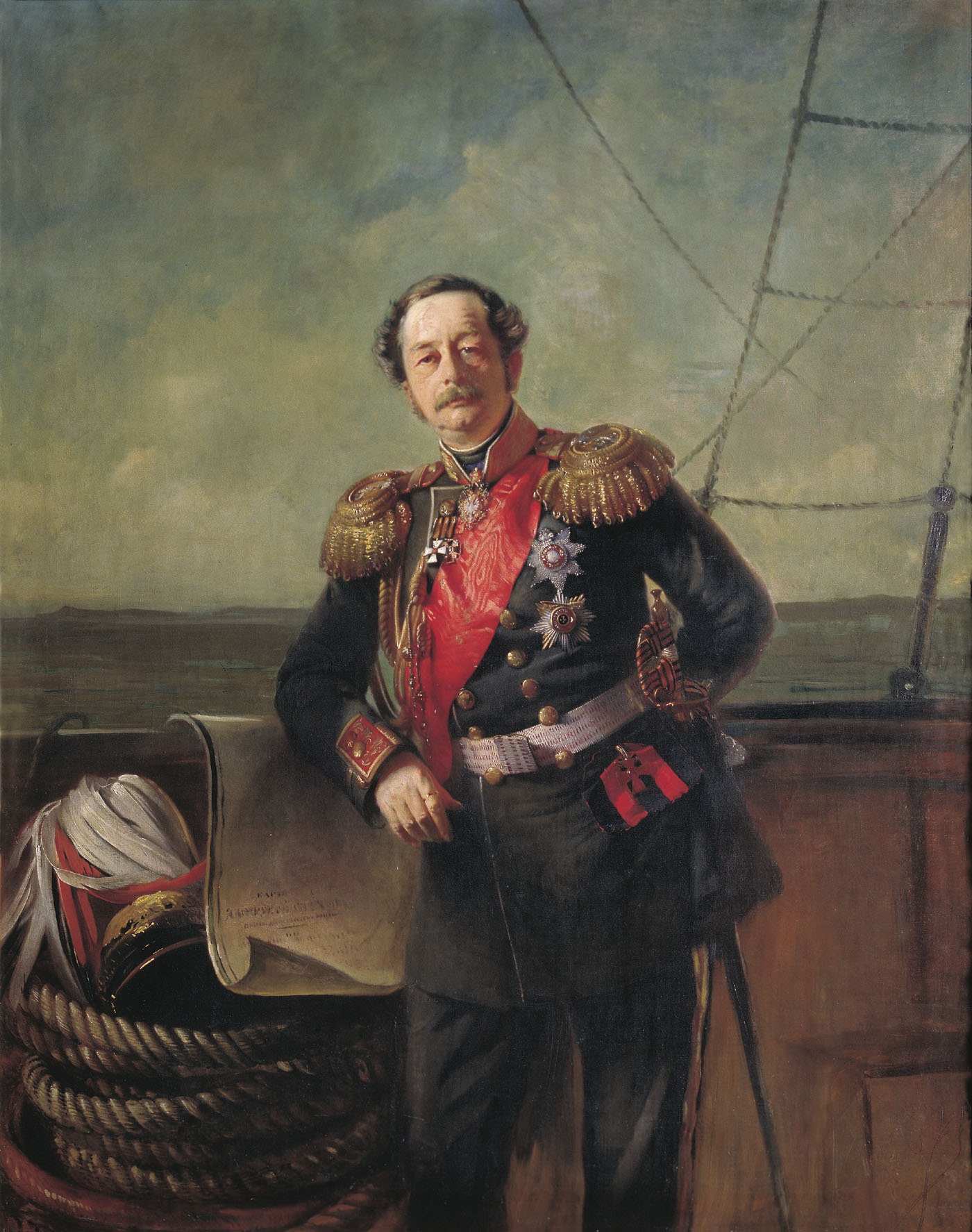
Graf Murawjow-Amurski, Porträt von Konstantin Makowski

Im Auftrag von Zar Alexander II. gründet Generalgouverneur Nikolai Nikolajewitsch Murawjow-Amurski am 2. Juli einen Marinestützpunkt für die Kaiserlich Russische Marine an der Pazifikküste in Ostsibirien. Damit soll die Macht des Russischen Reiches im Fernen Osten nach den Gebietsgewinnen im Vertrag von Aigun 1858 gefestigt und Russlands Stellung im Konflikt um Asien mit den anderen europäischen Mächten gestärkt werden. Die Stadt erhält den Namen Wladiwostok (Beherrsche den Osten).

#### Fürstentum Montenegro

Fürst Nicolaus von Montenegro

Danilo I., seit 1852 weltlicher Fürst von Montenegro, wird am 13. August von Todor Kadić ermordet. Da Danilo keine Nachkommen hat, wird Nikola, Sohn des früheren Fürstbischofs von Montenegro, Petar II. Petrović-Njegoš, Nachfolger seines ermordeten Onkels. Die Thronfolge zwingt den Neunzehnjährigen, seine westeuropäische Ausbildung am Pariser Lycee Louis le Grand, die er als erstes Mitglied seiner Dynastie erhalten hat, abzubrechen und nach Montenegro zurückzukehren. Am 8. November heiratet Nikola I. Milena Vukotić, Tochter des Vojvoden Petar Vukotić und dessen Gemahlin Jelena Vojvodić. Nikolaus führt die autoritäre Modernisierungspolitik seines Vorgängers weiter. Der kleine Ort Cetinje wird in den nächsten Jahren zu einer modernen Hauptstadt ausgebaut.

#### Osmanisches Reich

##### Serbien

Mihailo Obrenović

Mihailo Obrenović wird nach dem Tod seines Vaters Miloš Obrenović zum zweiten Mal Fürst von Serbien, nachdem er 1842 aus dem Land fliehen musste. Während seiner Regierungszeit bemüht er sich, das Fürstentum Serbien aus dem Osmanischen Reich zu lösen und allmählich eine absolutistische Regierungsform einzuführen.

##### Syrien/Libanon

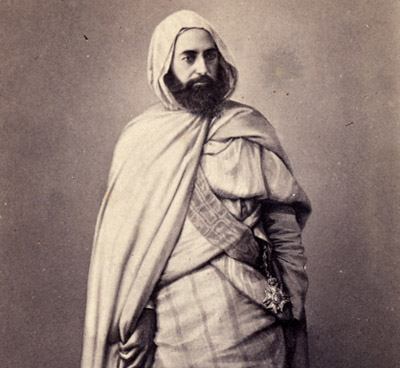
Abd el-Kader mit dem Kreuz der Ehrenlegion

Beim Bürgerkrieg im Libanongebirge zwischen christlichen Maroniten und muslimischen Drusen kommen insgesamt 20.000 Christen ums Leben, dazu eine unbekannte Zahl von Muslimen. 380 christliche Dörfer und 560 Kirchen werden zerstört. Der Bürgerkrieg gipfelt am 9. Juli in der syrischen Stadt Damaskus in einem Massaker im christlichen Stadtteil durch aufgewiegelte Muslime. Die osmanischen Behörden unternehmen nichts, um das Blutvergießen zu verhindern, und leisten den Angreifern sogar indirekte Hilfe. Den Gewalttaten, die sich auch auf den folgenden Tag erstrecken, fallen insgesamt etwa 6.000 Personen zum Opfer. Durch den Einsatz des ehemaligen algerischen Freiheitskämpfers Abd el-Kader, der sich nach seiner Freilassung durch Frankreich in Syrien niedergelassen hat, können zahlreiche Christen gerettet werden, wofür er von Napoleon III. mit dem Großkreuz der Ehrenlegion ausgezeichnet wird. Auf den Druck Frankreichs, der Schutzmacht der Maroniten, wird der Libanon in der Folge organisatorisch von Syrien abgetrennt. Dies erfolgt durch die Errichtung des Mutesarriflik Libanonberg, das später zum Gouvernement Libanonberg und damit zur Keimzelle des heutigen Libanon wurde. Die Einsetzung des Gouverneurs bedarf der Zustimmung der europäischen Mächte, während die Autonomie des Libanon von einer internationalen Kommission überwacht wird.

##### Jerusalem
In der Stadt Jerusalem, die traditionell in vier Viertel für Juden, Muslime, Christen und Armenier aufgeteilt ist, erfolgt aufgrund zunehmender Einwanderung der Bau des ersten jüdischen Viertels außerhalb der Stadtmauern.

#### Afrika

##### Spanisch-Marokkanischer Krieg

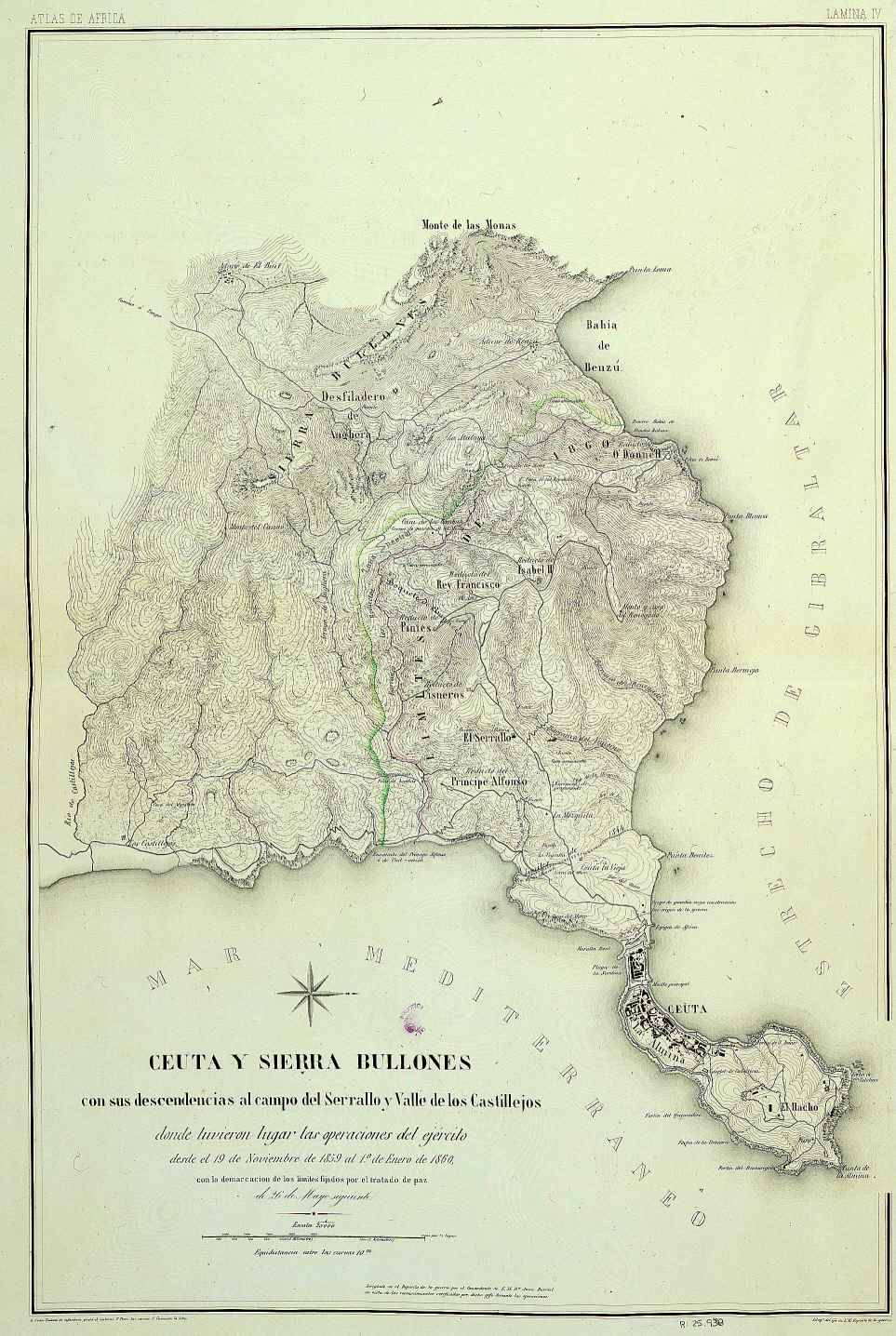
Karte des spanischen Ceuta 1860, nach Westen ausgerichtet

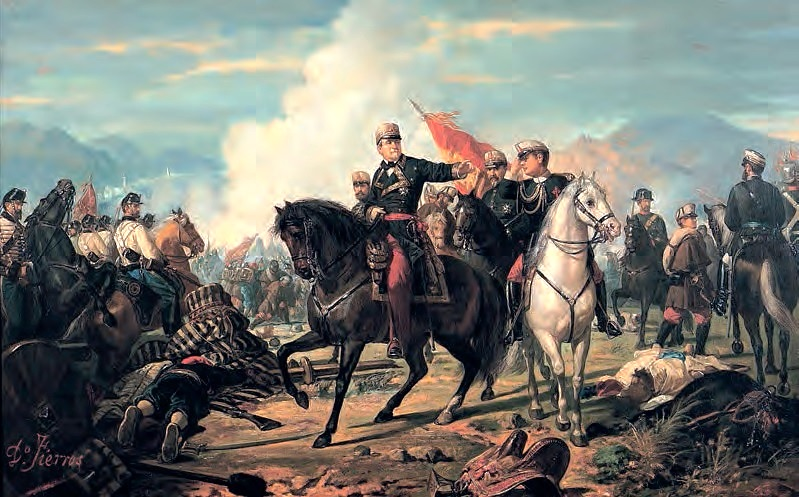
Darstellung der Schlacht von Tétouan, Dionisio Fierros Álvarez 1894

Der im Vorjahr ausgebrochene Spanisch-Marokkanische Krieg um eine Erweiterung der spanischen Besitzungen in Nordafrika tritt in seine entscheidende Phase: Nach vielen kleinen, aber sehr blutigen Gefechten besetzen spanische Truppen unter Führung von Ministerpräsident Leopoldo O’Donnell am 4. Februar die marokkanische Stadt Tétouan und nach einer westlich von Tétouan erlittenen entscheidenden Niederlage bitten die Marokkaner am 23. März um Waffenstillstand. Im bis zum 25. April ausgehandelten Frieden von Tetuan einigen sich beide Kriegsparteien auf eine von Marokko zu leistende Entschädigung. Die Stadt Tétouan wird zum spanischen Faustpfand dafür. Leopoldo O’Donnell erhält in der Folge von der spanischen Königin Isabella II. den Titel Herzog von Tétouan für seine Leistungen in diesem Krieg.
Nach der Niederlage beginnt Sultan Sidi Muhammad IV. mit dem Versuch einer Modernisierung der marokkanischen Armee und dem Ausbau der Befestigungsanlagen. Diese Maßnahmen richten sich auch gegen die unruhigen Stammesverbände der Beduinen und Berber, die die Landbevölkerung sowie die Städte immer wieder bedrohen. Die Bevölkerung in den Städten an der Atlantikküste wächst in den nächsten Jahren schnell an, da die Städte sich wegen der größeren Sicherheit schnell zu Wirtschaftszentren entwickeln.

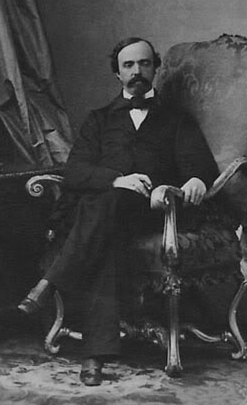
Carlos (VI.)

Carlos Luis de Borbón, als Carlos VI. Thronprätendent der Carlisten in Spanien, versucht im April die vermeintliche Gunst der Stunde zu nutzen, da das Gros des spanischen Heers in Marokko gebunden ist, und landet zusammen mit seinem jüngsten Bruder Ferdinand und dem Befehlshaber der Balearen namens Ortega in Sant Carles de la Ràpita nahe Tortosa, um die Macht an sich zu reißen. Allerdings zeigt sich kaum ein Anhänger und seine Soldaten verweigern sich seinen Befehlen. Während sein Begleiter Ortega nach der Festnahme der beiden am 22. April erschossen wird, kann Carlos sein Leben durch förmlichen Verzicht auf seine Thronrechte zugunsten Isabellas retten, ein Verzicht, den er nach seiner Freilassung am 15. Juni sofort wieder zurücknimmt. Seine Abdankung führt jedoch zu einer ernsthaften Krise des Carlismus, weil damit die Prätendentenrolle seinem liberalen Bruder Juan (III.) Carlos zufällt, der den carlistischen Idealen kritisch gegenübersteht. Und durch den Widerruf hat die Bewegung in der Folge zwei konkurrierende Prätendenten.

##### Sultanat Sansibar
Anfang des Jahres versucht Barghasch ibn Said mit Unterstützung seiner Halbschwester Salme, seinen Bruder Madschid bin Said als Sultan von Sansibar zu stürzen und die Herrschaft über den Sansibar-Archipel zu erlangen. Der Versuch schlägt fehl, und die beiden werden unter Hausarrest gestellt, allerdings nach kurzer Zeit wieder am Hof aufgenommen.

##### Südafrika

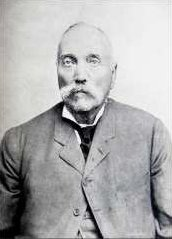
Marthinus Wessel Pretorius

Unter Präsident Marthinus Wessel Pretorius wird die Hauptstadt der Südafrikanischen Republik am 1. Mai von Potchefstroom nach Pretoria verlegt, wo zu diesem Zeitpunkt knapp 300 Menschen leben. Im selben Jahr treten die Republiken Lydenburg und Utrecht der Südafrikanischen Republik bei.

#### Vereinigte Staaten von Amerika

##### Die Vereinigten Staaten vor der Sezession

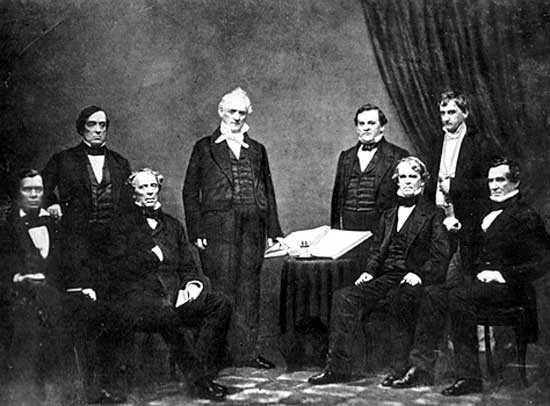
Das Kabinett Buchanan

Der Kongress der Vereinigten Staaten setzt am 5. März einen Ausschuss ein, der Korruption innerhalb des Kabinetts von Präsident James Buchanan untersuchen soll. Vorsitzender des Ausschusses ist der Republikaner John Covode, ein erklärter Gegner Buchanans. Der Bericht des Ausschusses liegt im Juni vor und wirft ein äußerst schlechtes Licht auf Buchanans Regierung. Er wird mehrfach kopiert und von den Republikanern in der folgenden Präsidentschaftswahl als Wahlkampfmaterial verwendet, obwohl James Buchanan bei der Wahl – wie schon bei seiner Antrittsrede 1857 angekündigt – gar nicht antritt.
Der United States Census des Jahres 1860 ergibt eine Bevölkerungsanzahl von 31.443.321, fast 4 Millionen davon Sklaven. Das bedeutet einen Bevölkerungszuwachs von mehr als 35 % seit der letzten Volkszählung im Jahre 1850.

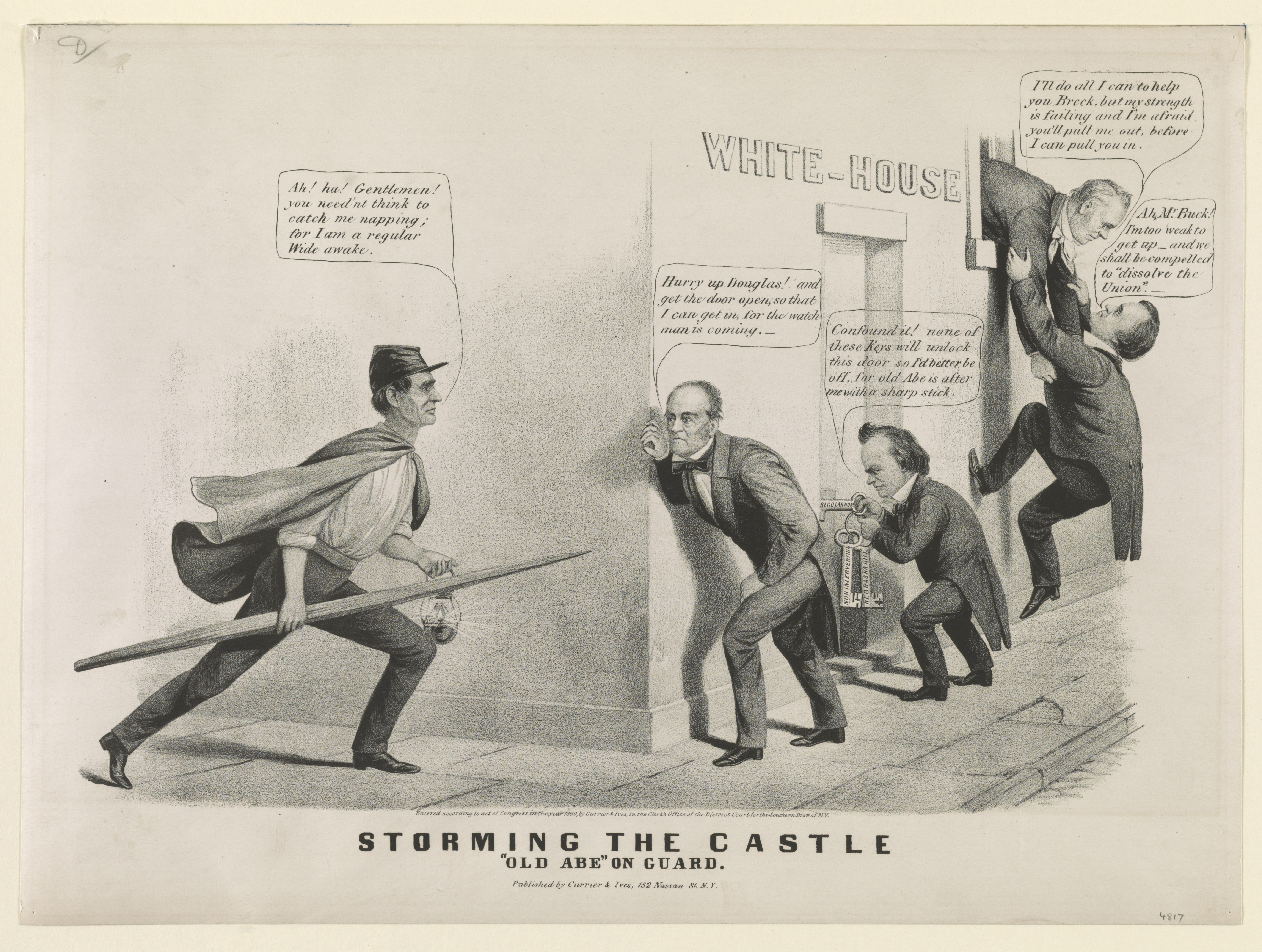
Karikatur zur Präsidentschaftswahl in den Vereinigten Staaten

Die Demokratische Partei hält in Charleston, South Carolina, die Democratic National Convention ab, bei der der demokratische Präsidentschaftskandidat gewählt werden soll. Bei dieser Convention kommt es zum Eklat und zur Spaltung der Partei in zwei Flügel. Die Mehrheit der Delegierten wählt zwar den gemäßigt sklavereikritischen Senator Stephen A. Douglas aus Illinois zum Präsidentschaftskandidaten; die Demokraten aus den Südstaaten verweigern ihm jedoch die Anerkennung und verlassen den Sitzungssaal, um wenig später in Baltimore, Maryland, den amtierenden Vizepräsidenten John C. Breckinridge, einen eindeutigen Sklavereibefürworter, als Gegenkandidaten zu nominieren. Für die Republikaner tritt Abraham Lincoln an, der sich auf der Republican National Convention am 18. Mai überraschend gegen den Favoriten William H. Seward durchsetzen kann und für den während des Wahlkampfes der Schlager Lincoln and Liberty komponiert wird. Eine vierte Partei ist die Constitutional Union Party, eine Plattform ehemaliger, gemäßigter Whigs, die sich weder den Republikanern noch einem der Flügel der Demokraten anschließen wollen. Ihr Kandidat ist John Bell.

Die wichtigsten Präsidentschaftskandidaten 1860
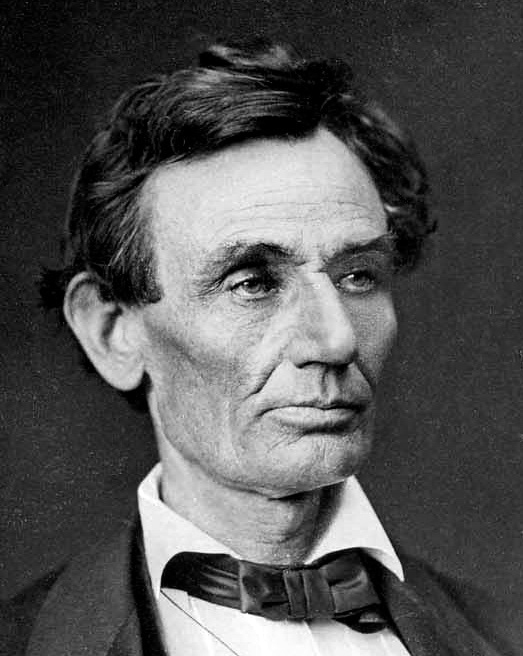
Abraham Lincoln, Republikaner
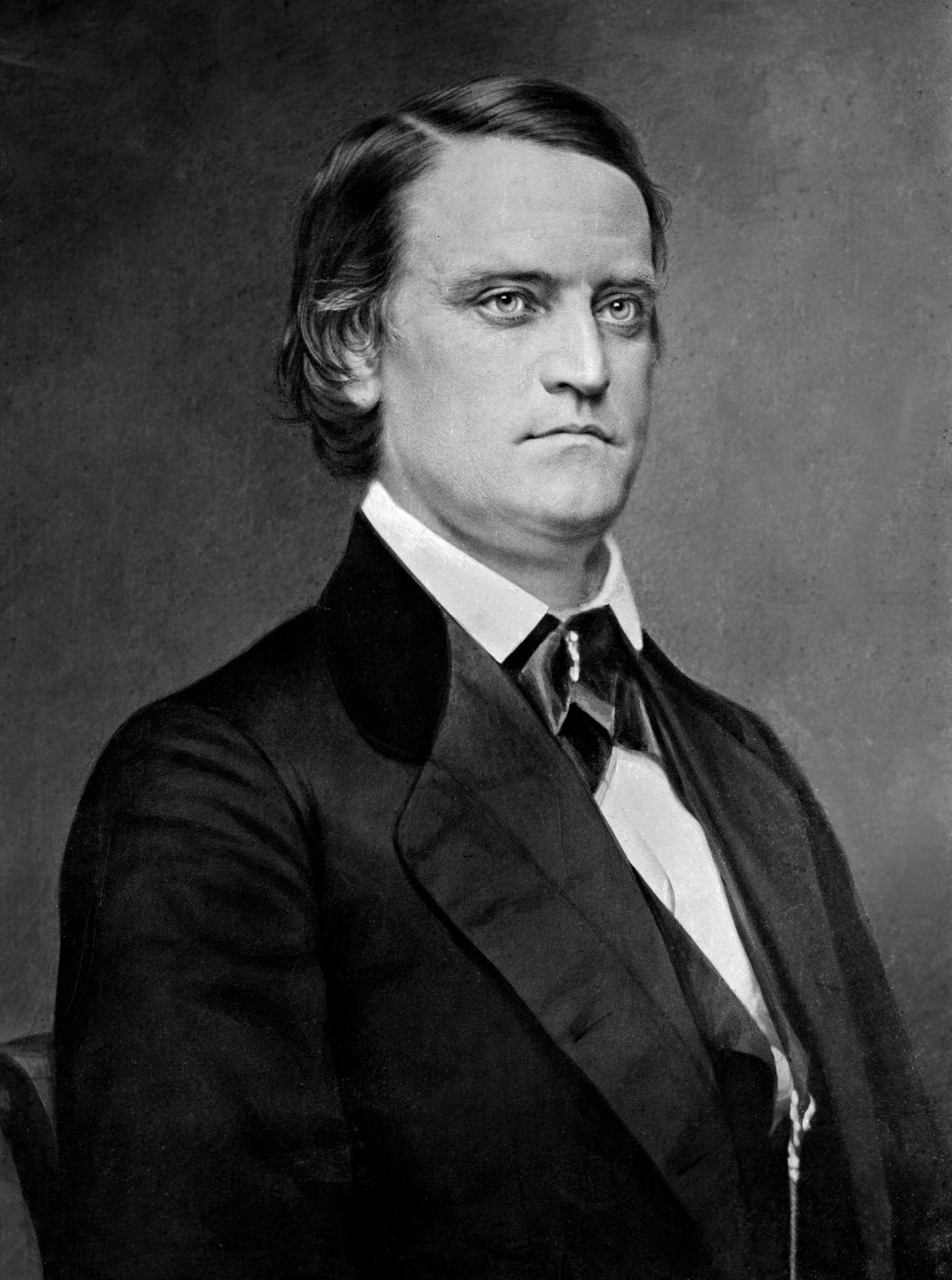
John C. Breckinridge, Süd-Demokraten
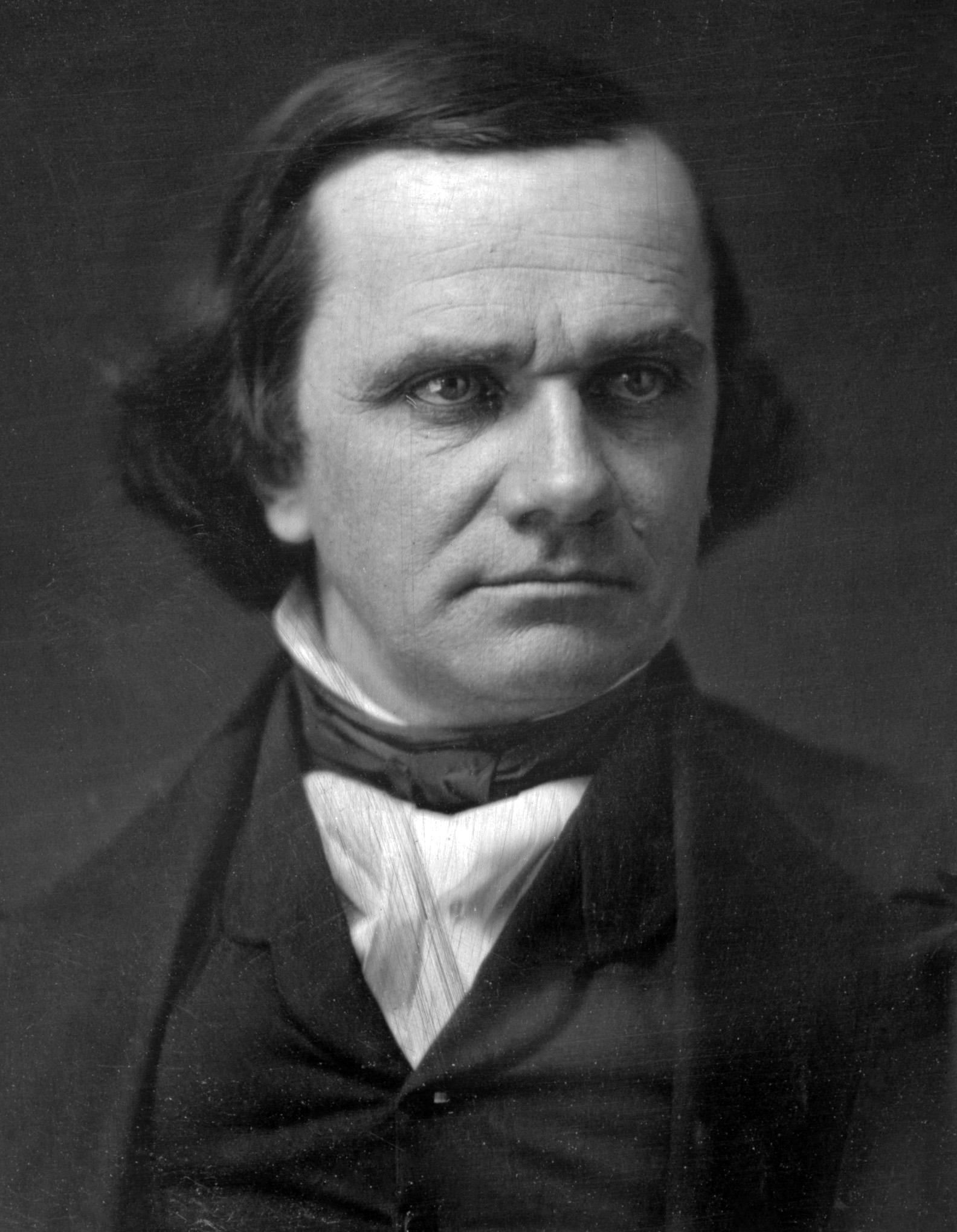
Stephen A. Douglas, Nord-Demokraten
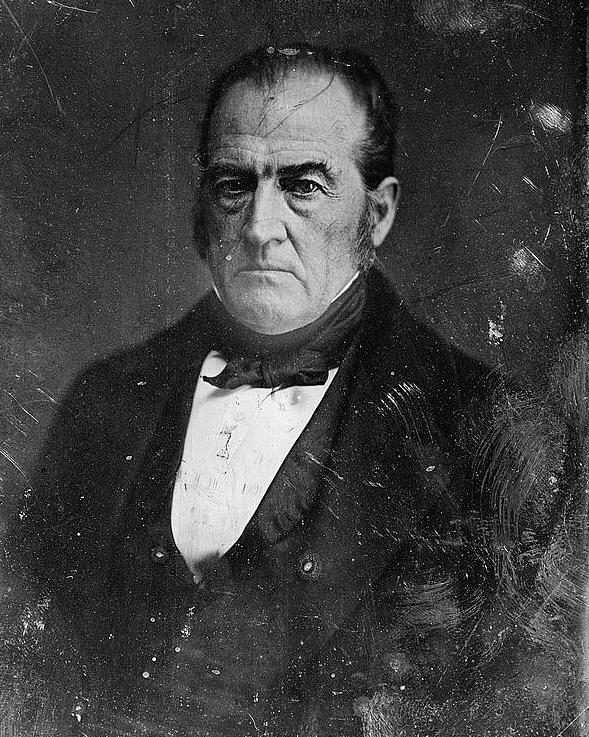
John Bell, Constitutional Union

Bei der Wahl am 6. November wird auf Grund der Zersplitterung der Demokraten der Kandidat der Republikaner Abraham Lincoln zum Präsidenten der Vereinigten Staaten von Amerika gewählt, obwohl er nur die Nordstaaten für sich gewinnen kann, eine Entwicklung, die sich schon vor der Wahl abgezeichnet hat. Der zusammen mit ihm gewählte Vizepräsident ist Hannibal Hamlin. Lincoln hat in der Frage der Sklaverei zwar immer wieder betont, die Entscheidung darüber sei Sache der Einzelstaaten, trotzdem haben die sklavenhaltenden Südstaaten von Anfang an deutlich gemacht, dass sie einen Präsidenten Lincoln nicht akzeptieren werden. In den vier Monaten zwischen der Wahl Lincolns und seinem Amtsantritt am 4. März kommt es zu einem Machtvakuum, da die scheidende Regierung Buchanan keine entscheidenden Schritte setzt, um eine Sezession der Südstaaten zu verhindern. Im Dezember treten mehrere mit den Südstaaten sympathisierende Mitglieder aus Buchanans Kabinett zurück.

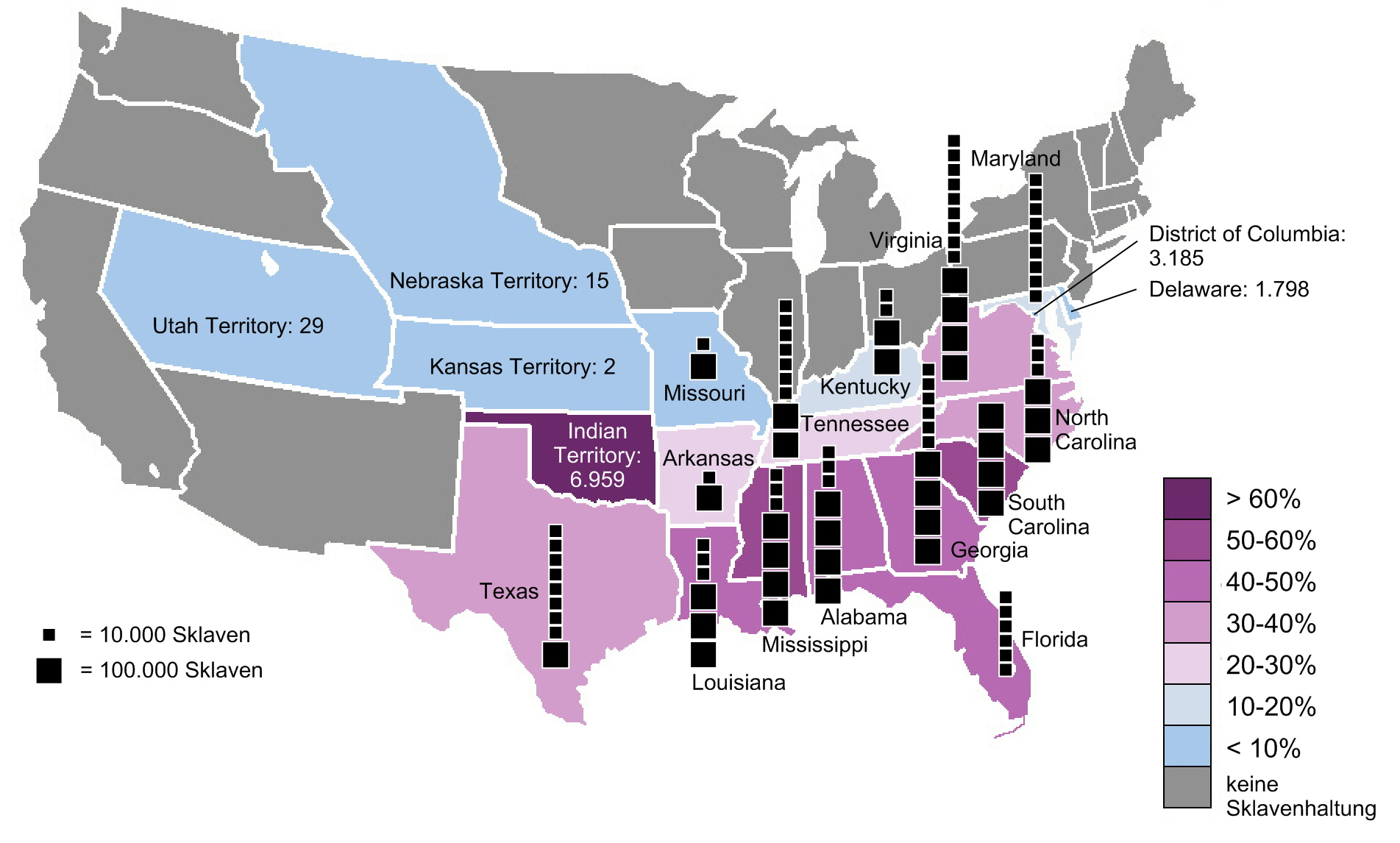
Anteil der Sklaven an der Gesamtbevölkerung der US-Bundesstaaten und Territorien im Jahre 1860

Am 18. Dezember unternimmt Senator John J. Crittenden aus Kentucky einen letzten Versuch, mit dem Crittenden-Kompromiss die Südstaaten davon abzuhalten, sich von den Vereinigten Staaten loszusagen. Der Kompromiss soll sechs Zusatzartikel zur Verfassung der Vereinigten Staaten hinzufügen. Diese Amendments sollen den Missouri-Kompromiss, welcher die Sklaverei südlich der 36°30’-Linie erlaubt, so erweitern, dass er bis zum Pazifik, also außerhalb der damaligen Grenzen der Vereinigten Staaten, gelten würde. Außerdem verbietet der Kompromiss dem Kongress, die Sklaverei abzuschaffen. Obwohl viele südliche Abgeordnete dem Kompromiss zustimmen, wird er jedoch nie verwirklicht. Nur zwei Tage später, am 20. Dezember, erklärt South Carolina als erster Bundesstaat seinen Austritt aus der Union.

##### Westliche Territorien

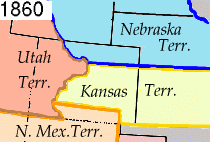
Das von den umliegenden Territorien beanspruchte Gebiet des Jefferson-Territoriums

Der provisorischen Regierung des im Vorjahr gegründeten Jefferson-Territoriums unter dem demokratischen Gouverneur Robert Williamson Steele ist es im Laufe des Jahres nicht gelungen, eine gesetzliche Bestätigung durch die Regierung oder den Kongress in Washington zu erhalten. Steele versucht daraufhin zu einer Einigung mit dem Kansas-Territorium zu gelangen und schlägt am 7. August eine Zusammenlegung der beiden Territorien vor. Doch die Regierung des Kansas-Territoriums ist nicht bereit, mit dem Jefferson-Territorium zu verhandeln, dessen Regierung von ihr – wenn auch demokratisch gewählt – als illegal angesehen wird. Inzwischen geht der 1858 begonnene Pike's Peak Goldrausch weiter, auch wenn im Laufe des Jahres immer mehr Goldsucher die Region um den Pike's Peak enttäuscht verlassen. Eine Folge des Goldrausches ist eine Volksabstimmung, nach der am 13. November die Hauptstadt des Territoriums von Denver in die erst im Vorjahr gegründete Stadt Golden verlegt wird.

#### Lateinamerika

##### Mexiko

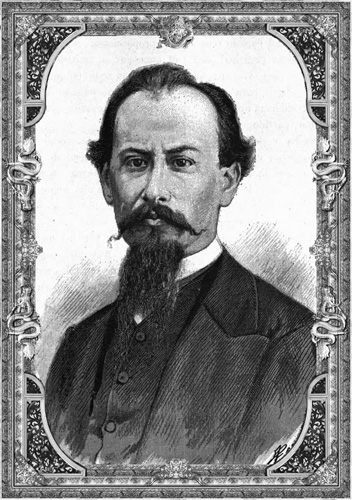
Miguel Miramón

Der Bürgerkrieg in Mexiko zwischen Liberalen und Konservativen, der 1858 nach der Wahl Benito Juárez’ zum Präsidenten begonnen hat, wird unvermindert fortgeführt, doch beginnt sich die Waage zugunsten der liberalen Unterstützer des Präsidenten zu neigen. General Miguel Miramón, der im Vorjahr von den Konservativen zum Gegenpräsidenten ernannt worden ist, wird am 22. Dezember bei Calpulalpam von den Liberalen unter Jesús González Ortega geschlagen und muss ins Ausland fliehen. Die liberale Armee marschiert auf Mexiko-Stadt zu, das sie Ende des Jahres erreicht. Einer von Juarez' Kämpfern, die sich besonders auszeichnen, ist Oberstleutnant Porfirio Díaz, der in diesem Jahr zum Oberst befördert wird.

##### Zentralamerika

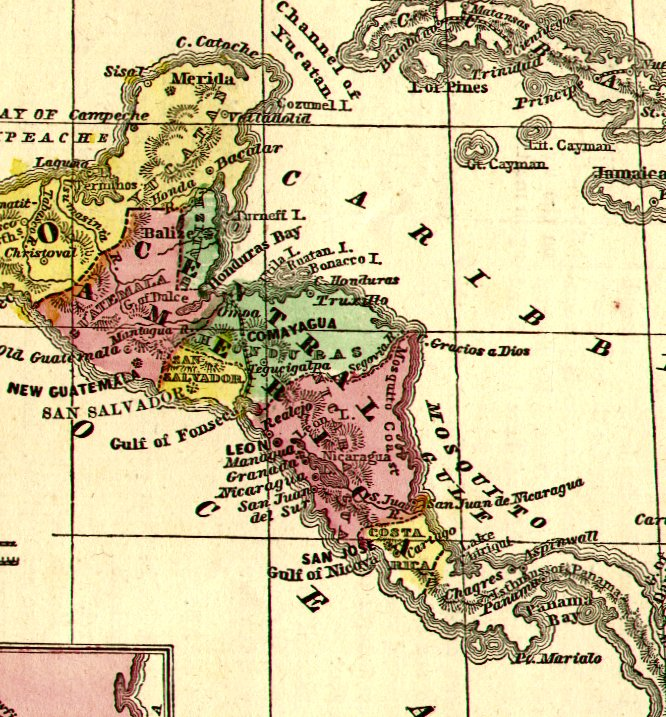
Karte Mittelamerikas 1860

Im am 28. Januar abgeschlossenen Vertrag von Managua übergibt Großbritannien die Miskitoküste an Nicaragua. Das Volk der Miskito erhält eine beschränkte innere Autonomie.
Der Abenteurer und frühere Präsident von Nicaragua, William Walker, der von dort im Jahr 1857 vertrieben worden ist, versucht neuerlich, die Macht in dem mittelamerikanischen Staat an sich zu reißen. Als ihm Großbritannien verweigert, auf der Insel Roatán anzulanden und Britisch Honduras als Operationsbasis für seinen Eroberungsfeldzug zu benutzen, besetzt er am 6. August die honduranische Stadt Trujillo im Handstreich. Von dort aus dringt er – sowohl von honduranischen Truppen als auch von britischen Einheiten verfolgt – ins Landesinnere vor. In mehreren kleineren Scharmützeln können sich seine Söldner zwar behaupten, Walker selbst wird aber in einem Gefecht bei La Ceiba verletzt. Anfang September ergibt er sich einer britischen Marineeinheit unter Kapitän Nowell Salmon. Von diesem wird er an die honduranischen Behörden ausgeliefert, die ihn vor einem Kriegsgericht zum Tode verurteilen. Am 12. September wird William Walker durch ein Erschießungskommando hingerichtet.
In Costa Rica werden im April Präsidentschaftswahlen abgehalten, die José María Montealegre Fernández für sich entscheidet, der sich im Vorjahr an die Macht geputscht hat. Der abgesetzte frühere Präsident Juan Rafael Mora Porras, dessen Verwandter Manuel Mora Fernández als Kandidat der Opposition unterlegen ist, versucht daraufhin von El Salvador aus, durch einen Gegenputsch neuerlich an die Macht zu kommen. Im September geht er bei Puntarenas an Land, doch die erwartete Volkserhebung zu seinen Gunsten bleibt aus. Die Moranistas werden wenige Tage später von Montealegres Truppen bei La Angostura geschlagen, Mora gefangen genommen und am 30. September standrechtlich erschossen.

##### Südamerika

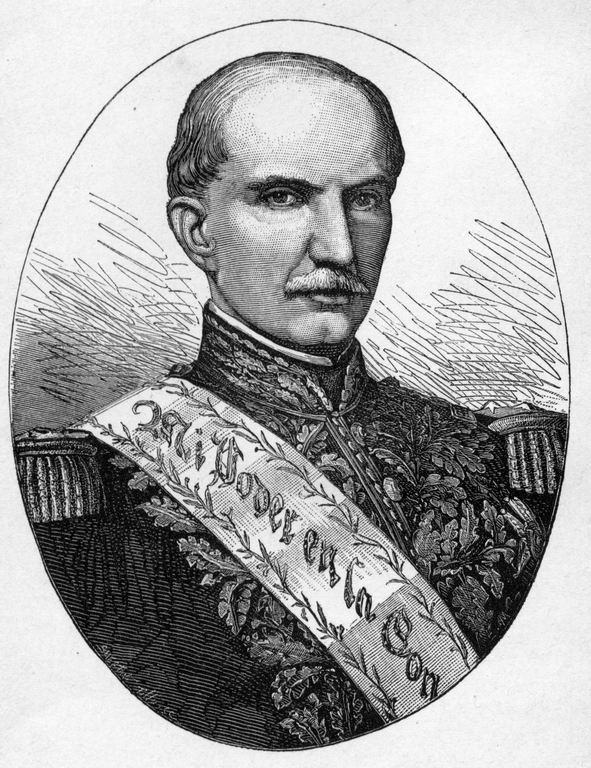
Gabriel García Moreno

Flagge Ecuadors ab 1860

Im Rahmen der „Nationalen Krise“ Ecuadors verbündet sich der konservative Politiker Gabriel García Moreno mit seinem früheren Feind, Ex-Präsident Juan José Flores, und beginnt am 27. Mai eine Offensive von Guaranda aus gegen die verfassungsgemäße Regierung von Präsident Guillermo Franco Herrera. Sie richtet sich gegen Babahoyo und Guayaquil, wo Francos Truppen konzentriert sind. Im August wird Franco bei Babahoyo geschlagen, am 24. September nehmen die Truppen von García Moreno und Flores schließlich Guayaquil ein. Franco flieht nach Peru. Am 26. September proklamiert Moreno als provisorisches Staatsoberhaupt eine neue Flagge für Ecuador, die sich wieder an den Farben des früheren Großkolumbien orientiert.

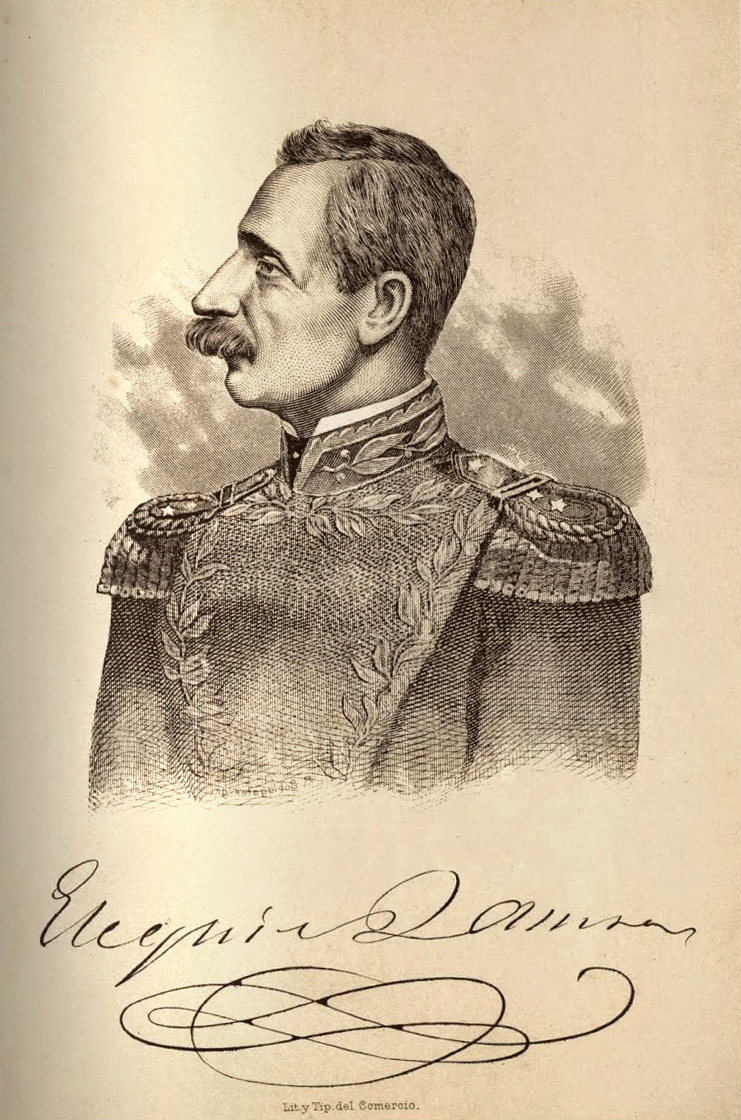
Ezequiel Zamora

Auch in anderen lateinamerikanischen Staaten wie Venezuela (Föderaler Krieg) und der Granada-Konföderation, dem späteren Kolumbien, beginnen 1860 oder kurz davor Bürgerkriege. In Venezuela ändern die Föderalisten nach dem Tod von General Ezequiel Zamora und einer Niederlage gegen die Regierungstruppen unter ihrem neuen General Juan Crisóstomo Falcón im Februar ihre Strategie und gehen zu einer Guerillataktik über.
Die Regierung Manuel Montt Torres in Chile reagiert auf die zahlreichen Aufstände gegen die Zentralgewalt mit einem Gesetz, das im Falle eines Aufruhrs die Beteiligten nicht nur für die Schäden an privatem und öffentlichem Eigentum, sondern auch für die öffentlichen Aufwendungen zur Wiederherstellung der öffentlichen Ordnung haftbar macht. Zudem entzieht ein weiteres Gesetz Soldaten und Polizisten das aktive Wahlrecht.
Santiago Derqui, bisher Ministerpräsident der Provinz Córdoba, löst am 5. März Justo José de Urquiza als verfassungsgemäßer Präsident von Argentinien ab. Urquiza wird zum Oberbefehlshaber von Armee und Flotte ernannt. Er hat sich mit einem Aufstand unter Bartolomé Mitre, dem Gouverneur der erst im Vorjahr nach der Schlacht von Cepeda in die argentinische Föderation eingegliederten Provinz Buenos Aires, auseinanderzusetzen.

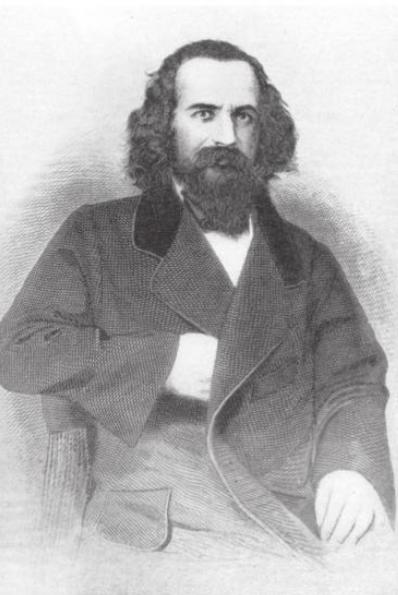
Orélie Antoine I.

Flagge Araukaniens

Der französische Rechtsanwalt und Abenteurer Orélie Antoine de Tounens gründet am 17. November das Königreich von Araukanien und Patagonien an der Südspitze des amerikanischen Kontinents. Dazu kreiert er eine eigene Flagge und Nationalhymne und lässt sogar Münzen prägen. Das Staatsgebiet soll Chile südlich des Río Bío Bío in der heutigen Región de la Araucanía sowie den gesamten Südkegel Argentiniens umfassen. Als Hauptstadt ist Perquenco vorgesehen. Tounens verfolgt damit das Ziel, die einheimische indigene Bevölkerungsgruppe der Mapuche im Arauco-Krieg gegen das militärische und wirtschaftliche Vordringen der Streitkräfte von Chile und Argentinien zu verteidigen. Seine Unabhängigkeitserklärung wird von der chilenischen Zeitung El Mercurio am 29. Dezember in Auszügen abgedruckt. Doch bei seinem Versuch einer diplomatischen Anerkennung wird er von der chilenischen Regierung ebenso ignoriert wie von den Behörden seines Heimatlandes Frankreich.

#### Japan

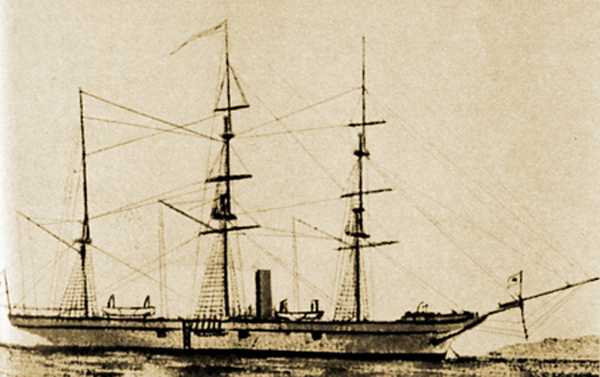
Die Kanrin Maru, Japans erstes Kriegsschiff mit Propellerantrieb

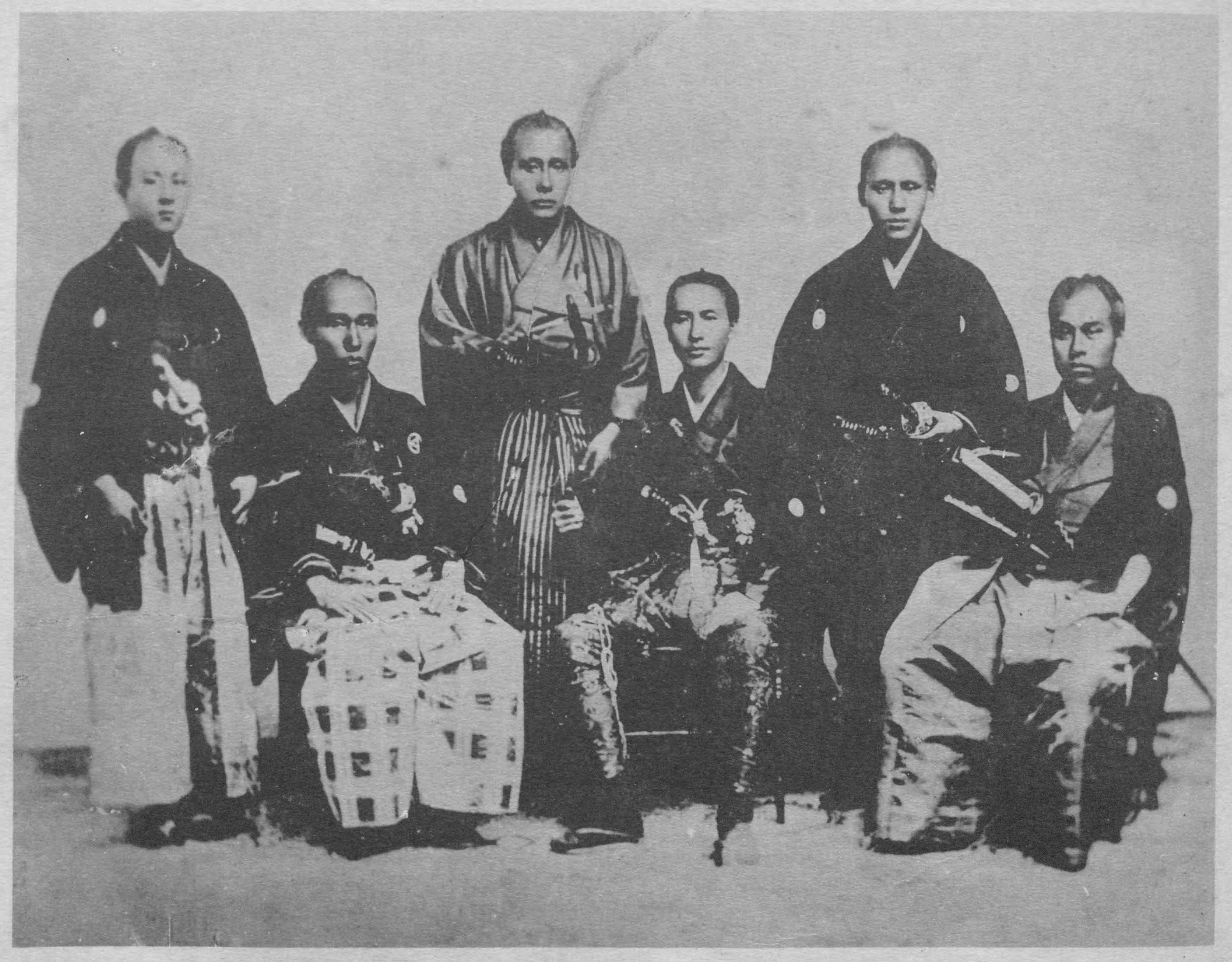
Angehörige der Gesandtschaft von 1860 und Seeleute der Kanrin Maru

Der japanische Shōgun Tokugawa Iemochi entsendet das Kriegsschiff Kanrin Maru auf eine diplomatische Mission in die Vereinigten Staaten in der Absicht, der Welt zu demonstrieren, dass Japan nun über westliche Navigations- und Schiffbautechnologie verfügt. Es verlässt die Uraga-Straße am 19. Januar in Richtung San Francisco. Zur Gesandtschaft gehören neben Kapitän Katsu Kaishū unter anderem Nakahama Manjirō und Fukuzawa Yukichi. An Bord amerikanischer Schiffe reisen sie von San Francisco aus über Panama weiter nach Washington, D.C. Offizielles Ziel der Mission ist die erstmalige Entsendung einer japanischen Gesandtschaft in die Vereinigten Staaten und die Unterzeichnung des neuen japanisch-amerikanischen Freundschafts- und Handelsvertrags. Außerdem versucht die Delegation einige Klauseln der ungleichen Verträge, die mit Matthew Calbraith Perry im Jahr 1853 abgeschlossen worden sind, zu revidieren, hat damit aber keinen Erfolg.

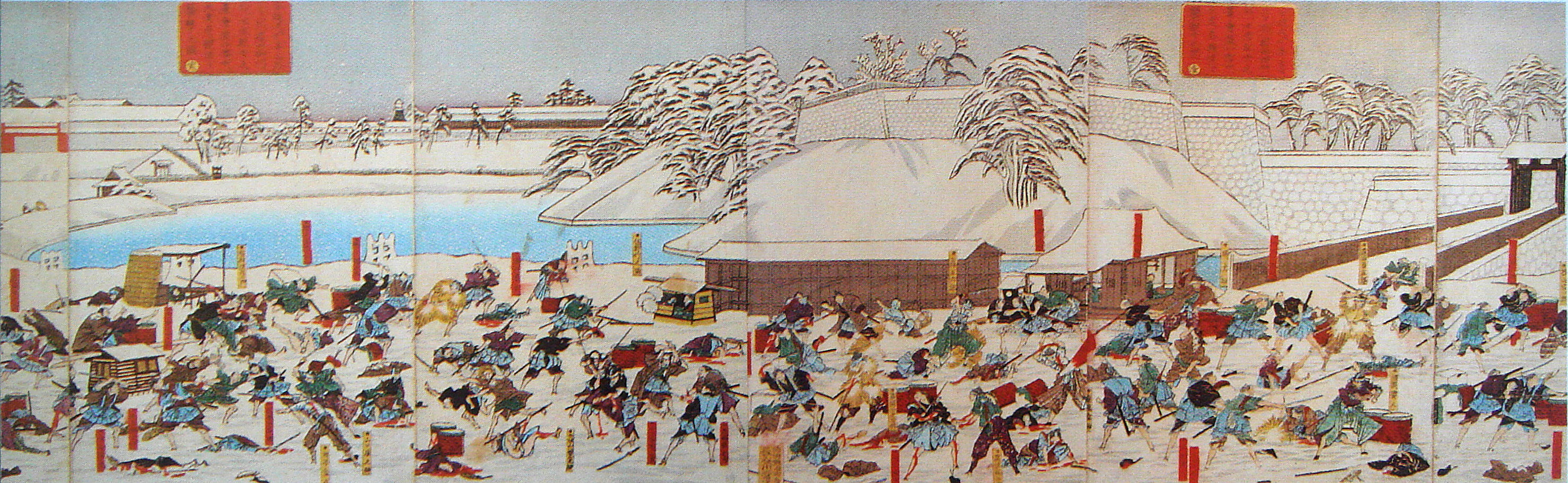
Farbholzschnitt, der den Sakuradamon-Vorfall darstellt

Ii Naosuke, Daimyō von Hikone und Tairō des Tokugawa-Shōgunats in Japan, der sich unter den Shishi zahlreiche Feinde durch die sogenannte Ansei-Säuberung der vergangenen Jahre gemacht hat, bei der er hochrangige politische Gegner beseitigen hat lassen, wird am 24. März beim Verlassen der Burg Edo von 18 Samurai ermordet. Mit diesem als Sakuradamon-Vorfall bekannten Anschlag wird die zentrale Machtfigur des Shōgunats getötet, das sich von diesem Schlag nicht wieder erholt. Die Edo-Zeit neigt sich im Bakumatsu dem Ende zu. In der Folge des Anschlags auf den Tairō kommt es zu einer Welle von Übergriffen der Tennō-Loyalisten auf Beamte des Shōgunats in ganz Japan. Der junge Shōgun Tokugawa Iemochi und die Shōgunatsverwaltung sind von dem Anschlag völlig überrascht und versuchen, die Ereignisse zu vertuschen. Iis Tod wird erst Monate später verkündet. Später werden Iis Attentäter bei einer Generalamnestie begnadigt.
Im Herbst landet die Preußische Ostasienexpedition unter der Führung von Friedrich zu Eulenburg in der Bucht von Edo. Diese hat den Auftrag, im Namen aller Staaten des Deutschen Zollvereins, der Hansestädte und beider Mecklenburgs Verträge mit China, Japan und Siam abschließen.

#### Zweiter Opiumkrieg in China

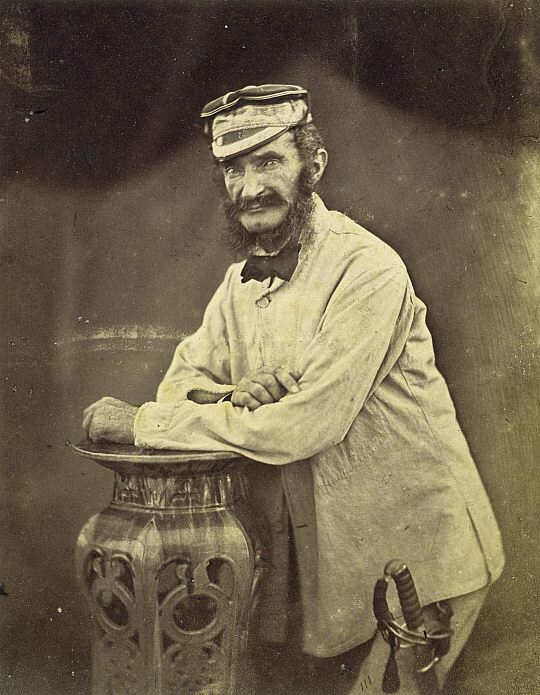
Sir Hope Grant, 1860
(Foto: Felice Beato)

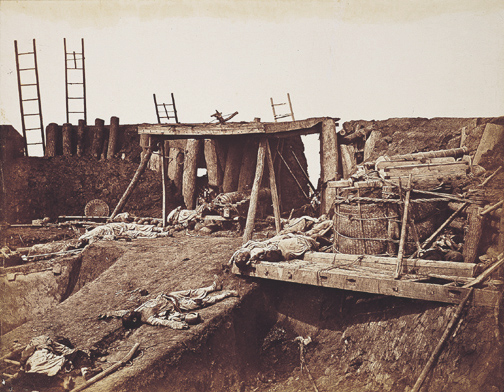
Nördlich gelegenes Taku-Fort nach der Erstürmung im Zweiten Opiumkrieg

Nach mehrjährigem Krieg versammeln sich die französischen und britisch-indischen Truppen unter James Hope Grant in Hongkong. Die Streitmacht besteht aus 11.000 Briten/Indern und 6.700 Franzosen und landet am 1. August in der Nähe von Pei Tang. Am 21. August nimmt sie erfolgreich die Festungen von Dagu ein. Am 26. September erreichen die Truppen Peking und nehmen die Stadt bis zum 6. Oktober ein. Die Truppen verwüsten später den Sommerpalast und den Alten Sommerpalast. siehe auch unter Kultur
Der Vertrag von Tianjin von 1858 wird nach der Beendigung des Zweiten Opiumkrieges um die Pekinger Konvention erweitert und in dieser Form von Kaiser Xianfeng am 18. Oktober ratifiziert. Mit diesem „Ungleichen Vertrag“ erhalten Großbritannien, Frankreich, Russland und die USA das Recht, in Peking – bis dahin eine geschlossene Stadt – Botschaften zu eröffnen. Der Opiumhandel wird legalisiert und Christen bekommen das Recht, die chinesische Bevölkerung zu missionieren sowie Eigentum zu besitzen.

#### Kambodscha
Der französische Forschungsreisende Henri Mouhot erreicht auf seiner zweiten Reise im Januar die Stadt Angkor, wo er einen Reisebericht verfasst und zahlreiche Zeichnungen und Skizzen – vor allem von den Tempelanlagen wie Angkor Wat – anfertigt. Von der späteren Kolonialmacht Frankreich wird in den folgenden Jahren der Mythos von der „Entdeckung Angkors durch Mouhot“ gepflegt.
Der 26-jährige Norodom I. wird nach dem Tod seines Vaters Ang Duong König von Kambodscha, das zu diesem Zeitpunkt sowohl von Vietnam als auch von Siam besetzt ist. Der neue Herrscher, der in der siamesischen Zone aufgewachsen ist, kann jedoch vorläufig nicht gekrönt werden, weil Siam die Herausgabe der Regalien verweigert.

#### Australien

Stuarts Expeditionen und die Expedition von Burke und Wills

Chambers Creek (heute Stuart Creek)

Central Mount Sturt, Zeichnung von John McDouall Stuart

- 21. Januar: John McDouall Stuart kehrt mit seinem Team von seinem erfolglosen Versuch zurück, den Kontinent von Süden nach Norden zu durchqueren.
- Am 2. März verlässt Stuart mit zwei weiteren Personen neuerlich Chambers Creek auf dem Weg ins Zentrum des Kontinents.
- 22. April: Stuarts Expedition erreicht den Punkt, den er als das Zentrum Australiens berechnet hat. Den zwei Meilen entfernten Berg nennt er nach seinem Mentor Charles Sturt Central Mount Sturt. Wenige Monate später kehren die drei krank und hungrig von ihrer Expedition zurück.
- 20. August: Unter den Augen von rund 15.000 Schaulustigen beginnt in Melbourne die Expedition von Burke und Wills. Robert O’Hara Burke und William John Wills wollen Australien von Süden nach Norden durchqueren. Die Expedition ist die am besten ausgerüstete Expedition der Geschichte Australiens.
- 11. November: Die Expedition erreicht Cooper Creek und plant, bis zum Herbstbeginn März 1861 zu bleiben. Burke bricht am 16. Dezember jedoch frühzeitig wieder auf.
- 29. November: John McDouall Stuart startet mit sieben Männern und 30 Pferden von Adelaide aus zu einem neuerlichen Versuch der Durchquerung Australiens von Süden nach Norden. Aufgrund von Erkrankungen der Pferde müssen sie jedoch bis zum Ende des Jahres in Chambers Creek warten, bis sie tatsächlich aufbrechen können.
- November/Dezember: Beginn der Lambing Flat Riots während des Goldrauschs in Kiandra, New South Wales.

#### Neuseeland
Im März beginnt der Erste Taranakikrieg, ein weiterer Krieg zwischen den Pākehā, den britischen Siedlern in Neuseeland, und den Māori, der indigenen Bevölkerung Neuseelands. Zu diesem Zeitpunkt ist mit rund 60.000 die Zahl der Siedler ungefähr so groß wie die der Māori und keine Seite kann einen entscheidenden Vorteil aus dem Konflikt ziehen.
Am 25. Juni stirbt Pōtatau Te Wherowhero, der im Vorjahr zum ersten König der Māori gewählt worden ist. Zu seinem Nachfolger wird sein Sohn Tāwhiao gewählt.

### Wirtschaft

#### Handel
Nach den positiven Erfahrungen mit der Abschaffung der Corn Laws vor zehn Jahren können die Anhänger des Manchesterliberalismus einen weiteren Erfolg verbuchen. Großbritannien und Frankreich schließen ein Freihandelsabkommen, mit dem alleine in Großbritannien über 300 Zollgesetze fallen. Der von dem englischen Unternehmer Richard Cobden und dem französischen Ökonomen Michel Chevalier ausgearbeiteten Cobden-Vertrag sieht im Handel zwischen den beiden Ländern insbesondere das Meistbegünstigungsprinzip vor. In den folgenden Jahren treten auch der Deutsche Zollverein sowie die Länder Belgien, Italien und die Schweiz dem Vertrag bei.

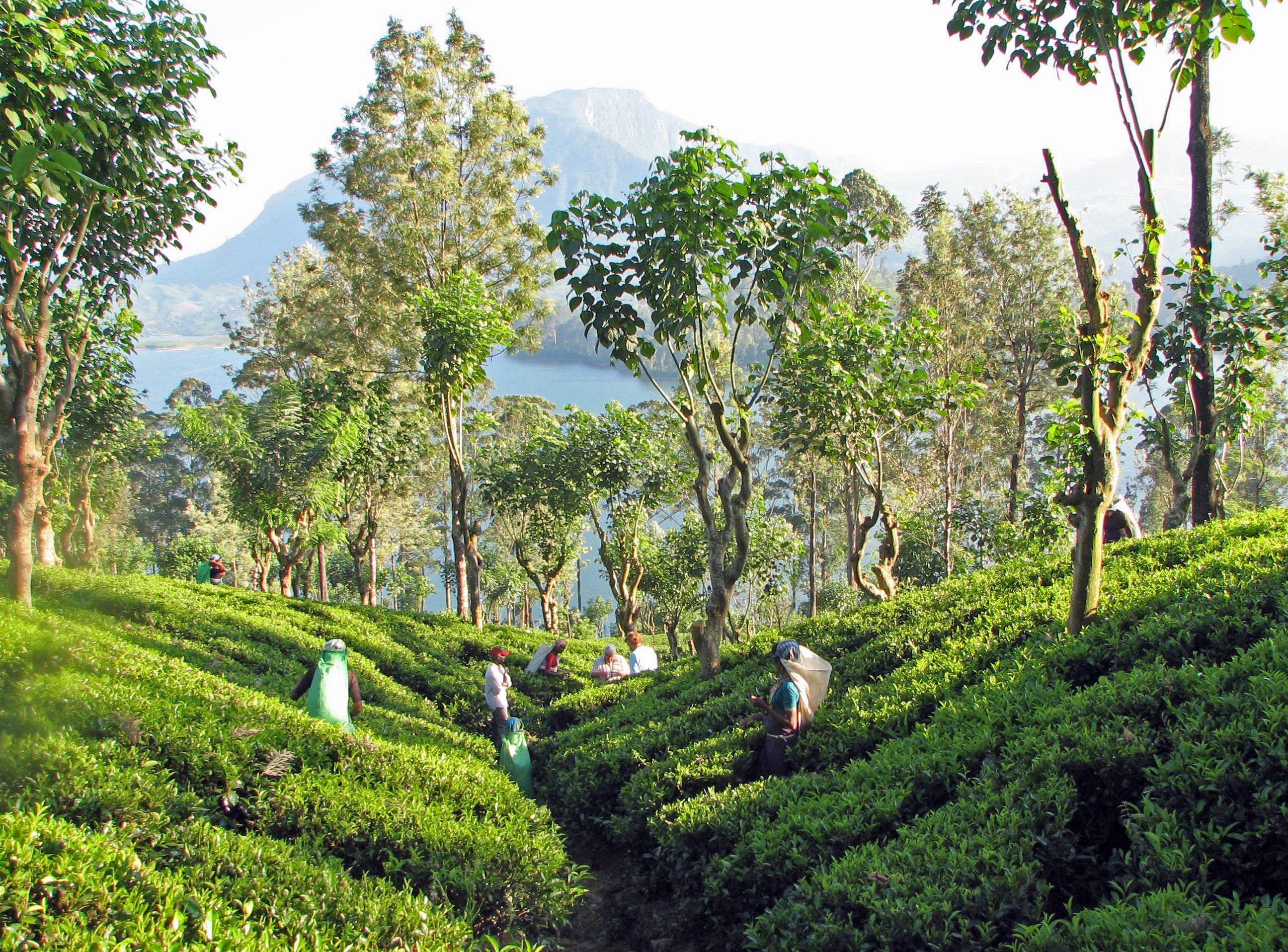
Teeplantage in Sri Lanka

Ab 1860 wird auf der britischen Insel Ceylon der Kaffeeanbau von Teeplantagen abgelöst. Dadurch wird der internationale Teehandel zunehmend unabhängig von China.
Die 1811 von Friedrich Krupp gegründete Krupp-Gussstahlfabrik beginnt mit dem Verkauf von Stahlkanonen. Nachdem die vor zwei Jahren entwickelten Hinterlader-Kanonen nur geringen Anklang gefunden haben, gelingt unter der Leitung von Friedrichs Sohn Alfred Krupp im April der Verkauf von 312 Sechspfünder-Vorderladern an die preußische Armee. Die Umsätze aus Waffenverkäufen werden in den nächsten Jahren rasch gesteigert.

#### Patente

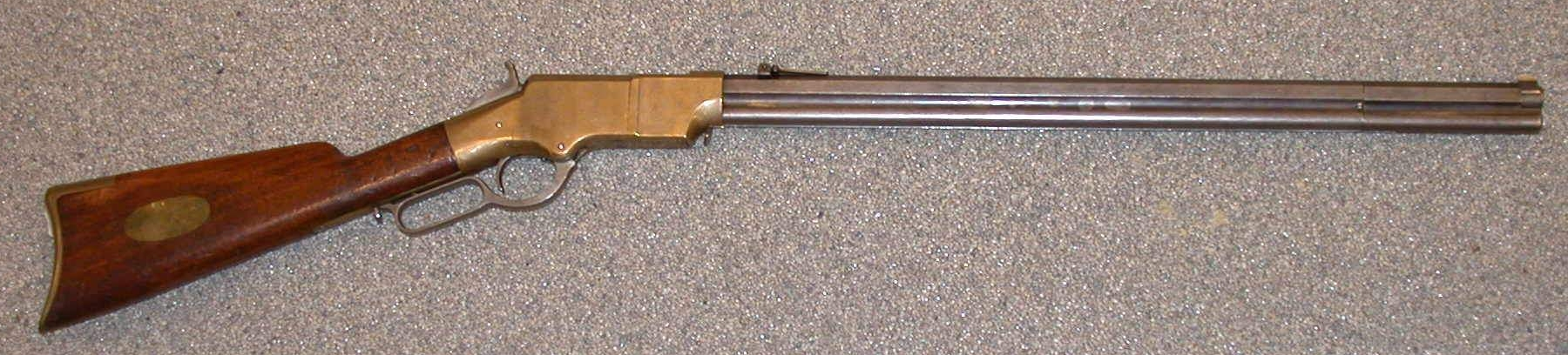
Henry Rifle 1860

Am 16. Oktober erhält Benjamin Tyler Henry ein Patent auf die von ihm im Auftrag von Oliver Winchester entwickelte  Henry Rifle.

#### Unternehmensgründungen
Im Schweizer Jura werden in diesem Jahr zwei Uhrenmanufakturen gegründet: Der Uhrmacher Edouard Heuer gründet in Saint-Imier die Uhrenmanufaktur Heuer und Louis-Ulysse Chopard gründet in Sonvilier die Uhrenmanufaktur Chopard. Beide Firmen haben noch heute ihren Sitz in der Schweiz. Auch in Florenz gründet Giovanni Panerai an der Ponte alle Grazie einen Uhrenhandel.
In Wien wird die Versicherungs-Gesellschaft Österreichischer Phönix gegründet. Sie entwickelt sich rasch zu einem der bedeutendsten Versicherungsunternehmen in der Habsburgermonarchie, und ist später europaweit und sogar in den Vereinigten Staaten tätig.
Max Kober, der 28-jährige Braumeister der Brauerei Saybusch, erwirbt Teile der Liegenschaft des ehemaligen Stifts Göß bei Leoben, in dem schon seit 1459 bis zu seiner Auflassung 1782 nachweislich Bier gebraut worden ist, und errichtet gegen den Willen des Gemeinderates eine neue Brauerei. Die Brauerei Göss entwickelt sich rasch zur größten Bierbrauerei der Obersteiermark.
Gaspare Campari eröffnet in Novara ein Geschäft, in dem er Liköre und andere Getränke verkauft. Das gilt als das Gründungsjahr der Gruppo Campari.
Im Norden der damaligen New Yorker City eröffnen Vater und Brüder Steinway „draußen vor der Stadt“ (bzgl. der alten Stadtgrenze Wall Street) an der 4th Avenue, spätere Lexington Avenue, eine riesige neue Fabrik zur Herstellung von Klavieren und Flügeln, die einen kompletten Block zwischen der 52. und 53. Straße einnimmt. Diese Fabrik gilt hinter dem Kapitol als der größte umbaute Raum in den USA. In dieser neuen Fabrik werden die bis dato auf viele kleine Werkstätten im Süden Manhattans verteilten Klavierbau-Aktivitäten der Familie zusammengefasst. Die Corliss-Dampfmaschine zum Betrieb der Sägen und Maschinen über Antriebswellen an den Decken wird im Hof in einem separaten Gebäude betrieben. Außer den Klavieren wird keinerlei Holz und brennbares Material geduldet: kurz zuvor war die Fabrik des Konkurrenten Chickering in Boston in Flammen aufgegangen.

#### Der Pony-Express

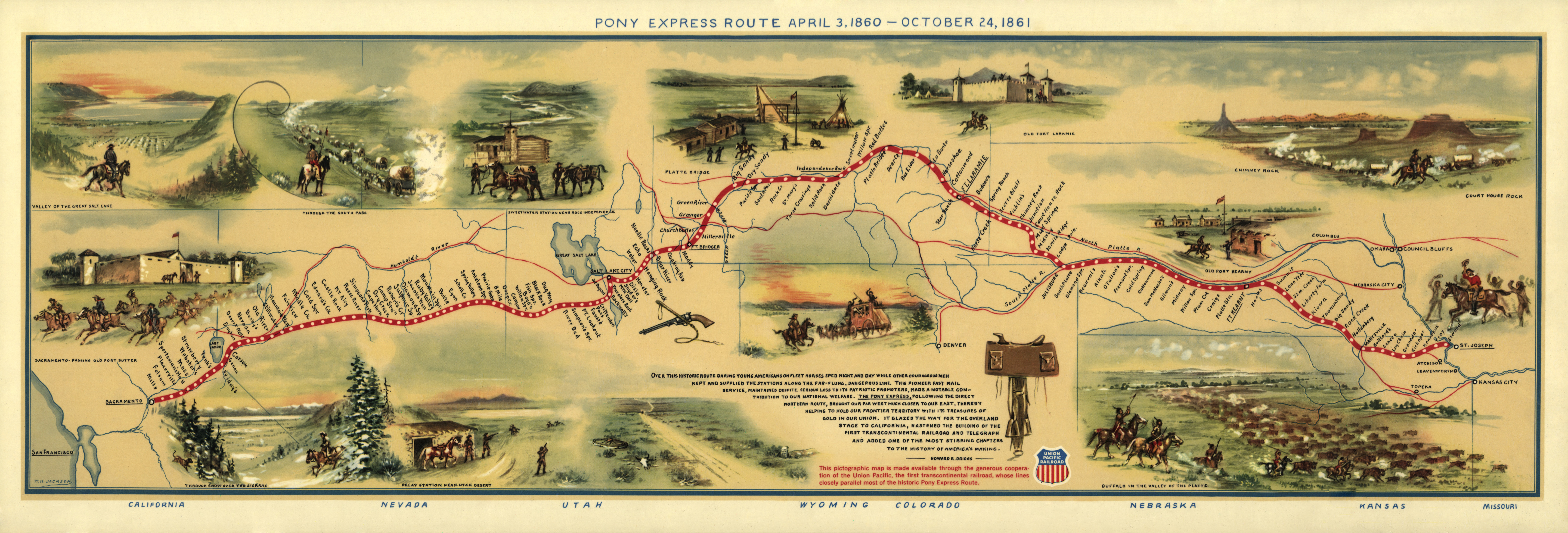
Verlauf des Pony-Express

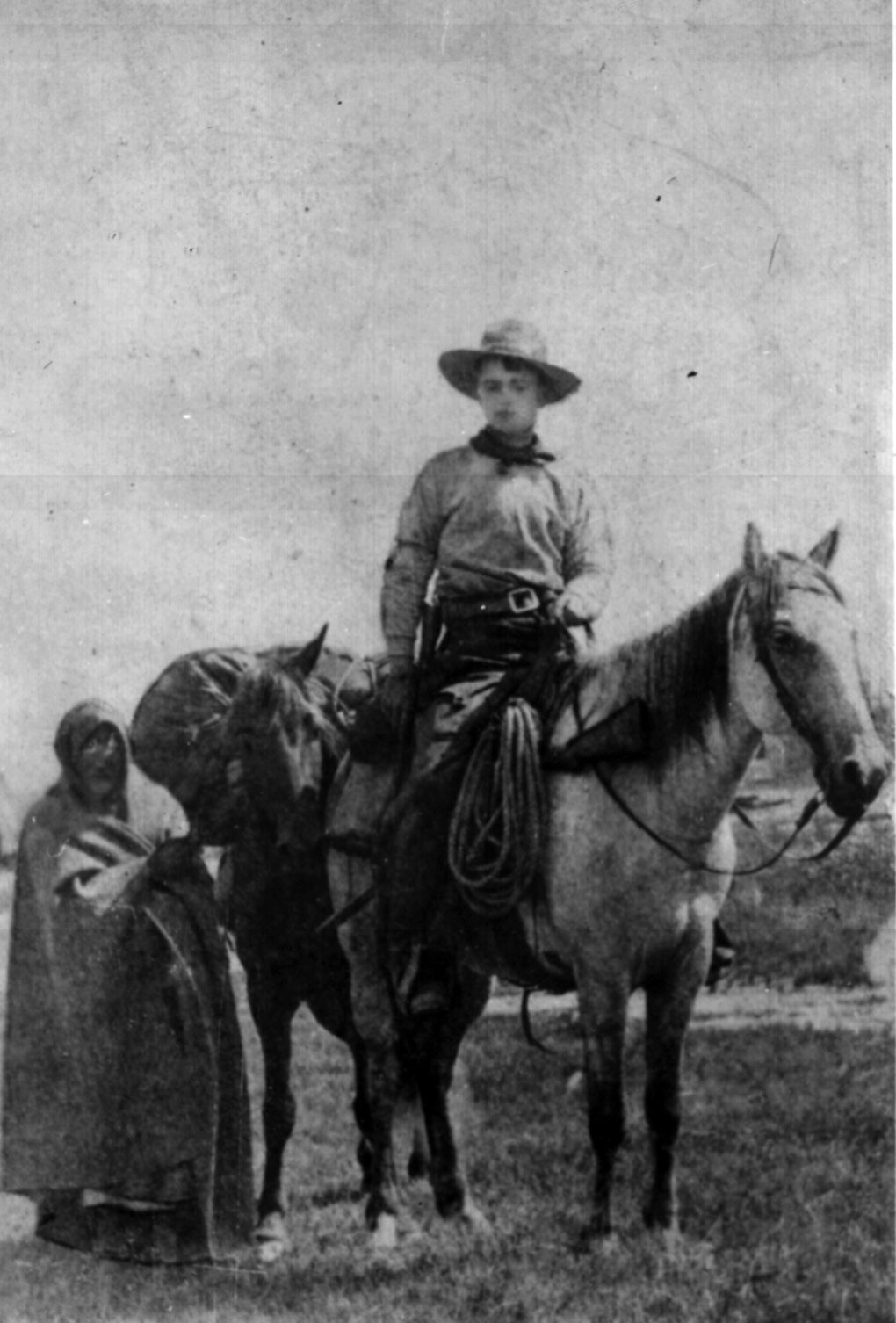
1860: Der Pony Express

Auf Initiative von William Hepburn Russell nimmt am 3. April in den USA der Pony-Express zur Postzustellung seinen Betrieb auf. Die Route verläuft von St. Joseph/Missouri nach Sacramento/Kalifornien über eine Distanz von 3.200 km. Ungefähr alle 15 bis 20 km steht eine Zwischenstation. Die Postboten sind zu Pferd unterwegs. Auf Grund seines Stafettensystems ist der Pony-Express sehr schnell. Jeder Kurier wird nach maximal 300 km ausgewechselt. Er führt etwa 10 kg Eilpost mit sich, die er in lediglich zwei Minuten dem nächsten Reiter übergeben muss. Für die gesamte Strecke werden etwa 75 Ponys und 40 Reiter benötigt, die nach zehn Tagen am Ziel sind. Der Pony-Express umfasst 153 Zwischenstationen, 80 Kuriere, 500 Pferde sowie 200 Pferdepfleger. Da die Arbeit nicht ungefährlich ist, werden vornehmlich junge, ungebundene Männer angestellt, die nicht älter als 18 Jahre und nicht mehr als 60 kg wiegen, oftmals Waisen. Zu den bekanntesten von ihnen zählt William F. Cody. Der größte Teil des Ritts geht durch feindliches Indianerterritorium. Immer wieder muss der Betrieb aufgrund von Angriffen zwischenzeitlich eingestellt werden. Das Unternehmen, das bereits 1861 endgültig eingestellt wird, ist ein finanzielles Desaster, entwickelt sich jedoch zu einem nationalen Mythos.

#### Verkehr

##### Eisenbahn in den Ländern des Deutschen Bundes
Die Königlich Bayerischen Staatseisenbahnen eröffnen am 7. Mai beziehungsweise am 1. August die beiden letzten Teilstücke der Bayerischen Maximiliansbahn von Neu-Ulm nach Salzburg. Der Bau der 83,7 km langen Strecke hat mit dem bayerischen Gesetz vom 4. Mai 1851 begonnen. Teil der Strecke ist auch die von der München-Augsburger Eisenbahn-Gesellschaft erbaute und 1840 eröffnete Bahnstrecke München–Augsburg. Namensgeber ist König Maximilian II. Joseph.
Eine weitere der in diesem Jahr in Deutschland fertiggestellten Eisenbahnstrecken ist die Homburger Bahn, eine 18 Kilometer lange Eisenbahnstrecke von Frankfurt am Main nach Homburg vor der Höhe, die die bisherige Pferdeomnibuslinie ablöst. Der Bau nach den Plänen des bekannten Eisenbahningenieurs Edmund Heusinger von Waldegg, der erst Ende des Vorjahres genehmigt worden ist, geht sehr schnell vonstatten, schon am 10. September fahren die ersten Personenzüge. Der Güterverkehr folgt ab dem 6. Oktober.
Am 26. Mai wird der dritte und letzte Abschnitt der von der Rhein-Nahe-Eisenbahn-Gesellschaft errichteten Nahetalbahn zwischen Oberstein und Neunkirchen an der Saar eröffnet. Die Bahn gilt aufgrund der schwierigen Bauarbeiten als „die theuerste Bahn Deutschlands“. Die Bergisch-Märkische Eisenbahn-Gesellschaft gibt am 26. Oktober das erste Teilstück der Bahnstrecke durch das Ruhrtal von Witten BME nach Bochum für den Personenverkehr frei.
Emil Langen,  Besitzer der Friedrich-Wilhelms-Hütte, gründet am 2. Juli gemeinsam mit anderen die Actien-Commandit-Gesellschaft Friedlieb Gustorff & Co zum Bau einer Pferdeeisenbahn zum Gütertransport durch das Bröltal zwischen Hennef und Ruppichteroth. Am 12. September wird ein Vertrag mit den betroffenen Gemeinden geschlossen, mit dem der Gesellschaft ein Gebrauchsrecht der Bröltalstraße für die Pferdeeisenbahn eingeräumt wird, ohne jedoch den normalen Straßenverkehr beeinträchtigen zu dürfen. Als Gegenleistung verpflichtet sich die Gesellschaft zum Bau und Unterhalt einer Siegbrücke bei Allner. Am 30. November wird die Konzession zum Bau der Bröltalbahn erteilt.

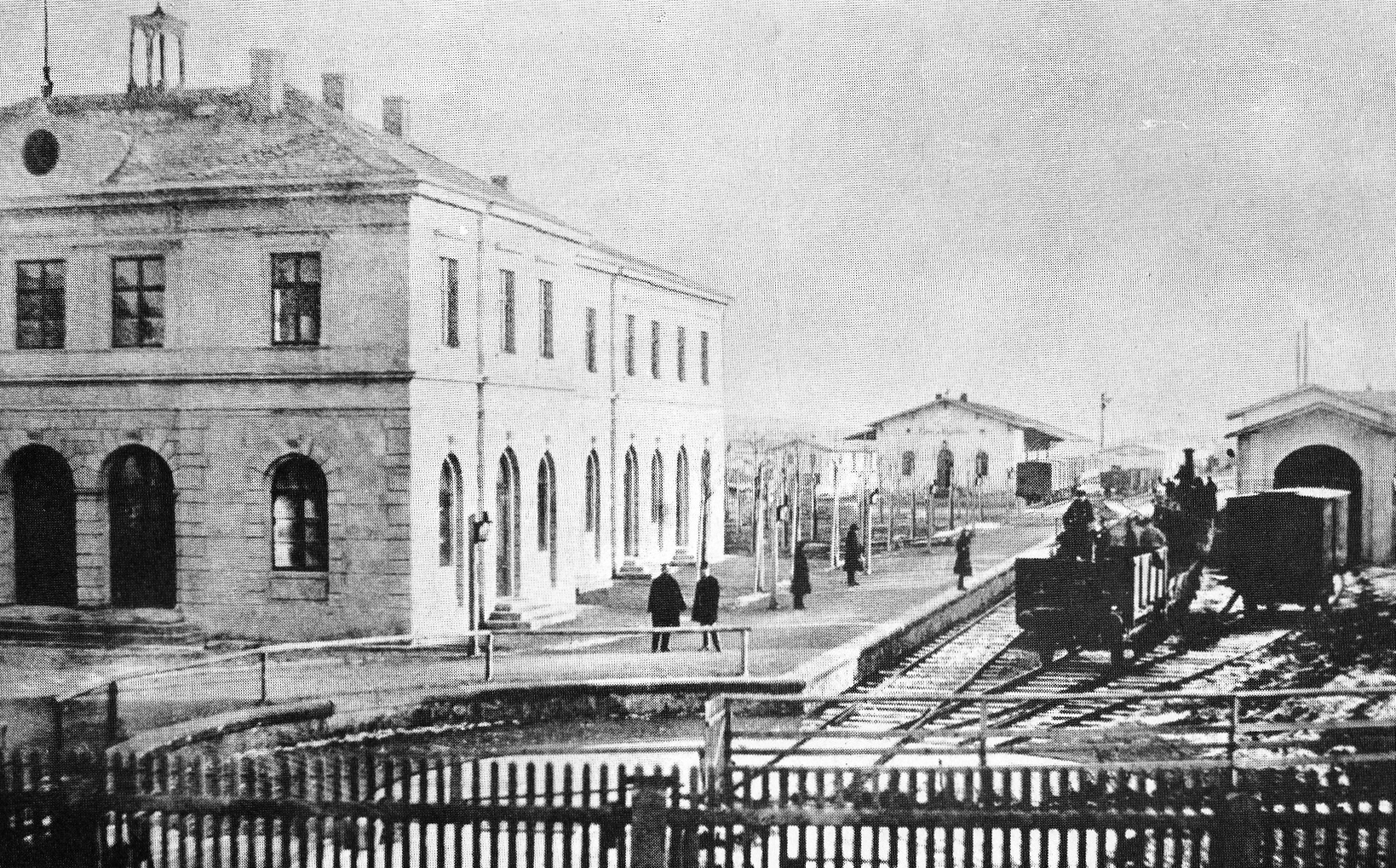
Der Bahnhof Meißen bei der Eröffnung

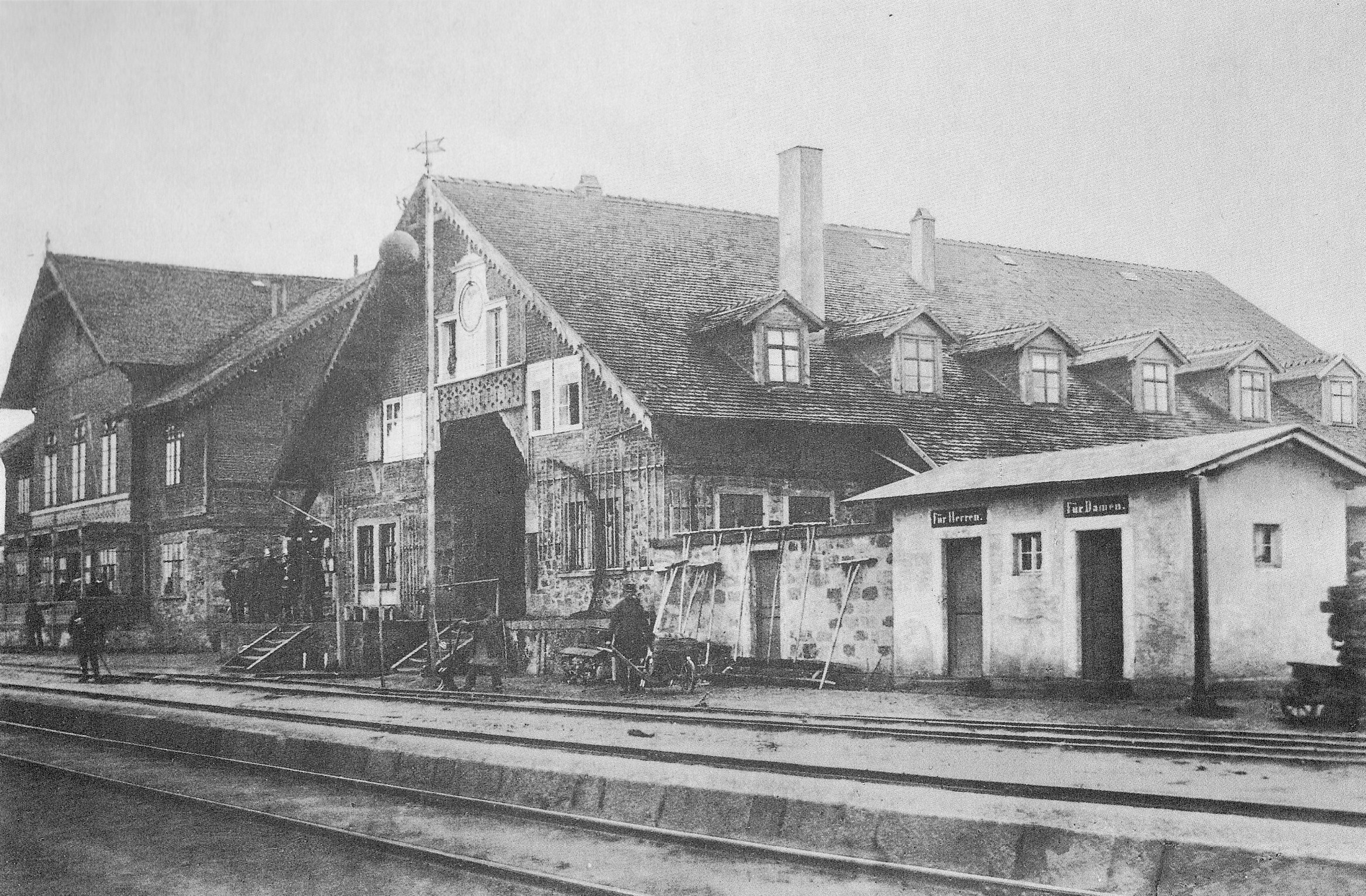
Der Bahnhof Niederau an der Bahnstrecke Leipzig-Dresden um 1860

Am 1. Dezember erhält außerdem Meißen im Königreich Sachsen mit einer von der Leipzig-Dresdner Eisenbahn-Compagnie erbauten Zweigbahn von Coswig aus eine Anbindung an die Leipzig-Dresdner Eisenbahn. Bis zu diesem Zeitpunkt waren Kutschfahrten von Meißen nach Dresden die zeitlich und finanziell bessere Alternative. Der Bahnhof Meißen als Ende der Stichstrecke ist zunächst ein Kopfbahnhof, jedoch befindet sich das Empfangsgebäude in Seitenlage, damit eine geplante Weiterführung der Strecke über die Elbe in Richtung Triebischtal ohne größere bauliche Veränderungen möglich ist. Im Empfangsgebäude befinden sich Fahrkarten- und Gepäckschalter, Diensträume, ein Wartesaal mit Restaurant und Hausknechttrinkstube sowie – aufgrund der ungeheizten Wagen – im Winter eine Wärmflaschenausleihe. Neben dem Empfangsgebäude umfasst der Bahnhof zur Eröffnung einen kleinen Wagenschuppen, Wasserstation und einen Güterschuppen.

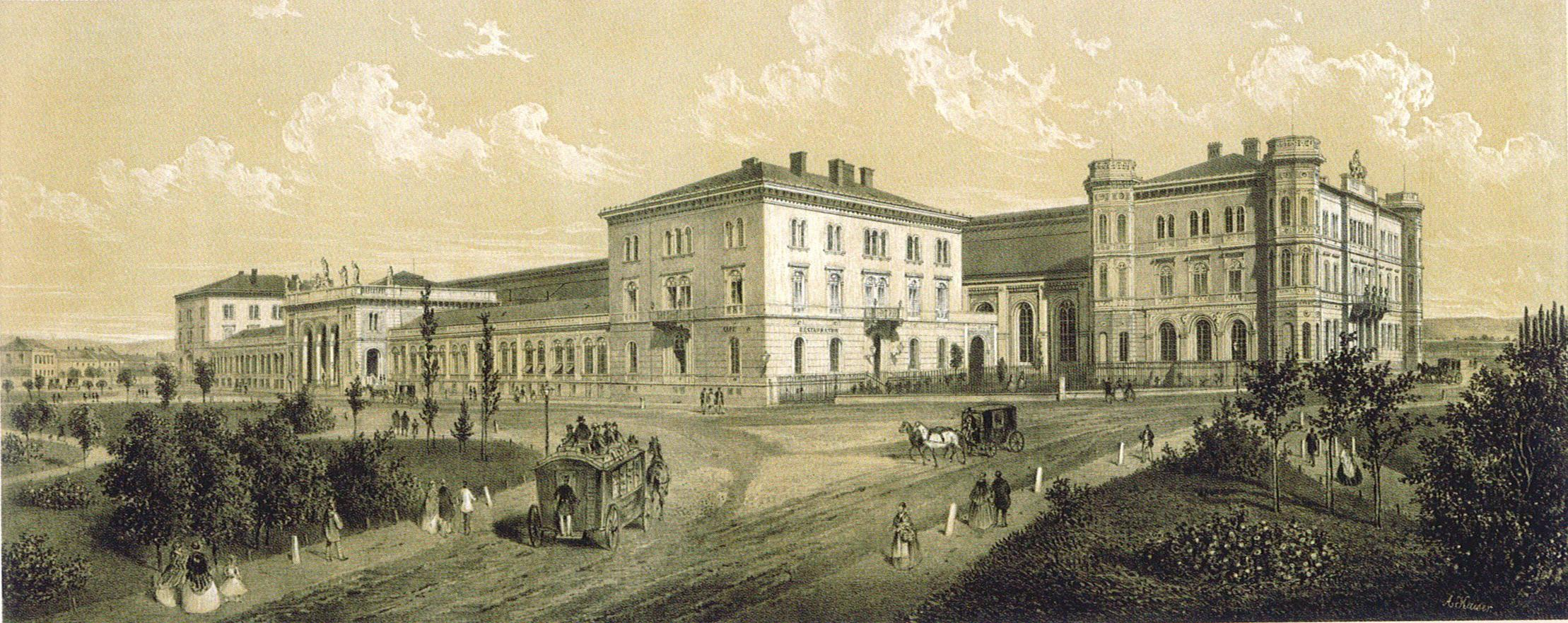
Der Wiener Westbahnhof um 1860

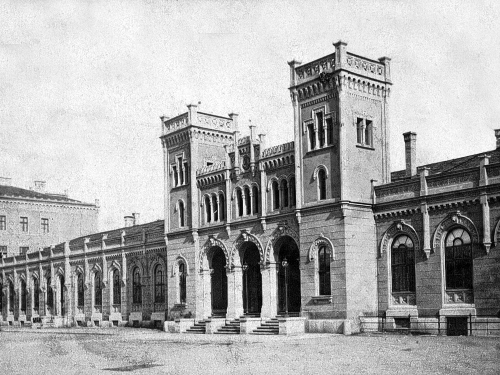
Der Kaiserin-Elisabeth-Bahnhof in Linz um 1860

In Österreich hat sich der Staat aus dem Eisenbahnbau zurückgezogen und fördert neuerlich private Eisenbahngesellschaften. Insgesamt betrachtet bringt die zweite Privatbahnphase ein umfangreiches Netzwachstum mit sich. Allerdings gehen Private keine volkswirtschaftlich sinnvollen Projekte an, die riskant, teuer oder betriebswirtschaftlich uninteressant sind. Die beiden wichtigsten 1860 fertiggestellten Bahnstrecken sind die von der Kaiserin Elisabeth-Bahn errichtete Westbahn von Wien bis Salzburg mit Verbindung zur Bayerischen Maximiliansbahn, die am 12. August im Beisein von Kaiser Franz Joseph und König Maximilian II. von Bayern auf halber Strecke in Salzburg feierlich eröffnet wird, sowie die von Carl Ritter von Ghega erbauten Verbindungsbahnen Wien Penzing–Wien Meidling und Wien Meidling–Wien Nordbahnhof, deren größte Herausforderung die Verbindungsbahnbrücke ist, die nach mehreren nicht bestandenen Belastungstests erst am 2. September – nach Ghegas Tod – vollständig dem Verkehr übergeben werden kann.

##### Eisenbahn in der Schweiz

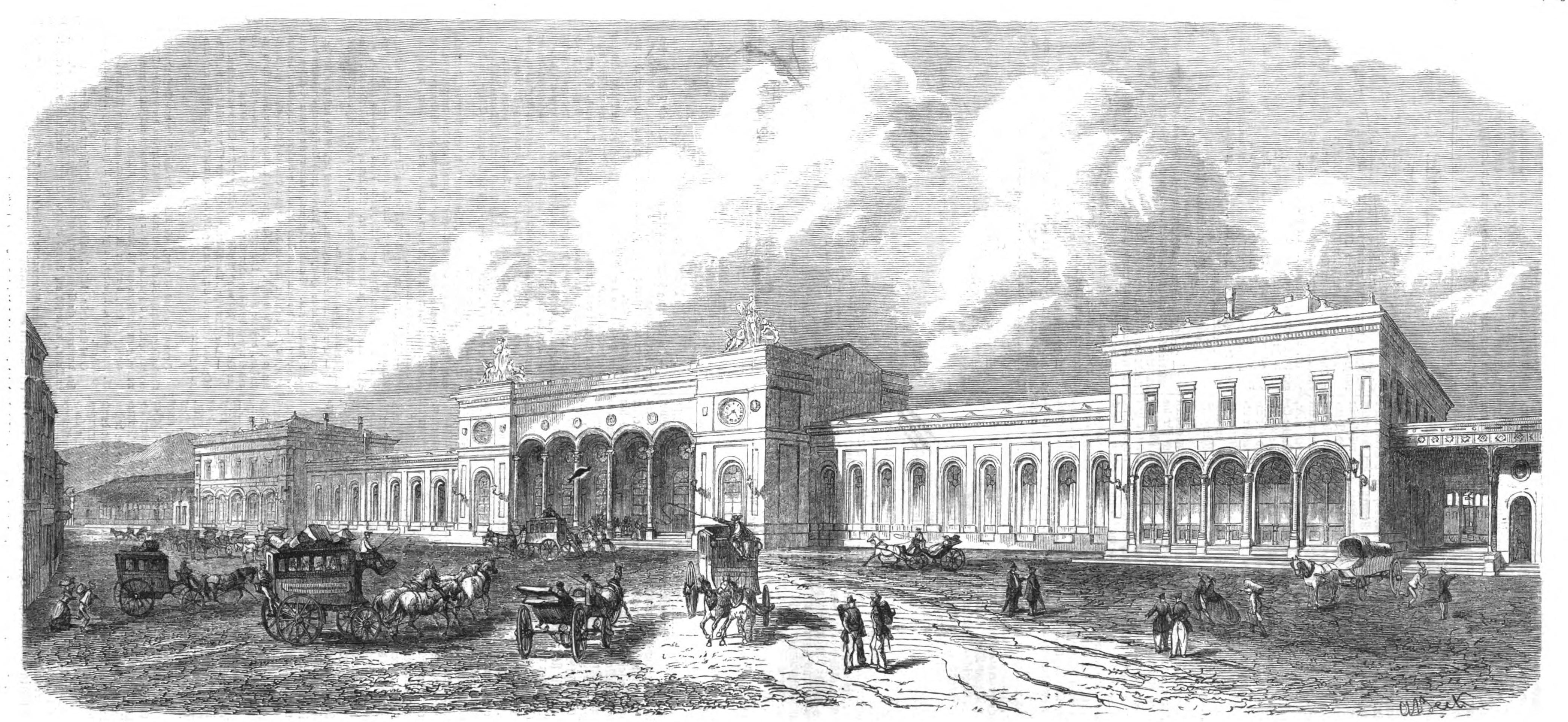
Centralbahnhof 1861 (Zeichnung von August Beck)

Der „Basler Centralbahnhof“, gemeinsamer Bahnhof der Centralbahn und der Französischen Ost-Bahn, wird am 4. Juni in Betrieb genommen. Die Architektur des Bauwerks findet in ganz Europa Beachtung.

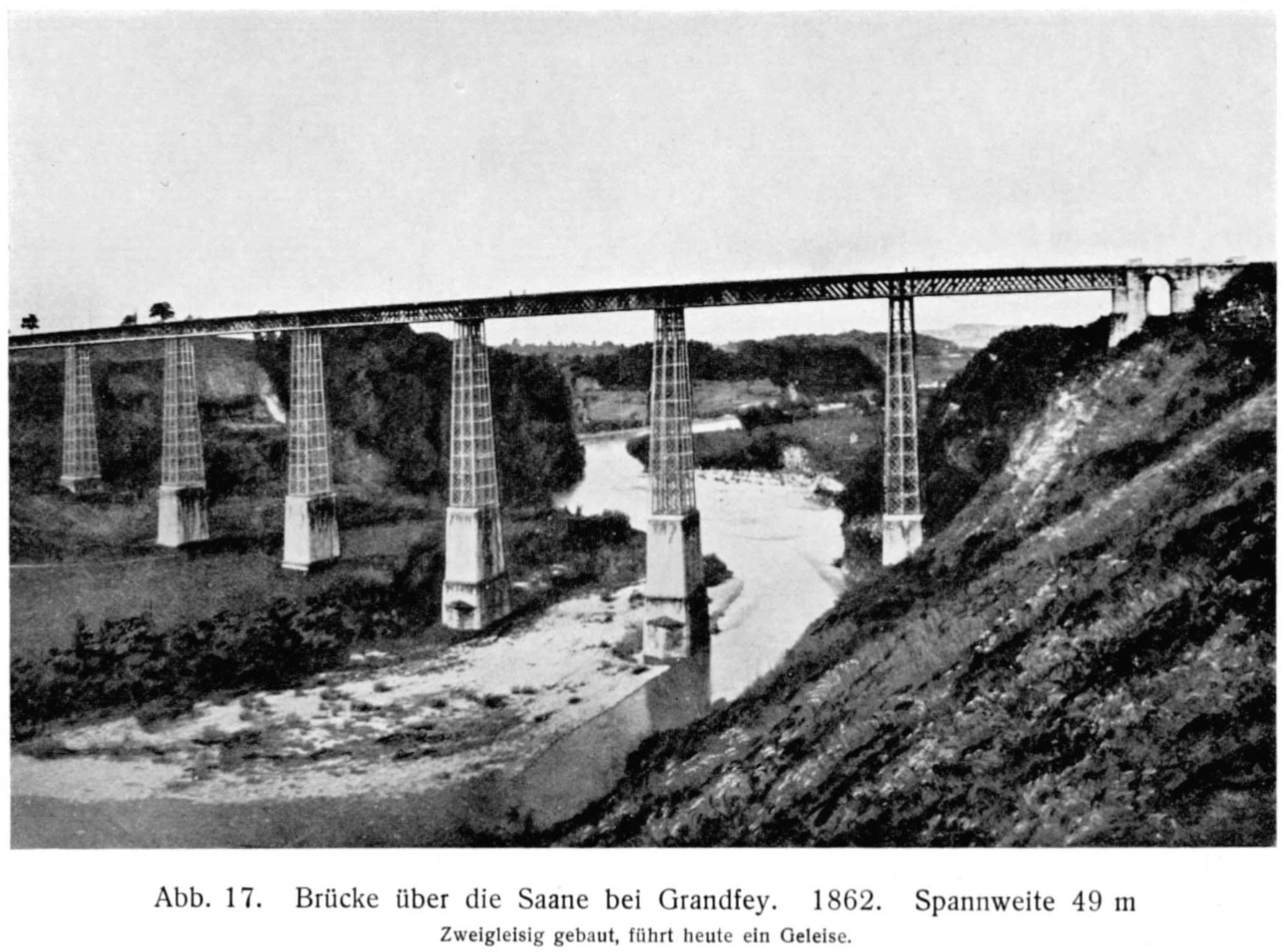
Der alte Grandfey-Viadukt 1862

Die von der Eisenbahngesellschaft Chemin de fer Lausanne–Fribourg–Berne seit 1858 errichtete Schweizer Bahnstrecke Lausanne–Bern wird in zwei Abschnitten eröffnet. Am 2. Juli wird der nördliche Teil von Bern nach Balliswil dem Verkehr übergeben, am 4. September wird auch der zweite Teil bis Lausanne in Betrieb genommen. Der aufwändigste Kunstbau der Strecke ist die Stahlfachwerkkonstruktion des Grandfey-Viadukts.

##### Eisenbahn im übrigen Europa
Um direkte Züge von Edinburgh nach London anbieten zu können, kooperieren die drei Eisenbahngesellschaften North British Railway, North Eastern Railway und Great Northern Railway ab 1860 miteinander: Die drei Gesellschaften beschaffen Rollmaterial mit einheitlichen technischen Spezifikationen, um einen durchgehenden Betrieb auf der East Coast Main Line zu ermöglichen.

##### Eisenbahn in Afrika

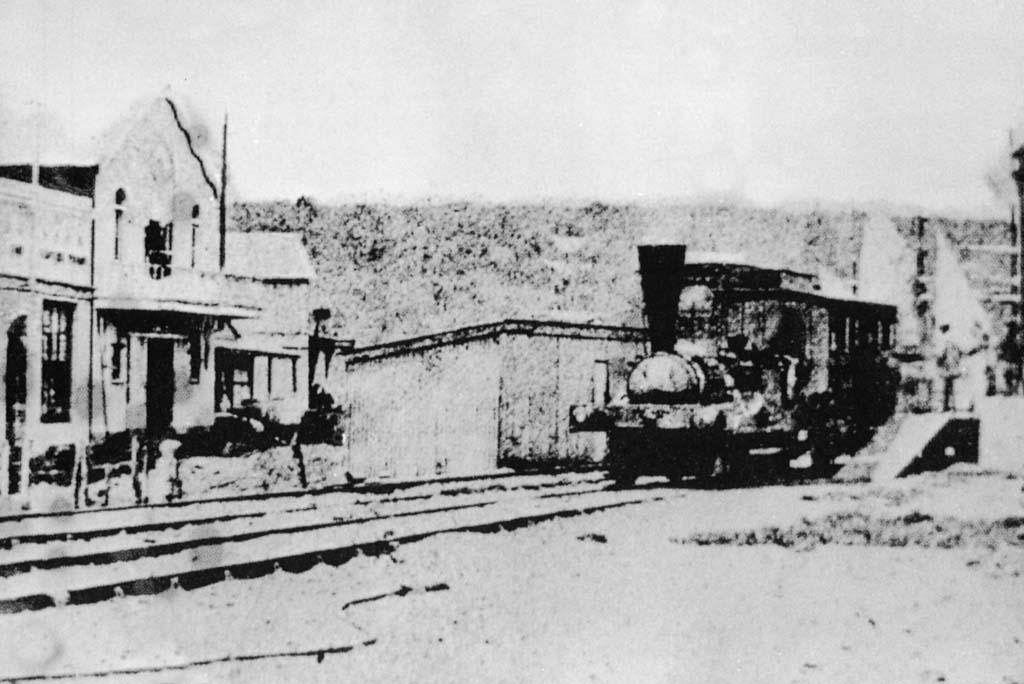
Der Bahnhof von Point, Durban

Die Tenderlokomotive Natal, die die Natal Railway bei der britischen Firma Carrett, Marshall & Co in Leeds bestellt hat, trifft im Mai in Durban ein und wird gleich vor Ort montiert. Die Eröffnung der ersten Eisenbahnstrecke im Süden Afrikas in der Kolonie Natal erfolgt dann am 26. Juni. Die Bahnstrecke zwischen dem Stadtzentrum von Durban und den Schiffsanlegestellen an einer The Point genannten Landzunge wird in Normalspur geführt und befördert sowohl Güter als auch Personen. Die Strecke ist etwa zwei Meilen (3,2 km) lang.

##### Eisenbahn in den Vereinigten Staaten

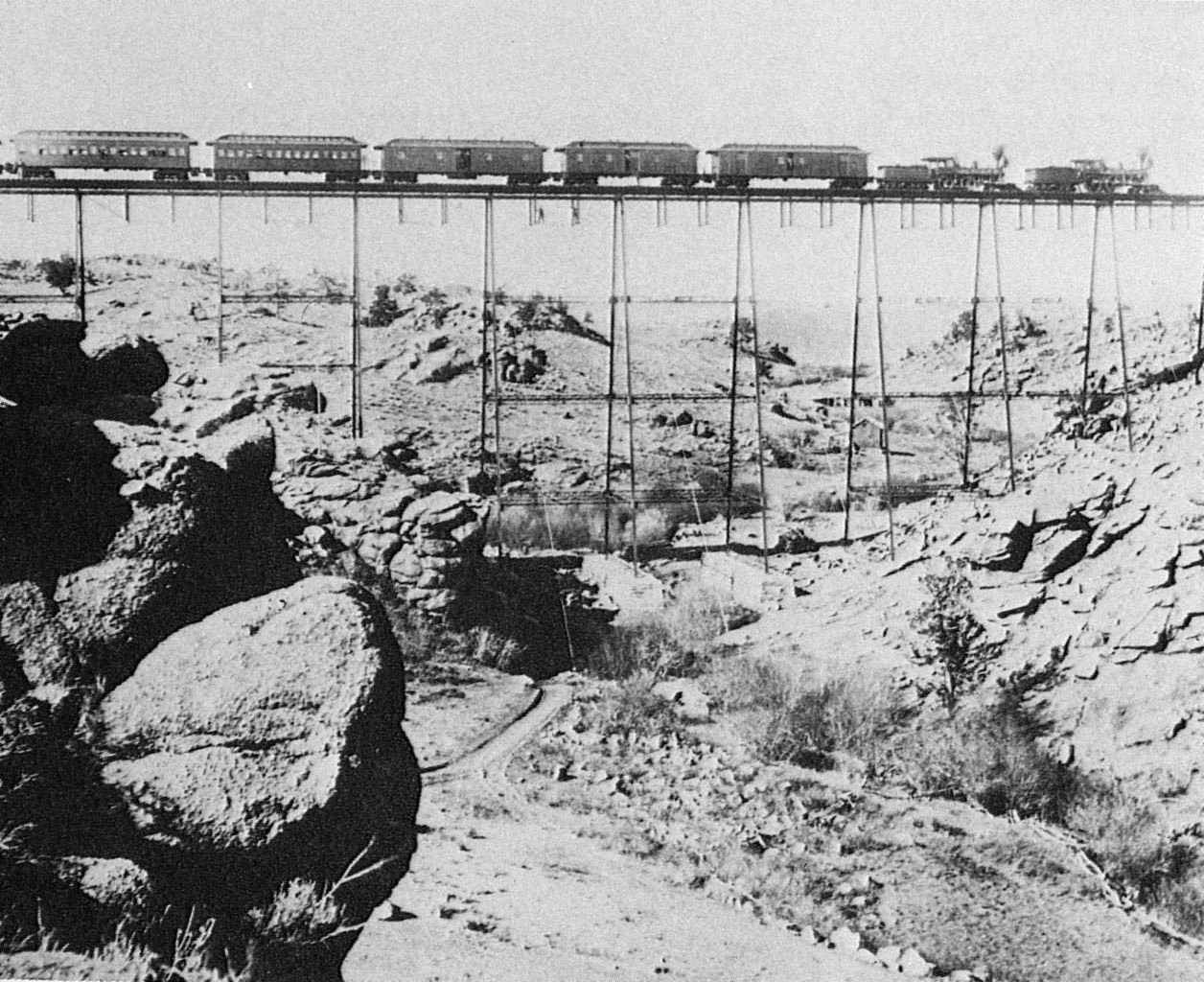
„Eroberung“ des Westens (um 1860)

In den Vereinigten Staaten und den dazugehörigen Territorien hat sich die Länge des Schienennetzes der Eisenbahnen in den Jahren seit 1850 von 9.021 Meilen auf 30.626 Meilen erhöht. Es gibt Überlegungen für eine erste transkontinentale Eisenbahn, um die neuen Staaten Kalifornien und Oregon an der Westküste mit dem Osten zu verbinden, doch vorläufig scheitern diese noch an der Uneinigkeit im Kongress.

#### Suezkanal
Ferdinand de Lesseps schließt als Vertreter der Ende des Vorjahres gegründeten Compagnie universelle du canal maritime de Suez am 6. August mit Muhammad Said, Khedive von Ägypten, eine Finanzierungsvereinbarung für den Bau des Suezkanals. Darin wird, nachdem die Aktienzeichnung in den letzten Jahren in Frankreich und Europa sehr schleppend gegangen ist, die Übernahme von 177.642 Aktien (rund 44,4 % des Kapitals) durch den Vizekönig formal geregelt, wobei die bereits aufgerufenen 20 % des Aktienbetrages im Wesentlichen durch Schuldverschreibungen und die restlichen 80 % in den Jahren 1867 bis 1875 bezahlt werden sollen.

### Wissenschaft und Technik

#### Afrikaforschung
Nachdem er mehrere Jahre als Feldscher in französischen Diensten in Französisch-Nordafrika verbracht hat, verlässt der deutsche Abenteurer Gerhard Rohlfs die Fremdenlegion. Als muslimischer Wanderarzt verkleidet, beginnt er eine Reise durch das heutige Algerien Richtung Marokko, um Sultan Sidi Muhammad IV. seine Unterstützung bei den geplanten Modernisierungsmaßnahmen anzubieten.

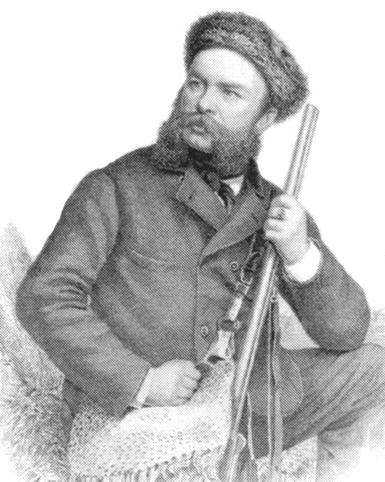
Theodor von Heuglin

Theodor von Heuglin, österreichischer Konsulatssekretär in Khartum, der sich mit seinem Reisebericht Reisen in Nordostafrika bereits einen Namen gemacht hat, wird von August Petermann und Heinrich Barth zum Leiter einer Expedition ernannt, die das Schicksal des verschollenen Afrikaforschers Eduard Vogel aufklären soll. Weitere Teilnehmer dieser Expedition sind Hermann Steudner und Werner Munzinger. Alexandria ist Ausgangspunkt für die Reise nach Wadai, wo Vogel 1855 verschollen ist.
Der Brite John Hanning Speke, der nach eigener Überzeugung vor zwei Jahren die Quelle des Nils gefunden hat, begibt sich gemeinsam mit James Augustus Grant von Sansibar aus auf eine neuerliche Expedition zum Victoriasee, die drei Jahre dauern wird.
Auch der Deutsche Karl Moritz von Beurmann begibt sich auf eine Forschungsreise zum Nil: Von Ägypten aus folgt er dem Lauf des Nils aufwärts bis Korosko in Nubien. Der Franzose Guillaume Lejean und die Italiener Carlo Piaggia und Orazio Antinori befahren den Weißen Nil bis Gondokoro und danach den Bahr al-Ghazal.
Karl Klaus von der Deckens erste große Expedition durch Ostafrika führt in zum Malawisee. Sein Ziel, gemeinsam mit dem Geographen Albrecht Roscher Ost-Afrika zu erschließen, wird aber durch die Erkrankung und spätere Ermordung Roschers verhindert. Der Schwede Karl Johan Andersson erreicht auf der Suche nach dem Kunene als erster Europäer den Okavango.

#### Astronomie

##### Himmelsmechanik

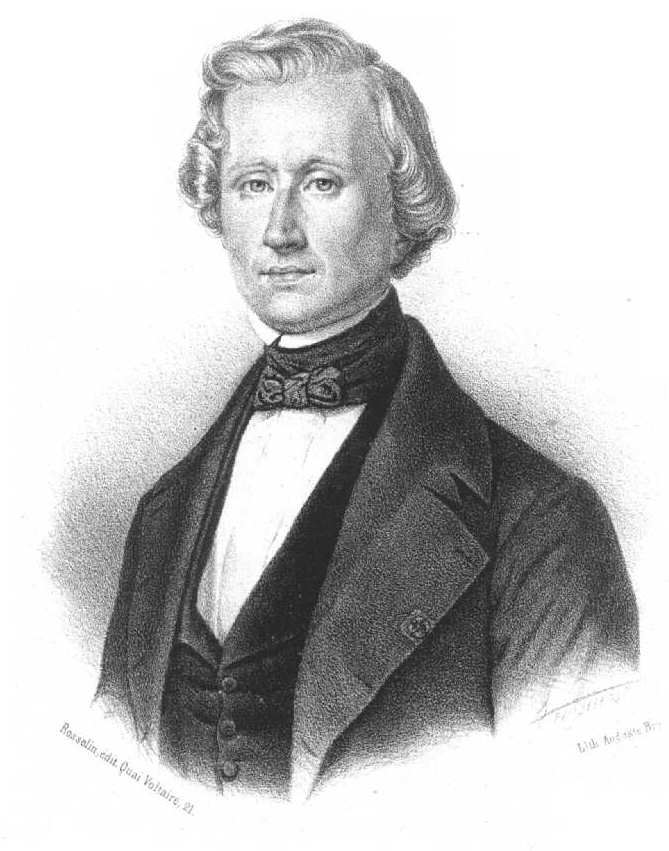
Urbain Le Verrier

Der Astronom und Mathematiker Urbain Le Verrier, auf Basis von dessen Berechnungen vor einigen Jahren bereits der Planet Neptun entdeckt werden konnte, vertritt in einer Vorlesung in Paris am 2. Januar die begründete Meinung, dass es einen von ihm Vulkan genannten Planeten innerhalb der Merkur-Bahn geben müsse. Damit sei die Bahnstörung des Merkur bei seiner Bahn um die Sonne zu erklären. Es beginnt daraufhin eine intensive Suche nach dem neuen Planeten durch Astronomen, bei der es zu zahlreichen Fehlalarmen und Verwechslungen kommt. Erst mehr als 50 Jahre später kann Albert Einstein die Apsidendrehung Merkurs auf andere Ursachen zurückführen.

##### Sternwarte Leipzig
Der Mathematiker und Astronom Karl Christian Bruhns wird Direktor der Sternwarte Leipzig auf der Pleißenburg. Da die von der Universität Leipzig betriebene alte Sternwarte auf Grund der dichten Bebauung ihrer eigentlichen Bestimmung nicht mehr gerecht werden kann, wird nach seinen Plänen mit dem Bau einer neuen Sternwarte im Johannistal begonnen, die im folgenden Jahr fertiggestellt wird.

##### Liste der 1860 entdeckten Asteroiden
| Nr. und Name   | Durchmesser (km) | Datum der Entdeckung | Entdecker                         |
| -------------- | ---------------- | -------------------- | --------------------------------- |
| (58) Concordia | 93,4             | 24. März             | Karl Theodor Robert Luther        |
| (59) Elpis     | 164,8            | 12. September        | Jean Chacornac                    |
| (60) Echo      | 60,2             | 14. September        | James Ferguson                    |
| (61) Danaë     | 82,0             | 9. September         | Hermann Mayer Salomon Goldschmidt |
| (62) Erato     | 95,4             | 14. September        | Otto Lesser und Wilhelm Foerster  |

#### Biologie und Paläontologie

##### Darwins Evolutionstheorie

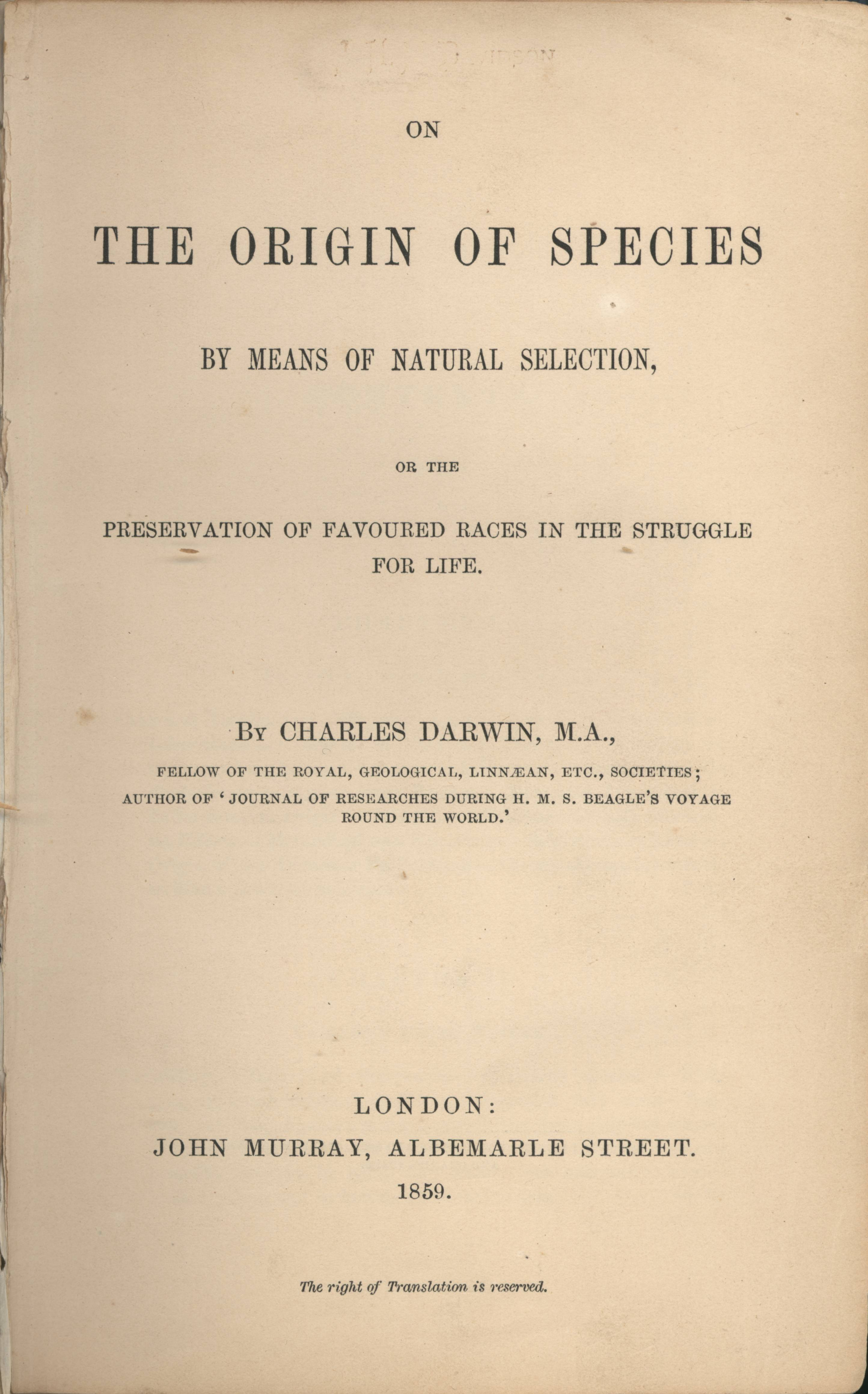
Die Entstehung der Arten, Titelseite der 1. Auflage von 1859

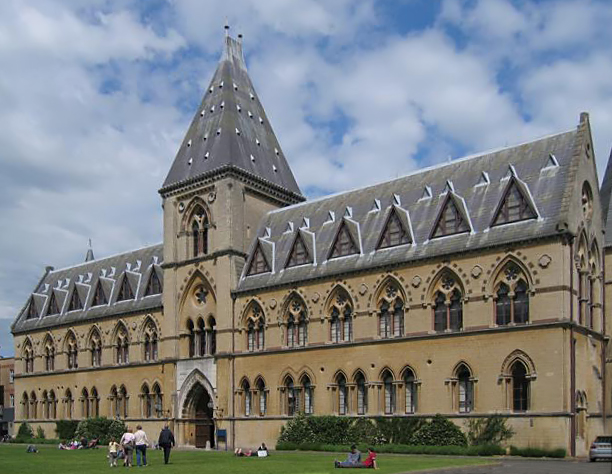
Das neu eröffnete Oxford University Museum of Natural History, der Ort der Debatten

Das Ende des Vorjahres von Charles Darwin herausgegebene Werk The Origin of Species und die darin beschriebene Evolutionstheorie führen zu schweren Kontroversen auf wissenschaftlicher und religiöser Ebene. Insbesondere Darwins Theorie der natürlichen Selektion ruft Gegner und Unterstützer Darwins auf den Plan. Am 30. Juni diskutieren vor der British Association for the Advancement of Science in Oxford – in Abwesenheit des Autors – der anglikanische Bischof Samuel Wilberforce, ein erklärter Gegner Darwins, und der Biologe Thomas Henry Huxley, ein alter Freund Darwins und Befürworter seiner Theorien, über Darwins Werk. An der Seite des Bischofs findet sich unter anderem Robert FitzRoy, der sich, obwohl jahrelang Kajütengenosse Darwins auf der Beagle, unter Berufung auf die Bibel zu einem überzeugten Gegner der Evolutionstheorie gewandelt hat. Huxley wird von dem Botaniker Joseph Dalton Hooker unterstützt. Dass sich Huxley in dieser öffentlichen Debatte auch über das Infinite-Monkey-Theorem äußert, ist mit großer Wahrscheinlichkeit in den Bereich der Legendenbildung zu verweisen. Beide Seiten beanspruchen im Anschluss den Sieg in der Debatte für sich. In den Augen der Öffentlichkeit waren die Verteidiger von Darwins Theorie überzeugender.

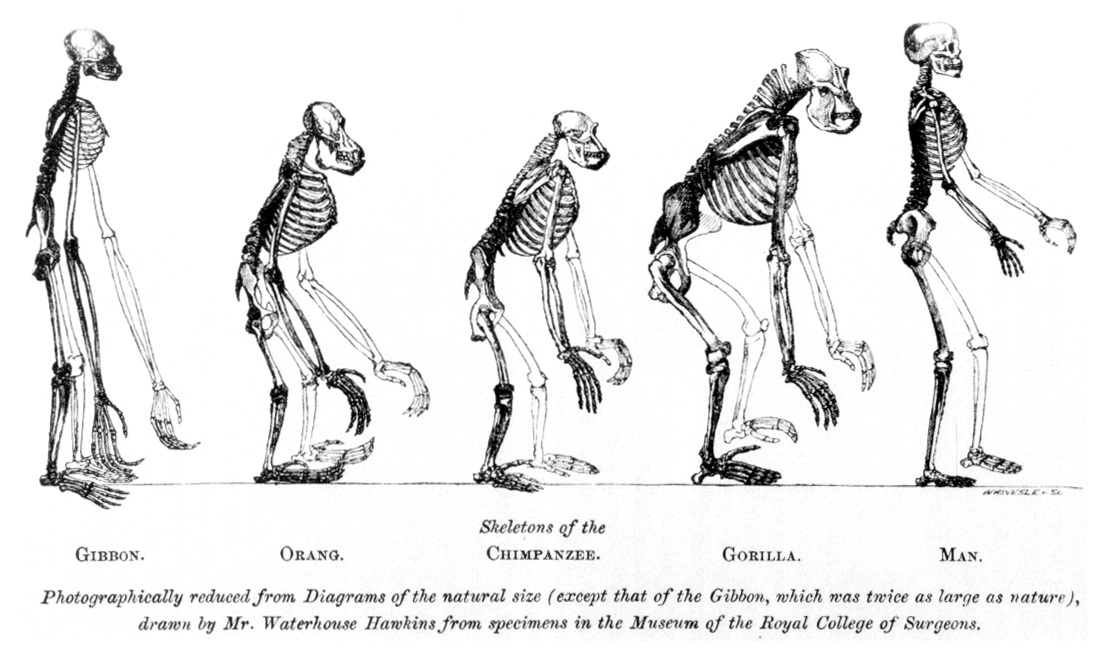
Das Frontispiz von Huxleys Evidence as to Man’s Place in Nature

Zwei Tage zuvor hat Huxley am gleichen Ort mit seinem Kollegen Richard Owen die Hippocampus-Debatte über die taxonomische Einordnung des Menschen in das Tierreich geführt. Richard Owen behauptet, dass sich der Mensch von den anderen Primaten durch bestimmte morphologische Besonderheiten im Gehirnaufbau, insbesondere dem Vorhandensein eines Hippocampus minor, unterscheide und er eine eigene Unterklasse in der Klasse der Säugetiere bilde. In der Diskussion tritt Thomas Henry Huxley dieser Auffassung entgegen und verspricht, Owens Behauptung zu widerlegen. Vier Monate später veröffentlicht er herzu das Werk Evidence as to Man’s Place in Nature.
Der deutsche Geologe und Paläontologe Heinrich Georg Bronn gibt im selben Jahr eine Übersetzung von Darwins Werk unter dem Titel Über die Entstehung der Arten im Thier- und Pflanzen-Reich durch natürliche Züchtung, oder Erhaltung der vollkommensten Rassen im Kampfe um's Daseyn heraus, in der er allerdings Veränderungen und „Reinigungen“ vornimmt.

##### Der „Urvogel“

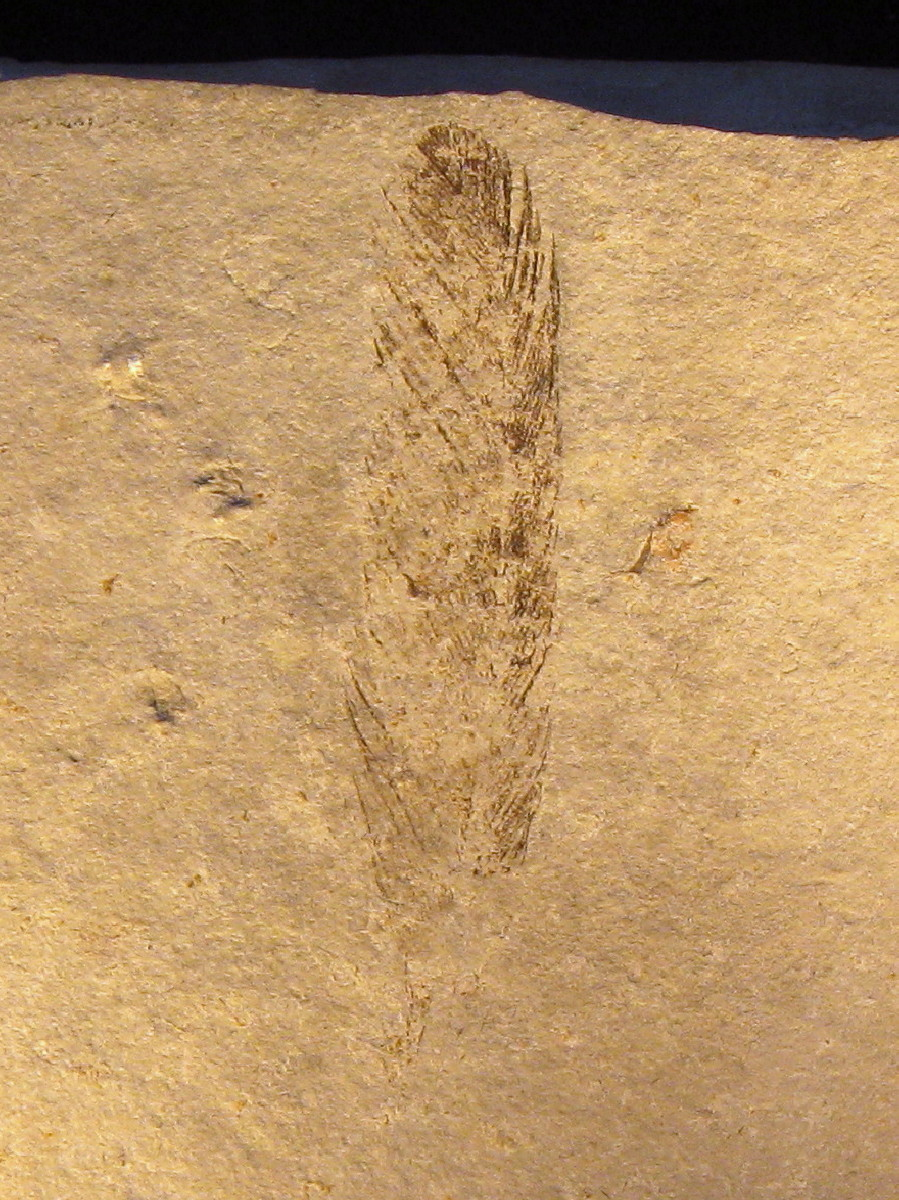
Der erste Fund: Eine Konturfeder von Archaeopteryx

Im Solnhofener Plattenkalk im Gemeindesteinbruch Solnhofen wird der Abdruck einer einzelnen Feder eines „Urvogels“ entdeckt. Der Archosaurier erhält bei seiner Erstbeschreibung durch den Frankfurter Wirbeltier-Paläontologen Hermann von Meyer ein Jahr später den Gattungsnamen Archaeopteryx.

##### Botanik
Der österreichische Arzt und Botaniker Friedrich Welwitsch berichtet am 16. August in einem Brief an Sir William Jackson Hooker, den Leiter der Royal Botanic Gardens Kew, London, erstmals über die von ihm im Vorjahr in der Nähe von Cabo Negro in der portugiesischen Kolonie Angola entdeckte Welwitschie.

##### Zoologie

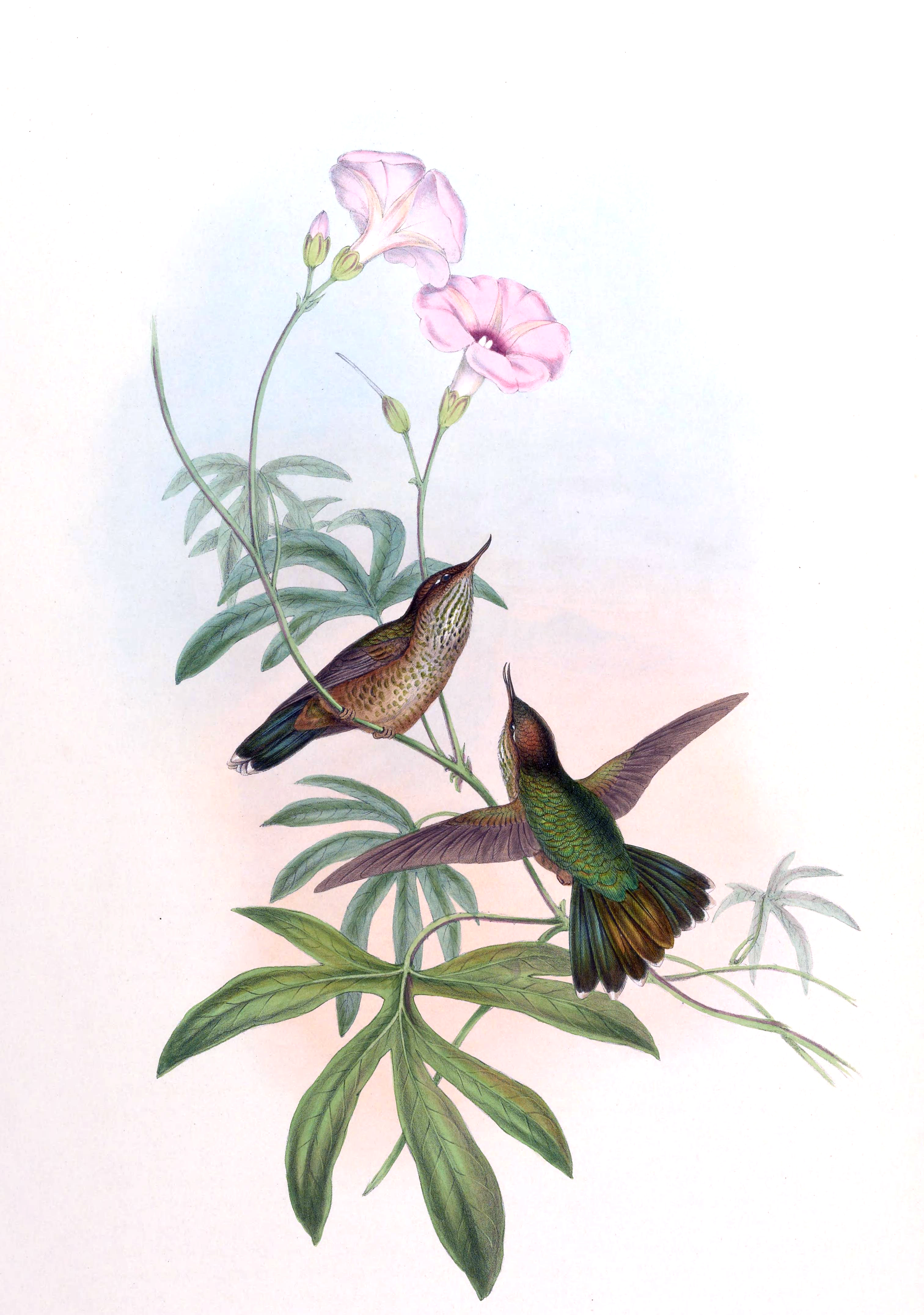
Fleckenbauchkolibri (Opisthoprora euryptera)

Der deutsche Ornithologe Jean Louis Cabanis verfasst gemeinsam mit Ferdinand Heine junior zahlreiche Erstbeschreibungen von Kolibrigattungen, darunter Anthocephala und Opisthoprora.

#### Chemie
Auf Initiative von Friedrich August Kekule, Charles Adolphe Wurtz und Karl Weltzien findet vom 3. bis zum 5. September im Ständehaus in Karlsruhe der Karlsruher Kongress statt, die erste internationale Fachtagung für Chemie weltweit. Themen sind die Nomenklatur chemischer Verbindungen und deren formelhafte Darstellung sowie die Frage nach den Atom- und Molekulargewichten chemischer Verbindungen. 127 Chemiker aus Europa und Übersee nehmen an der Tagung teil, darunter berühmte Namen wie Robert Bunsen, Adolf von Baeyer, Emil Erlenmeyer, Hermann von Fehling, Carl Remigius Fresenius, Hermann Kopp, Friedrich Konrad Beilstein, Jean-Baptiste Boussingault, Jean-Baptiste Dumas, Stanislao Cannizzaro, Dmitri Iwanowitsch Mendelejew und Lothar Meyer. Wenn auch durchgreifende Ergebnisse ausbleiben, kann der Karlsruher Chemikerkongress doch als das wichtigste Ereignis in der Geschichte der Chemie im 19. Jahrhundert gelten. Das Zusammentreffen so vieler Chemiker aus dem In- und Ausland wirkt katalytisch auf die weitere Entwicklung der theoretischen Chemie.
Dem deutschen Chemiker Albert Niemann gelingt in Göttingen die Isolation einer kristallinen Substanz aus Cocablättern, die mit der Novara-Expedition im Vorjahr nach Europa gekommen sind. Er gibt dem Alkaloid den Namen Kokain. Bei genaueren Untersuchungen stellt er unter anderem fest, dass es bei 89 °C schmilzt und bei weiterem Erhitzen in Salz- und Benzoesäure sowie Methanol und Ekgonin zerfällt.
Der britische Unternehmer Frederick Walton erhält ein Patent auf die Herstellung von Linoxin, ein Stoffgemisch, das durch oxidative Polymerisierung von Leinöl entsteht. 1863 gelingt Walton daraus die Herstellung von Linoleum.

#### Medizin und Krankenpflege

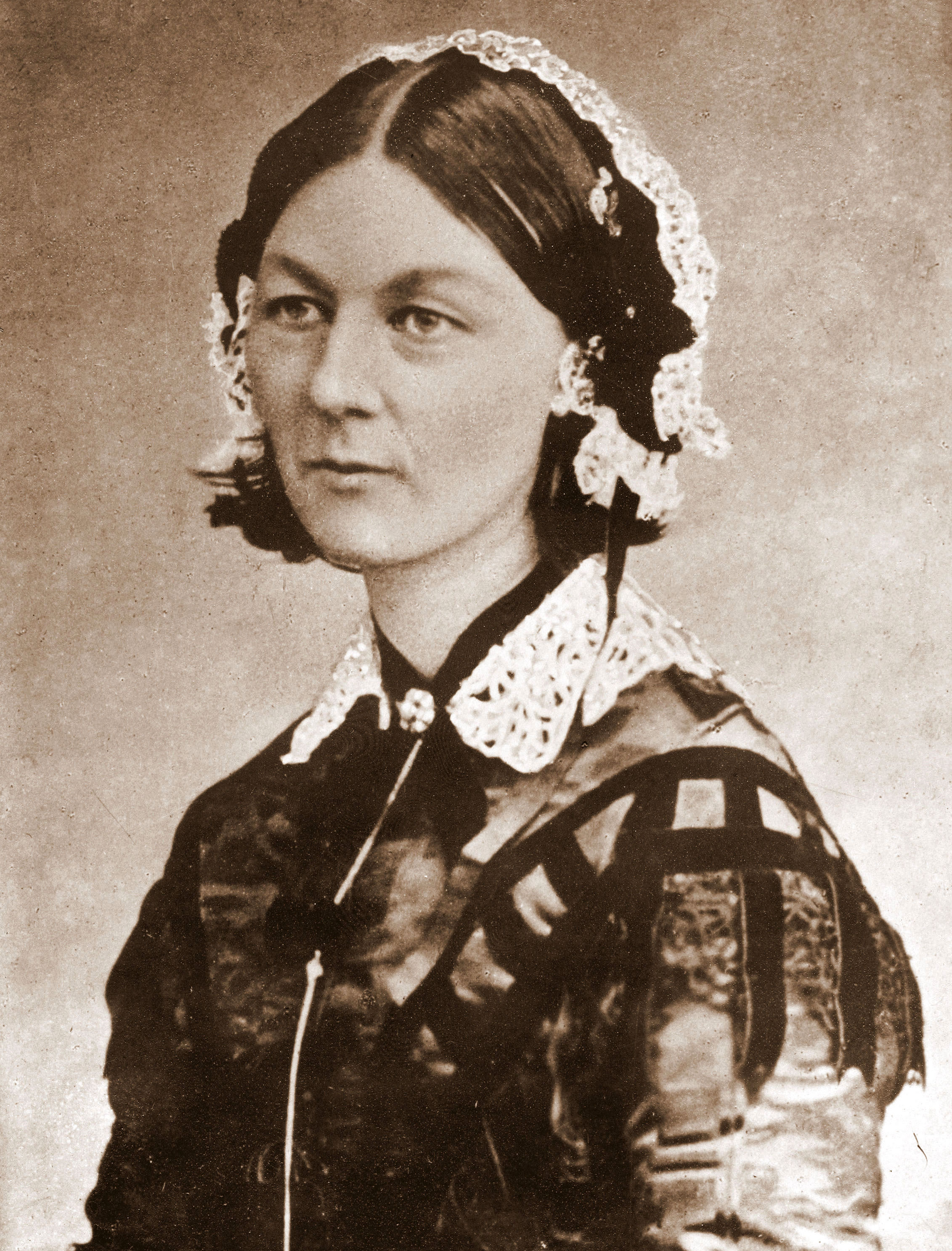
Florence Nightingale

Am 24. Juni wird im Londoner St Thomas’ Hospital die von Florence Nightingale mit Mitteln des Nightingale Funds gegründete Nightingale School of Nursing, die erste Krankenpflegeschule ohne kirchliche Anbindung, mit 15 Auszubildenden im Alter zwischen 25 und 35 Jahren eröffnet. Grundsätzlich sieht das heute als Nightingalesches System bezeichnete Ausbildungsmodell vor, dass die Ausbildung von Berufsanfängerinnen durch erfahrene Pflegekräfte und nicht durch Ärzte erfolgen soll. Eine umfangreiche theoretische Ausbildung mit anschließenden Examen hält Nightingale für wenig zielführend, da aus ihrer Sicht Prüfungen nur ein Test des Erinnerungsvermögens sind und nichts über die Leistung einer Pflegerin auf der Station aussagen. Ihr Ausbildungsmodell legt den Schwerpunkt auf Hygiene. Dabei spielt auch eine Rolle, dass Nightingale eine Anhängerin der Miasmentheorie ist. Sauberkeit, richtige Lüftung und angemessene Ernährung heilen ihrer Ansicht nach die meisten Krankheiten. Die Ausbildung ist nicht konfessionell gebunden, die ausbildende Pflegeleiterin soll aber auf die charakterliche Bildung und moralische Festigung der zukünftigen Pflegerinnen Wert legen.
Bereits im Januar ist das auf Anregung von Edwin Chadwick von Nightingale geschriebene Krankenpflegebuch Notes on Nursing: What It is and What It is Not (Anmerkungen zur Krankenpflege: Was Krankenpflege ist und was Krankenpflege nicht ist) erschienen, das sie für einen Personenkreis verfasste, die zu Hause Kranke zu versorgen haben. Noch im selben Jahr überarbeitet sie das Buch und veröffentlicht Fassungen, die sich an unterschiedliche Personenkreise richten. Eine Fassung erhält ergänzende Hinweise für professionelle Pflegerinnen. In den folgenden Jahren erscheinen zahlreiche Versionen und Übersetzungen des Werkes. Das Nightingalesche System revolutioniert in der Folge die bislang von überwiegend katholischen religiösen Institutionen dominierte Krankenpflege und stellt einen wesentlichen Teil der viktorianischen Pflegereform dar.

#### Polarforschung

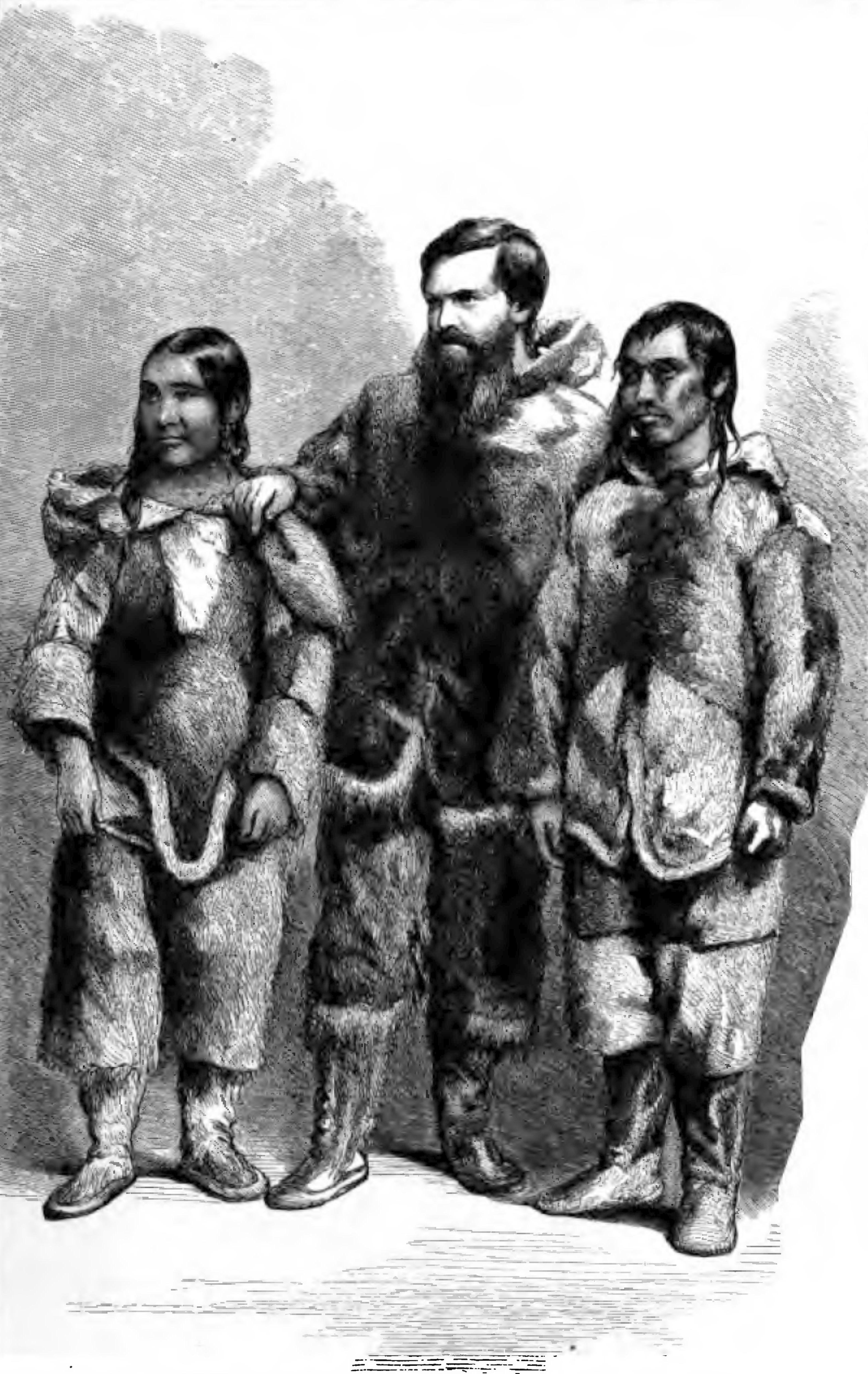
Tookoolito, Hall und Ipiirvik

Der in Cincinnati ansässige US-amerikanische Verleger Charles Francis Hall verkauft seine Zeitung und erwirbt mit finanzieller Unterstützung von Henry Grinnell ein stabiles Boot. Von einem Walfänger lässt er sich in die Arktis bringen, um sich auf die Suche nach der vor 12 Jahren verschollenen Franklin-Expedition zu machen. Im Cumberland Sound lernt er die Inuit Ipiirvik und Tookoolito kennen. Tookolito spricht fließend Englisch und dient Hall von nun an als Übersetzerin. Mit ihrer Hilfe gelingt es Hall, innerhalb kurzer Zeit die Lebensgewohnheiten der Inuit anzunehmen.

#### Theoretische Physik
James Clerk Maxwell veröffentlicht seine Geschwindigkeitsverteilungsfunktion im Philosophical Magazine (4) 19 (1860), 22. Sie beschreibt die Verteilung des Betrags {\displaystyle v=|{\vec {v}}|} der Teilchengeschwindigkeiten in einem idealen Gas. Die Theorie, wonach sich in einem idealen Gas nicht alle Gasteilchen mit der gleichen Geschwindigkeit bewegen, sondern statistisch verteilt mit verschiedenen Geschwindigkeiten, wird von Ludwig Boltzmann in späterer Folge noch verfeinert. Maxwell erhält im selben Jahr für seine Forschungen über die Zusammensetzung der Farben und andere Beiträge zur Optik die Rumford-Medaille verliehen.

#### Technische Erfindungen

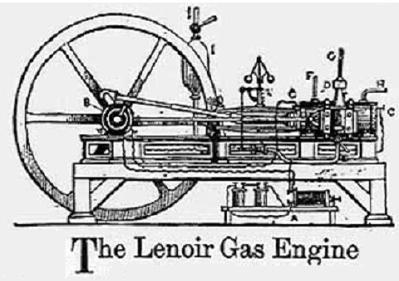
Schema des Lenoir-Gasmotors

Der belgische Erfinder Étienne Lenoir führt am 23. Januar in Paris vor etwa 20 Personen den im Vorjahr von ihm erfundenen ersten brauchbaren Gasmotor vor. Am nächsten Tag erhält er ein Patent auf seine Erfindung, auf dessen Basis der Pariser Industrielle Marinoni zunächst einige wenige derartige Maschinen produziert. Als der Münchener Uhrmacher Christian Reithmann von Lenoirs Erfindung erfährt, nimmt er mehrere Patente auf den von ihm entwickelten Viertaktmotor auf. Das erste Patent erhält er am 26. Oktober.
Auf einem von Édouard-Léon Scott de Martinville drei Jahre zuvor konstruierten Phonautographen gelingt eine Tonaufzeichnung: Am 9. April wird das französische Volks- und Kinderlied Au clair de la lune aufgenommen, 17 Jahre vor der Erfindung des Phonographen durch Thomas Alva Edison. Es handelt sich um die inzwischen älteste erhaltene Tonaufnahme.
Am 28. Mai meldet der Pfarrer Henry Moule sein Dry Earth Closet zum Patent an. Die Komposttoilette, die er nach der Choleraepidemie 1854 und dem „Großen Gestank“ von 1858 in London entwickelt hat, soll die hygienischen Verhältnisse verbessern, indem sie den Geruch menschlicher Ausscheidungen reduziert und diese zugleich für den Garten nutzbar macht.
Der Florentiner Erfinder Antonio Meucci stellt ein von ihm entwickeltes Fernsprechgerät vor. Er hat es für seine Frau entwickelt, die wegen eines rheumatischen Leidens ihr Zimmer nicht mehr verlassen kann.

#### Schiffsbau

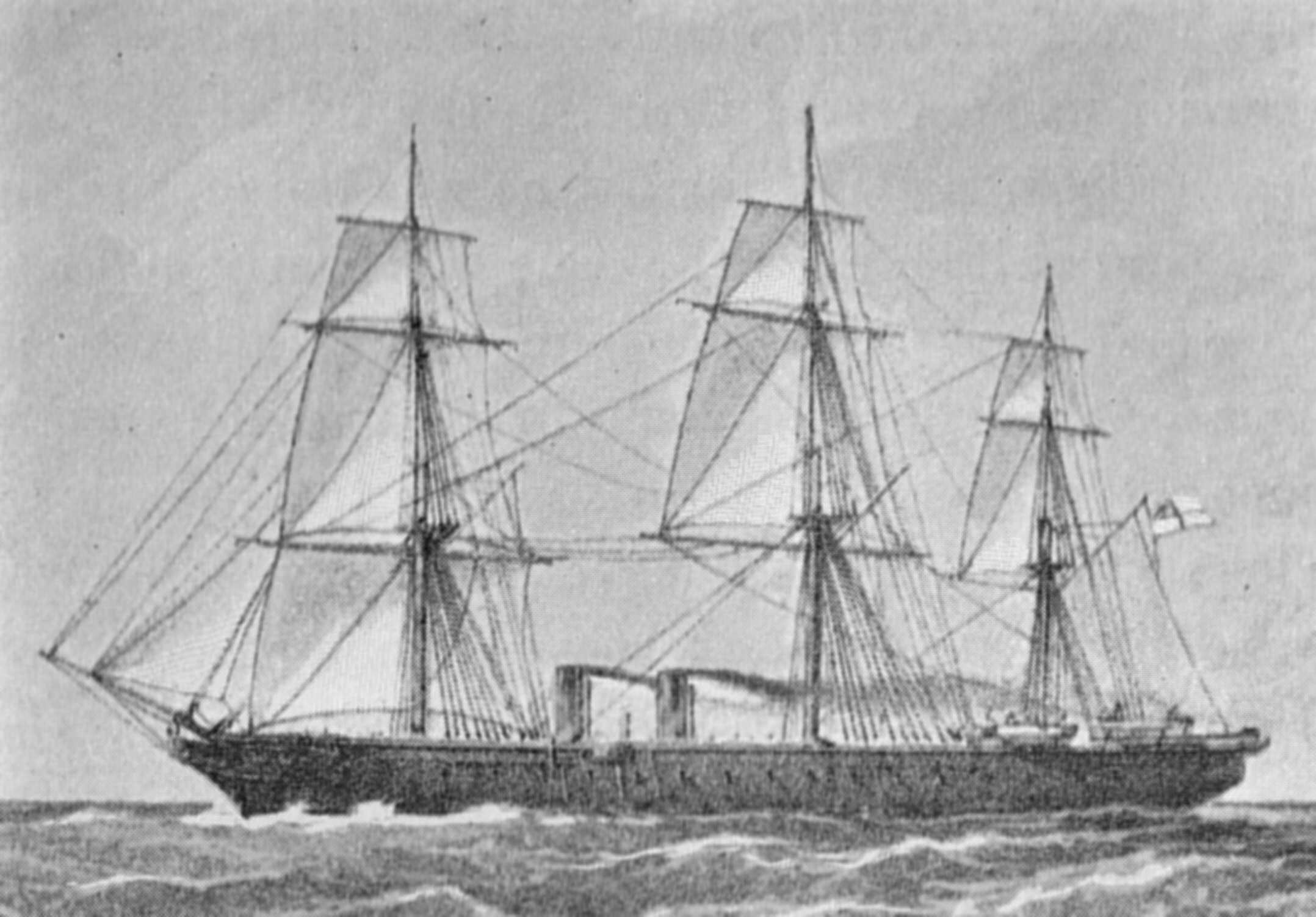
Die Warrior nach ihrer Indienststellung 1861

Nach mehr als eineinhalbjähriger Bauzeit wird am 29. Dezember die Warrior, das erste ozeantaugliche Panzerschiff mit eisernem Rumpf, vom Stapel gelassen.

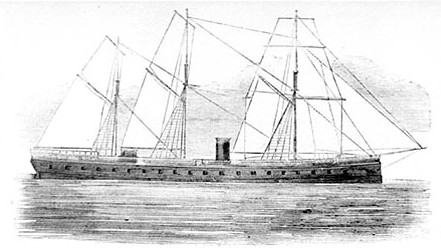
Die La Gloire

Sie wurde von der britischen Royal Navy als Gegenmaßnahme zum von Henri Dupuy de Lôme konstruierten französischen Panzerschiff La Gloire gebaut, das im August in Dienst gestellt worden ist. Durch ihren 4,5 Zoll dicken geschmiedeten Eisengürtel ist die HMS Warrior praktisch unverwundbar für die Geschosse der zur Zeit ihres Baus gebräuchlichen Schiffsartillerie. Um die Sinksicherheit noch weiter zu verbessern, ist der Rumpf in 92 wasserdichte Abteilungen unterteilt und besitzt unterhalb von Maschinenanlage und Munitionsräumen einen Doppelboden. Wegen der rasanten Entwicklung in der Marinetechnologie ist sie jedoch innerhalb von nur zehn Jahren bereits wieder veraltet.
Beim Stapellauf der HMS Warrior bei den Themse-Eisenwerken in London ist es so kalt, dass das Schiff an der Slipanlage festfriert. Es handelt sich um den kältesten Winter seit 50 Jahren.

### Kultur
| Kultur | Kultur                                                                                           |
| --- | ------------------------------------------------------------------------------------------------ |
| - Historismus - Präraffaeliten: Hogarth Club - Naturalismus - Realismus - Schule von Barbizon - Hudson River School - Berliner Bildhauerschule - Literarische Gesellschaft Tunnel über der Spree - Slawophile |                                                                                                  |
| 3. März | Die 1. Serenade von Johannes Brahms wird uraufgeführt.                                           |
| 7. Mai | Die komische Oper Rita ou Le mari battu von Gaetano Donizetti wird postum uraufgeführt.          |
| Mai | Die Mitglieder des Londoner Hogarth Club eröffnen ihre erste gemeinsam Ausstellung.              |
| 16. Mai | Das Viktoriatheater in Magdeburg wird mit dem Stück Eine Nacht in Berlin eröffnet.               |
| 22. Juli | Der Zoologische Garten Köln wird gegründet.                                                      |
| 24. September | Die Gesellschaft für Salzburger Landeskunde wird gegründet.                                      |
| 1. Oktober | Die Großherzoglich-Sächsische Kunstschule Weimar wird gegründet.                                 |
| 6.–18. Oktober | Felice Beato photographiert den Alten und den Neuen Sommerpalast in Peking.                      |
| 12. November | Der Dianabad-Saal in Wien-Leopoldstadt wird eröffnet.                                            |
| 26. November | Jacques Offenbachs Ballett-Pantomime Le Papillon wird uraufgeführt.                              |
| 1. Dezember | Charles Dickens veröffentlicht den ersten Teil des Bildungsromans Great Expectations.            |
| 13. Dezember | Das Bayernlied von Konrad Max Kunz wird von der Bürger-Sänger-Zunft München erstmals aufgeführt. |

#### Chinesische Kulturgüter

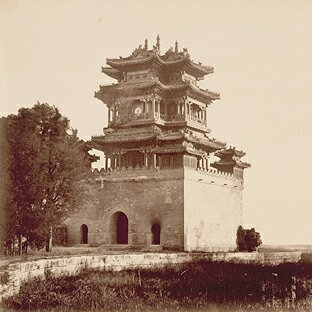
Felice Beato: Turm des Gottes der Literatur

Der Kriegsfotograf Felice Beato, der kurz zuvor die Zusammenarbeit mit seinem Kollegen James Robertson beendet hat, photographiert nach der Einnahme Pekings im Zweiten Opiumkrieg durch die Briten und Franzosen vom 6. Oktober bis zum 18. Oktober den Alten und den Neuen Sommerpalast und dokumentiert damit vor der Zerstörung beider Bauwerke deren Kulturschätze für die Nachwelt. Im Zuge der Plünderungen durch die Europäer werden neben Kunstschätzen aller Art auch jene kostbaren Uhren geraubt, die König Georg III. dem chinesischen Kaiser Qianlong durch die Macartney-Mission 1793 als Geschenk übersandt hat, die von diesem aber als „Tribut“ eines unterwürfigen Volkes gedeutet worden sind. Außerdem werden fünf Pekinesen-Hunde erbeutet, die bis dahin nur dem Herrscherhaus vorbehalten waren. Sie werden zu Stammeltern der europäischen Pekinesen.

#### Architektur

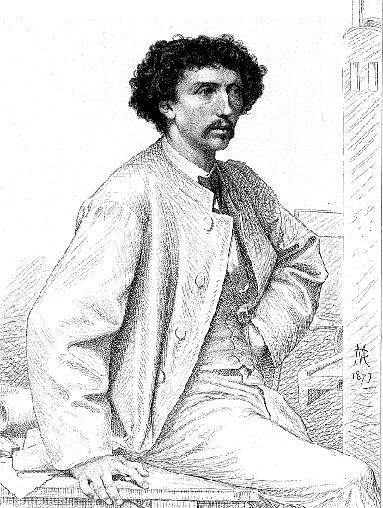
Charles Garnier

Der junge und weitgehend unbekannte Architekt Charles Garnier gewinnt überraschend den Architekturwettbewerb für den Bau der neuen Pariser Oper. Der 15 Jahre dauernde Bau an der Opéra Garnier wird sein Lebenswerk.

#### Bildende Kunst

##### Deutschland / Italien
Während des so genannten „Silbernen Zeitalters von Weimar“ gründet Großherzog Carl Alexander von Sachsen-Weimar-Eisenach die Großherzoglich-Sächsische Kunstschule Weimar. Diese Bildungseinrichtung künstlerischer Ausrichtung geht auf die Initiative des Malers Stanislaus von Kalckreuth zurück, der dementsprechend bei der Eröffnungsfeier am 1. Oktober offiziell mit der Leitung des Instituts betraut wird. Von Beginn an können namhafte Künstler der Zeit als Lehrer für die neue Schule gewonnen werden, unter ihnen Arnold Böcklin, Arthur von Ramberg, Carl Hummel, Franz von Lenbach und Johann Wilhelm Cordes. In den folgenden Jahren wird hier die Strömung der Weimarer Malerei entwickelt.

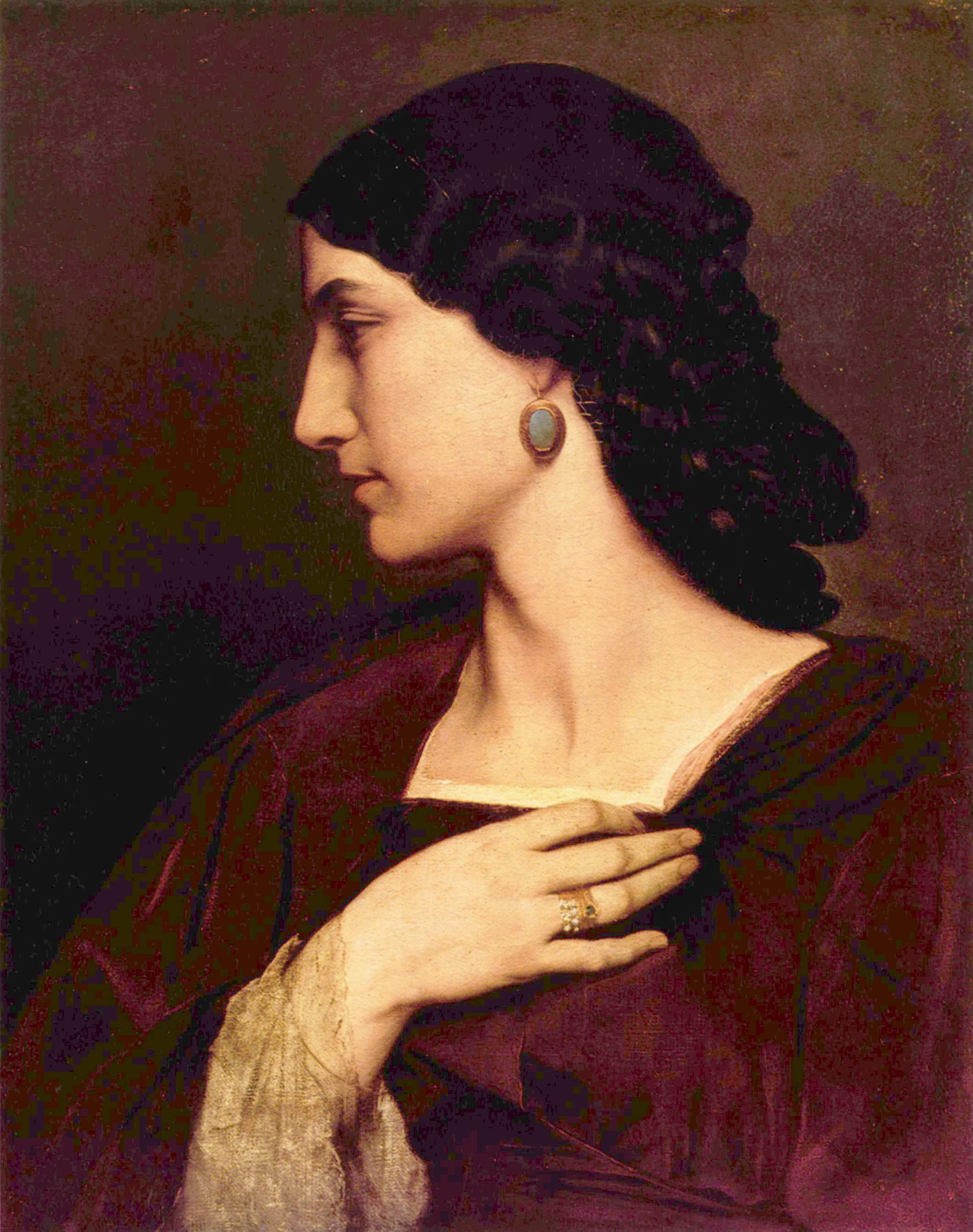
Feuerbach: Nanna, 1860

Anselm Feuerbach, seit 1857 Mitglied des Deutschen Künstlervereins in Rom, lernt Anna Risi kennen, genannt Nanna. Die Frau eines römischen Schusters wird sein Modell und seine Geliebte. Damit beginnt die Serie von Feuerbachs berühmten Nanna-Bildnissen.

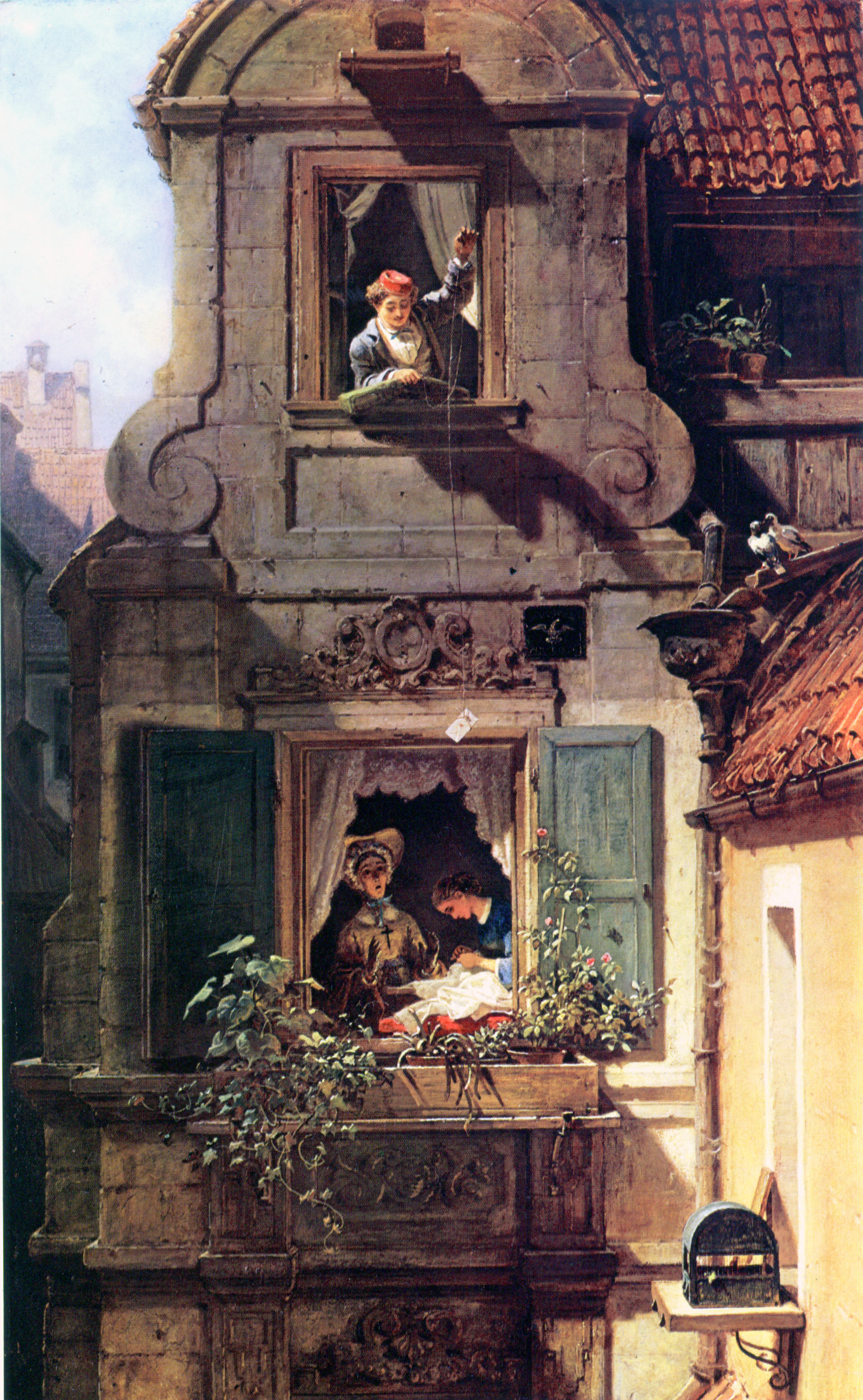
Carl Spitzweg: Der abgefangene Liebesbrief

Der Münchener Maler Carl Spitzweg malt um 1860 eines seiner bekanntesten Bilder. Das Werk Der abgefangene Liebesbrief zählt zu seinen so genannten „Pointenbildern“. Auch die etwa gleichzeitig entstandenen Bilder Der ewige Hochzeiter und Institutsspaziergang gehören in diese Kategorie. Um das Jahr 1860 beginnt Spitzweg aber auch mit dem Erstellen kleiner Landschaftsbilder und Idyllen, die er oft auf den Brettchen seiner Zigarrenkisten malt, wie zum Beispiel die Landschaft am Ammersee.

##### Frankreich

Manet: Der spanische Sänger

Der französische Maler Édouard Manet malt mit Öl auf Leinwand die beiden Bilder Portrait der Eltern und Der spanische Sänger, die er beide im nächsten Jahr beim Salon de Paris einreicht und von diesem ausgestellt werden.
Paul Cézanne erhält von seinem Vater die Erlaubnis, die Wände des Salons des von diesem im Vorjahr gekauften Anwesen Jas de Bouffan auszumalen. Im Lauf des Jahres entstehen die großformatigen Wandgemälde der vier Jahreszeiten: Frühling, Sommer, Herbst und Winter.
Statt wie von seinen Eltern gewünscht in der École des Beaux-Arts zu studieren, tritt der 19-jährige Claude Monet in die freie Malschule Académie Suisse ein, in der er sich vor allem mit Figurenstudien beschäftigt. Monet besucht in dieser Zeit Ausstellungen der Maler der Schule von Barbizon, einer 1830 gegründeten Künstlerkolonie, die die Malerei im Stil des Realismus propagiert. Außerdem hält er sich oft in der Brasserie des Martyrs auf, die ein Treffpunkt vieler moderner Künstler und Autoren ist. Sein Vater entzieht ihm in der Folge die finanzielle Unterstützung.

##### Großbritannien
Der 1858 von Mitgliedern der früheren Präraffaelitischen Bruderschaft gegründete Hogarth Club in London hat im Mai seine erste gemeinsame Ausstellung in den neuen Räumlichkeiten in 6 Waterloo Place. Doch noch im selben Jahr kommt es – wegen stilistischer Fragen, aber vor allem über die Art und Weise, wie der Club geführt werden soll – zu Streitigkeiten unter den Mitgliedern, die schon im folgenden Jahr zur Auflösung des Clubs führen werden.

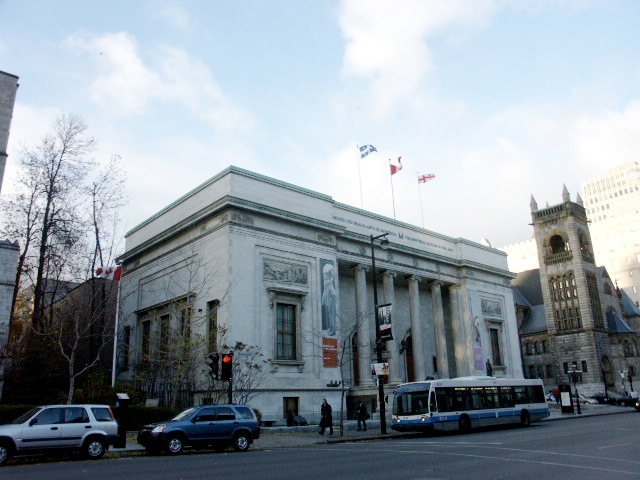
Montreal Museum of Fine Arts

Das Musée des beaux-arts de Montréal (Montreal Museum of Fine Arts) in Montreal wird gegründet. Das im Quartier du Musée an der Golden Square Mile gelegene Museum ist damit Kanadas ältestes Kunstmuseum. Das von rund 500.000 Menschen jährlich besuchte Museum ist auch das größte Museum des Landes.

##### Deutschsprachige Literatur

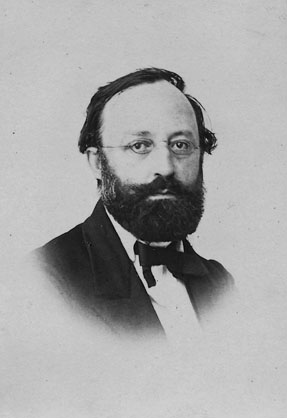
Gottfried Keller 1860, Fotografie von Adolf Grimminger

Der Dichter und Herausgeber Berthold Auerbach schreibt einen Brief an seinen Freund Gottfried Keller in der Schweiz mit einer Bitte um „etwas kurzes Abgerundetes“ zu „einem Schweizer Thema“ für seinen regelmäßig in Leipzig erscheinenden Deutschen Volkskalender. Keller, der gerade damit begonnen hat, weitere Geschichten für einen zweiten Teil von Die Leute von Seldwyla zu verfassen, schickt ihm wenig später das Manuskript Das Fähnlein der sieben Freunde. Die Novelle, die etwas gekürzt unter dem leicht abgeänderten Namen Das Fähnlein der sieben Aufrechten erscheint und bei Verleger und Publikum Begeisterung hervorruft, wird sofort von der Berner Tageszeitung Der Bund nachgedruckt. Sie begründet Kellers Ruhm als Nationaldichter der Schweiz, ohne jedoch vorläufig etwas an seiner prekären finanziellen Situation zu ändern.
Das 1808 von Heinrich von Kleist verfasste Drama Die Hermannsschlacht wird – fast fünfzig Jahre nach dem Tod des Autors – in einer überarbeiteten Fassung in Breslau uraufgeführt. Dem Stück ist in den nächsten Jahren kein großer Erfolg beschieden.

##### Russische Literatur
Fjodor Michailowitsch Dostojewski veröffentlicht in St. Petersburg das Prosawerk Aufzeichnungen aus einem Totenhaus, an dem er seit 1856 gearbeitet hat. Darin schildert er in einer losen Folge von Szenen und Beschreibungen das Leben in einem sibirischen Gefängnislager anhand eigener Erfahrungen während der Zeit seiner Verbannung von 1849 bis 1853. Das Werk ist der Stadt Semipalatinsk gewidmet, dem Ort seiner Verbannung.

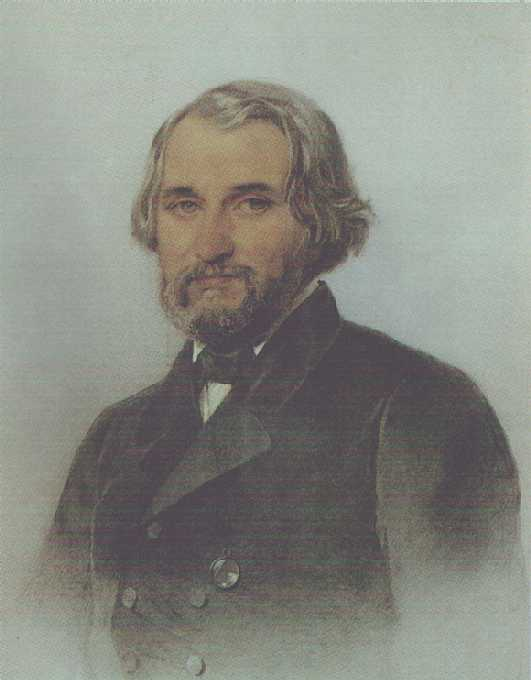
Iwan Turgenew

Der russische Schriftsteller Iwan Sergejewitsch Turgenew verfasst im Exil in Deutschland mehrere Werke, darunter die Romane Am Vorabend (Nakanune) und Erste Liebe (Pervaja ljubov).
Das Theaterstück Gewitter (Groza) des russischen Dramatikers Alexander Nikolajewitsch Ostrowski wird uraufgeführt.

##### Sonstige Werke
Die englische Schriftstellerin Mary Ann Evans veröffentlicht am 4. April unter dem Pseudonym George Eliot den siebenteiligen stark autobiographischen Roman The Mill on the Floss, der heute zu den Klassikern der englischen Literatur zählt.
Der niederländische Schriftsteller Eduard Douwes Dekker veröffentlicht am 14. Mai unter dem Pseudonym Multatuli den satirischen Roman Max Havelaar. Er gilt bis heute als der bedeutendste niederländische Roman seiner Zeit.

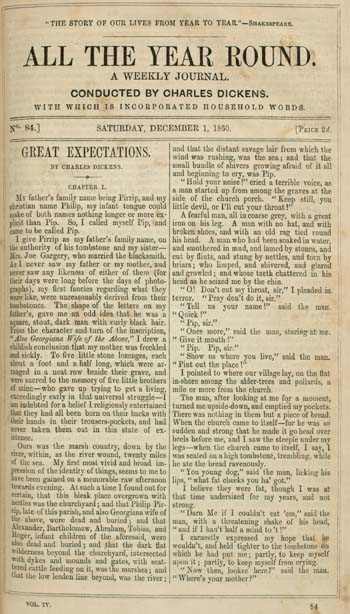
Erstabdruck von Great Expectations in All the Year Round

In der von ihm selbst verlegten Zeitschrift All the Year Round, die im Herbst merkliche Umsatzeinbußen zu verzeichnen hatte, veröffentlicht Charles Dickens am 1. Dezember den ersten Teil seines Bildungsromans Great Expectations. Gleichzeitig verkauft Dickens die Publikationsrechte an die New Yorker Wochenzeitschrift Harper’s Weekly, die den Roman als Fortsetzung vom November 1860 bis zum August 1861 mit Illustrationen von John McLenan abdruckt.

#### Musik und Theater

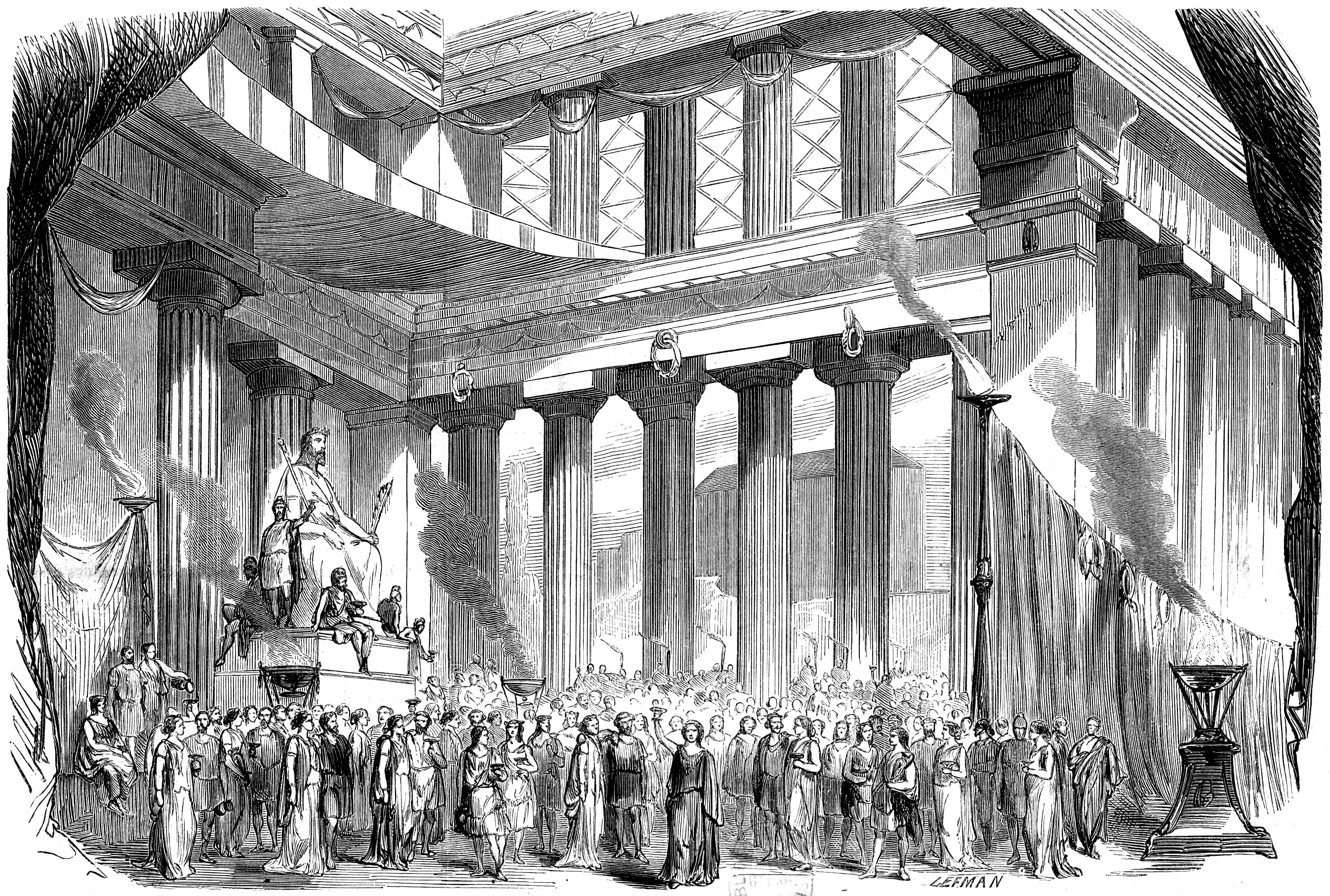
Szene aus Philémon et Baucis, Théatre-Lyrique 1860

- 18. Februar: Am Théâtre-Lyrique in Paris findet die Uraufführung der Oper Philémon et Baucis von Charles Gounod mit einem Libretto von Jules Barbier und Michel Carré statt.
- 3. März: Am Königlichen Hoftheater in Hannover wird die Endfassung der 1. Serenade von Johannes Brahms unter der Leitung von Joseph Joachim uraufgeführt. Bereits am 10. Februar hatte die 2. Serenade ihre Uraufführung in Hamburg.
- 7. Mai: Die bereits 1841 entstandene komische Oper Rita ou Le mari battu von Gaetano Donizetti wird postum an der Opéra-Comique in Paris uraufgeführt. Das im Original französische Libretto stammt von Gustave Vaëz. Die Titelrolle wird von Caroline Lefèbvre Faure gesungen.
- 5. Juni: Die Oper Jawnuta von Stanisław Moniuszko mit einem Libretto von Władysław Ludwik Anczyc nach  der Schäferdichtung Die Zigeuner von Franciszek Dionizy Kniaźnin wird unter der Leitung des Komponisten am Teatr Wielki in Warschau uraufgeführt und mit Begeisterung aufgenommen.
- 7. bis 9. Juli: In Olten findet das Eidgenössische Sängerfest 1860 statt.
- 3. August: Die Oper La colombe von Charles Gounod wird in ihrer einaktigen Erstfassung am Stadttheater von Baden-Baden uraufgeführt und gut aufgenommen. Die Premierenbesetzung besteht unter anderen aus Marie Caroline Miolan-Carvalho und Gustave-Hippolyte Roger.
- 11. Oktober: Die Oper Robin Hood von George Alexander Macfarren auf das Libretto von John Oxenford hat ihre Uraufführung an Her Majesty’s Theatre in London.

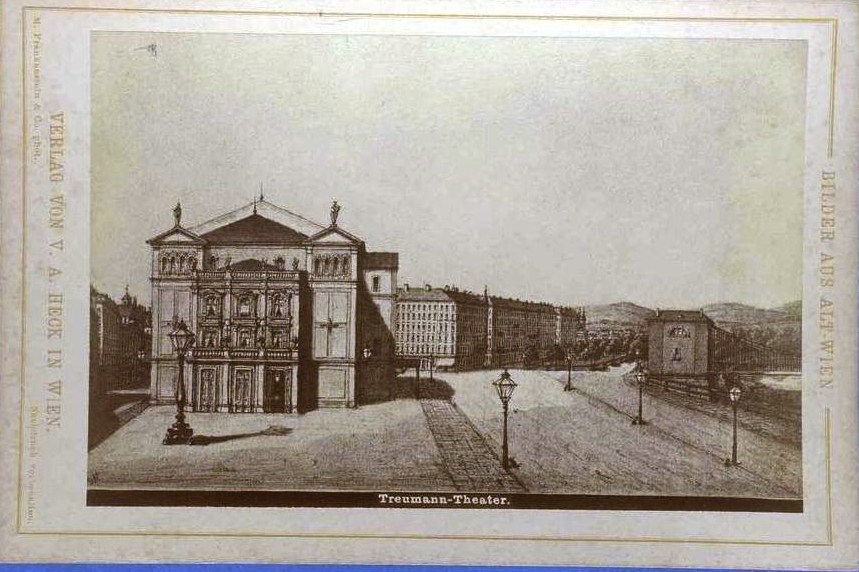
Das Treumann-Theater fotografiert von Michael Frankenstein

- 1. November: Das von Karl Treumann nach Plänen des Architekten Ferdinand Fellner erbaute Theater am Franz-Josefs-Kai in Wien wird eröffnet.

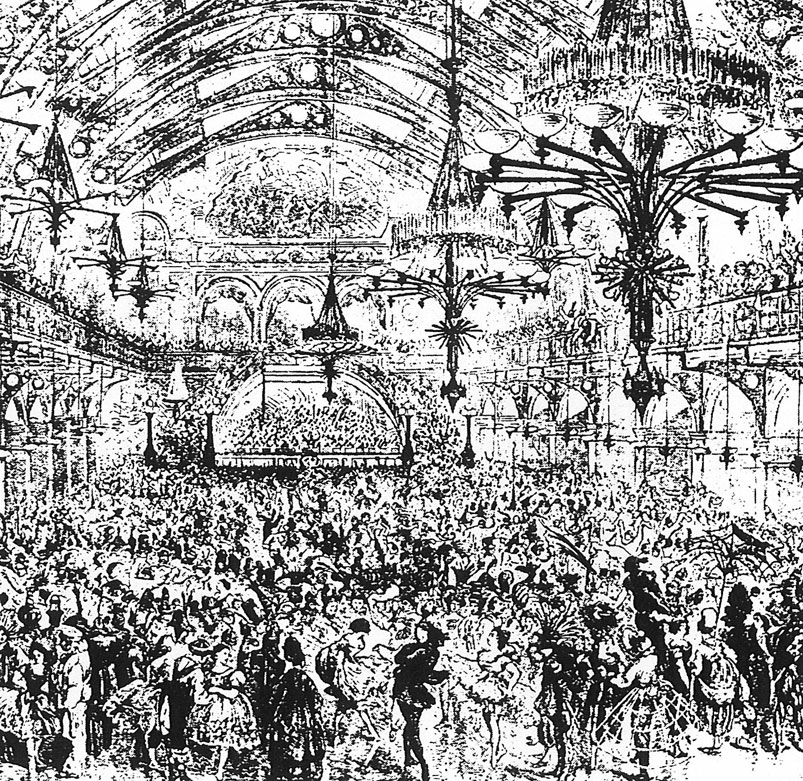
Das Dianabad als Ballsaal

- Um das 1843 wieder eröffnete Dianabad in Wien-Leopoldstadt auch in der badefreien Wintersaison nutzbar zu machen, wird das Schwimmbecken abgedeckt und die Schwimmhalle als Konzert- und Ballsaal dekoriert. Im am 12. November mit der Diana-Polka von Josef Strauss eröffneten Dianabad-Saal debütieren in den folgenden Jahren unter anderem Eduard Strauß und Carl Michael Ziehrer, und der von Johann Strauss (Sohn) komponierte Walzer An der schönen blauen Donau hat 1867 hier seine triumphale Uraufführung.
- 24. November: Die Operette Das Pensionat von Franz von Suppè hat ihre Uraufführung am Theater an der Wien in Wien. Das Stück nach dem Vorbild der Pariser Operette gilt als erste Wiener Operette. Der Librettist wird nur mit den Initialen C. K. angegeben und ist bisher nicht identifiziert.

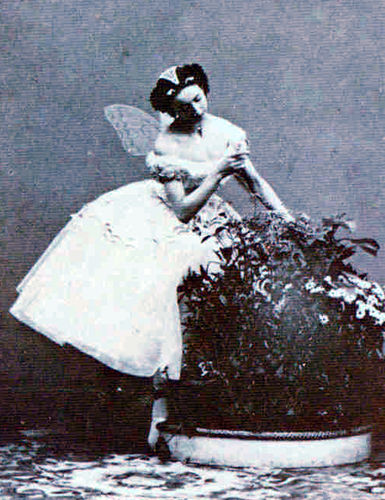
Emma Livry

- 26. November: An der Pariser Oper wird Jacques Offenbachs Ballett-Pantomime Le Papillon in der Choreographie der bekannten Tänzerin Marie Taglioni uraufgeführt. Die Aufführung gerät zu einem Triumph, was auch dem Können der jungen Ballerina Emma Livry zu danken ist.
- 7. Dezember: Der französische Schauspieler Benoît Constant Coquelin debütiert in einer kleinen Rolle in der Comédie-Française. Bereits ein Jahr später spielt er seine erste Titelrolle.
- 24. Dezember: Die Uraufführung von Jacques Offenbachs opéra-bouffe Barkouf mit dem Libretto von Eugène Scribe und Henry Boisseaux an der Opéra-Comique in Paris ist zwar beim Publikum ein Erfolg, wird aber anschließend von der Presse verrissen und verschwindet für über 150 Jahren in den Archiven.
- Konrad Max Kunz komponiert das Bayernlied. Mit dem Text des Lehrers und Publizisten Michael Öchsner wird es am 15. Dezember von der Bürger-Sänger-Zunft München, zu diesem Zeitpunkt die wichtigste Laienvereinigung zur Pflege von Gesang und Musik im Königreich Bayern, erstmals präsentiert. Das Stück wird bald zu einem beliebten Volkslied. Knapp hundert Jahre später wird das Lied mit einem leicht abgewandelten Text als Bayernhymne zur offiziellen Hymne des Freistaats Bayern erhoben.

#### Gattungsübergreifende Künstlergruppen
Mehrere lombardische Künstler finden sich in Mailand zur Künstlergruppe La Scapigliatura zusammen. Bedeutende Vertreter sind die Schriftsteller Arrigo Boito und Emilio Praga.

### Gesellschaft

#### Ende der Hamburger Torsperre

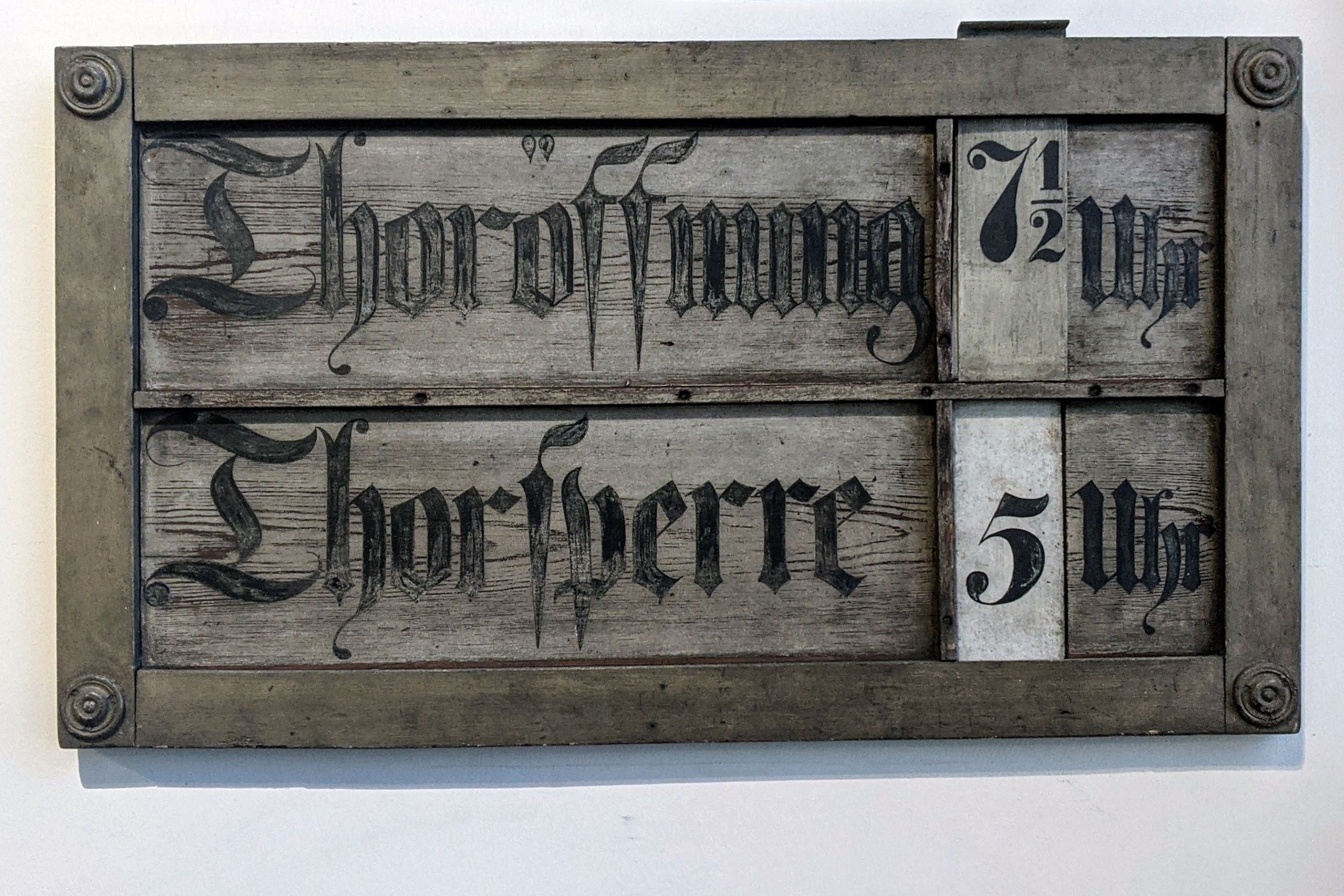
Historische Anzeigetafel mit Toröffnungs- und -sperrzeiten im Museum für Hamburgische Geschichte

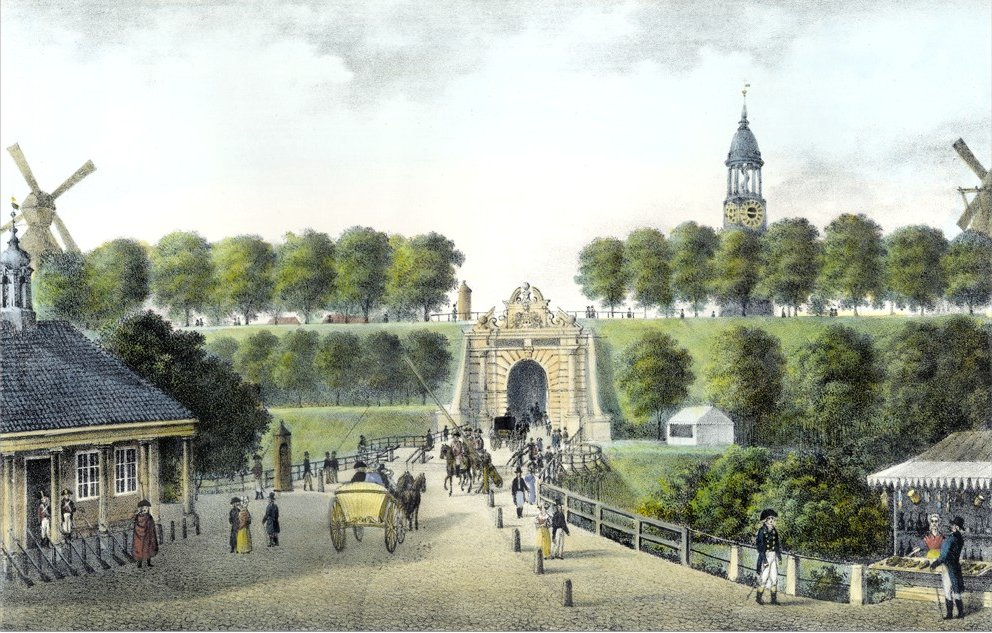
Das Hamburger Millerntor vor 1860

Im November einigen sich Senat und Bürgerschaft der Stadt Hamburg auf die gänzliche Aufhebung der Torsperre zum 31. Dezember. Die Torsperre hat im Laufe des 19. Jahrhunderts sukzessive den Torschluss in Hamburg abgelöst. Ab 1861 sind alle Hamburger Stadttore durchgehend frei passierbar. In der Silvesternacht zieht eine unzählbare Menschenmenge durch die geöffneten Tore, um sich an der neuen Errungenschaft zu erfreuen.

#### Bildung und Soziales
Auf Initiative von Gemeinderat Franz Valentin Zillner wird am 24. September die Gesellschaft für Salzburger Landeskunde gegründet. Die Gründungsmitglieder sind ausnahmslos honorige Bürger der Stadt Salzburg, darunter der Maler Georg Pezolt und der Arzt Anton Eleutherius Sauter. In der konstituierenden Sitzung vom 30. September wird Bürgermeister Heinrich von Mertens zum ersten Vorstand gewählt. Laut Satzung setzt sich die Gesellschaft für die Beförderung der Kunde vom Lande Salzburg und seinen Bewohnern mit Rücksicht auf Gegenwart und Vergangenheit ein.
Nach jahrelangen Bemühungen von Baronin Bertha von Marenholtz-Bülow wird das Verbot von Kindergärten in Preußen wieder aufgehoben. Die von Friedrich Fröbel entwickelte Institution ist im Jahr 1851 unter der Federführung von Kultusminister Karl Otto von Raumer wegen atheistischer Tendenzen verboten worden.
Die 1822 gegründete Hebrew Benevolent Society eröffnet in Chelsea im New Yorker Stadtteil Manhattan das Hebrew Orphan Asylum of New York mit mehreren Dutzend Jungen und Mädchen.

#### Recht
In Leipzig wird der Theologieprofessor Wilhelm Bruno Lindner am 29. Februar wegen Diebstählen aus öffentlichen Bibliotheken zu sechs Jahren Arbeitshaus verurteilt.
In Berlin findet der erste Deutsche Juristentag statt. Zu seinen Begründern gehört Karl Christian Eduard Hiersemenzel.

### Religion

#### Christentum

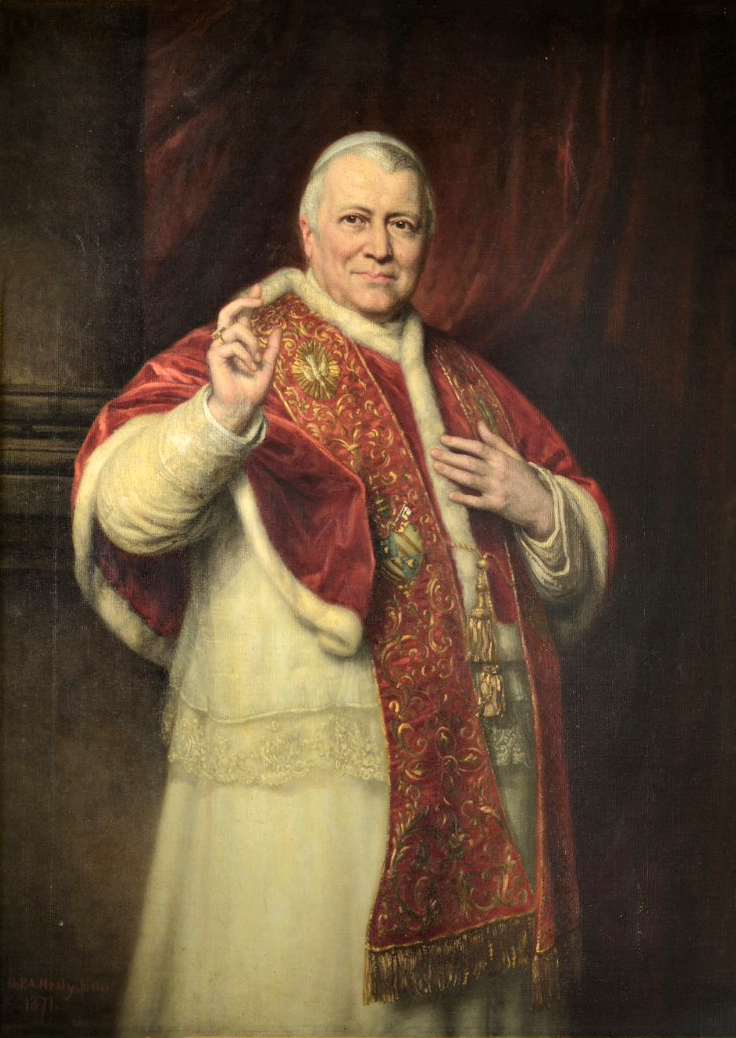
Papst Pius IX.

Papst Pius IX. erklärt in der Enzyklika Nullis certe verbis vom 19. Januar die „Notwendigkeit für eine staatliche Souveränität“ des Kirchenstaates. Bezug nehmend auf seine Enzyklika Qui nuper vom Vorjahr, in der er die revolutionäre Bewegung in Italien kritisiert hat, bringt er seine Freude und sein Lob zum Ausdruck, er bedankt sich „für die erwiesene Treue und Bereitschaft“ und bezeichnet diese als „bewundernswerte Loyalität“. Auf den von Napoleon III. eingebrachten Vorschlag, dass der Kirchenstaat auf alle territorialen und herrschaftlichen Ansprüche verzichten solle, könne man nach Meinung des Papstes absolut nicht eingehen. Denn dann würde man auch die staatsbürgerliche Souveränität aufgeben. In dem Apostolischen Schreiben Quum catholica vom 26. März und der Allokution Novos et ante vom 28. September verurteilt er jeweils die Verletzung der Souveränität des Kirchenstaates.
Nach über hundertjähriger Bauzeit wird die unter Bischof Isidro Marín y Figueroa 1747 begonnene sechste Kathedrale von León in Nicaragua fertiggestellt.

#### Judentum

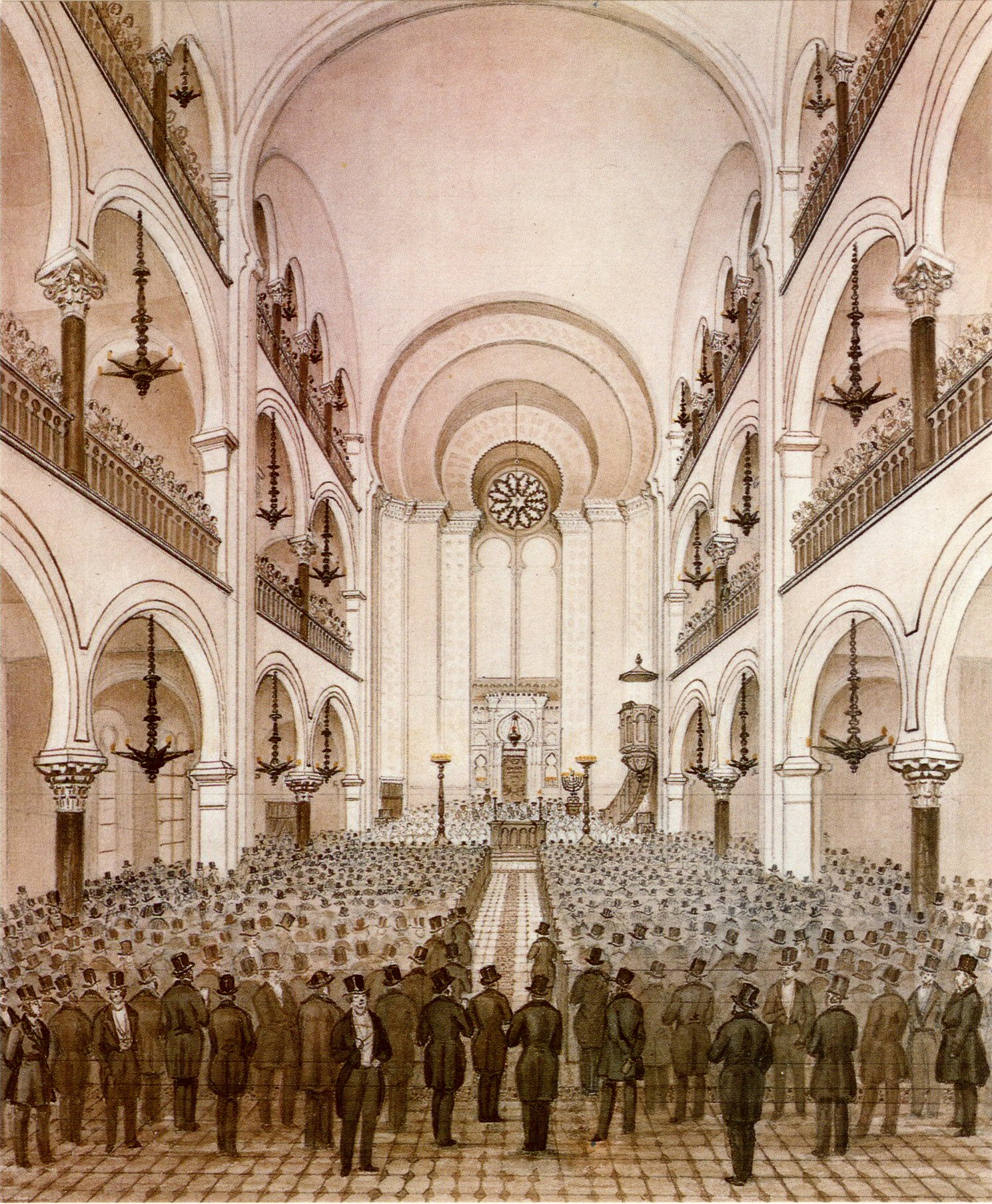
Einweihung der Hauptsynagoge (Chromolithografie)

Die Hauptsynagoge in der Judengasse in Frankfurt am Main wird eingeweiht. Sie ist nach den Vorgängerbauten von 1462 und 1711 die dritte Synagoge an dieser Stelle und entwickelt sich zum Zentrum des Reformjudentums in Frankfurt. Die Festrede bei der Einweihung am 23. März hält der Rabbiner Leopold Stein in Anwesenheit der beiden Bürgermeister und des Senats der Freien Stadt Frankfurt. Darin betont er, dass die neue Synagoge ein Symbol für die Verbundenheit der israelitischen Gemeinde mit der alten Religion und die Zugehörigkeit zur deutschen Nation sei. Aufgrund dieser Rede kommt es zu einem Eklat im Gemeindevorstand.

### Katastrophen
Der Passagierdampfer Hungarian der kanadisch-britischen Allan Line wird am 19. Februar vor Sable Island an der Küste von Nova Scotia in einem Schneesturm gegen die Klippen geworfen und sitzt auf Grund. Aufgrund des Sturms können keine Retter zu dem Schiff vordringen. Gegen 03.00 Uhr morgens am 20. Februar werden noch Lichter und Menschen auf dem Schiff gesehen, aber gegen 10.00 Uhr sinkt das Schiff in den hohen Wellen. Der Sturm legt sich erst sechs Tage später, bei der darauf folgenden Suche werden keine Überlebenden mehr gefunden. Alle 205 Passagiere und Besatzungsmitglieder kommen ums Leben. Es handelt sich um eines der schwersten Schiffsunglücke jener Gegend, die als „Graveyard of the Atlantic“ („Friedhof des Atlantiks“) bekannt ist. Ein kieloben treibendes Rettungsboot wird kurze Zeit später in den Hafen der Küstengemeinde Port La Tour gespült. Auch die Reste anderer geborstener Boote werden gefunden. Über die Telegraphenstation in Barrington verbreitet sich die Neuigkeit von der Havarie sehr schnell. Das Unglück findet einen breiten Niederschlag in der britischen und kanadischen Presse und wirft ein schlechtes Licht auf die Allen Line, die erst drei Monate zuvor ihr Dampfschiff Indian verloren hat, wobei 27 Menschen ums Leben gekommen sind.

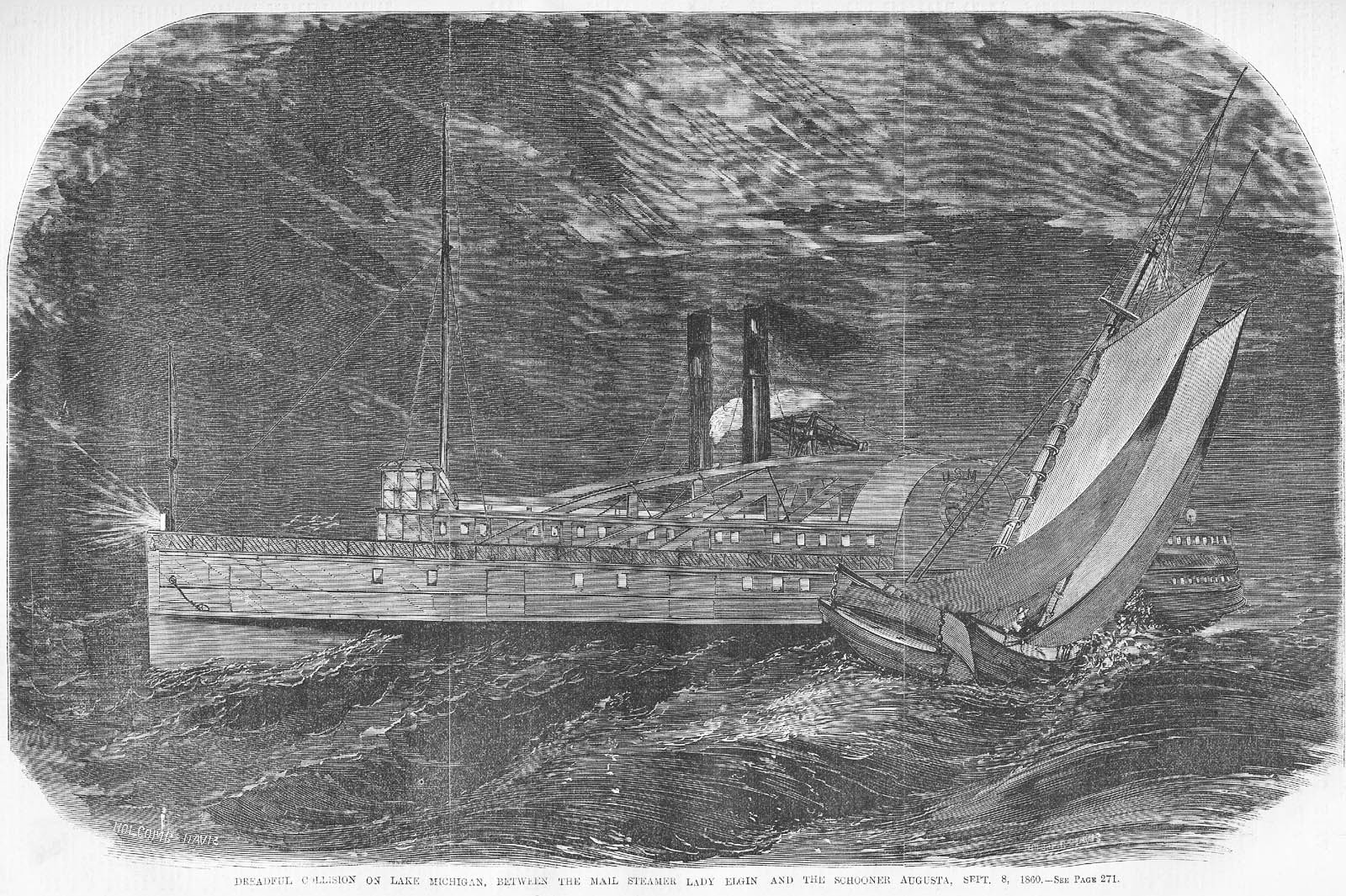
Darstellung der Kollision aus der Zeitung Frank Leslie's Illustrated Newspaper

Am 7. September um 23:30 Uhr legt der Raddampfer Lady Elgin in Chicago ab, um den Michigansee Richtung Milwaukee zu überqueren. An Bord befinden sich großteils Mitglieder des Irish Union Guard, einem Zusammenschluss irischer Einwanderer aus Milwaukee, die einer Rede des Senators von Illinois, Stephen A. Douglas, zur im November stattfindenden Präsidentschaftswahl beigewohnt haben. Es herrschen sturmartige Winde und hoher Wellengang sowie heftiger Regen, was die Sicht stark beeinträchtigt. Gegen 02.30 Uhr nachts wird die hell erleuchtete und weithin sichtbare Lady Elgin sieben bis neun Meilen vom Ufer entfernt von dem Schoner Augusta gerammt. Die Augusta ist unbeleuchtet und kann daher nicht rechtzeitig auf der Brücke der Lady Elgin ausgemacht werden. Der Bug des mit seiner Holzfracht vollkommen überladenen Seglers bohrt sich in die Backbordseite des Dampfers direkt vor dem Seitenrad. Er bleibt einen Moment lang stecken, aber durch die Vorwärtsbewegung der Lady Elgin löst sich die Augusta wieder aus dem klaffenden Leck. Nach dem Zusammenstoß glaubt man an Bord der Augusta, die Lady Elgin hätte ihre Fahrt unbeeinträchtigt fortgesetzt. Da das Segelschiff beschädigt ist, versucht man, so schnell wie möglich Chicago zu erreichen. Die Lady Elgin kentert jedoch nur 20 Minuten nach dem Unfall und versinkt schnell. Über 400 Menschen kommen durch das bis heute schwerste Schiffsunglück auf den Großen Seen ums Leben. Die Zahl der Überlebenden wird zwischen 98 und 155 angegeben. Dem zweiten Offizier der Augusta, George Budge, der zum Zeitpunkt der Kollision das Schiff geführt hat, wird in der Folge die Schuld an der Katastrophe gegeben, während der Kapitän des Schiffes, Darius Nelson Malott, freigesprochen wird.
Kleinere Unglücksfälle sind in den Unterartikeln von Katastrophe und in der Liste von Katastrophen aufgeführt.

### Sport
| Sport – Chronologie | Sport – Chronologie                                                                 |
| ------------------- | ----------------------------------------------------------------------------------- |
| 17. April           | In Farnborough findet ein illegaler Boxkampf mit bloßen Fäusten statt.              |
| 1. Mai              | In Travemünde wird der Turnverein MTV Travemünde gegründet.                         |
| 17. Mai             | In München wird der 1849 verbotene Turnverein neu gegründet.                        |
| 26. Mai             | In Fürth wird ein Turnverein gegründet.                                             |
| 4. Juni             | Die Turngemeinde Bornheim wird gegründet.                                           |
| 16.–19. Juni        | In Coburg wird das erste Deutsche Turnfest abgehalten.                              |
| 15. Juli            | Erstmals seit dem Verbot 1849 wird wieder ein Feldbergfest abgehalten.              |
| 17. Juli            | In Hagen wird die Hagener Turnerschaft gegründet.                                   |
| 28. Juli            | In Marburg wird ein Turnverein gegründet.                                           |
| 8. August           | Der Grande Casse im Vanoise-Massiv wird erstmals bestiegen.                         |
| 9. August           | Der Schweizer Bergführer Melchior Anderegg besteigt als erster Mensch den Alphubel. |
| 17. August          | In Stralsund wird der Turn- und Sport-Verein Stralsund gegründet.                   |
| 27. August          | Melchior Anderegg besteigt als erster Mensch das Blüemlisalphorn.                   |
| 4. September        | Der Gran Paradiso in den Grajischen Alpen wird erstmals bestiegen.                  |
| 4. September        | Der Fußballverein FC Hallam wird gegründet.                                         |
| 17. Oktober         | In Prestwick wird The Open Championship im Golf ins Leben gerufen.                  |
| 20. Oktober         | In Rosenheim wird eine Turnerfeuerwehr gegründet.                                   |
| 9. November         | Der Turnverein der Cigarrenarbeiter Hanau wird gegründet.                           |

#### Turnen, Fußball und Cricket
Der 1848 gegründete Münchner Turnverein, der bereits ein Jahr später wegen „republikanischer Umtriebe“ verboten worden ist, wird am 17. Mai von Ludwig Schitler, Max Deiglmaier, Franz Pfeifer, Joseph Böcklein und Johann Lautenhammer neu gegründet, offiziell unter der Bezeichnung „Verein zur körperlichen Ausbildung“, um dem Turnverein seinen politischen Beigeschmack für die Behörden zu nehmen. Der heutige TSV 1860 München ist hauptsächlich für seine 1899 gegründete Fußballabteilung bekannt. Auch in vielen anderen deutschen Städten werden im Laufe des Jahres Turnvereine (neu) gegründet, die in der Regel nur für Männer zugänglich sind.

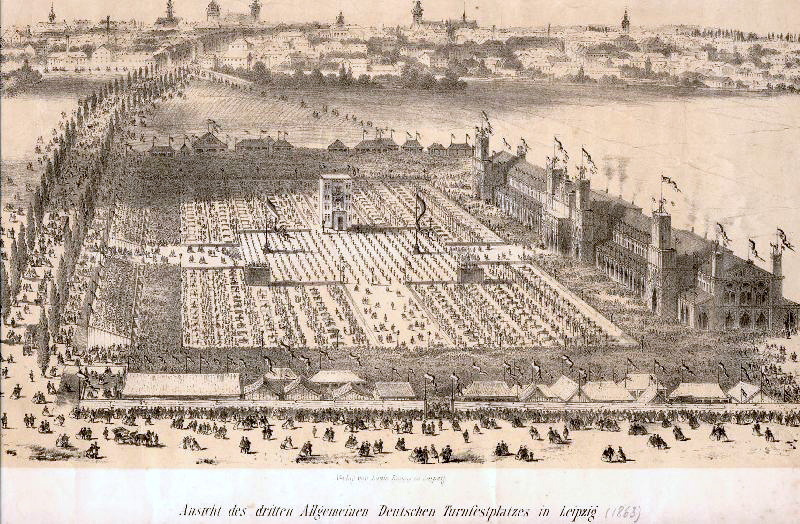
Das dritte Turnfest 1863 in Leipzig

In Coburg wird am 16. Juni das erste Deutsche Turnfest eröffnet, eine viertägige Zusammenkunft aller deutschen Turner. Diese Veranstaltung wird in unregelmäßigen Abständen an wechselnden Orten bis heute durchgeführt. Einen Monat später, am 15. Juli, wird auf dem Großen Feldberg im Taunus auch wieder ein Feldbergfest abgehalten. Dieses älteste Bergturnfest Deutschlands ist im Jahr 1849 von den Behörden verboten worden. Die Turnfeste haben ursprünglich nicht nur einen sportlichen Hintergrund. Im Geiste des 1852 verstorbenen „Turnvaters“ Friedrich Ludwig Jahn sollen alle Turner immer nach der Einheit Deutschlands streben. In diesem Sinn sind die Turnfeste auch politische Veranstaltungen.
In Sheffield in England wird nach dem FC Sheffield von 1857 ein zweiter Fußballclub gegründet, der FC Hallam. Am 26. Dezember kommt es zwischen diesen beiden Mannschaften zum ersten Match nach den 1858 entwickelten Sheffield-Regeln, das vom FC Sheffield mit 2:0 gewonnen wird. Einem Spielbericht im Sheffield Daily Telegraph zufolge stehen sich dabei 16 Spieler von Sheffield und 16 Spieler von Hallam gegenüber.
In Preußen kommt es zum sogenannten „Barrenstreit“. Die Königliche Central-Turnanstalt unter Direktor Hugo Rothstein schafft das Gerätturnen an den Schulen ab und ersetzt es durch die von Pehr Henrik Ling entworfene Schwedische Gymnastik. Die Anhänger von Turnvater Jahn, allen voran Carl Philipp Euler, der in diesem Jahr Mitglied der Turnanstalt wird, bekämpfen diese Maßnahme vehement und fordern insbesondere die Wiedereinführung von Reck und Barren. Beide Seiten werden von zahlreichen ärztlichen und akademischen Gutachten unterstützt.
Englische Studenten, die an Privatschulen in Lausanne in der Schweiz studieren, gründen den vermutlich ersten Fußballklub im Kontinentaleuropa, den Lausanne Football and Cricket Club. Da das Regelwerk zum Assoziationsfußball erst 1863 entstehen wird, ist unklar, welche Form von Fußball zu diesem Zeitpunkt in Lausanne gespielt wird.

#### Golf

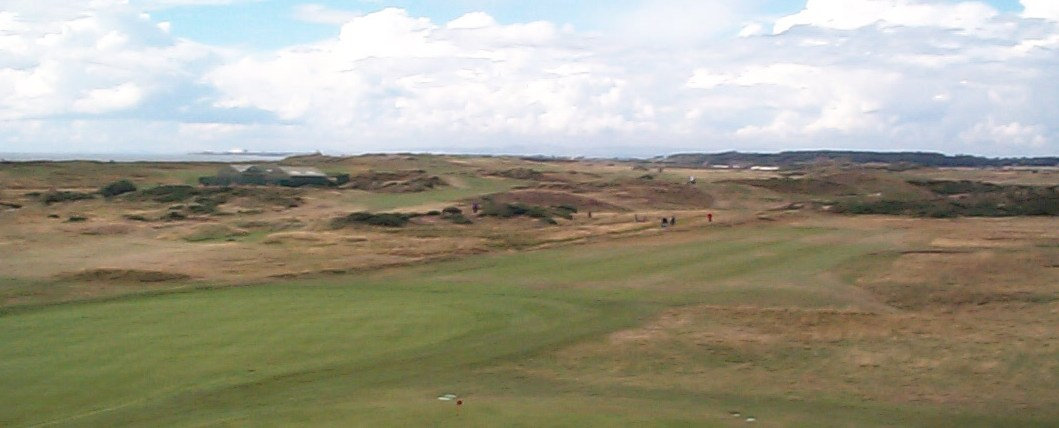
Der Prestwick-Golf-Course

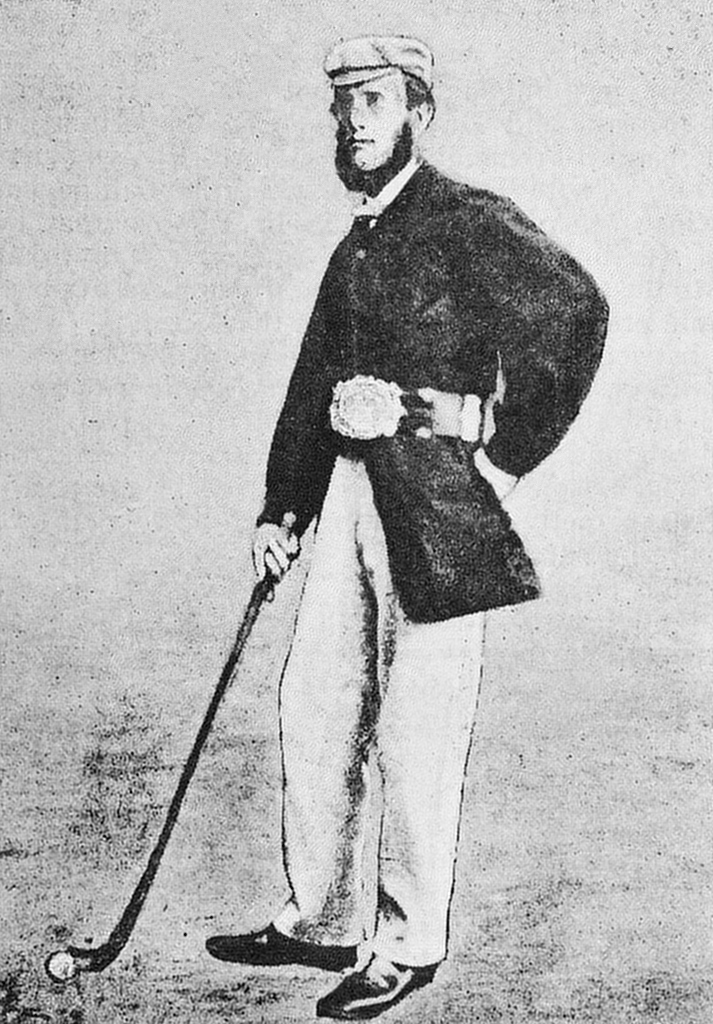
Sieger Willie Park Sr. mit dem Meisterschaftsgürtel

In Prestwick, Schottland, wird The Open Championship, das älteste, heute noch gespielte Golfturnier ins Leben gerufen. Die Idee einer offenen Meisterschaft auf jährlich wechselnden Kursen ist erstmals 1856 aufgetaucht. Mangels Unterstützung aus anderen Clubs wagt Prestwick jedoch den Start allein. Am 17. Oktober werden die ersten vom Earl of Eglinton und Oberst James Fairlie durchgeführten Titelkämpfe ausgetragen. Die acht führenden Spieler der Zeit spielen an einem Tag drei Runden des 12-Loch-Platzes in Prestwick. Willie Park Sr. gewinnt mit 174 Schlägen den ersten Titel. Er darf den Championship-Gürtel für ein Jahr behalten, Preisgeld wird keines ausbezahlt.

#### Boxen

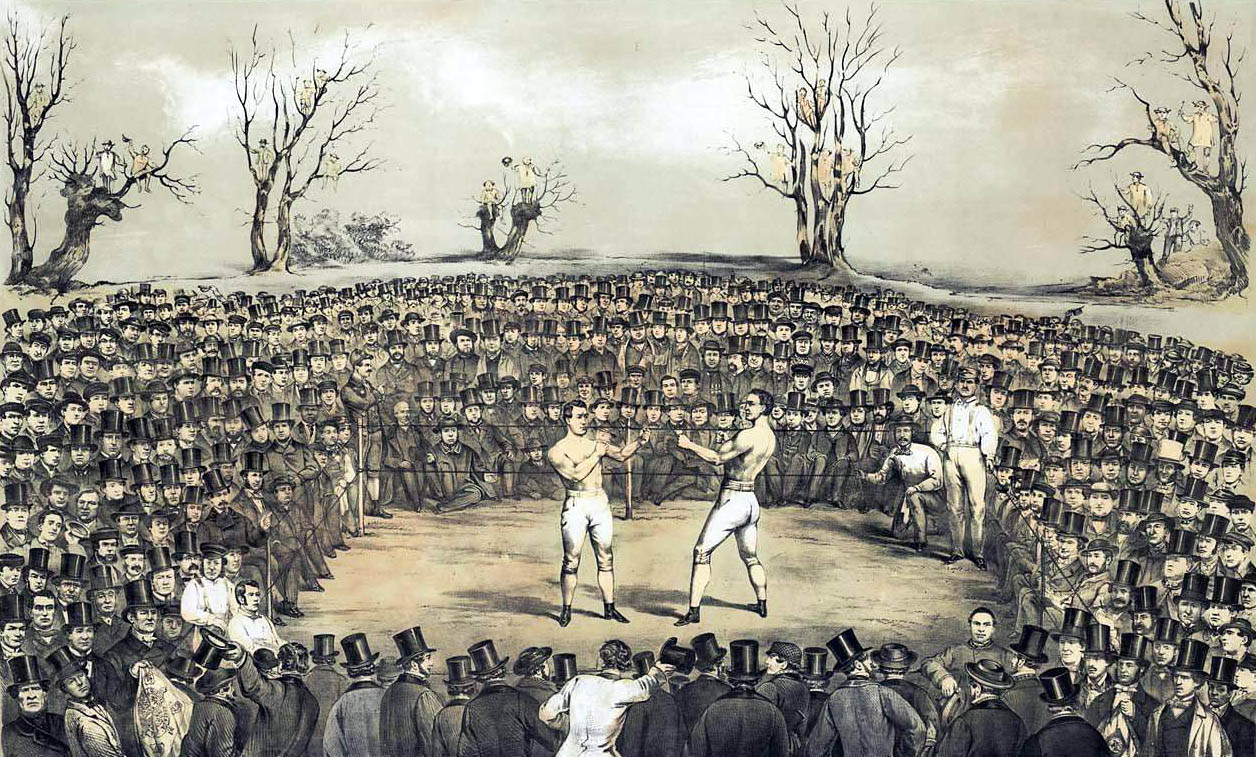
Der Kampf zwischen Sayers und Heenan, gemalt von Ex-Boxer Jem Ward

Am 17. April kommt es bei Farnborough, Hampshire, zu einem Aufsehen erregenden, illegalen Boxkampf nach den London Prize Ring Rules mit bloßen Fäusten zwischen dem 33-jährigen, inoffiziellen englischen Schwergewichtsmeister Thomas Sayers und dem sieben Jahre jüngeren, dazu größeren und schwereren Amerikaner John Carmel Heenan. Nach insgesamt 37 Runden in ca. 140 Minuten stürmen Zuschauer den Ring, der Kampf wird als unentschieden gewertet – beide erhalten einen Gürtel, aber nur Heenan nennt sich in der Folge Boxweltmeister bzw. englischer Meister im Schwergewicht. Im Folgejahr wird daraufhin der Anti Prize Fight Act erlassen, der diese Veranstaltungen praktisch beendet, sehr zum Bedauern auch höherer englischer Gesellschaftsschichten.

#### Skilauf
Der Norweger Sondre Norheim aus Morgedal in der Provinz Telemark springt bei einer regionalen Skilaufveranstaltung angeblich 30,5 Meter weit. Er verwendet für den Skisprungbewerb eine eigens von ihm entworfene Bindung, die die Gefahr des Verlustes eines Skis während der Fahrt reduziert, und springt in einer von ihm entwickelten Technik. Die Weite, die allerdings unbestätigt bleibt, wird in den folgenden 33 Jahren nicht übertroffen.

#### Bergsteigen
Folgende Berge wurden 1860 zum ersten Mal bestiegen:
| Name des Berges | Höhe (m) | Region                          | Datum der Erstbesteigung | Erstbesteiger                                                                                       |
| --------------- | -------- | ------------------------------- | ------------------------ | --------------------------------------------------------------------------------------------------- |
| Grande Casse    | 3.855    | Vanoise-Massiv, Grajische Alpen | 8. August                | William Mathews / Michel Croz und E. Favre                                                          |
| Alphubel        | 4.206    | Walliser Alpen                  | 9. August                | Führer Melchior Anderegg und Peter Perren mit T.W. Hinchliff und Leslie Stephen                     |
| Blüemlisalphorn | 3.664    | Berner Alpen                    | 27. August               | Führer Melchior Anderegg, Fritz Ogi und P. Simond mit Robert Liveing, Leslie Stephen und J.K. Stone |
| Gran Paradiso   | 4.061    | Aostatal, Grajische Alpen       | 4. September             | Michel-Clément Payot, Jean Tairraz, John Jeremy Cowell, W. Dundas                                   |

## Historische Karten und Ansichten des Jahres 1860

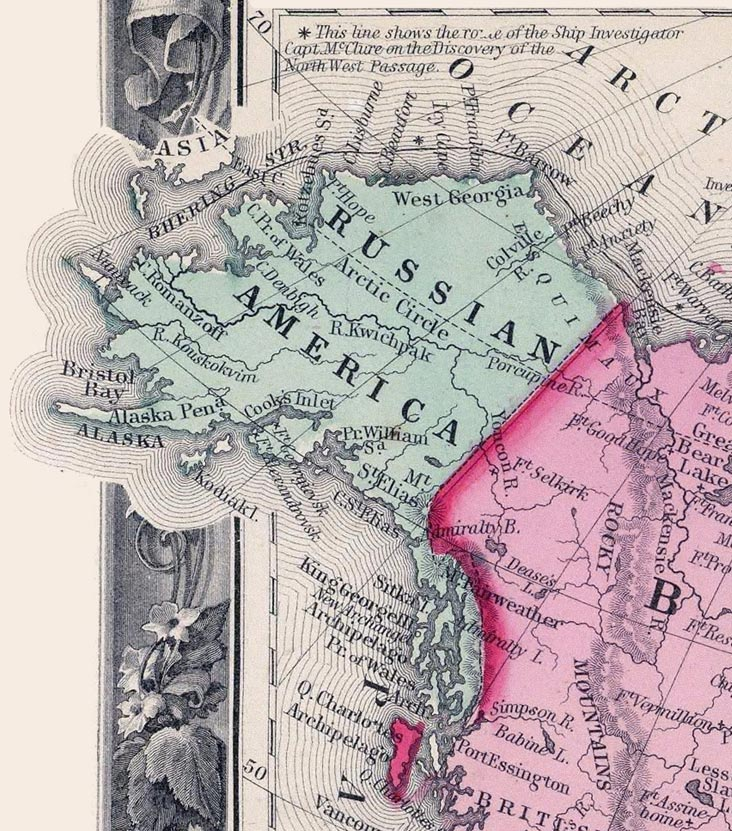
Russisch-Amerika 1860

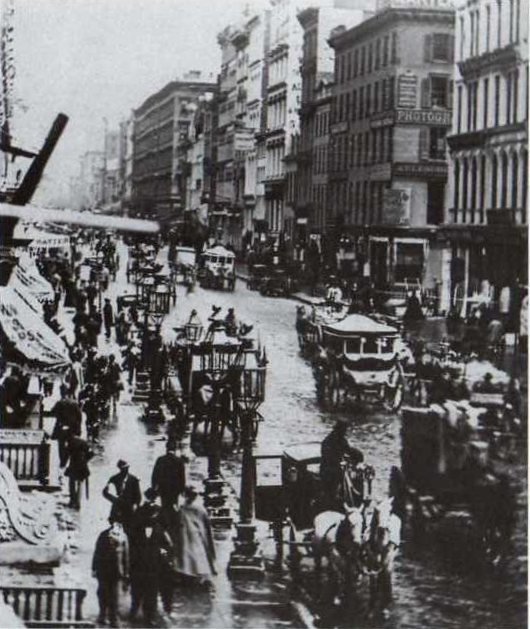
New York City
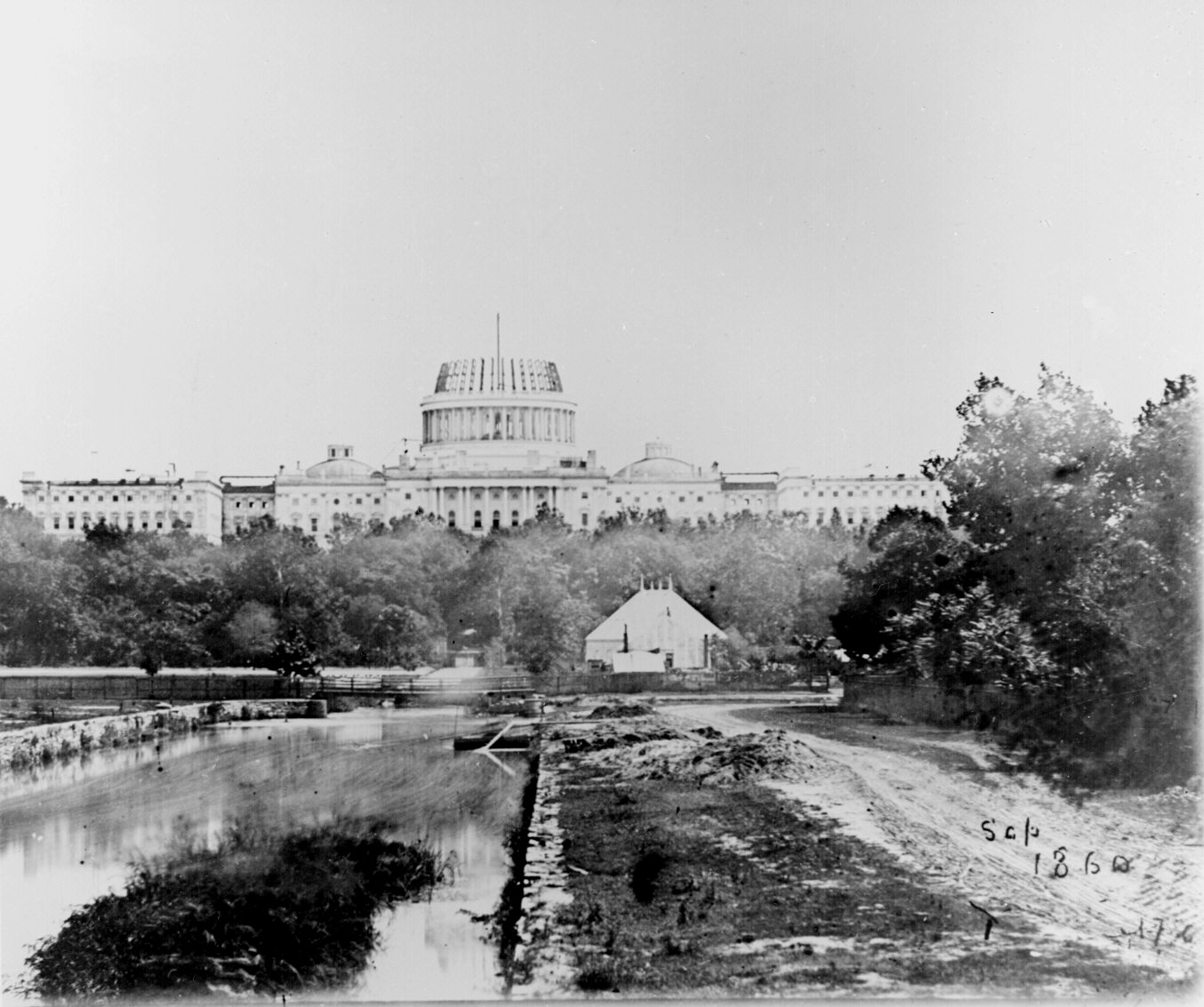
Washington, Bauarbeiten am Kapitol
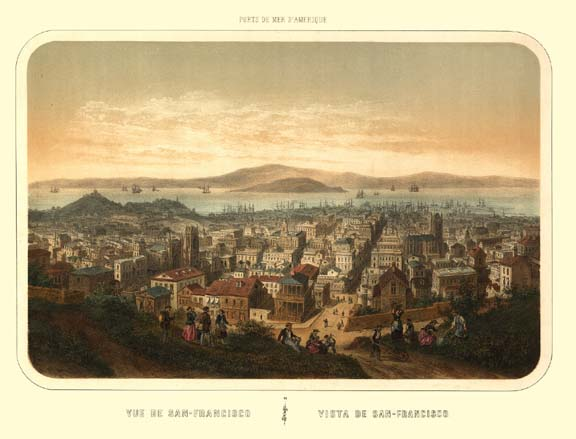
San Francisco
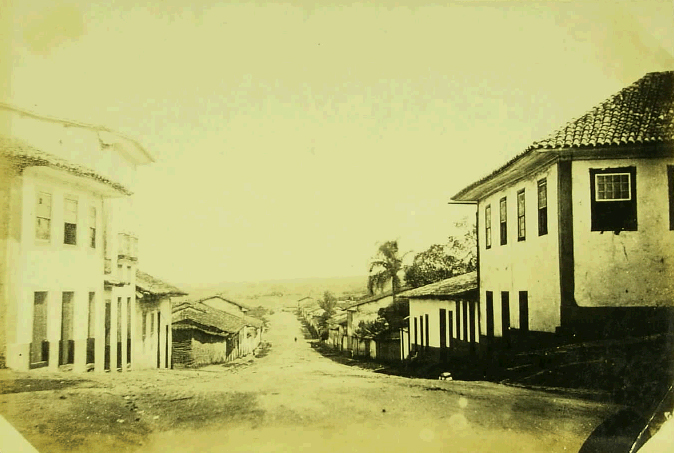
Rua da Glória, São Paulo
Setúbal, Portugal

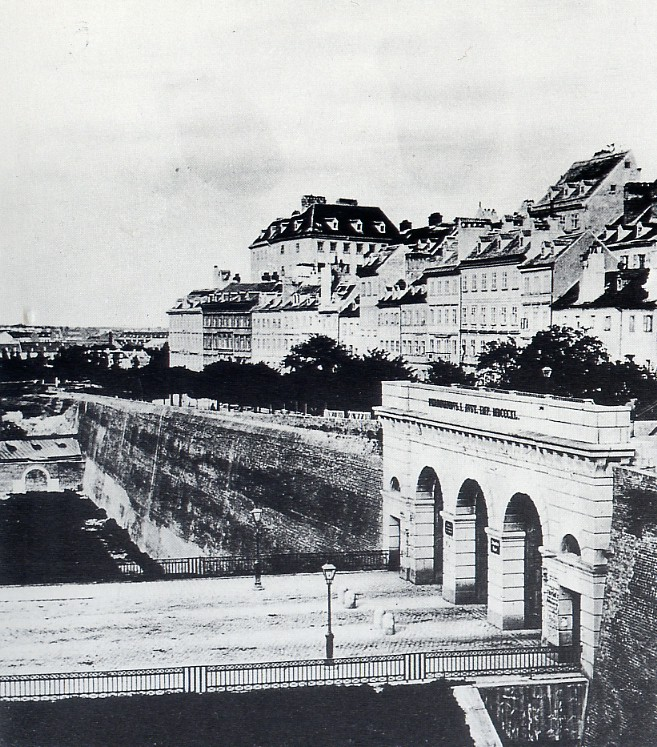
Wien, Schottentor
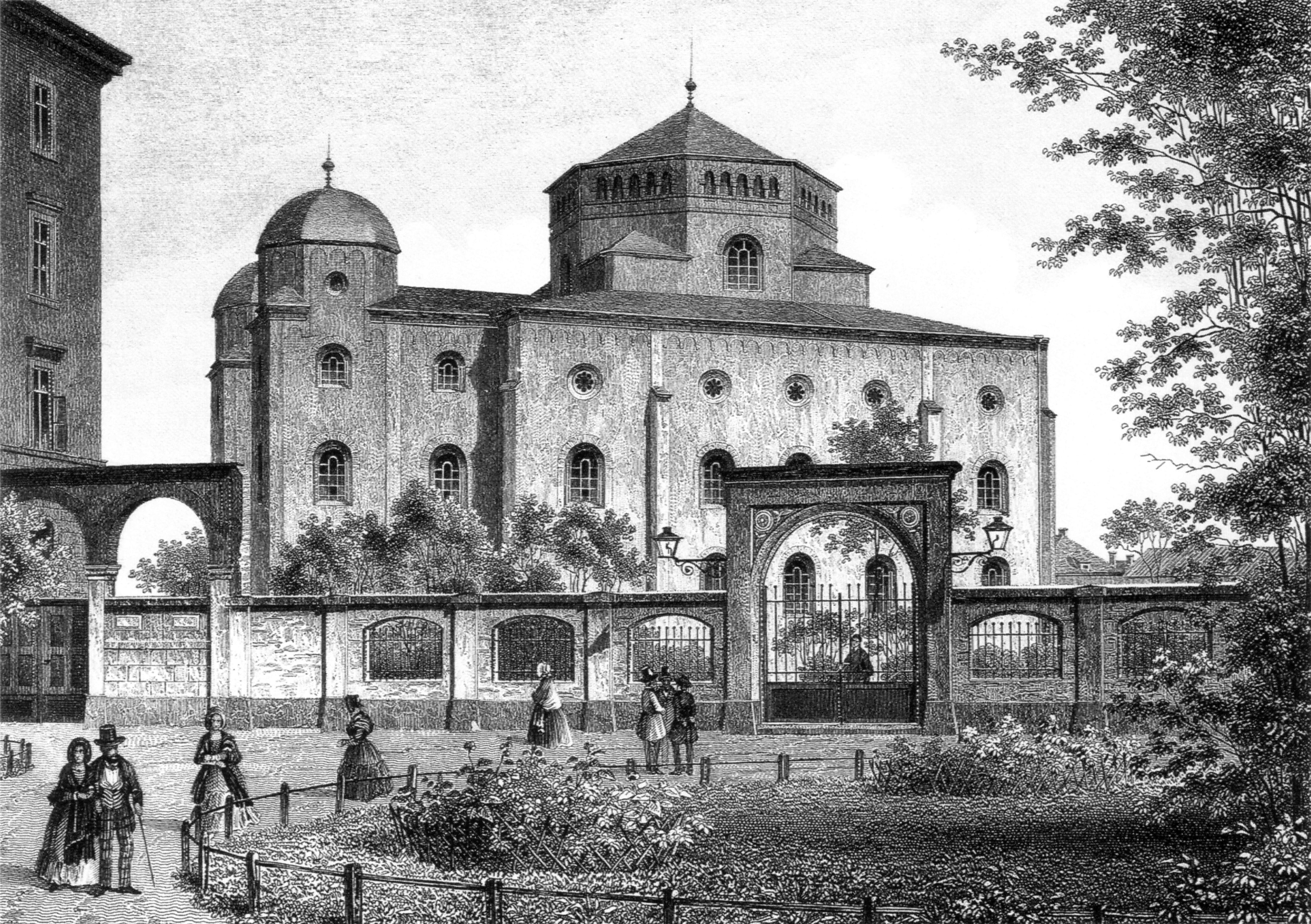
Dresden, Alte Synagoge
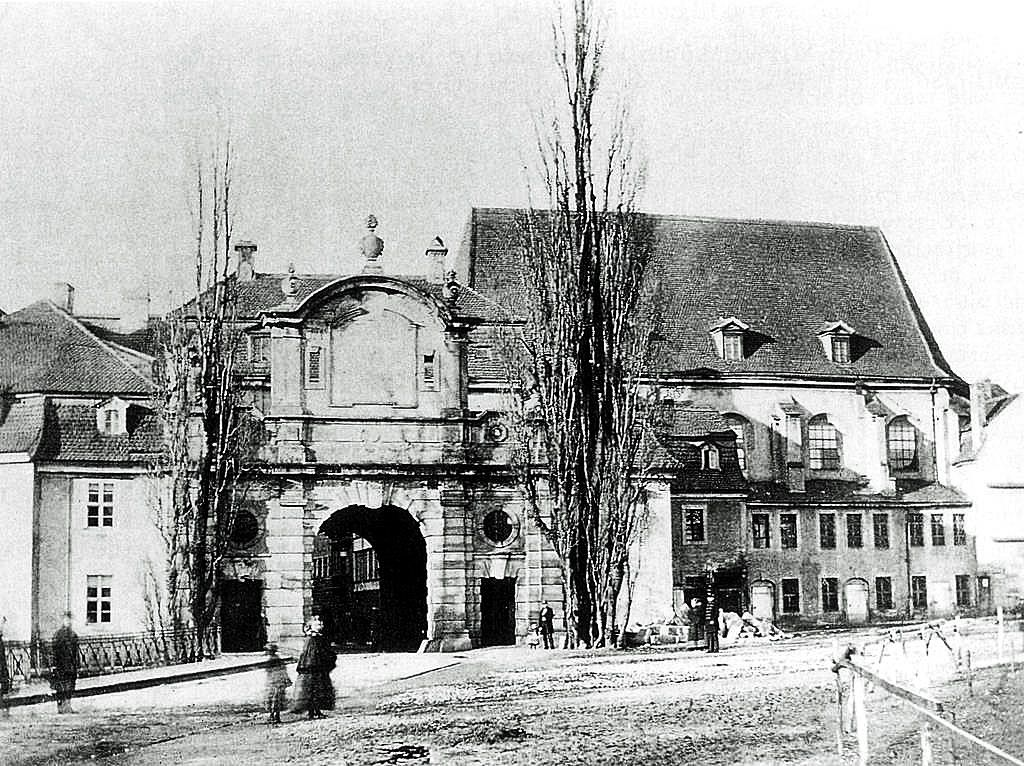
Leipzig, Alte Peterskirche

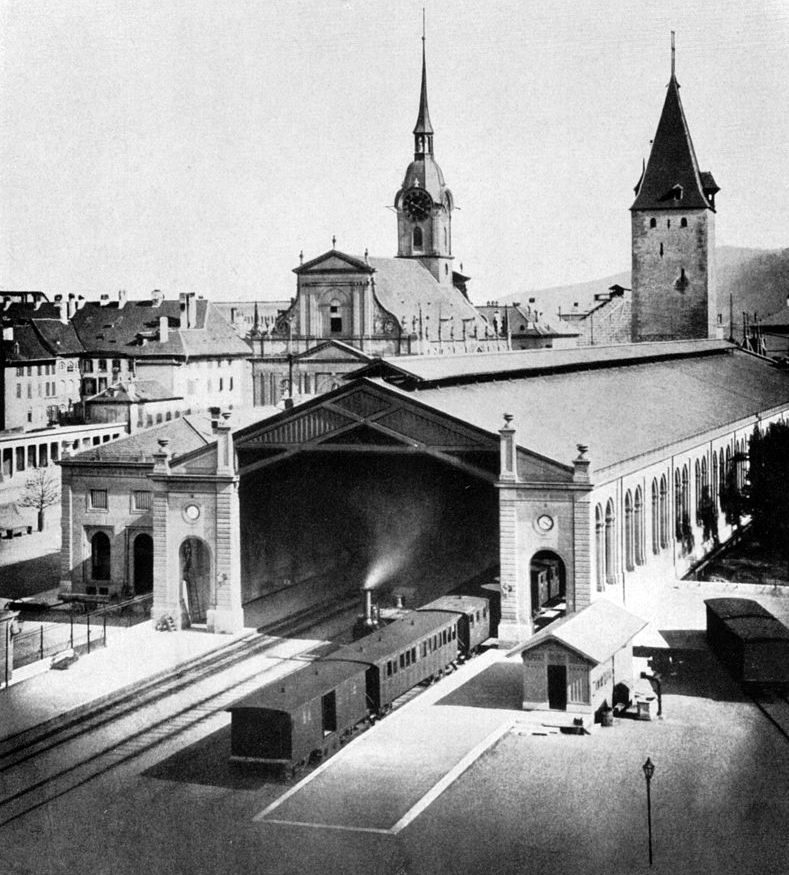
Bahnhof Bern
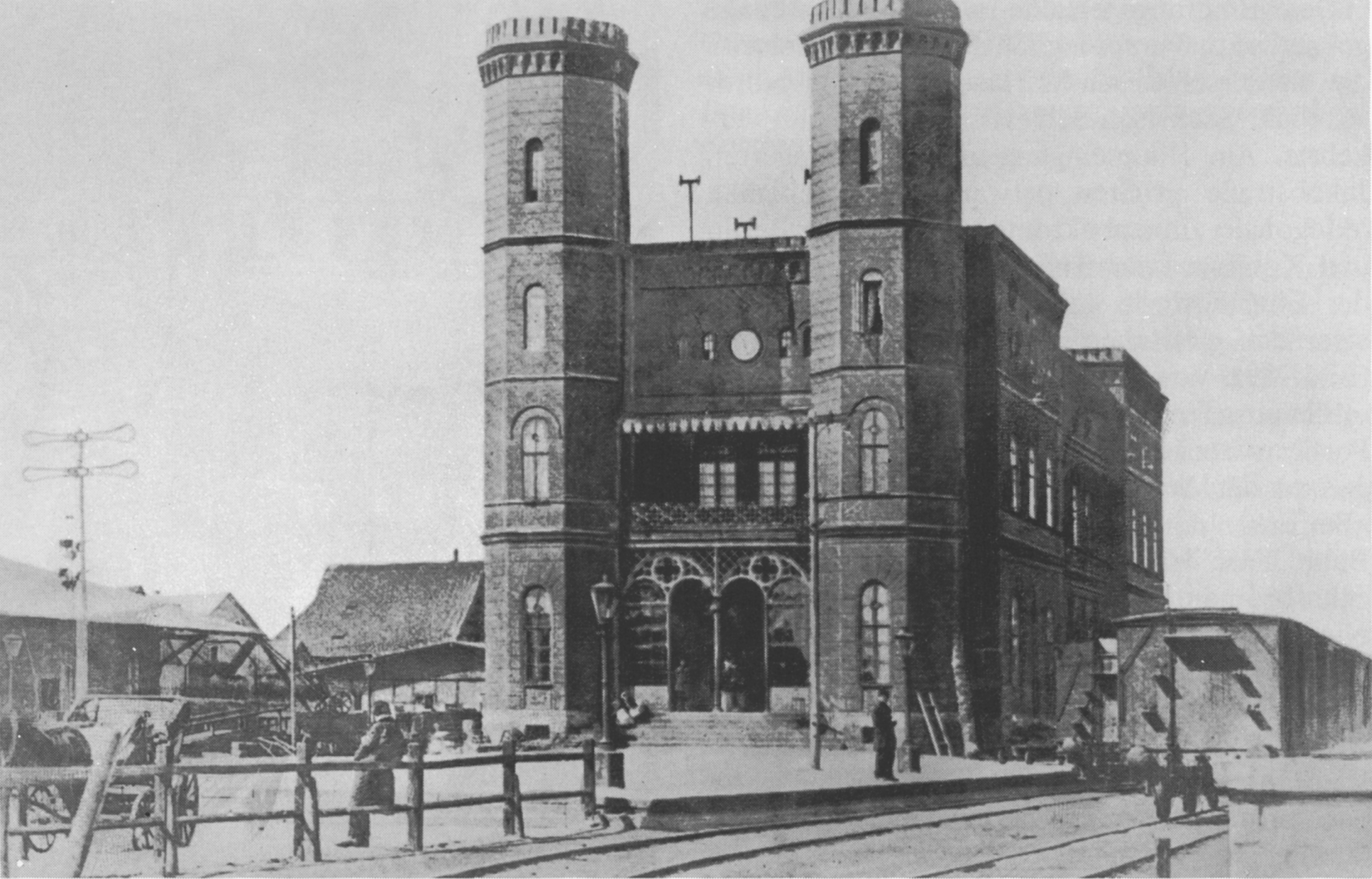
Bahnhof Görlitz um 1860
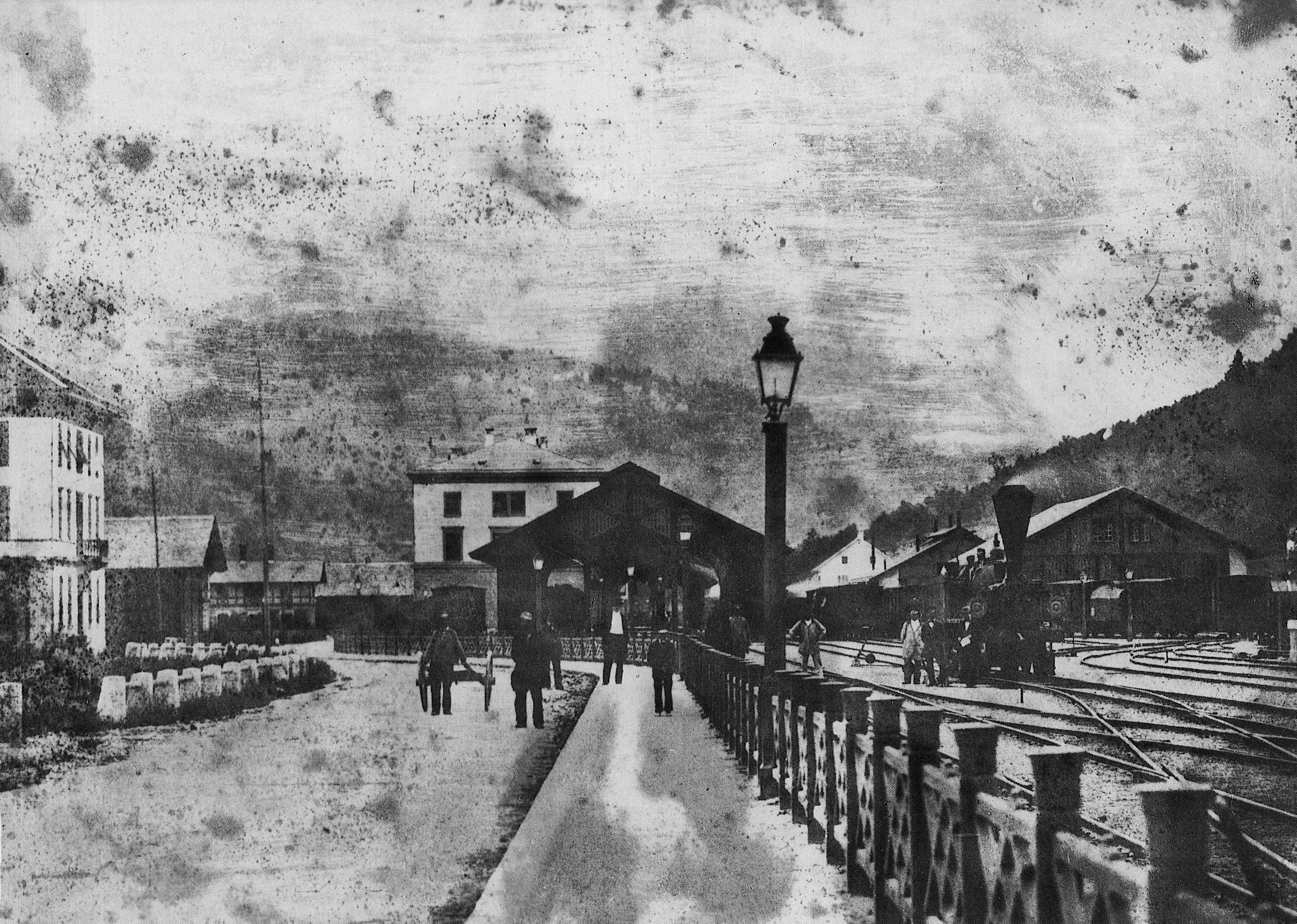
Bahnhof Olten um 1860

## Geboren

### Januar/Februar
- 01. Januar: Michele Lega, italienischer römisch-katholischer Kardinal († 1935)
- 06. Januar: Raoul Gunsbourg, rumänischer Operndirektor, Schriftsteller und Komponist († 1955)
- 09. Januar: Laura Valborg Aulin, schwedische Pianistin und Komponistin († 1928)
- 10. Januar: Charles G. D. Roberts, kanadischer Lyriker und Schriftsteller († 1943)
- 10. Januar: Stanyarne Wilson, US-amerikanischer Politiker († 1928)
- 12. Januar: Walter von Saint Paul-Illaire, deutscher Kolonialbeamter († 1940)
- 17. Januar: Douglas Hyde, irischer Dichter und Politiker († 1949)
- 19. Januar: Erik Carl Emanuel Åkerberg, schwedischer Komponist († 1938)
- 21. Januar: Emil Guggenheimer, deutscher Jurist und Großindustrieller († 1925)
- 22. Januar: Aennchen Schumacher, „Lindenwirtin“ in Bad Godesberg († 1935)
- 26. Januar: Harry M. Daugherty, US-amerikanischer Politiker († 1941)
- 29. Januar: Anton Tschechow, russischer Schriftsteller und Dramatiker († 1904)
- 29. Januar: William Robertson, 1. Baronet, Chef des Imperialen Generalstabs und britischer Feldmarschall († 1933)
- 31. Januar: Heinrich Schenck, deutscher Botaniker († 1927)

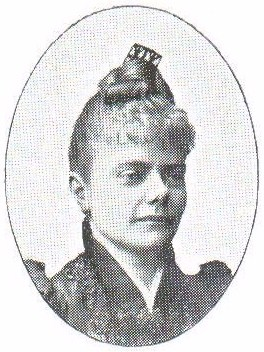
Laura Valborg Aulin
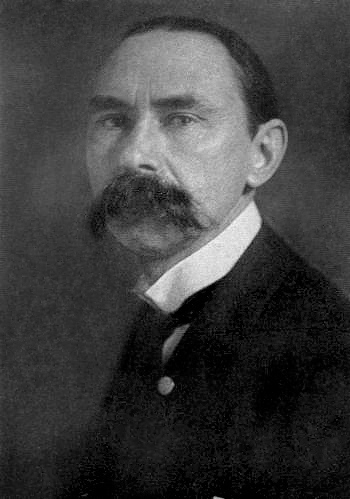
Douglas Hyde
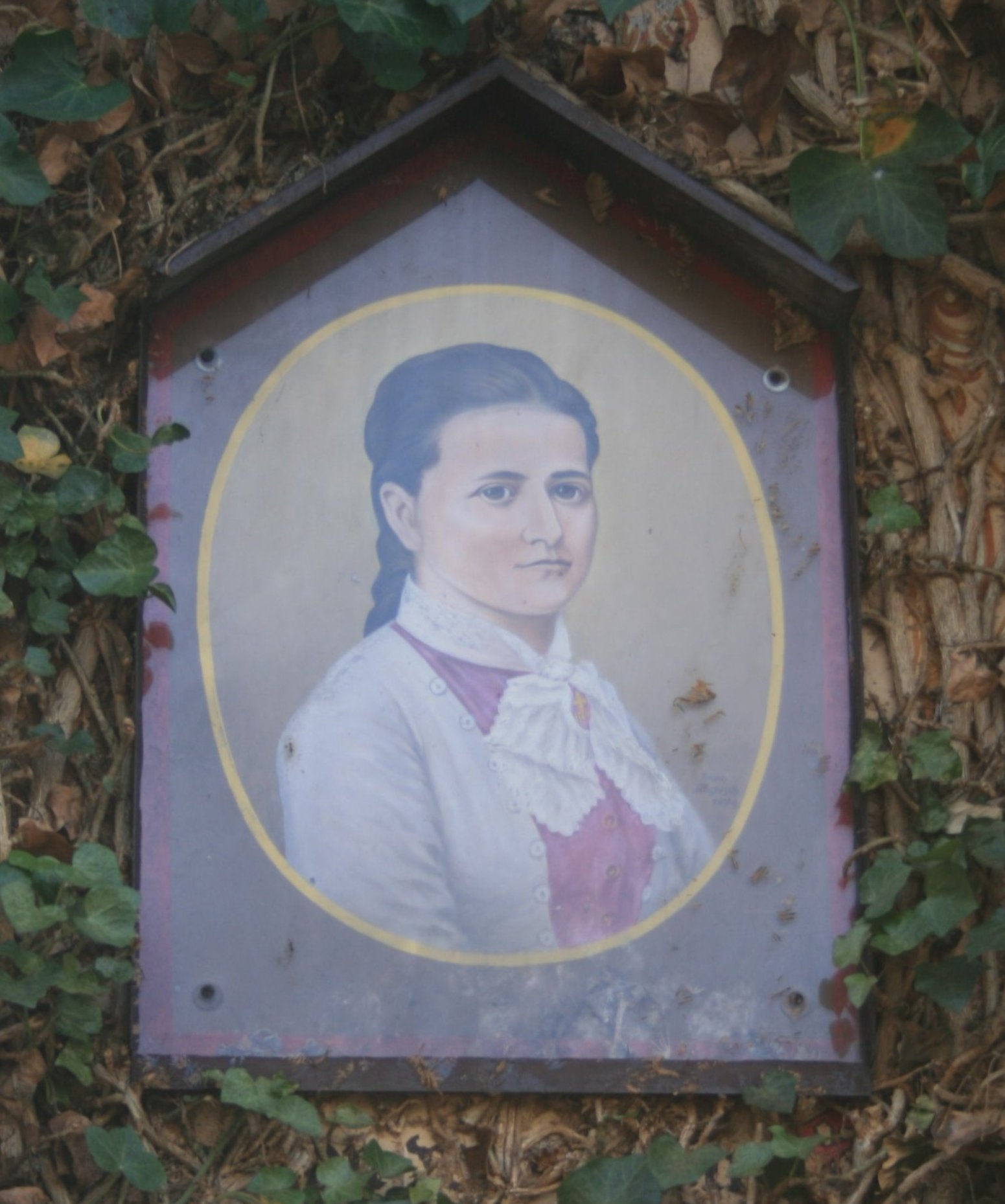
Aennchen Schumacher
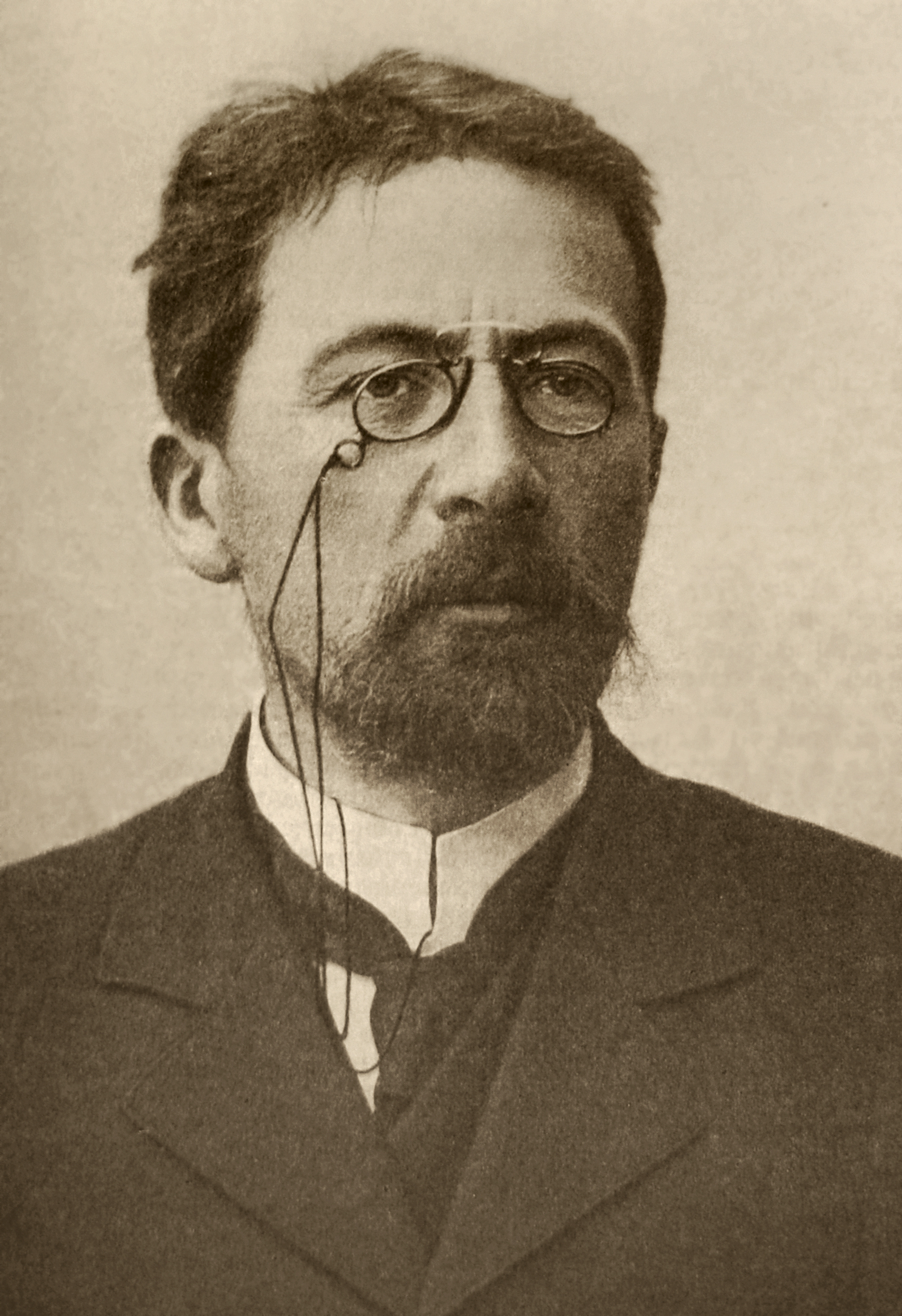
Anton Tschechow

- 01. Februar: Bertha Schmieth, deutsche Porträt- und Landschaftsmalerin († 1940)
- 02. Februar: August Gutzmer, deutscher Mathematiker († 1924)
- 03. Februar: Friedrich Koepp, deutscher Altphilologe und Archäologe († 1944)
- 03. Februar: Otto Schmeil, deutscher Botaniker, Pädagoge und Fachbuchautor († 1943)
- 05. Februar: Clara Müller-Jahnke, deutsche Dichterin, Journalistin und Frauenrechtlerin († 1905)
- 06. Februar: Robert Misch, deutscher Librettist und Schriftsteller († 1929)
- 06. Februar: Bruno Wille, deutscher Prediger, Philosoph, Journalist und Schriftsteller († 1928)
- 09. Februar: Jacobus Marinus Janse, niederländischer Biologe († 1938)
- 11. Februar: Karl Denke, deutscher Serienmörder († 1924)
- 11. Februar: Giulio Aristide Sartorio, italienischer Maler, Illustrator, Drehbuchautor und Filmregisseur († 1932)
- 14. Februar: Eugen Schiffer, deutscher Jurist und Politiker († 1954)
- 15. Februar: Martin Leo Arons, deutscher Physiker und Politiker († 1919)
- 18. Februar: John C. McKenzie, US-amerikanischer Politiker († 1941)
- 18. Februar: Alex Vallance, schottischer Fußballspieler († 1898)
- 18. Februar: Anders Zorn, schwedischer Maler, Grafiker und Bildhauer († 1920)
- 20. Februar: Matyáš Lerch, tschechischer Mathematiker († 1922)
- 21. Februar: Dora Hohlfeld, deutsche Dichterin († 1931)
- 21. Februar: Karel Matěj Čapek-Chod, tschechischer Journalist und Schriftsteller († 1927)
- 23. Februar: William Louis Abbott, US-amerikanischer Arzt, Naturforscher und Ornithologe († 1936)
- 23. Februar: Margarethe von Bülow, deutsche Schriftstellerin († 1884)
- 24. Februar: Emil Rumpf, deutscher Maler und Illustrator († 1948)
- 24. Februar: Frank W. Rollins, US-amerikanischer Politiker († 1915)
- 25. Februar: Richard Muther, deutscher Kunsthistoriker († 1909)
- 25. Februar: Thomas Robertson-Aikman, britischer Oberstleutnant und Curler († 1948)
- 28. Februar: Mario Ancona, italienischer Sänger und Musikpädagoge († 1931)
- 28. Februar: Ernst Borkowsky, deutscher Pädagoge, Historiker und Literaturwissenschaftler († 1947)
- 29. Februar: Herman Hollerith, US-amerikanischer Unternehmer, Ingenieur und Erfinder († 1929)

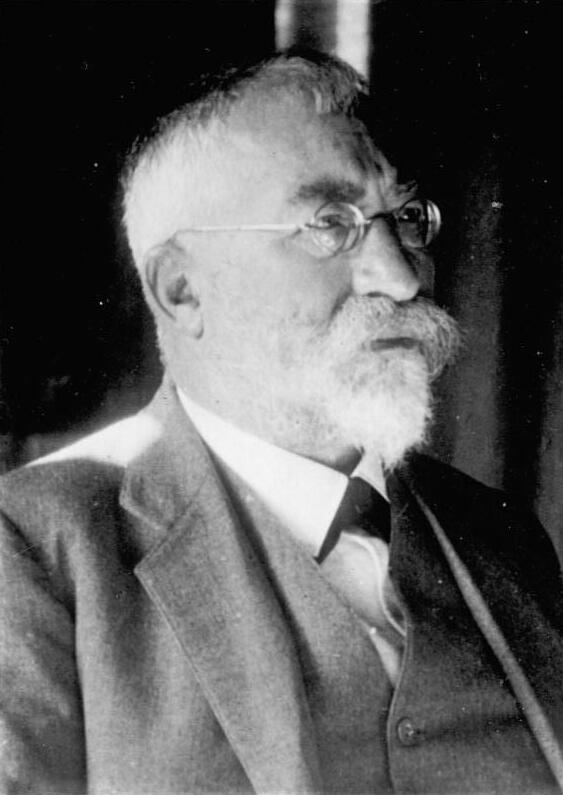
Otto Schmeil
Bruno Wille
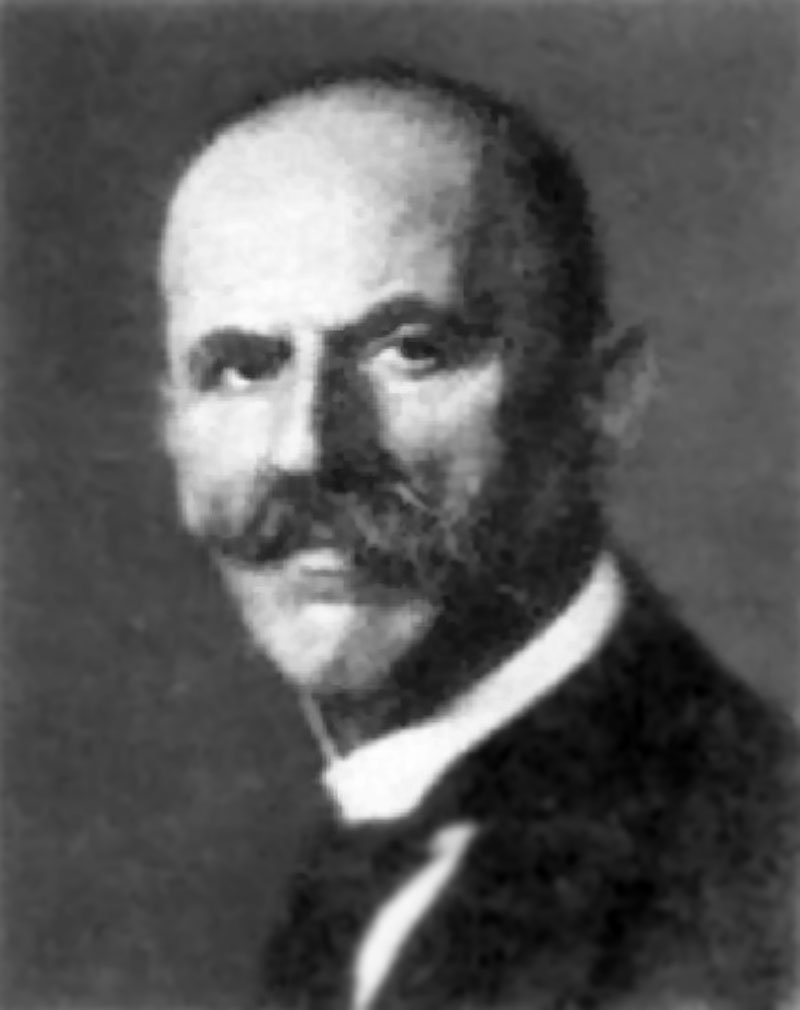
Eugen Schiffer
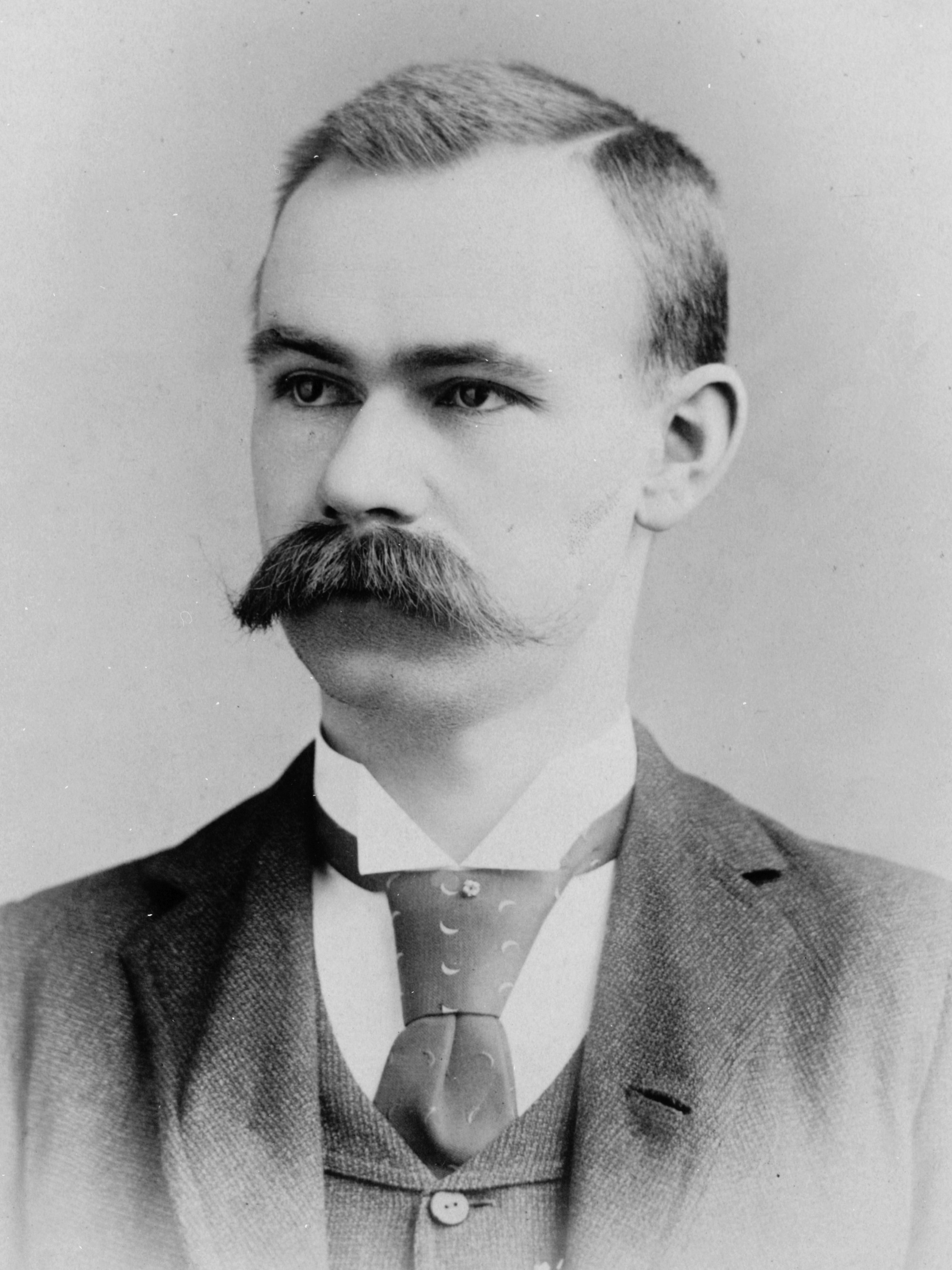
Herman Hollerith

### März/April
- 02. März: Sally von Kügelgen, deutschbaltische Malerin († 1928)
- 04. März: Giuseppe Loretz, italienischer Radrennfahrer († 1944)
- 07. März: Richard Zorn, deutscher Pomologe († 1945)
- 08. März: James A. Hemenway, US-amerikanischer Politiker († 1923)
- 09. März: Frank B. Gary, US-amerikanischer Politiker († 1922)
- 11. März: Emil Ertl, österreichischer Dichter und Schriftsteller († 1935)
- 12. März: William Cabell Bruce, US-amerikanischer Politiker († 1946)
- 13. März: Charles N. Haskell, US-amerikanischer Politiker († 1933)
- 13. März: Hugo Wolf, österreichischer Komponist († 1903)
- 15. März: Beryl F. Carroll, US-amerikanischer Politiker († 1939)
- 16. März: Sidney Luxton Loney, britischer Mathematiker († 1939)
- 16. März: Sidonie Werner, deutsche Frauenrechtlerin († 1932)
- 18. März: Josephine Wessely, österreichische Schauspielerin († 1887)
- 19. März: William Jennings Bryan, US-amerikanischer Politiker († 1925)
- 20. März: Alfred Gercke, deutscher Altphilologe († 1922)
- 21. März: Martha Fontane, Tochter Theodor Fontanes und Vorbild mehrerer seiner Romanfiguren († 1917)
- 22. März: Otto Barblan, schweizerischer Komponist, Organist und Musikpädagoge († 1943)
- 25. März: Friedrich Naumann, deutscher Politiker und Theologe († 1919)
- 27. März: Frank Frost Abbott, US-amerikanischer Klassischer Philologe († 1924)
- 28. März: José Moreno Carbonero, spanischer Maler († 1942)
- 29. März: Carl Hering, US-amerikanischer Ingenieur († 1926)
- 30. März: Johann Heinrich Lahmann, deutscher Arzt und Naturheiler († 1905)

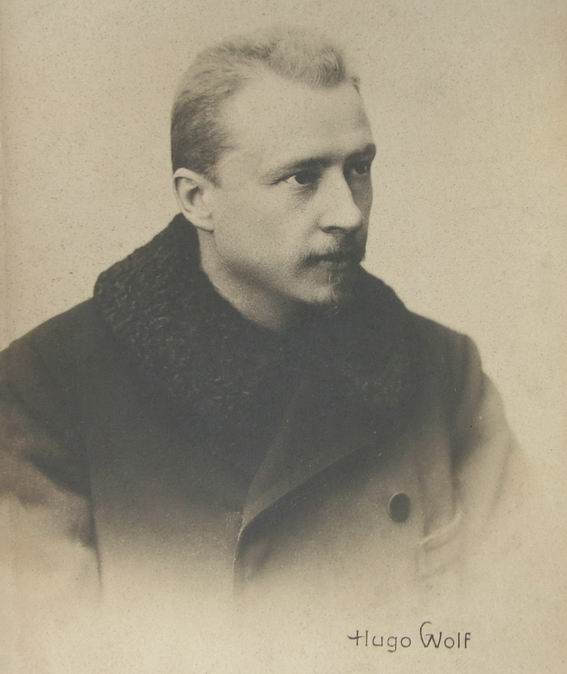
Hugo Wolf
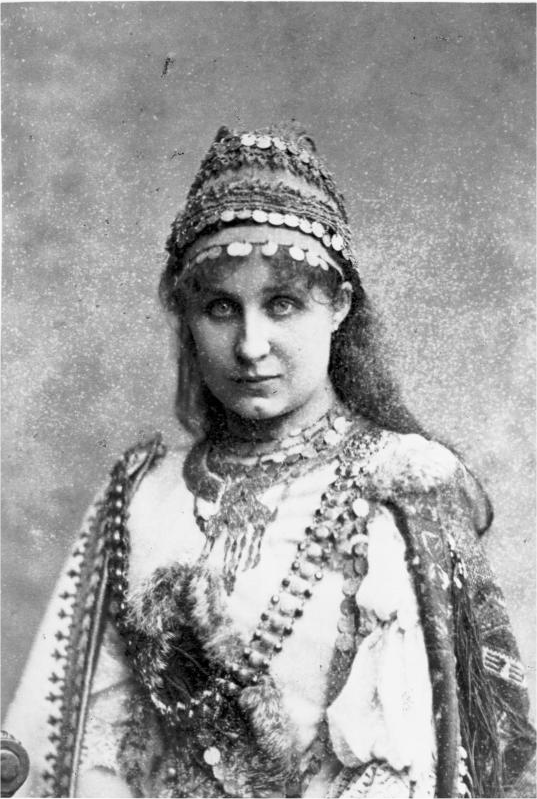
Josephine Wessely
William Jennings Bryan

- 01. April: Jules-Alexandre-Léon Bouissière, französischer Geistlicher und römisch-katholischer Bischof von Constantine-Hippone († 1916)
- 02. April: George S. Nixon, US-amerikanischer Politiker († 1912)
- 02. April: Léon Rom, ranghoher belgischer Offizier († 1924)
- 04. April: Marie Villinger, eine der führenden Frauen der Schweizer Arbeiterinnenbewegung († 1946)
- 05. April: Sophie Pataky, österreichische Bibliografin († 1915)
- 06. April: René Lalique, französischer Unternehmer, Firmengründer, Schmuck- und Glaskünstler († 1945)
- 06. April: Carl Miller, deutscher Kommunalpolitiker (Magdeburg) († 1930)
- 06. April: Friedrich Stolz, deutscher Chemiker († 1936)
- 07. April: James Adam, britischer Altphilologe († 1907)
- 07. April: Max Aschenborn, Ministerialdirektor im Reichspostamt († 1919)
- 07. April: Rudolf Nováček, tschechischer Komponist und Dirigent († 1929)
- 09. April: Philipp Franck, deutscher Maler († 1944)
- 13. April: James Ensor, belgischer Maler und Zeichner († 1949)
- 17. April: Friedrich Uhlhorn, deutscher evangelischer Theologe und Kirchenhistoriker († 1937)
- 18. April: Andreas Heinrich Voigt, deutscher Mathematiker und Volkswirtschaftler († 1940)
- 20. April: Ludwig Gattermann, deutscher Chemiker († 1920)
- 20. April: Pieter Jelles Troelstra, niederländischer Politiker und Dichter († 1930)
- 23. April: Otto Walkhoff, deutscher Zahnarzt, Pionier der Röntgen-Zahndiagnostik († 1934)
- 24. April: Gerhard Janensch, deutscher Bildhauer und Medailleur († 1933)
- 27. April: Franz Winkelmeier, Österreicher, seinerzeit größter Mensch der Welt († 1887)
- 29. April: Fritz Beindorff, deutscher Unternehmer († 1944)

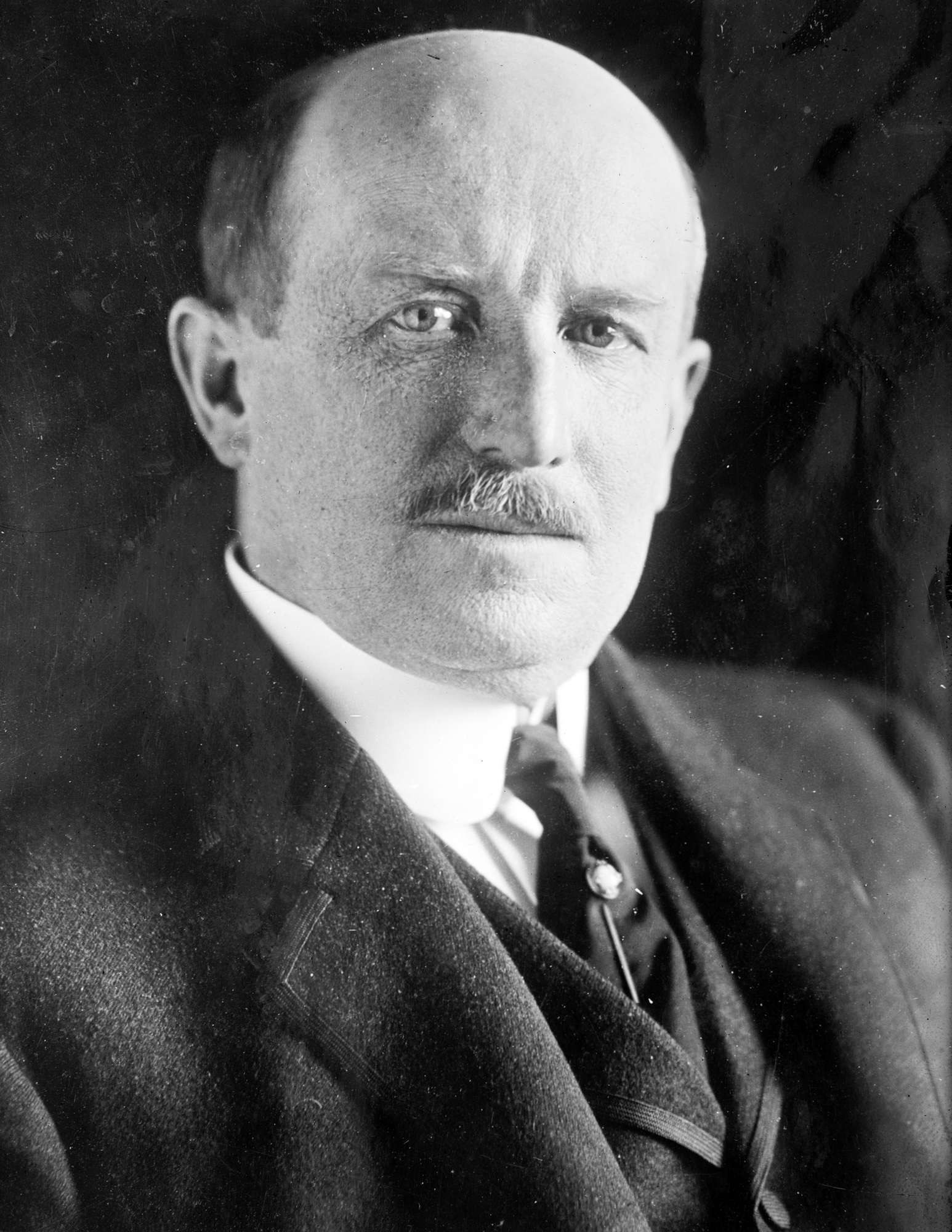
George Stuart Nixon
René Lalique
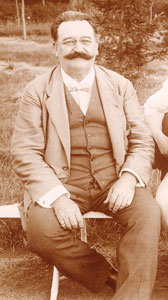
Rudolf Nováček
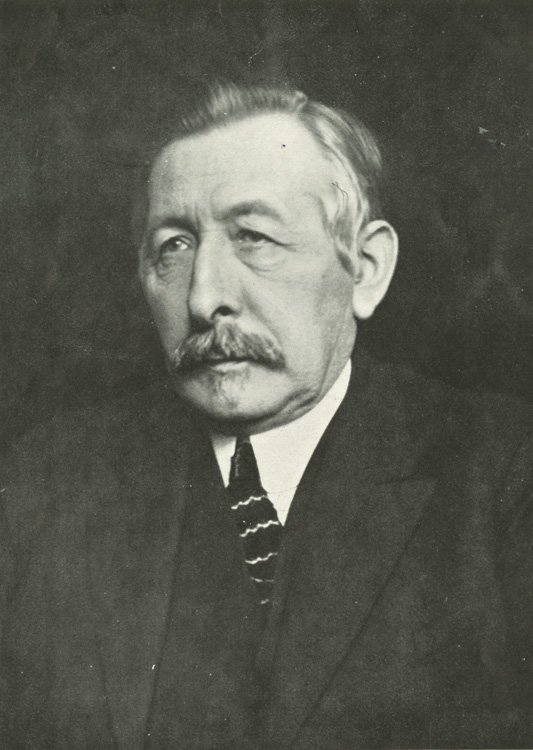
Pieter Jelles Troelstra

### Mai/Juni
- 02. Mai: William Bayliss, britischer Physiologe († 1924)
- 02. Mai: Theodor Herzl, österreichischer Schriftsteller, Publizist und Politiker († 1904)
- 02. Mai: D’Arcy Wentworth Thompson, britischer Mathematiker und Zoologe († 1948)
- 03. Mai: John Scott Haldane, englischer Physiologe († 1936)
- 03. Mai: Vito Volterra, italienischer Mathematiker und Physiker († 1940)
- 04. Mai: Hans Groß, deutscher Ballonfahrer und Luftschiffkonstrukteur († 1924)
- 04. Mai: Emil Nikolaus von Reznicek, österreichischer Komponist († 1945)
- 05. Mai: James Aloysius O’Gorman, US-amerikanischer Jurist und Politiker († 1943)
- 08. Mai: Gregorio Aglipay, philippinischer katholischer Geistlicher, Bischof († 1940)

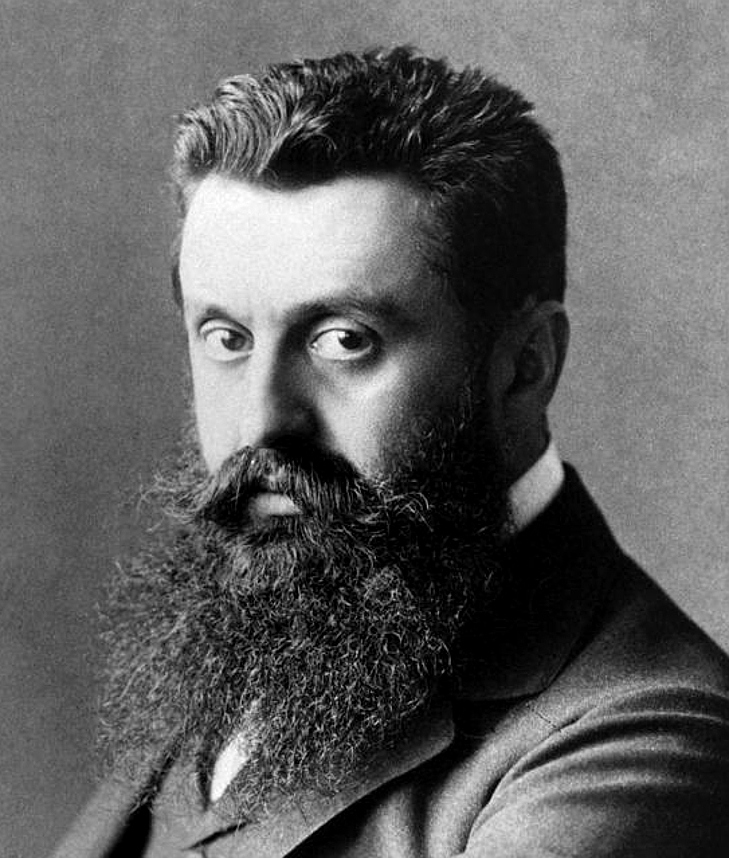
Theodor Herzl
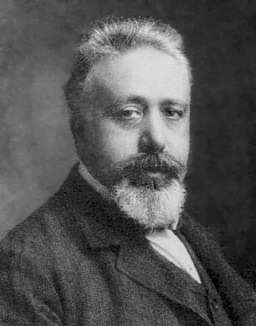
Vito Volterra
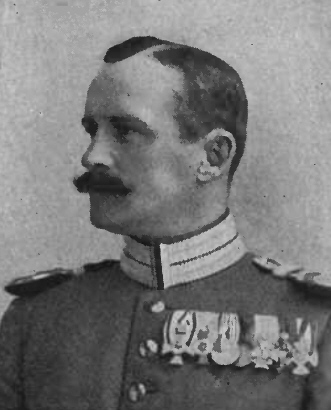
Hans Groß
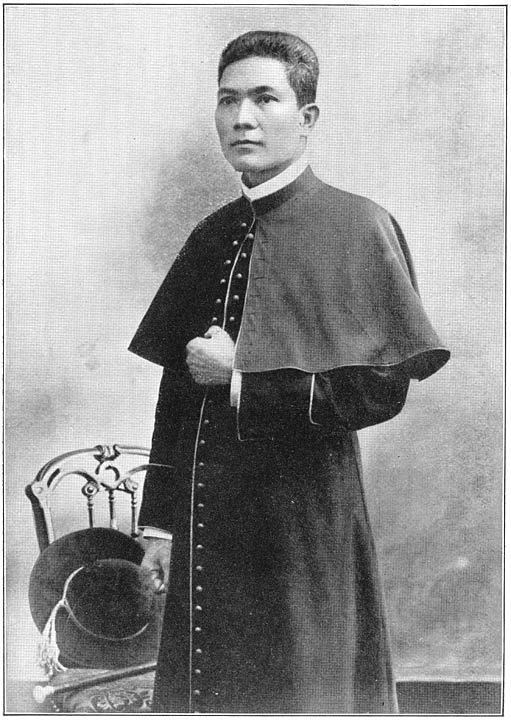
Gregorio Aglipay

- 09. Mai: J. M. Barrie, schottischer Schriftsteller und Dramatiker, Schöpfer von Peter Pan († 1937)
- 09. Mai: John L. McLaurin, US-amerikanischer Politiker († 1934)
- 13. Mai: Paul Guenther, deutschamerikanischer Industrieller († 1932)
- 13. Mai: Karl August Tavaststjerna, finnischer Schriftsteller schwedischer Sprache († 1898)
- 15. Mai: Ernst Wasserzieher, deutscher Etymologe († 1927)
- 16. Mai: Ossian Aschan, finnischer Chemiker († 1939)
- 17. Mai: Austin Lane Crothers, US-amerikanischer Politiker († 1912)
- 17. Mai: Nataly von Eschstruth, deutsche Schriftstellerin († 1939)
- 18. Mai: Eero Erkko, finnischer Journalist und Politiker († 1927)
- 18. Mai: Mary Wurm, englische Pianistin, Komponistin und Musikpädagogin († 1938)
- 20. Mai: Eduard Buchner, deutscher Chemiker († 1917)
- 21. Mai: Willem Einthoven, niederländischer Arzt und Nobelpreisträger († 1927)
- 23. Mai: Friedrich Losch, deutscher Pfarrer und Heimatforscher († 1936)
- 24. Mai: Walter Kern, deutscher Architekt und Regierungsbaumeister († 1918)
- 24. Mai: Karl Moltrecht, deutsch-baltischer Propst und evangelischer Märtyrer († 1919)
- 25. Mai: James McKeen Cattell, US-amerikanischer Psychologe († 1944)

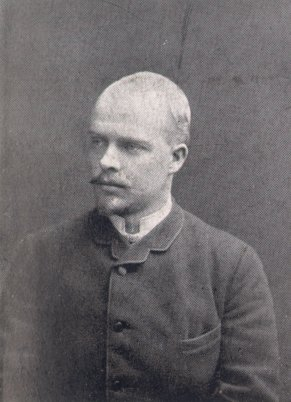
Karl August Tavaststjerna
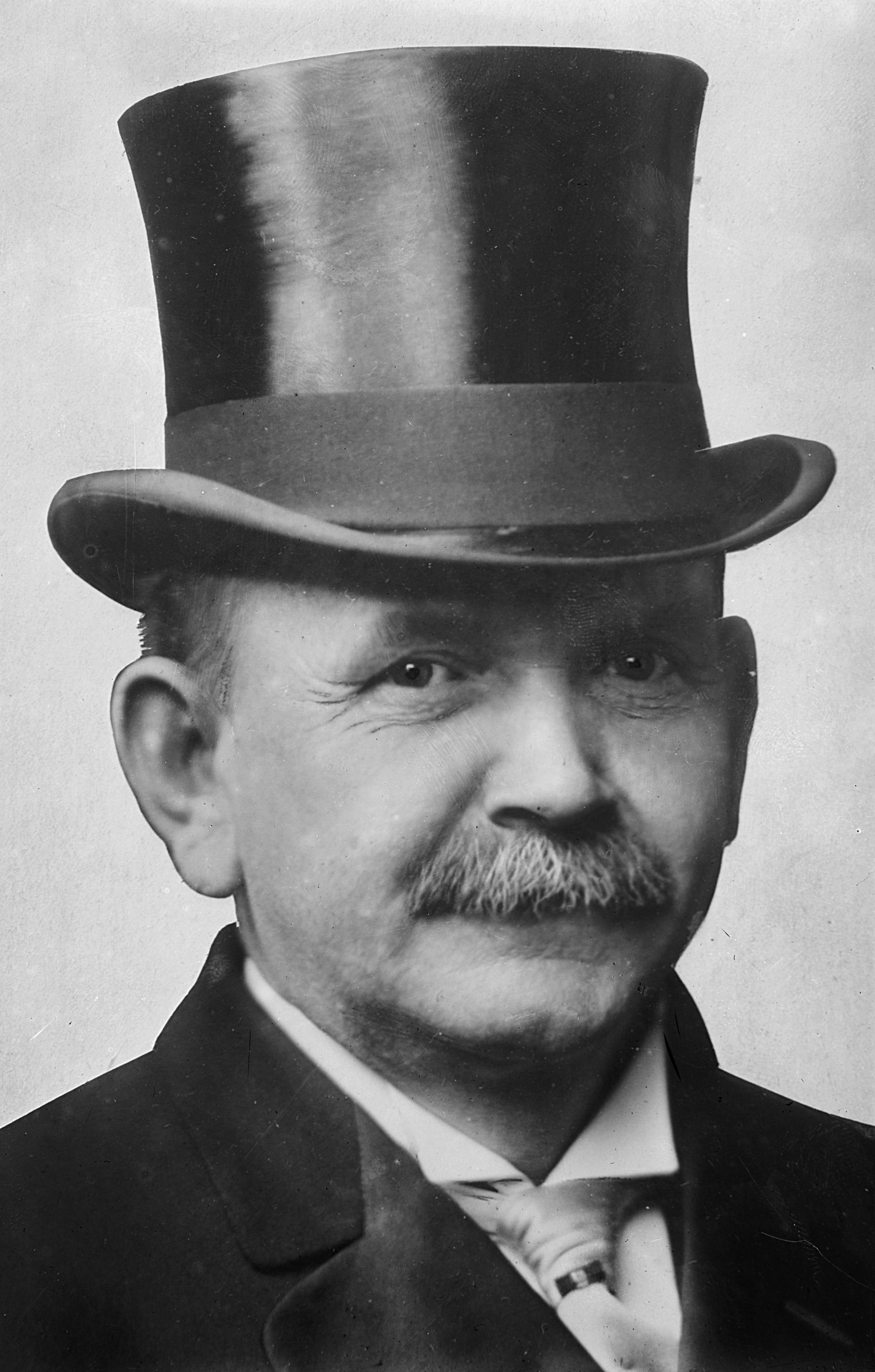
Austin Lane Crothers
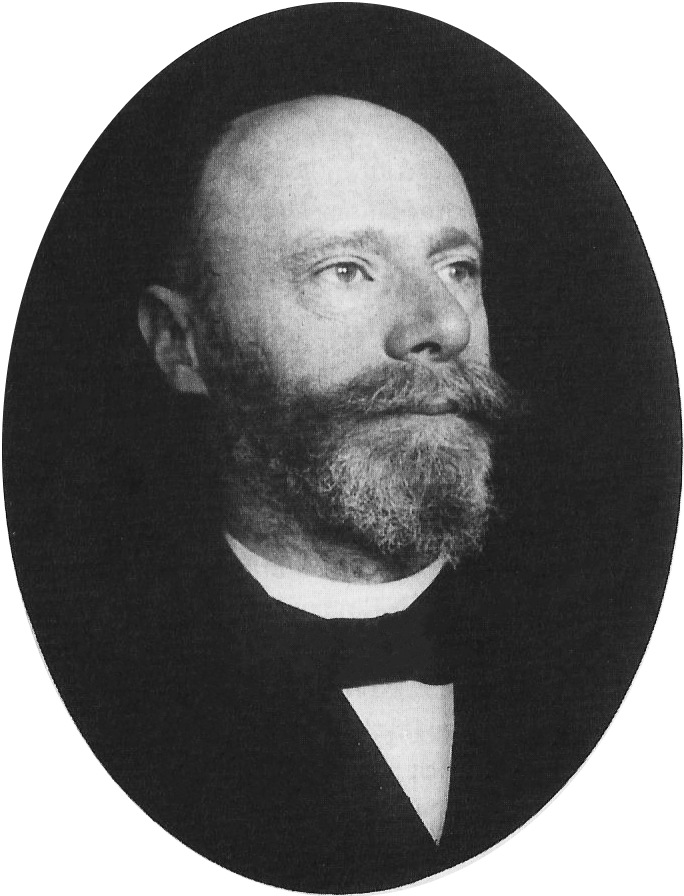
Willem Einthoven
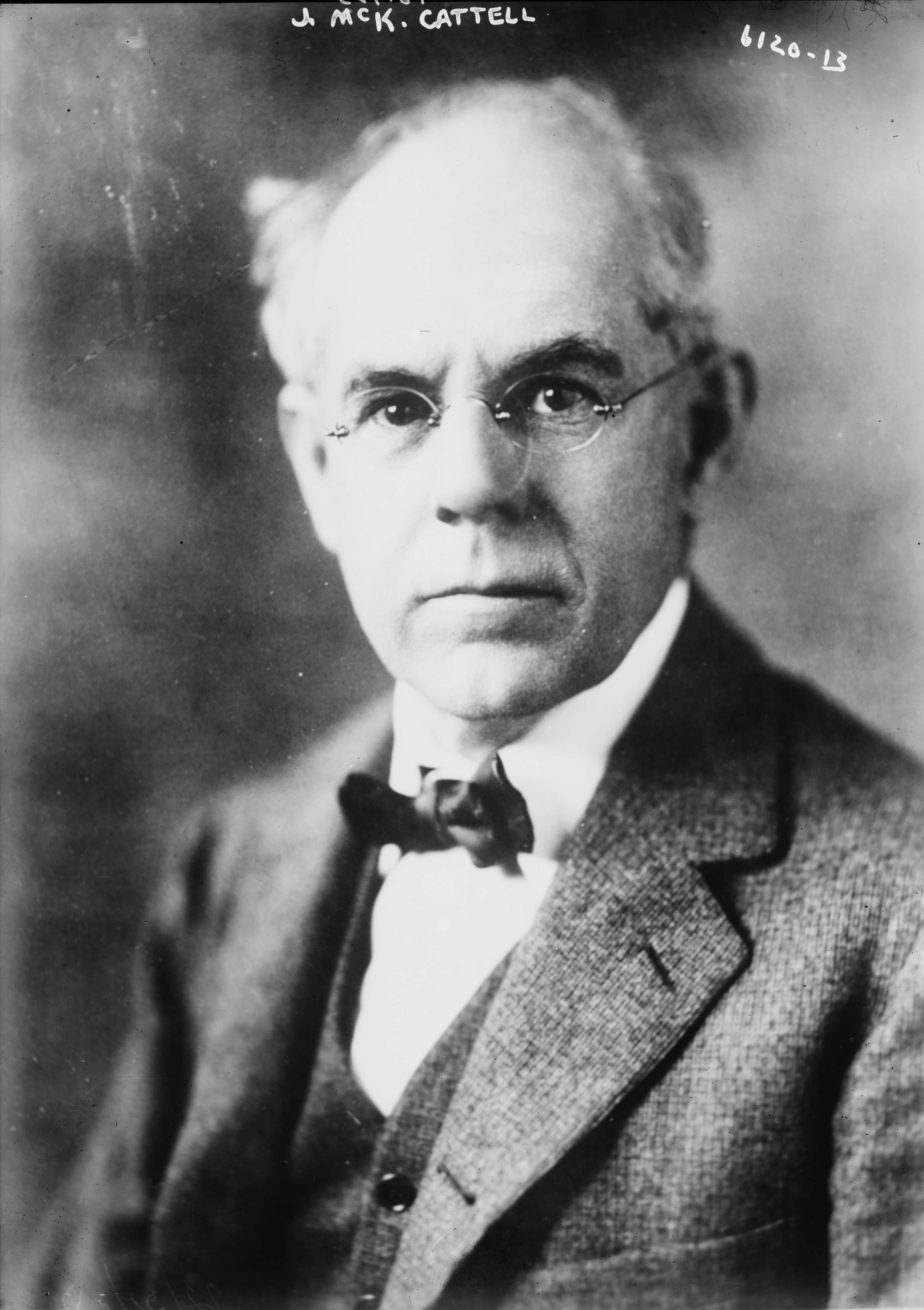
James McKeen Cattell

- 25. Mai: Henry William Massingham, britischer Journalist († 1924)
- 25. Mai: Bruno Louis Schaefer, deutscher Jurist und Senator in Hamburg († 1945)
- 26. Mai: Max von Stetten, deutscher Offizier († 1925)
- 27. Mai: Margrethe Munthe, norwegische Schriftstellerin († 1931)
- 29. Mai: Isaac Albéniz, spanischer Komponist und Pianist († 1909)
- 31. Mai: Walter Sickert, englischer Maler († 1942)
- 04. Juni: Friedrich Schmidt-Ott, deutscher Wissenschaftsorganisator († 1956)
- 07. Juni: Hanns Fechner, deutscher Maler und Schriftsteller († 1931)
- 07. Juni: Fritz Herbert, SPD-Reichstagsabgeordneter für Pommern, Konsumgenossenschafter († 1925)
- 08. Juni: Hans Suter, Schweizer Jurist und Politiker († 1930)
- 10. Juni: Lucien Hillemacher, französischer Komponist († 1909)
- 11. Juni: Oda Krohg, norwegische Malerin († 1935)
- 11. Juni: Gustav Ruhland, deutscher Nationalökonom († 1914)
- 15. Juni: Eugénie Weill, französische Feministin († 1941)
- 22. Juni: Wilhelm Schneidewind, deutscher Agrikulturchemiker († 1931)
- 25. Juni: Gustave Charpentier, französischer Komponist († 1956)
- 30. Juni: Gyula Andrássy von Csík-Szent-Király und Kraszna-Horka, österreichisch-ungarischer Politiker († 1929)

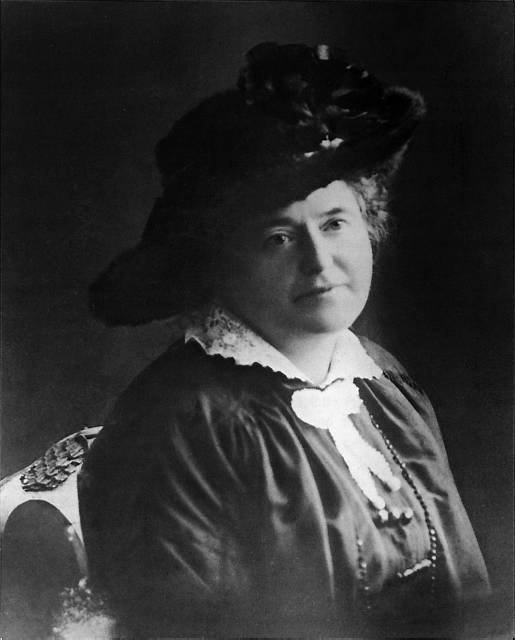
Margrethe Munthe
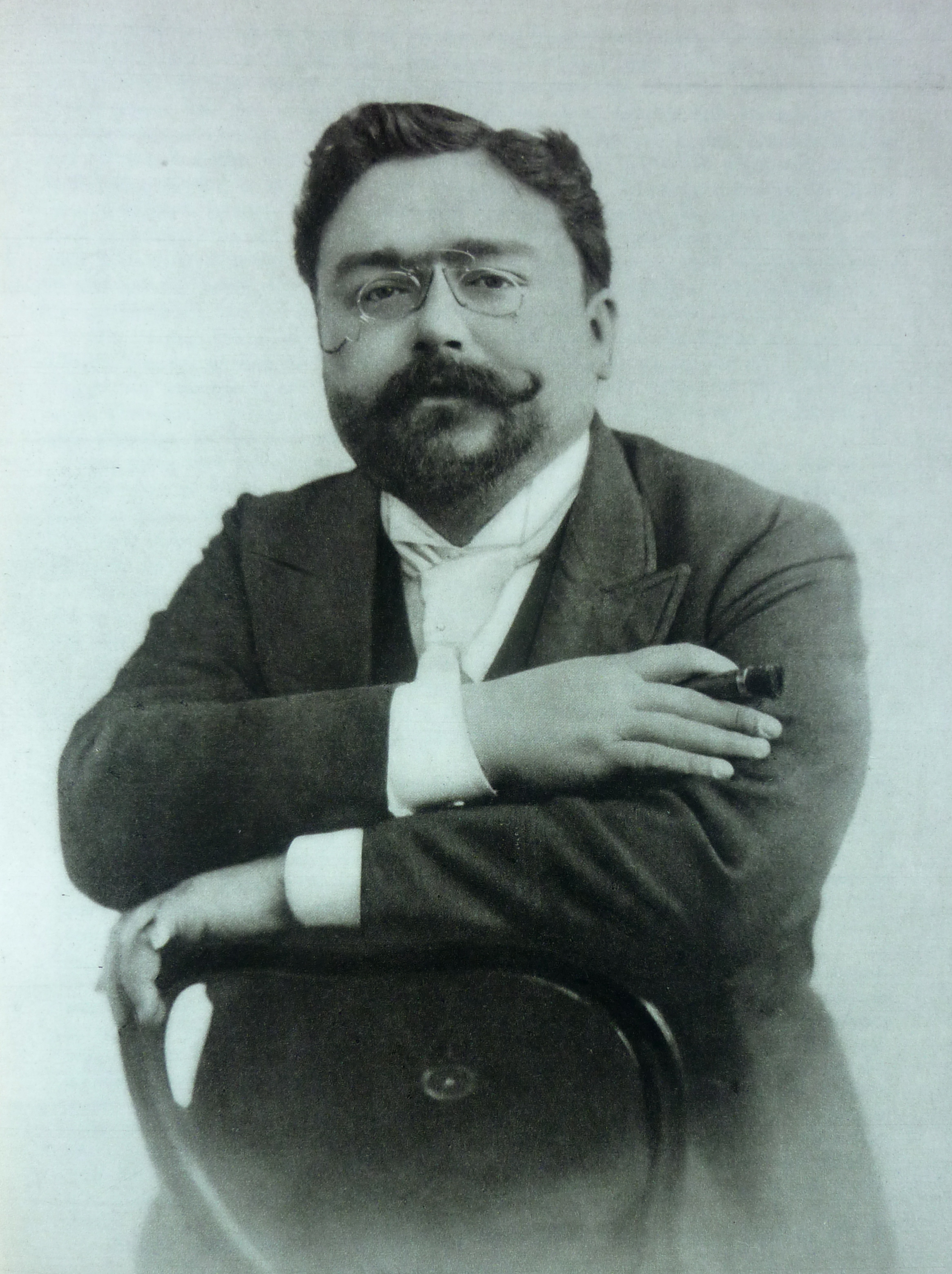
Isaac Albéniz
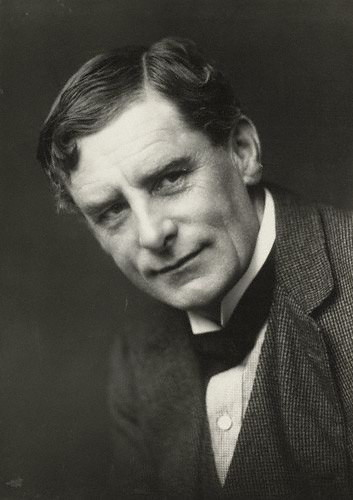
Walter Sickert
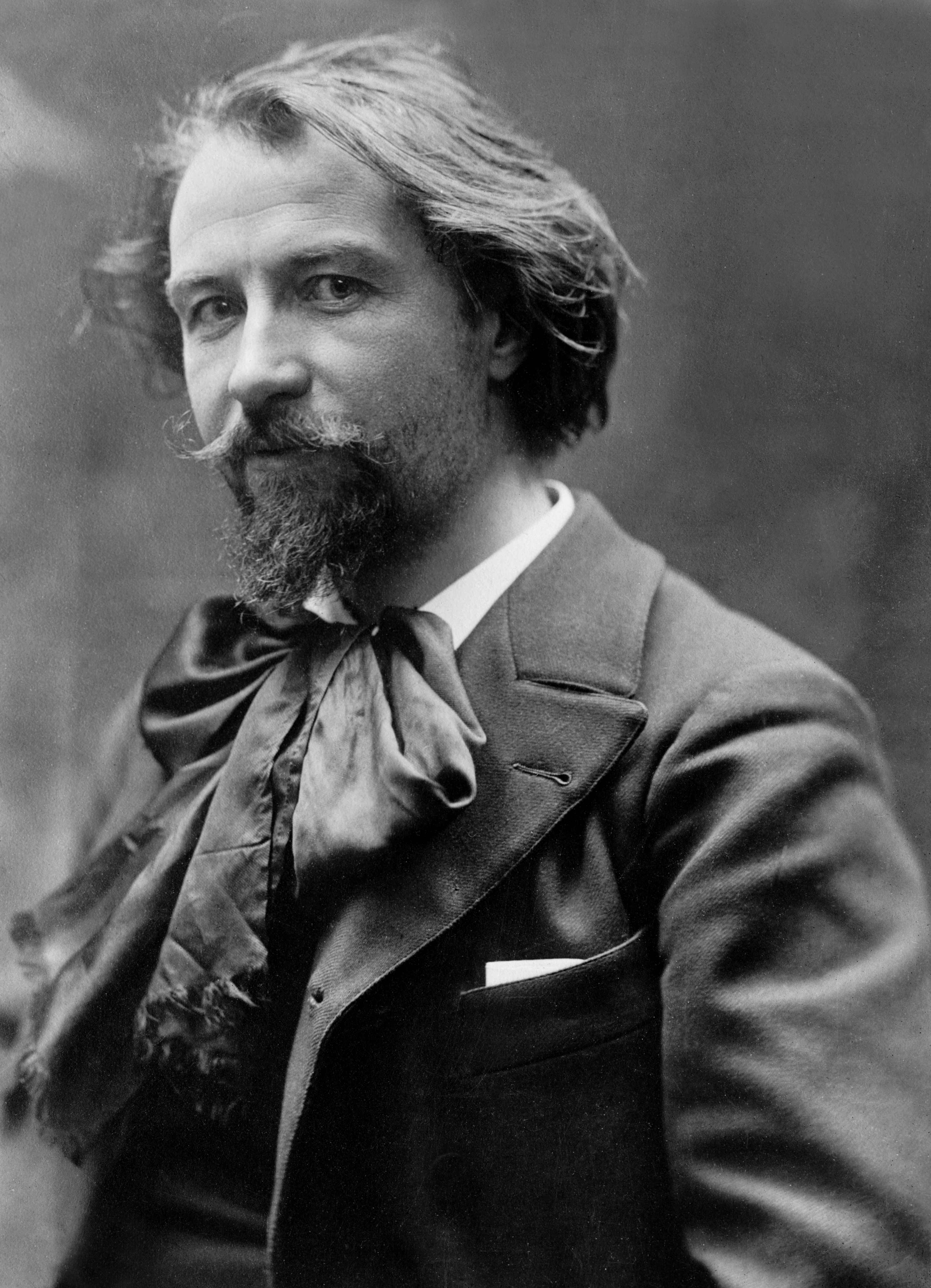
Gustave Charpentier

### Juli/August
- 01. Juli: Gustav Jacob Adt, deutscher Fabrikant und Politiker († 1922)
- 01. Juli: Carl Paal, deutsch-österreichischer Chemiker († 1935)
- 02. Juli: Georg Thieme, deutscher Verleger († 1925)
- 03. Juli: Charlotte Perkins Gilman, US-amerikanische feministische Autorin († 1935)
- 03. Juli: Hubert Work, US-amerikanischer Politiker († 1942)
- 05. Juli: Albert Döderlein, deutscher Frauenarzt († 1941)
- 07. Juli: Abraham Cahan, US-amerikanischer Journalist, Publizist und Schriftsteller († 1951)
- 07. Juli: Gustav Mahler, österreichischer Dirigent und Komponist († 1911)
- 07. Juli: Karl Prinz von Ratibor und Corvey, deutscher Jurist und Politiker († 1931)
- 08. Juli: Wilhelm Auberlen, deutscher Maler und Bildhauer († 1948)
- 10. Juli: Rochus Schmidt, preußischer Offizier und Kolonialpionier († 1938)
- 11. Juli: Friedrich Oltmanns, deutscher Botaniker († 1945)
- 12. Juli: Anna Astl-Leonhard, österreichische Schriftstellerin († 1924)
- 13. Juli: Agnes Freund, deutsche Schauspielerin († nach 1924)
- 14. Juli: Alfred Metcalf Jackson, US-amerikanischer Politiker († 1924)
- 14. Juli: Owen Wister, US-amerikanischer Schriftsteller († 1938)
- 15. Juli: Friedrich Andersen, deutscher evangelischer Theologe († 1940)
- 15. Juli: Max von Oppenheim, deutscher Diplomat und Archäologe († 1946)
- 16. Juli: Otto Jespersen, dänischer Sprachwissenschaftler († 1943)
- 17. Juli: Otto Lummer, deutscher Physiker († 1925)
- 17. Juli: Clara Viebig, deutsche Erzählerin, Dramatikerin und Feuilletonistin († 1952)
- 20. Juli: Johannes Walther, deutscher Geologe und Paläontologe († 1937)
- 23. Juli: Adolf Schmidt, deutscher Geophysiker († 1944)
- 24. Juli: Alfons Maria Mucha, tschechischer Plakatkünstler († 1939)
- 28. Juli: Elias M. Ammons, US-amerikanischer Politiker († 1925)
- 28. Juli: Anastasia Michailowna Romanowa, Großherzogin von Mecklenburg († 1922)

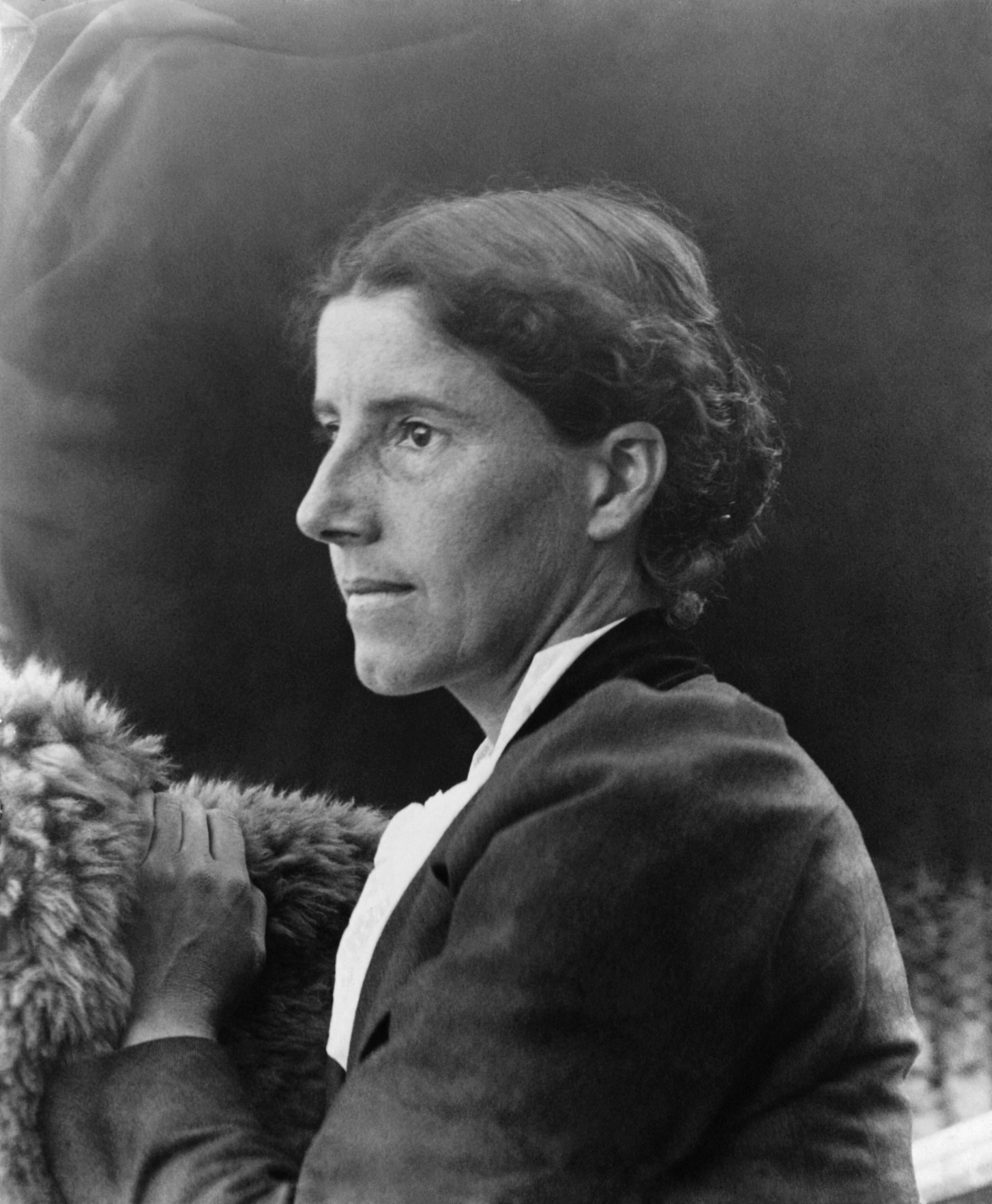
Charlotte Perkins Gilman
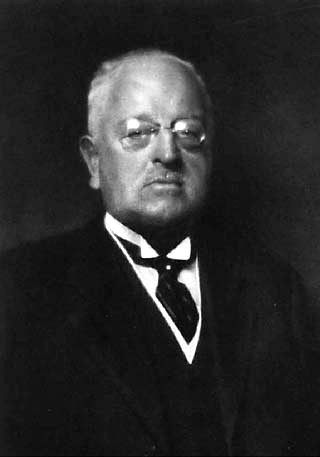
Albert Döderlein
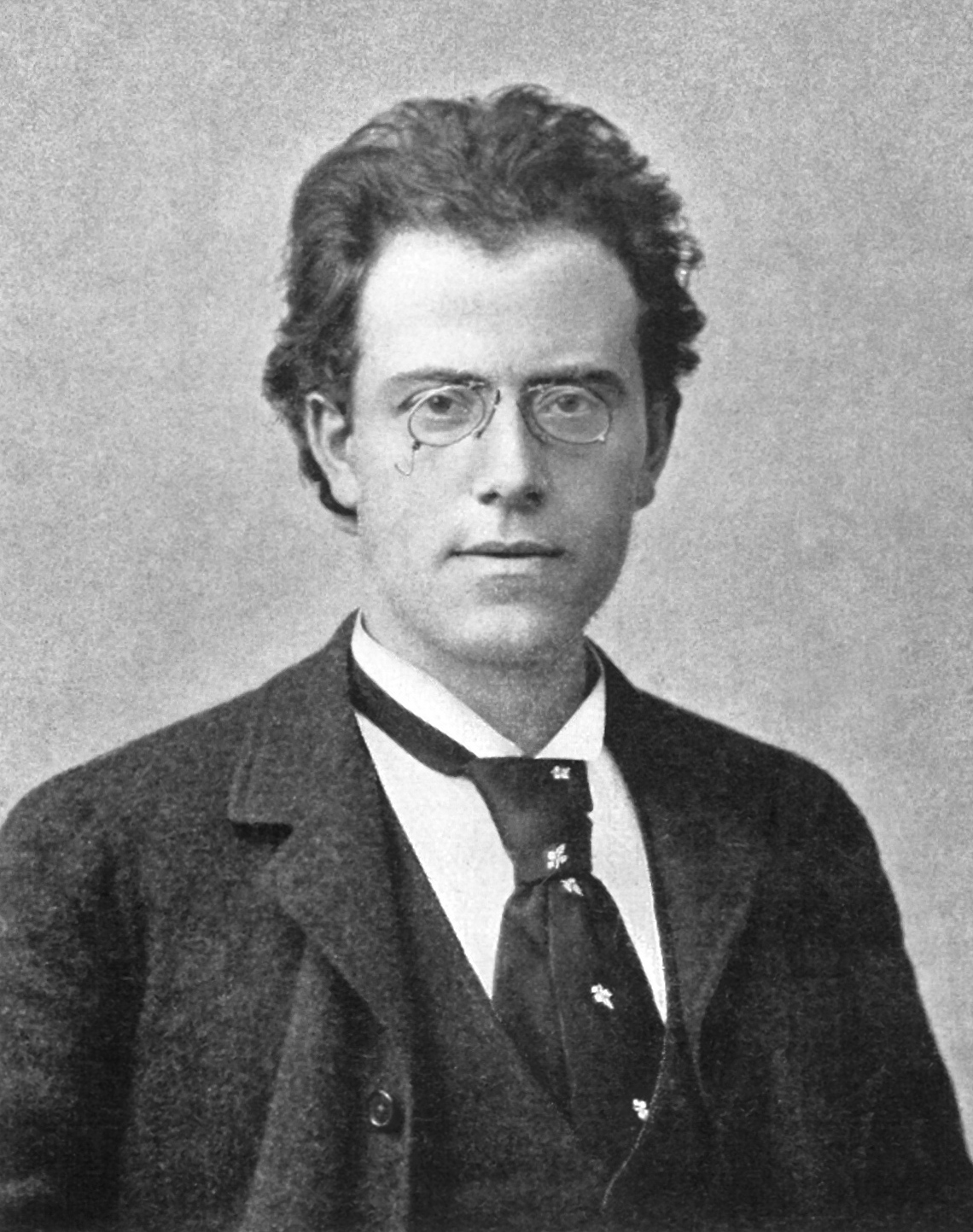
Gustav Mahler
Clara Viebig

- 04. August: Willem Henri Julius, niederländischer Physiker († 1925)
- 05. August: Oswald Wirth, Ministerialbibliothekar in Paris und Schriftsteller († 1943)
- 06. August: Francesco Paolo Frontini, italienischer Komponist († 1939)
- 08. August: Sergei Timofejewitsch Morosow, russischer Unternehmer und Mäzen († 1944)
- 08. August: Ludwig Wendemuth, deutscher Wasserbauingenieur und Baubeamter († 1929)
- 09. August: Robert Warschauer junior, deutscher Privatbankier († 1918)
- 10. August: Pieter Helbert Damsté, niederländischer Altphilologe († 1943)
- 10. August: Sergei Sasonow, russischer Diplomat († 1927)
- 11. August: Ernst Anding, deutscher Astronom († 1945)
- 11. August: Arthur von Weinberg, deutscher Chemiker und Ehrenbürger von Frankfurt am Main († 1943)
- 12. August: Klara Hitler, Mutter von Adolf Hitler († 1907)
- 13. August: Ernst Bauer, österreichischer und tschechoslowakischer Beamter und Amateurbiologe († 1942)
- 13. August: Annie Oakley, US-amerikanische Scharfschützin und Kunstschützin († 1926)
- 13. August: Willem Witsen, niederländischer Fotograf, Maler und Schriftsteller († 1923)
- 14. August: Ernest Thompson Seton, britischer Autor und Mitbegründer der US-Pfadfinderbewegung († 1946)
- 20. August: Raymond Poincaré, französischer Staatsmann und Politiker († 1934)
- 20. August: Henry T. Rainey, US-amerikanischer Politiker († 1934)
- 20. August: Robert Weintraud, deutscher Unternehmer und Firmengründer der Rowenta-Werke († 1927)
- 21. August: Georg Kautz, deutscher Verwaltungsjurist und Ministerialdirektor († 1940)
- 21. August: Max Türkheimer, deutscher Ingenieur und Unternehmer († 1936)
- 21. August: Ludwig Wahrmund, österreichischer Jurist († 1932)
- 22. August: Gustaf Fröding, schwedischer Lyriker († 1911)
- 22. August: Karl Hude, dänischer Klassischer Philologe († 1936)
- 22. August: Paul Nipkow, deutscher Techniker († 1940)
- 22. August: Alfred Ploetz, deutscher Arzt und Rassenkundler († 1940)
- 29. August: Heinrich von Nauendorf, deutscher Offizier († 1905)
- 30. August: Isaak Lewitan, russischer Maler des Realismus († 1900)
- 30. August: Richard Küch, deutscher Chemiker und Physiker († 1915)
- 31. August: Karl Emil Scherz, deutscher Architekt und Ortschronist († 1945)

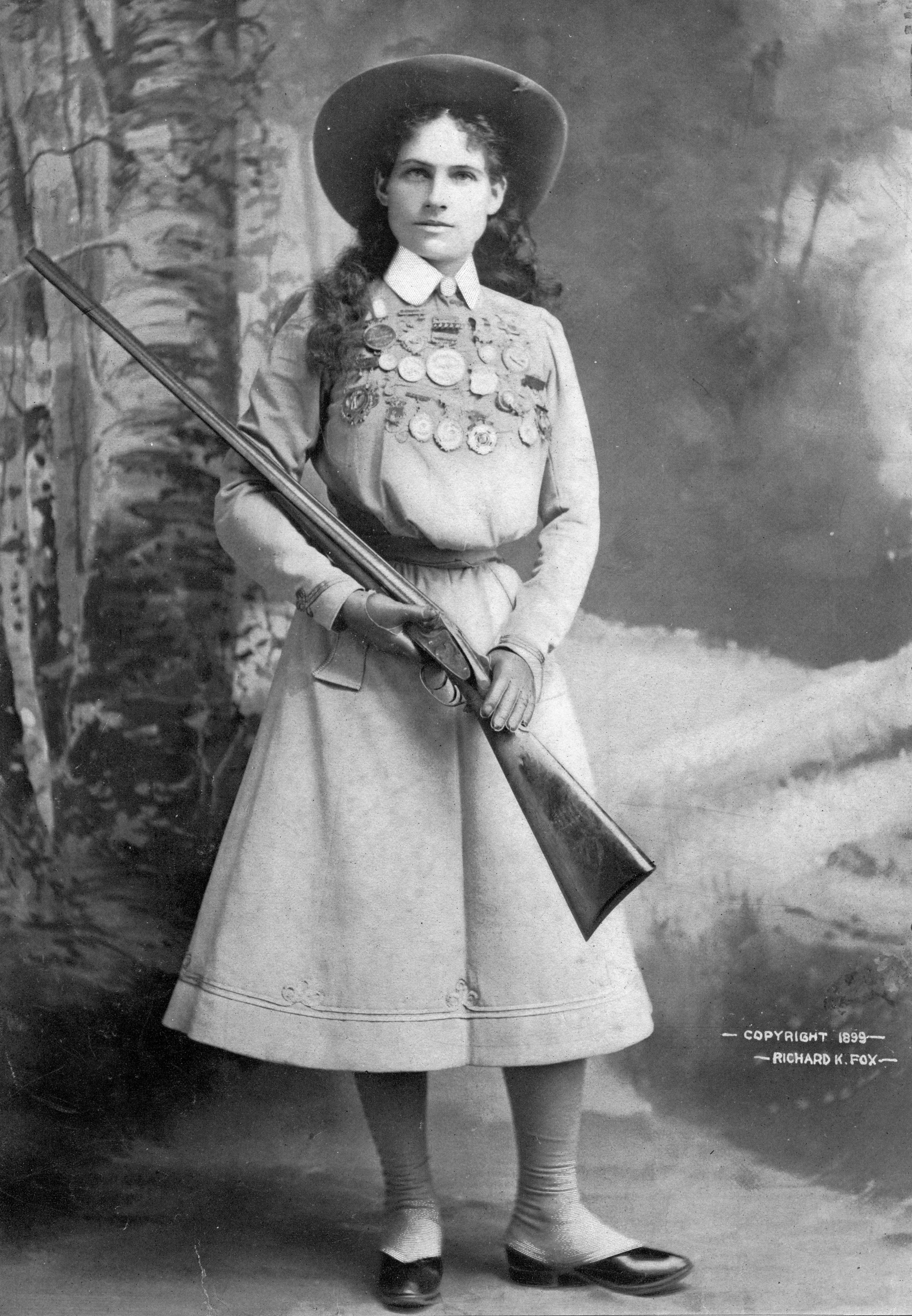
Annie Oakley
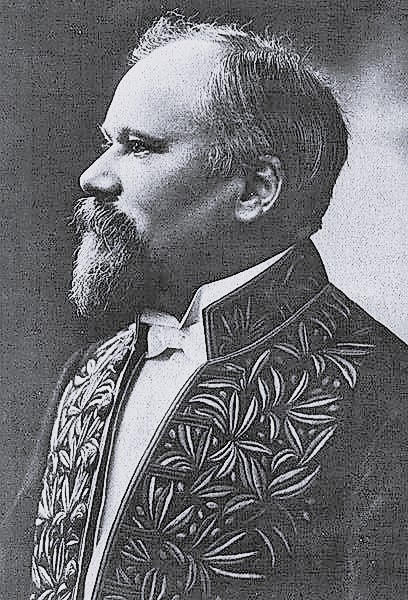
Raymond Poincaré
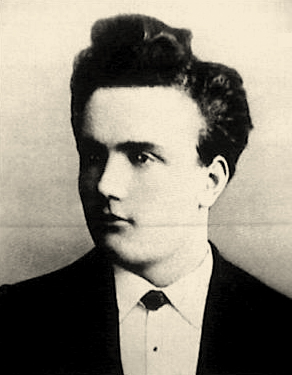
Paul Nipkow
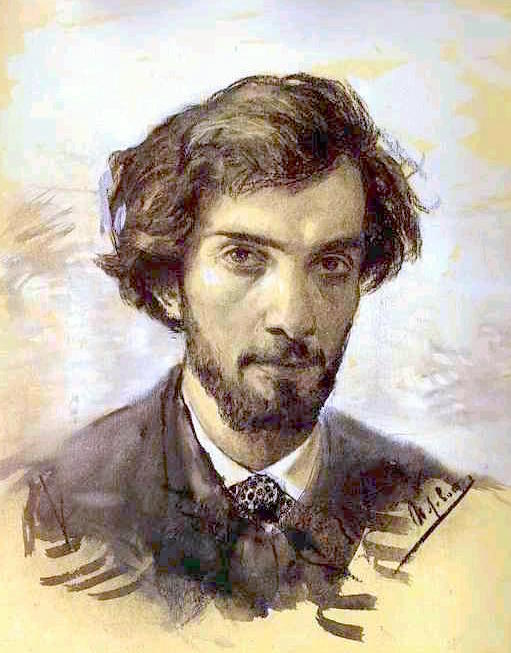
Isaak Iljitsch Lewitan

### September/Oktober
- 05. September: David Ringger, Schweizer Jurist und Politiker († 1930)
- 06. September: Jane Addams, US-amerikanische Feministin, Friedensnobelpreisträgerin († 1935)
- 06. September: Axel Holst, norwegischer Arzt († 1931)
- 07. September: Grandma Moses, US-amerikanische Malerin († 1961)
- 07. September: Jacques Sautereau, französischer Krocketspieler († 1936)
- 07. September: Charles Frederick Scott, US-amerikanischer Politiker († 1938)
- 07. September: Ernest de Weck, Schweizer Bankier und Politiker († 1919)
- 09. September: Ferdinand Holthausen, deutscher Anglist († 1956)
- 09. September: Franz Nissl, deutscher Neurologe und Psychiater († 1919)
- 09. September: Alexandre Triquet, Schweizer Typograf und Politiker († 1915)
- 10. September: Marianne von Werefkin, russisch-schweizerische Malerin († 1938)
- 13. September: John J. Pershing, US-amerikanischer Soldat und General († 1948)
- 18. September: William Gordon Brantley, US-amerikanischer Politiker († 1934)
- 20. September: Arthur Walter, deutsch-baltischer Pastor und evangelischer Bekenner († 1919)
- 20. September: James Gillett, US-amerikanischer Politiker († 1937)
- 21. September: Gustav Leutelt, sudetendeutscher Dichter und Schriftsteller († 1947)
- 22. September: Willi Cuno, erster Oberbürgermeister der Stadt Hagen († 1951)
- 24. September: George Carmack, US-amerikanischer Goldsucher († 1922)
- 24. September: Camilla Jellinek, österreichisch-deutsche Frauenrechtlerin und Juristin († 1940)

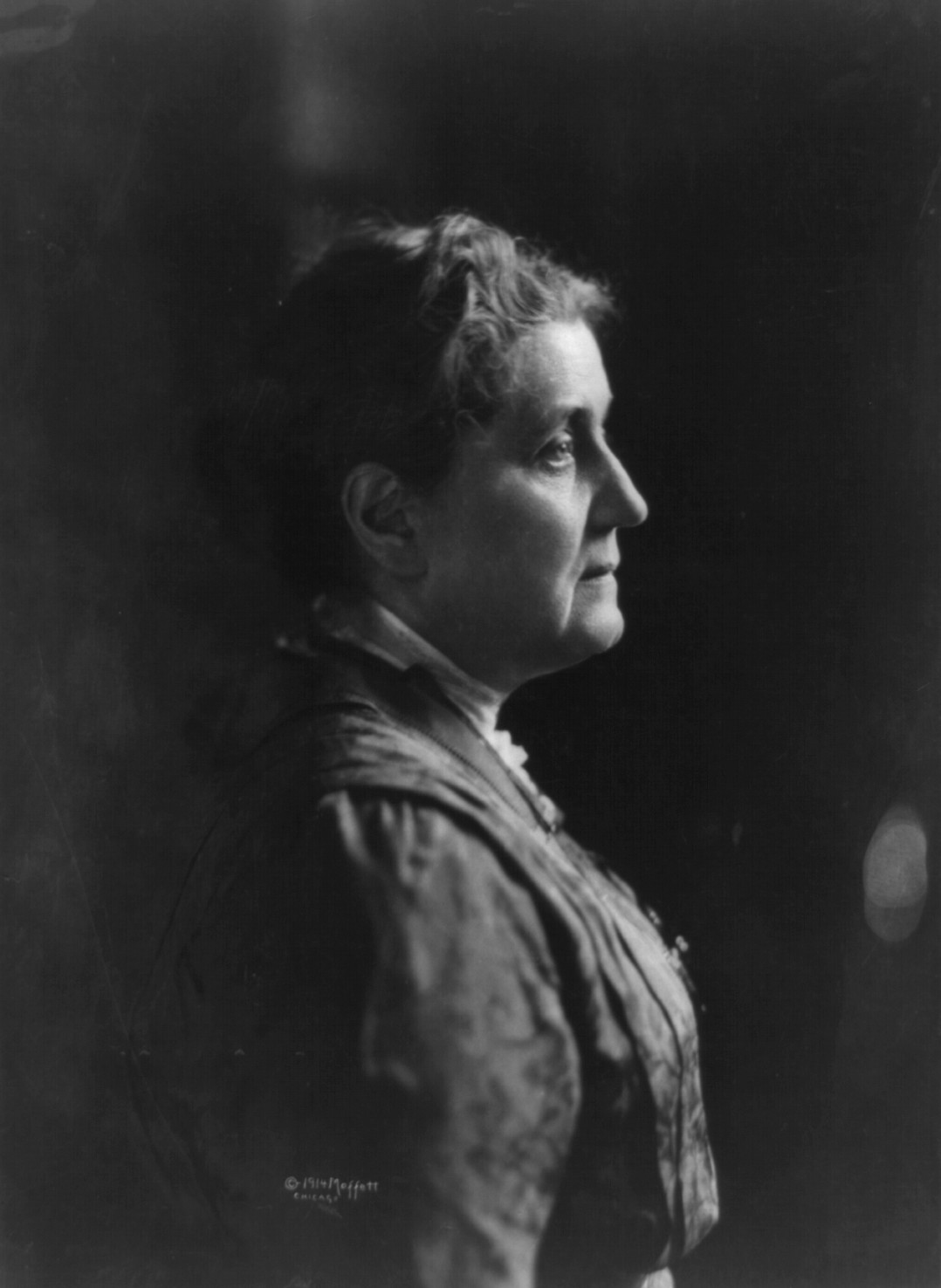
Jane Addams
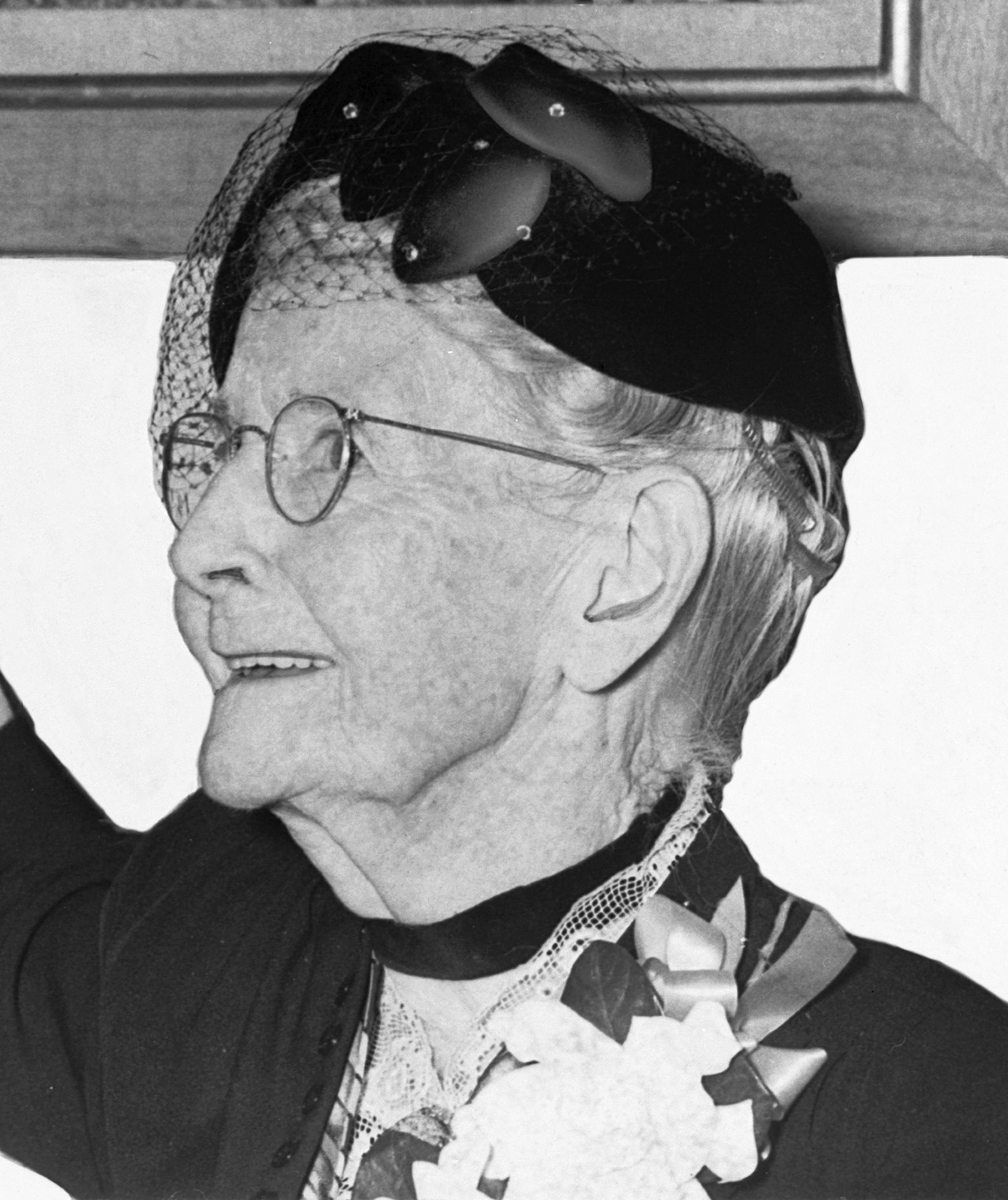
Grandma Moses
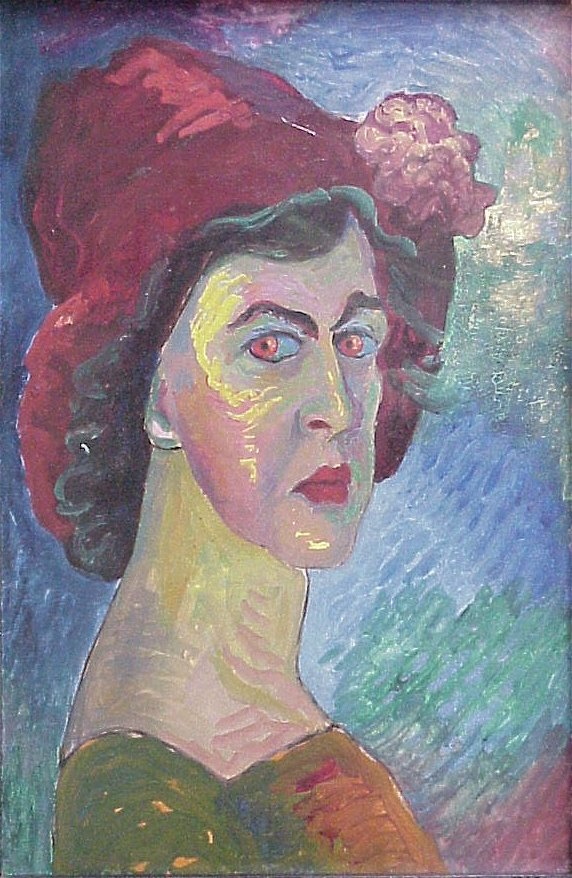
Marianne von Werefkin
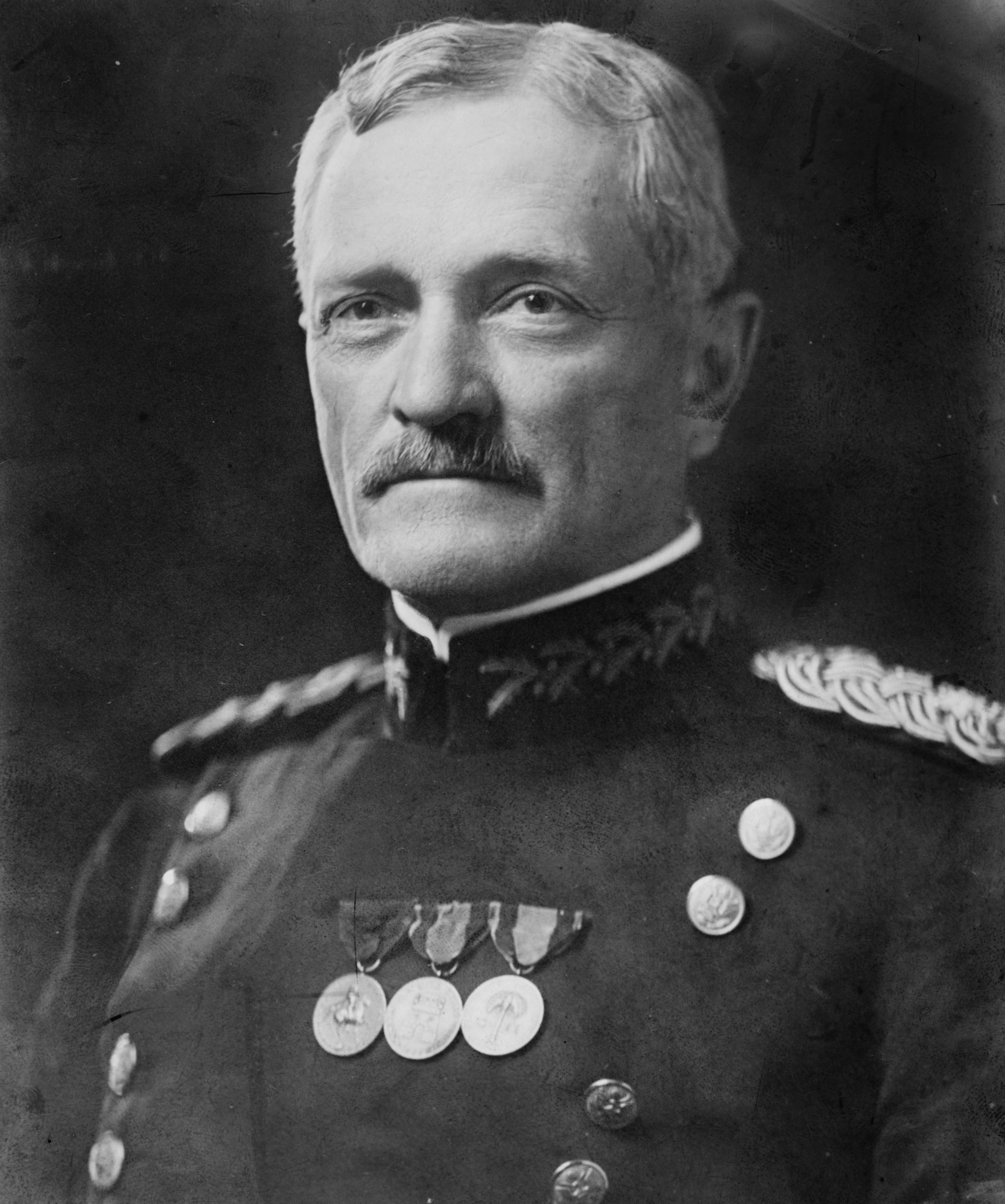
John J. Pershing

- 01. Oktober: Matthew Linn Bruce, US-amerikanischer Politiker († 1936)
- 02. Oktober: Hans Arnold, deutscher Bildhauer († 1913)
- 03. Oktober: Siro Borrani, Schweizer römisch-katholischer Geistlicher und Kirchenhistoriker († 1932)
- 03. Oktober: Annie Horniman, englische Theaterleiterin und Okkultistin († 1937)
- 03. Oktober: Franz Renz, deutscher katholischer Theologe († 1916)
- 03. Oktober: Clara Southern, australische Malerin († 1940)
- 04. Oktober: Homer Albert Norris, US-amerikanischer Organist, Komponist und Musikwissenschaftler († 1920)
- 06. Oktober: Bruno Goebel, deutscher Orgelbauer († 1944)
- 08. Oktober: Felix Woyrsch, deutscher Komponist und Musikdirektor († 1944)
- 09. Oktober: Karl Elsener, Schweizer Messerschmied, Unternehmer und Politiker († 1918)
- 11. Oktober: Alexander C. Mitchell, US-amerikanischer Politiker († 1911)
- 12. Oktober: John G. Sargent, US-amerikanischer Politiker († 1939)
- 12. Oktober: Elmer Ambrose Sperry, US-amerikanischer Erfinder und Geschäftsmann († 1930)
- 13. Oktober: Montagu Allan, kanadischer Bankier, Schiffseigner und Sportförderer († 1951)
- 20. Oktober: Carl Abegg, Schweizer Textilfabrikant († 1943)
- 20. Oktober: Wilhelm Bode, deutscher evangelischer Pfarrer, Genossenschaftsgründer, Naturschützer, als Heidepastor bekannt († 1927)
- 28. Oktober: Hugo Preuß, deutscher Jurist und Vater der Weimarer Verfassung († 1925)
- 31. Oktober: Juliette Gordon Low, Gründerin der Girl Scouts of the USA († 1927)
- 31. Oktober: Andrew Volstead, US-amerikanischer Politiker († 1947)

Hans Arnold
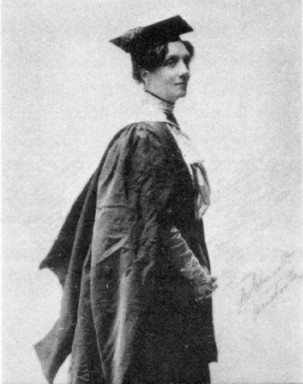
Annie Horniman
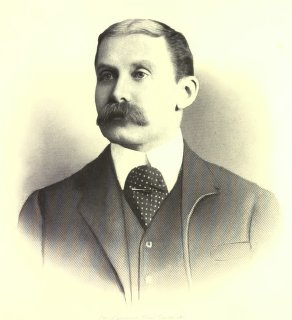
Montagu Allan
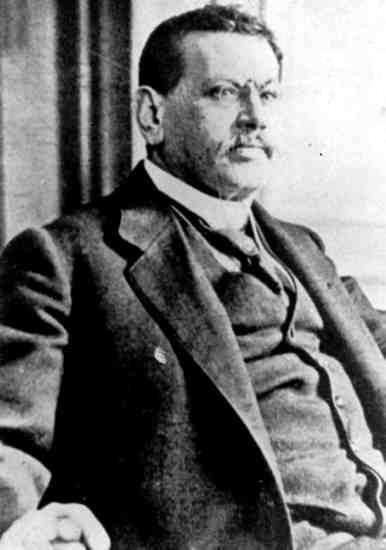
Hugo Preuß

### November/Dezember
- 01. November: Boies Penrose, US-amerikanischer Politiker († 1921)
- 01. November: Ernst Stöhr, österreichischer Maler, Dichter und Musiker († 1917)
- 03. November: David Simons, niederländischer Rechtswissenschaftler († 1930)
- 04. November: Mathieu Frans Daniëls, niederländischer Mathematiker († 1918)
- 07. November: Fletcher D. Proctor, US-amerikanischer Politiker († 1911)
- 10. November: Edward Hill Amet, US-amerikanischer Erfinder († 1948)
- 10. November: Marie Elisabeth Moritz, deutsche Malerin († 1925)
- 13. November: Martha Sochatzy, deutsche Zahnärztin († 1940)
- 13. November: Nagao Aruga, japanischer Rechtswissenschaftler und Soziologe († 1921)
- 14. November: Alexis-Armand Charost, Erzbischof von Rennes und Kardinal († 1930)
- 16. November: Jesse H. Metcalf, US-amerikanischer Politiker († 1942)
- 18. November: Ignacy Jan Paderewski, polnischer Musiker und Politiker († 1941)
- 19. November: Franklin E. Brooks, US-amerikanischer Politiker († 1916)
- 23. November: Hjalmar Branting, schwedischer Politiker und Premierminister († 1925)
- 23. November: Christoph Strautmann, lettischer Pastor und evangelischer Märtyrer († 1919)
- 27. November: Axel Anderberg, schwedischer Architekt († 1937)
- 29. November: Hanns Hörbiger, österreichischer Ingenieur († 1931)
- 29. November: Pietro La Fontaine, Patriarch von Venedig und Kardinal († 1935)
- 30. November: William La Follette, US-amerikanischer Politiker († 1934)

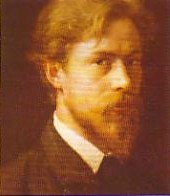
Ernst Stöhr
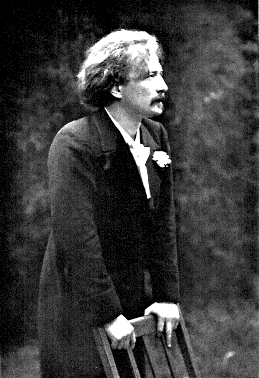
Ignacy Jan Paderewski
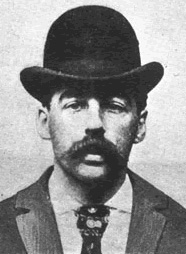
Herman Webster Mudgett
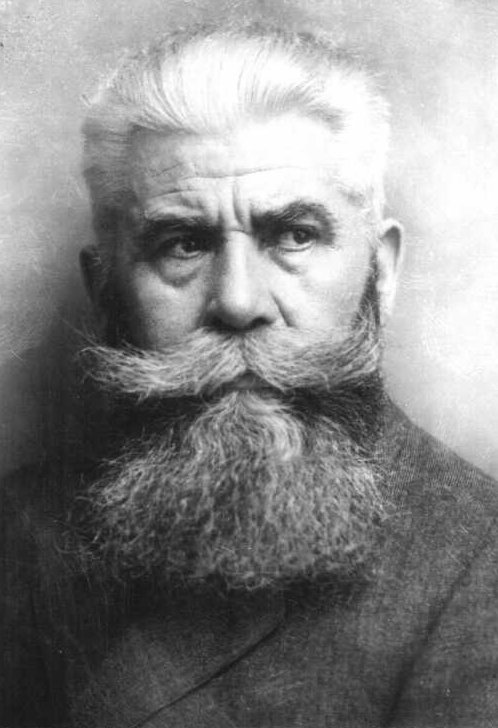
Hanns Hörbiger

- 02. Dezember: Charles T. Studd, englischer Cricketspieler und evangelischer Missionar († 1931)
- 03. Dezember: John Bassett Moore, US-amerikanischer Jurist und Diplomat († 1947)
- 03. Dezember: Wilhelm Sievers, deutscher Geograph und Forschungsreisender († 1921)
- 05. Dezember: Hugo Gaudig, deutscher Reformpädagoge und Schulleiter († 1923)
- 07. Dezember: Joseph Cook, australischer Politiker und Premierminister († 1947)
- 08. Dezember: Edmund H. Hinshaw, US-amerikanischer Politiker († 1932)
- 09. Dezember: Adelaide Boddam-Whetham, britische Bogenschützin († 1954)
- 10. Dezember: Anna Croissant-Rust, deutsche Schriftstellerin († 1943)
- 10. Dezember: Kanō Jigorō, japanischer Begründer der Sportart Judo († 1938)
- 10. Dezember: Wilhelm Sander, deutscher Architekt († 1930)
- 15. Dezember: Elisabeth Aspe, estnische Schriftstellerin († 1927)
- 15. Dezember: Niels Ryberg Finsen, dänischer Arzt und Nobelpreisträger († 1904)
- 18. Dezember: Edward MacDowell, US-amerikanischer Komponist und Pianist († 1908)
- 21. Dezember: Henrietta Szold, US-amerikanische Erzieherin, Aktivistin des frühen Zionismus († 1945)
- 22. Dezember: Richard Hanitsch, deutscher Museumskurator († 1940)
- 22. Dezember: Edward C. Stokes, US-amerikanischer Politiker († 1942)
- 26. Dezember: Félix José de Augusta, deutscher Chirurg, Missionar und Sprachwissenschaftler († 1935)
- 27. Dezember: William Bates, US-amerikanischer Augenarzt († 1931)
- 28. Dezember: Alexander von Fielitz, deutscher Komponist († 1930)
- 28. Dezember: Harry B. Smith, US-amerikanischer Lyriker und Librettist († 1936)

Anna Croissant-Rust
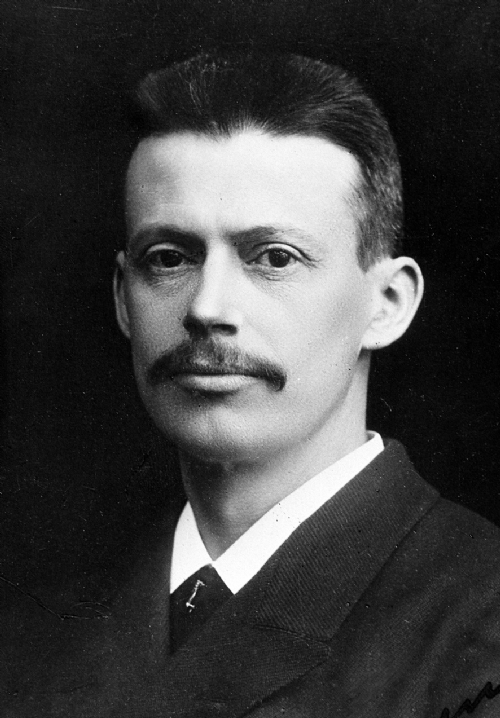
Niels Ryberg Finsen
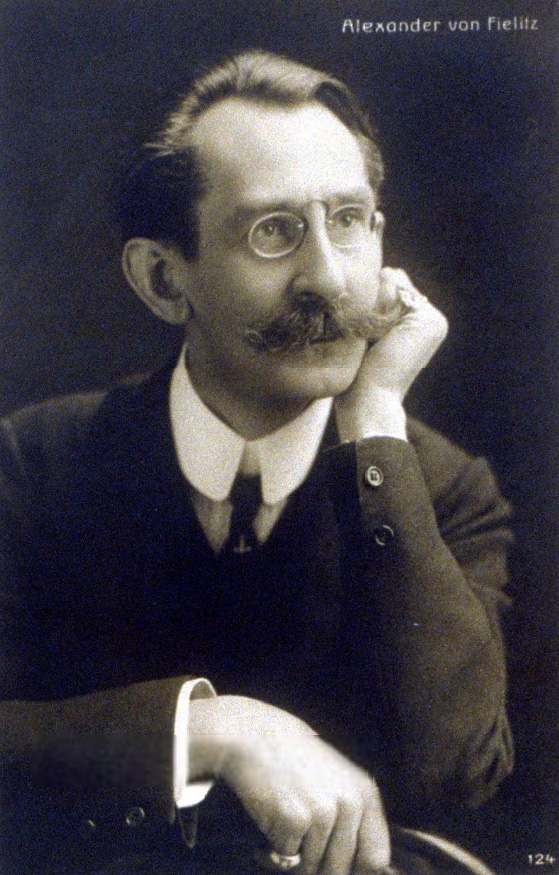
Alexander von Fielitz
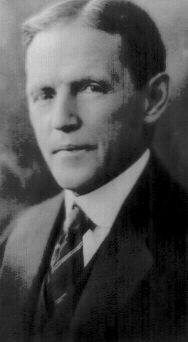
William Horatio Bates

### Genaues Geburtsdatum unbekannt
- Occide Jeanty, haitianischer Komponist († 1936)
- Francisco Soñé, dominikanischer Komponist, Musikpädagoge, Dirigent und Klarinettist († 1949)
- Amy Woodforde-Finden, englische Komponistin († 1919)

Geburtstage von Persönlichkeiten aus dem Sport finden sich unter dieser Rubrik im Artikel Sportjahr 1860.

## Gestorben

### Januar bis März
- 05. Januar: Johannes Nepomuk Neumann, aus Böhmen stammender Bischof von Philadelphia (* 1811)
- 08. Januar: John Nelson, US-amerikanischer Jurist und Politiker (* 1791)
- 09. Januar: Karl Rudolf Brommy, deutscher Admiral (* 1804)
- 15. Januar: Ludwig Benjamin Henz, deutscher Eisenbahningenieur (* 1798)
- 17. Januar: Friedrich Georg Wieck, deutscher technologischer Schriftsteller und Industrieller (* 1800)
- 17. Januar: Narcisse Girard, französischer Dirigent (* 1797)
- 22. Januar: Elisha Haley, US-amerikanischer Politiker (* 1776)
- 26. Januar: Wilhelmine Schröder-Devrient, deutsche Opernsängerin (Sopran) (* 1804)
- 27. Januar: János Bolyai, ungarischer Mathematiker (* 1802)
- 29. Januar: Ernst Moritz Arndt, deutscher Gelehrter und nationaler Dichter (* 1769)
- 29. Januar: Stéphanie de Beauharnais, badische Großherzogin (* 1789)
- 29. Januar: Henry D. Gilpin, US-amerikanischer Jurist und Politiker (* 1801)
- 30. Januar: Carl Heinrich Saemann, deutscher Musiker (* 1790)
- 07. Februar: Samuel Stevens, US-amerikanischer Politiker (* 1778)
- 08. Februar: Soares de Passos, portugiesischer Lyriker der Romantik (* 1826)
- 08. Februar: Carl Eduard Rotwitt, dänischer Politiker (* 1812)
- 19. Februar: Johann Ehrlich, deutscher Orgelbauer (* 1819)
- 29. Februar: George Bridgetower, afro-britischer Violinist (* 1778)
- 04. März: Honoré-Charles Reille, französischer General, Marschall und Pair von Frankreich (* 1775)
- 06. März: Gottlieb Freiherr von Ankershofen, österreichischer Historiker und Landeskonservator (* 1795)
- 06. März: Justus Johann Friedrich Dotzauer, deutscher Cellist und Komponist (* 1783)
- 14. März: Carl von Ghega, österreichischer Ingenieur und Erbauer der Semmeringbahn von Gloggnitz bis Mürzzuschlag (* 1802)
- 14. März: Lilburn Boggs, US-amerikanischer Politiker (* 1796)
- 18. März: William Henry Bissell, US-amerikanischer Politiker (* 1811)
- 19. März: Albrecht Roscher, deutscher Geograph und Afrikaforscher (* 1836)
- 23. März: Francisco Ruiz Tagle, chilenischer Präsident (* vor 1790)
- 30. März: Eduard Schaubert, deutscher, in Griechenland tätiger Architekt (* 1804)

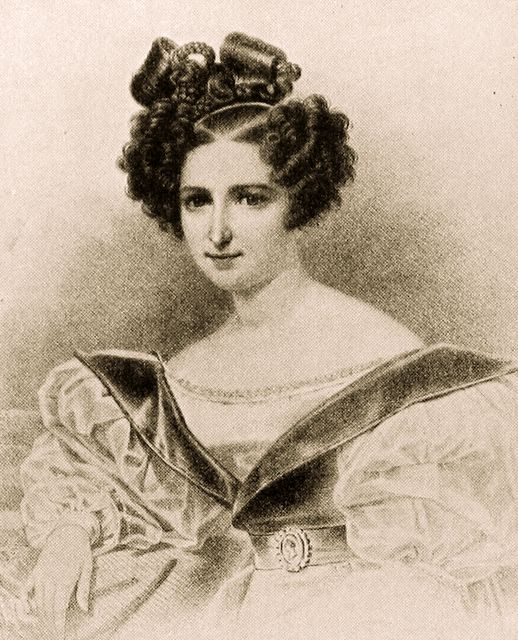
Wilhelmine Schröder-Devrient
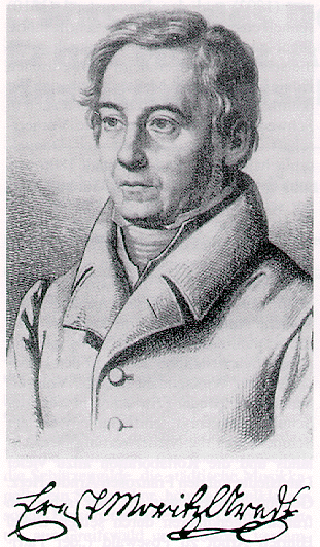
Ernst Moritz Arndt
Stéphanie de Beauharnais
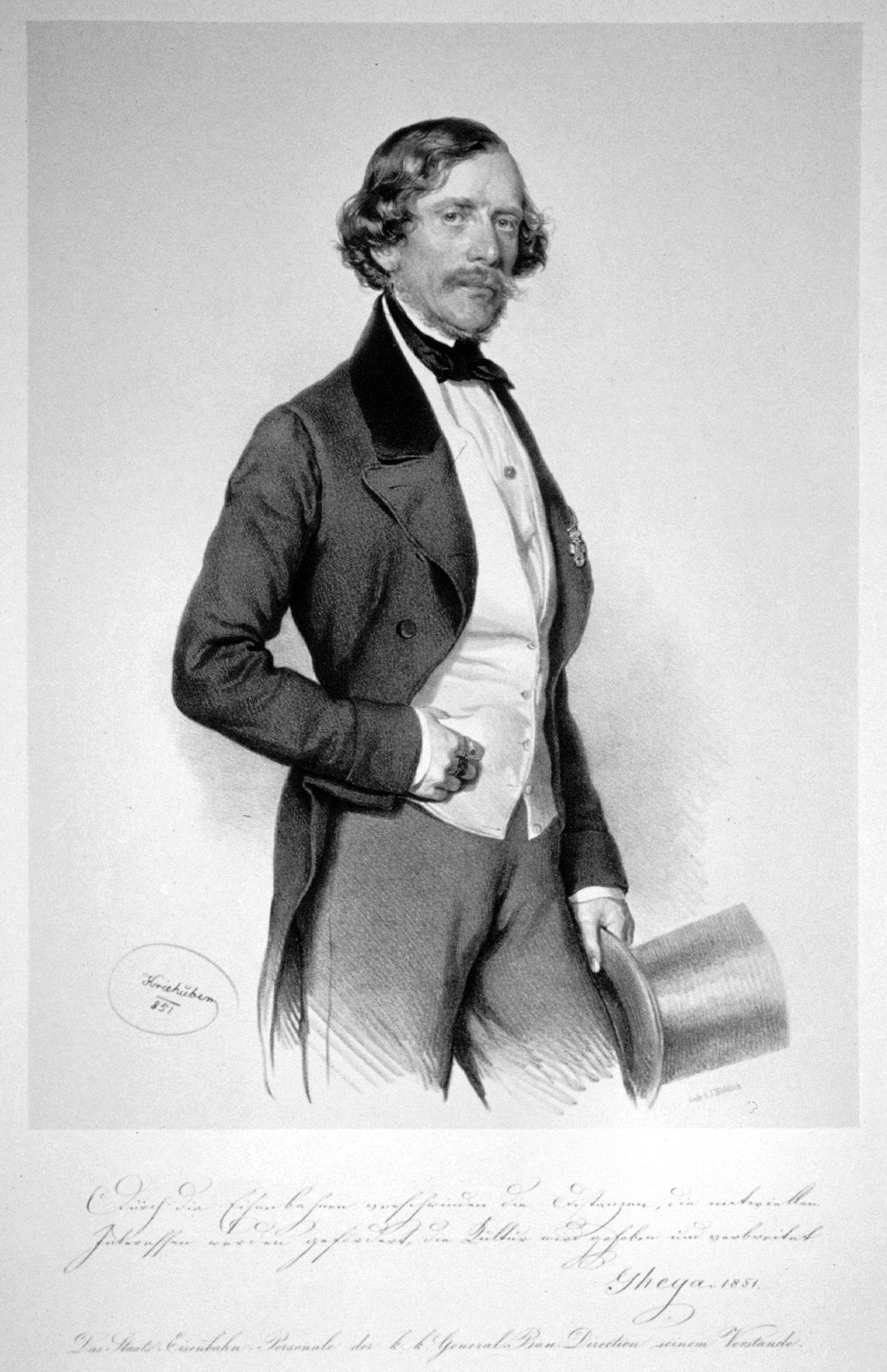
Carl von Ghega

### April bis Juni
- 06. April: James Kirke Paulding, US-amerikanischer Schriftsteller und Politiker (* 1778)
- 11. April: Caroline Vanhove, niederländisch-französische Schauspielerin (* 1771)
- 16. April: Bartolomeo Borghesi, italienischer Inschriftenforscher (* 1781)
- 23. April: Konstanty Adam Czartoryski, polnischer Offizier und Kunstsammler (* 1773)
- 25. April: John S. Robinson, US-amerikanischer Politiker (* 1804)
- 26. April: António José Severim de Noronha, portugiesischer General und Politiker (* 1792)
- 27. April: Johann Ulrich Himbsel, deutscher Baurat (* 1787)
- 30. April: Franz Christian Naunyn, deutscher Jurist und Oberbürgermeister (* 1799)
- 05. Mai: Nikolaus Nack, deutscher Kaufmann und Politiker (* 1786)
- 14. Mai: Ludwig Bechstein, deutscher Schriftsteller, Bibliothekar und Archivar (* 1801)
- 14. Mai: Karl Heinrich Ferdinand Schütze, deutscher Unternehmer, Politiker und Abgeordneter (* 1778)
- 20. Mai: William Butterworth Bayley, britischer interimistischer Generalgouverneur von Fort William (* 1781)
- 21. Mai: Phineas Gage, US-amerikanischer Eisenbahnvorarbeiter (* 1823)
- 21. Mai: Johannes Frederik Fröhlich, dänischer Komponist (* 1806)
- 22. Mai: William C. Preston, US-amerikanischer Politiker (* 1794)
- 02. Juni: Leopold von Orlich, deutscher Offizier und Schriftsteller (* 1804)
- 03. Juni: Johann Jakob Füssli, Schweizer evangelischer Geistlicher (* 1792)
- 05. Juni: Carl Ludwig Adolf Gamradt, preußischer Landrat, Mitglied der Frankfurter Nationalversammlung und des Preußischen Abgeordnetenhauses (* 1810)
- 05. Juni: Samuel D. Ingham, US-amerikanischer Politiker (* 1779)
- 13. Juni: August Thieme, deutscher Dichter (* 1780)
- 18. Juni: Friedrich Wilhelm von Bismarck, deutscher Generalleutnant und Militärschriftsteller (* 1783)
- 24. Juni: Jérôme Bonaparte, Bruder von Napoleon Bonaparte (* 1784)
- 25. Juni: Louis Drechsler, deutscher Cellist (* 1827)
- 25. Juni: Johann Heinrich Horstmann, deutscher Politiker (* 1795)
- 25. Juni: Pōtatau Te Wherowhero, König der Māori in Neuseeland (* 1775)
- 29. Juni: Thomas Addison, englischer Mediziner (* 1793)

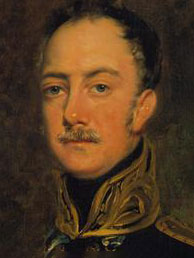
António José Severim de Noronha
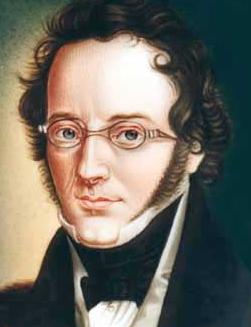
Ludwig Bechstein
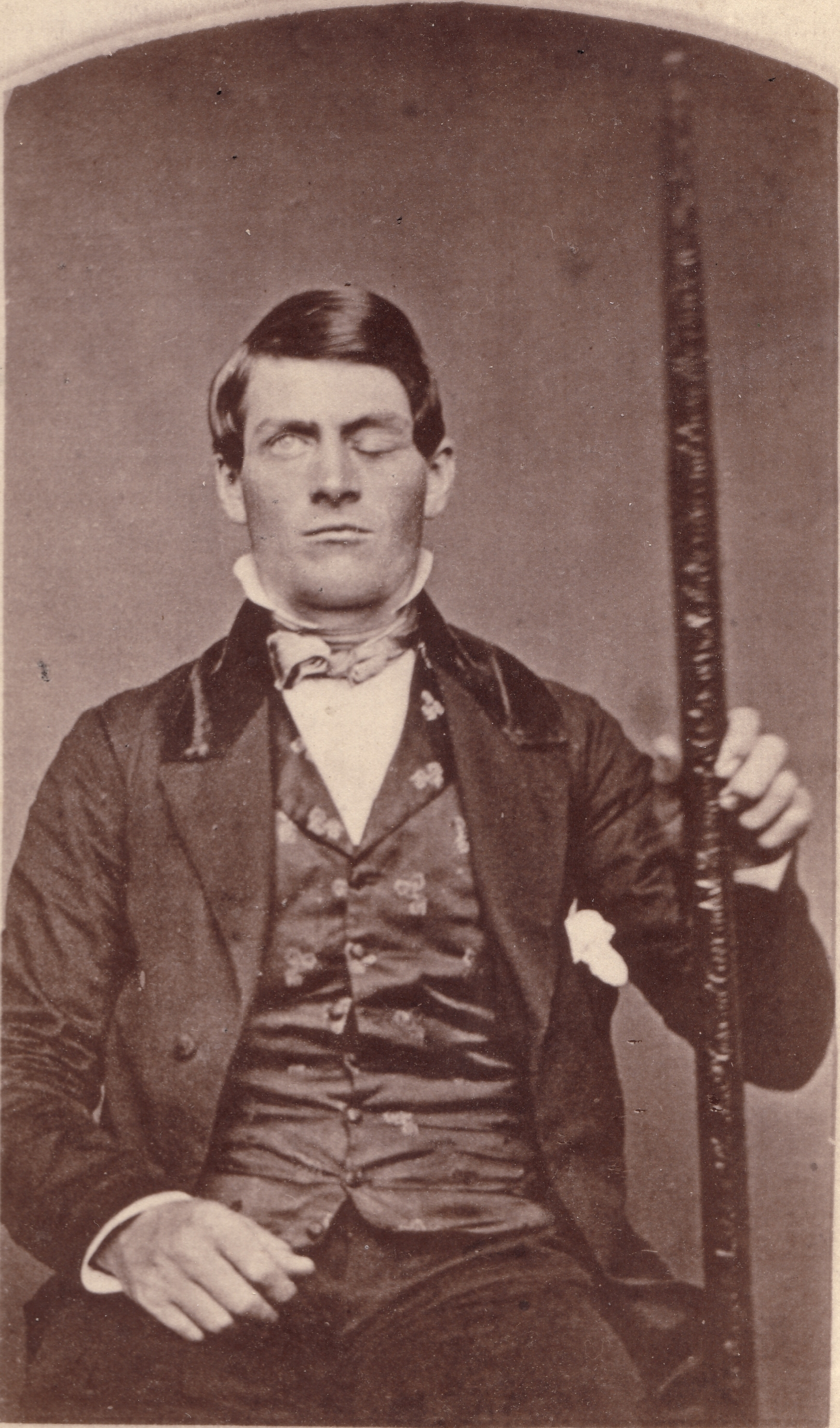
Phineas Gage
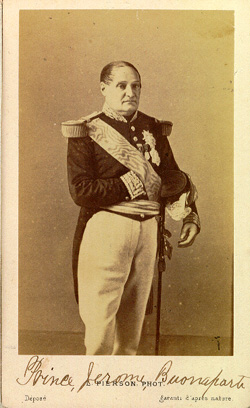
Jérôme Bonaparte

### Juli bis September
- 01. Juli: Charles Goodyear, US-amerikanischer Chemiker und Ingenieur (* 1800)
- 01. Juli: Gotthilf Heinrich von Schubert, deutscher Arzt, Naturforscher, Mystiker und Naturphilosoph der Romantik (* 1780)
- 06. Juli: Albert Friedrich Vitzthum von Eckstädt, sächsischer Kammerherr und Gutsbesitzer (* 1797)
- 10. Juli: John Henry Lumpkin, US-amerikanischer Politiker (* 1812)
- 12. Juli: Edouard Diodati, Schweizer evangelischer Geistlicher, Bibliothekar und Hochschullehrer  (* 1789)
- 16. Juli: Joseph Karl Anrep-Elmpt, russischer Offizier (* 1796)
- 23. Juli: Moritz Bräuninger, deutscher Missionar, eventuell Märtyrer (* 1836)
- 31. Juli: Justinus de Jacobis, Heiliger, italienischer Missionsbischof in Abessinien (* 1800)
- 01. August: John S. Wells, US-amerikanischer Politiker (* 1803)
- 04. August: Obed Hussey, US-amerikanischer Erfinder Getreidemähmaschine (* 1792)
- 09. August: Ignaz Heinrich von Wessenberg, deutscher Theologe (* 1774)
- 24. August: Pío de Tristán, formell letzter spanischer Vizekönig in Peru und Präsident der Republik Süd-Peru (* 1773)
- 25. August: Johan Ludvig Heiberg, dänischer Dichter und Kritiker (* 1791)
- 11. September: Friedrich Ludwig Keller, schweizerischer und preußischer Jurist und Politiker (* 1799)
- 12. September: William Walker, US-amerikanischer Söldner und Abenteurer (* 1824)
- 21. September: Arthur Schopenhauer, deutscher Philosoph (* 1788)
- 25. September: Georg Leonhard Zili, Schweizer Kaufmann und Bankier (* 1774)
- 25. September: Carl Friedrich Zöllner, deutscher Komponist (* 1800)
- 26. September: Miloš Obrenović, Fürst von Serbien (* 1780)
- 29. September: Tokugawa Nariaki, Daimyo von Mito (* 1800)

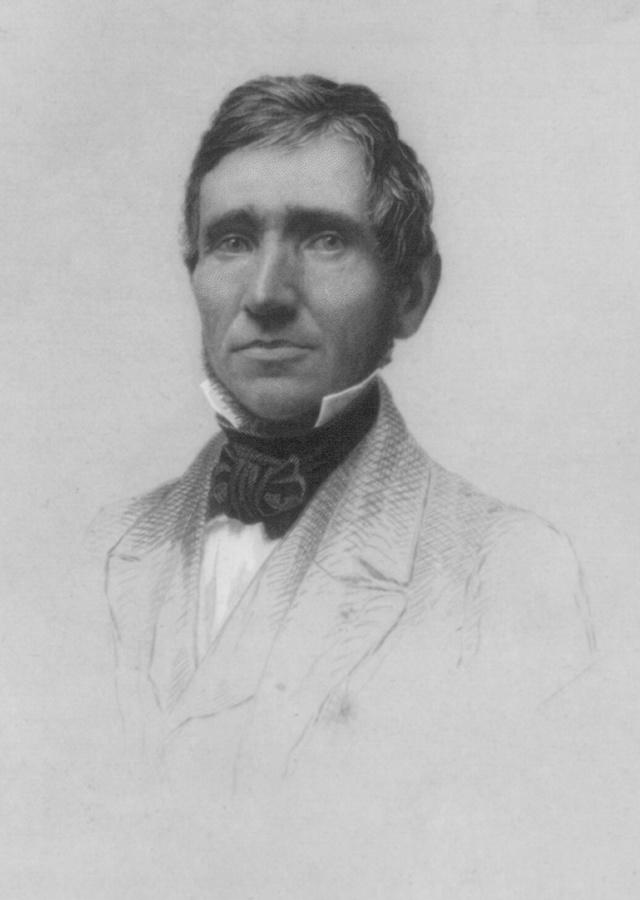
Charles Goodyear
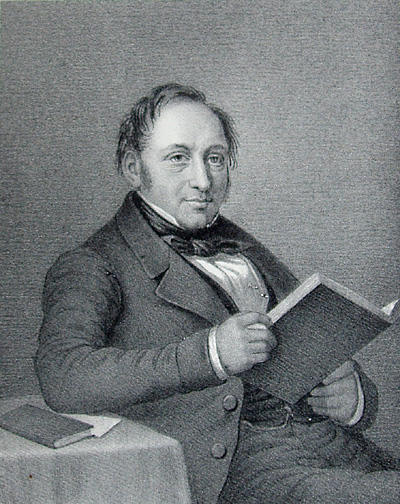
Johan Ludvig Heiberg
Arthur Schopenhauer
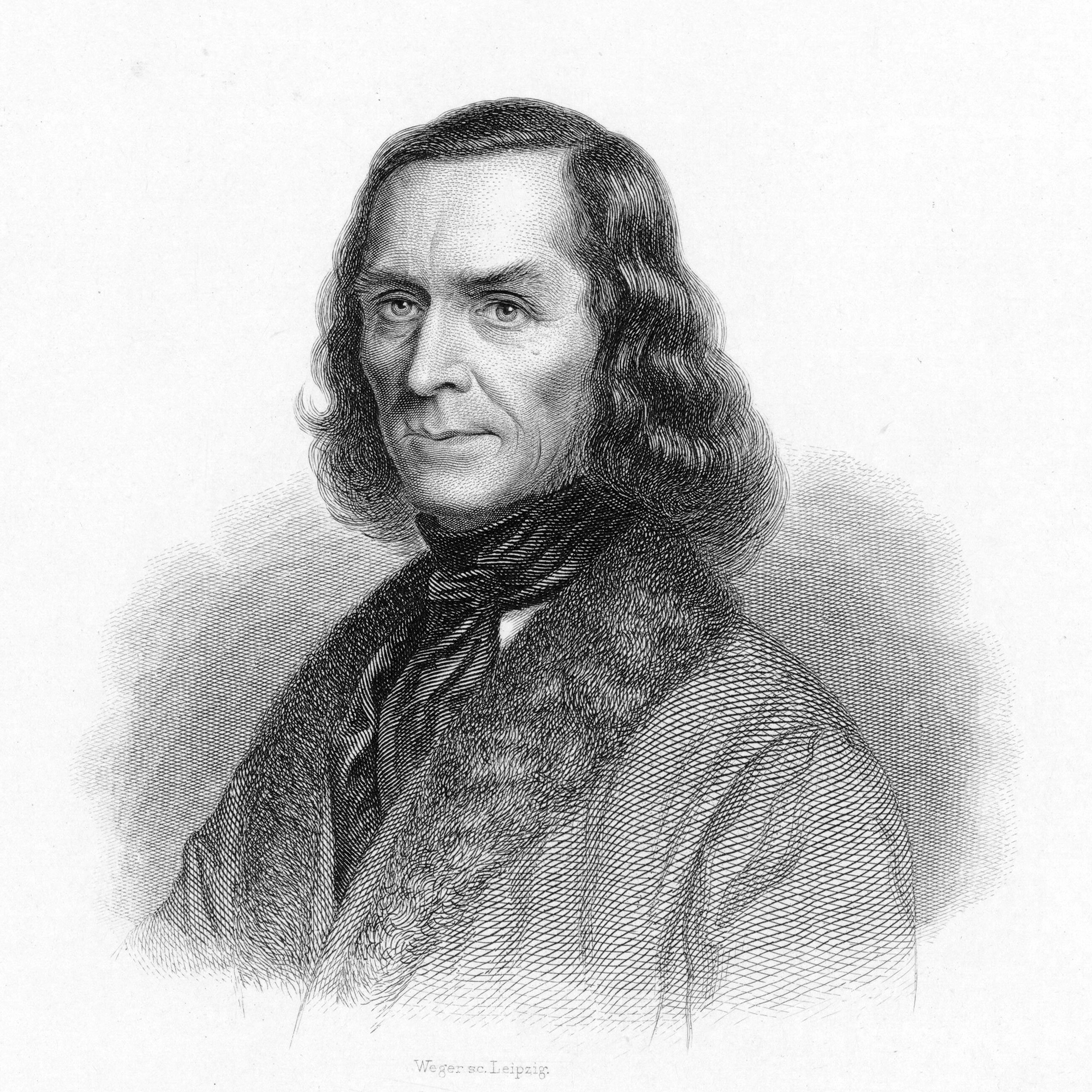
Carl Friedrich Zöllner

### Oktober bis Dezember
- 03. Oktober: Rembrandt Peale, US-amerikanischer Maler (* 1778)
- 09. Oktober: Christian Friedrich Heinrich Sachse, deutscher evangelischer Geistlicher und Kirchenlieddichter (* 1785)
- 09. Oktober: Dimitar Sograf, bulgarischer Maler (* 1796)
- 18. Oktober: Jose Marques Casimiro de Abreu, brasilianischer Lyriker (* 1839)
- 21. Oktober: Charles Gordon-Lennox, 5. Duke of Richmond, britischer Politiker (* 1791)
- 24. Oktober: Élie Decazes, französischer Staatsmann (* 1780)
- 29. Oktober: Joel Sweeney, US-amerikanischer Musiker und Vertreter des frühen Blackface-Minstrel-Shows-Genres (* 1810)
- 31. Oktober: Thomas Cochrane, 10. Earl of Dundonald, britischer Politiker und Freiheitskämpfer (* 1775)
- 25. Oktober: James Capen Adams, US-amerikanischer Dompteur (* 1807)
- 31. Oktober: Joseph Kornhäusel, österreichischer Architekt (* 1782)
- 01. November: Charlotte von Preußen, Zarin von Russland (* 1798)
- 17. November: Carl Gottlob Häcker, deutscher Orgelbauer (* 1791)
- 19. November: Delazon Smith, US-amerikanischer Politiker (* 1816)
- 25. November: Paul Wilhelm von Württemberg, deutscher Naturforscher und Entdecker (* 1797)
- 26. November: Leopold von Rauch, preußischer Generalmajor (* 1787)
- 02. Dezember: Ferdinand Christian Baur, deutscher Kirchenhistoriker (* 1792)
- 03. Dezember: William A. Palmer, US-amerikanischer Politiker (* 1781)
- 05. Dezember: August Arnold, deutscher Geschichtsphilosoph und Staatswissenschaftler (* 1789)
- 05. Dezember: Friedrich Christoph Dahlmann, deutscher Historiker und Staatsmann (* 1785)
- 06. Dezember: Eduard von Badenfeld, österreichischer Schriftsteller (* 1800)
- 06. Dezember: Marianne von Willemer, aus Österreich stammende Schauspielerin, Sängerin (Sopran) und Tänzerin, Muse und Mitautorin Goethes (* 1784)
- 14. Dezember: George Hamilton Gordon, britischer Politiker (* 1784)
- 16. Dezember: Charles James McDonald, US-amerikanischer Politiker (* 1793)
- 17. Dezember: Friedrich Heinrich Thielo Apel, deutscher Politiker (* 1822)
- 17. Dezember: Désirée Clary, Königin von Schweden (* 1777)
- 23. Dezember: Ignaz Schwörer, deutscher Gynäkologe und Geburtshelfer (* 1800)
- 27. Dezember: Andreas Friedrich Bauer, deutscher Techniker und Unternehmer (* 1783)
- 31. Dezember: Sophie de Bawr, französische Komponistin, Theater- und Romanautorin (* 1773)

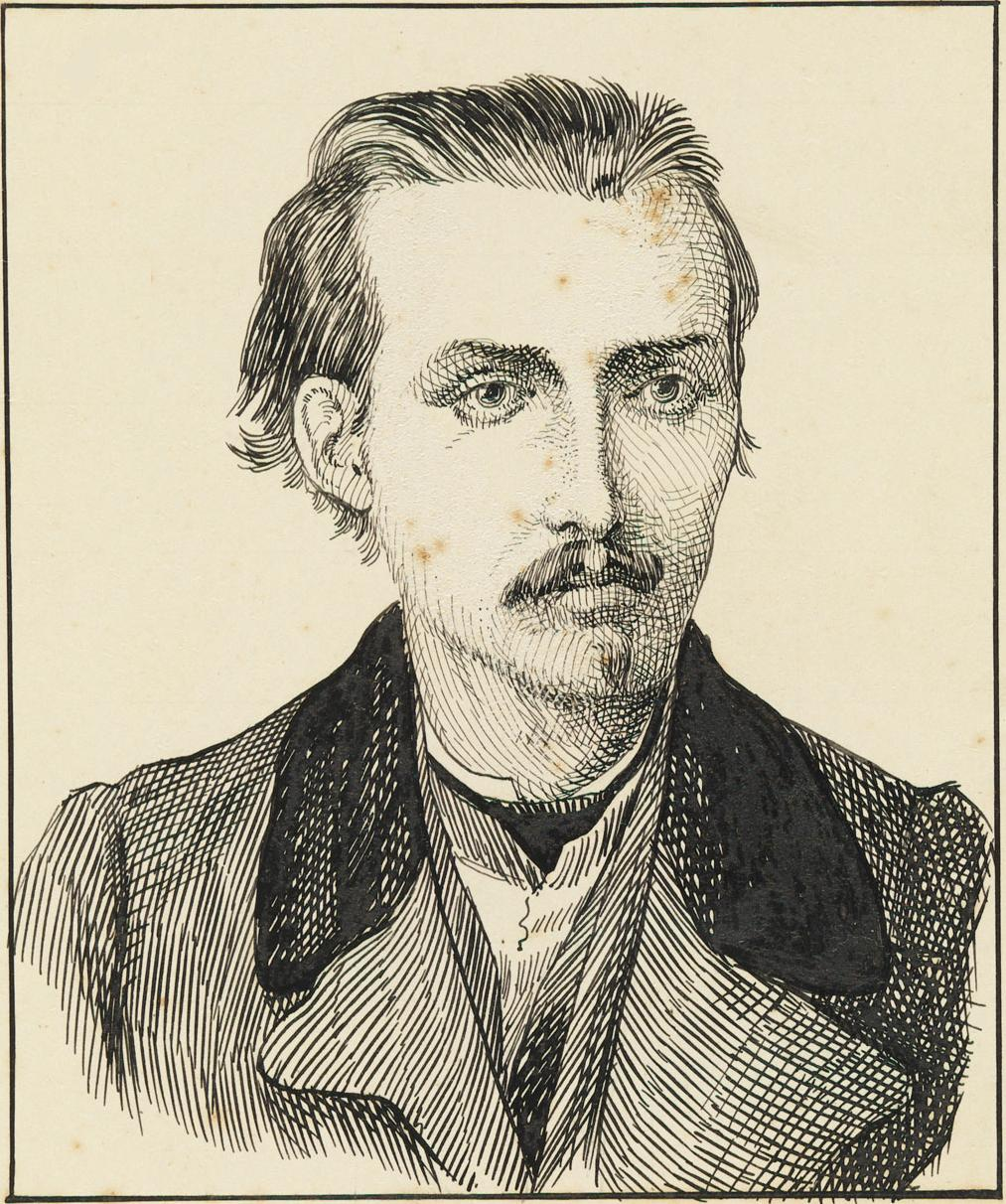
Casimiro de Abreu
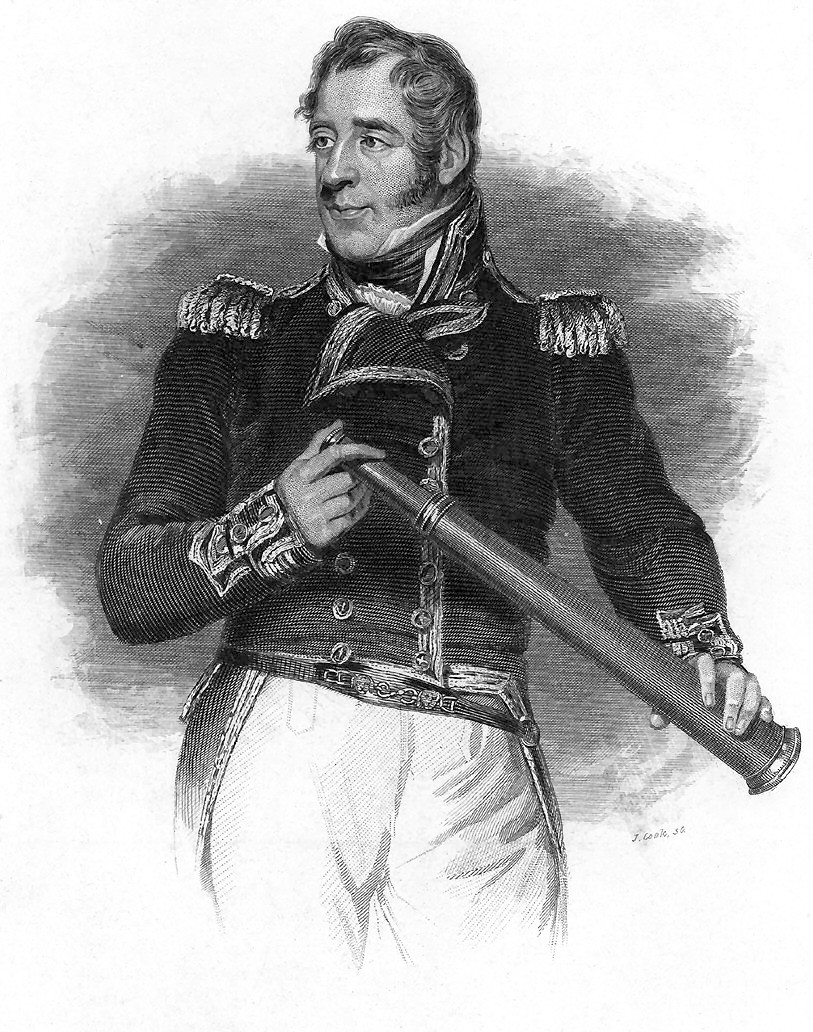
Thomas Cochrane
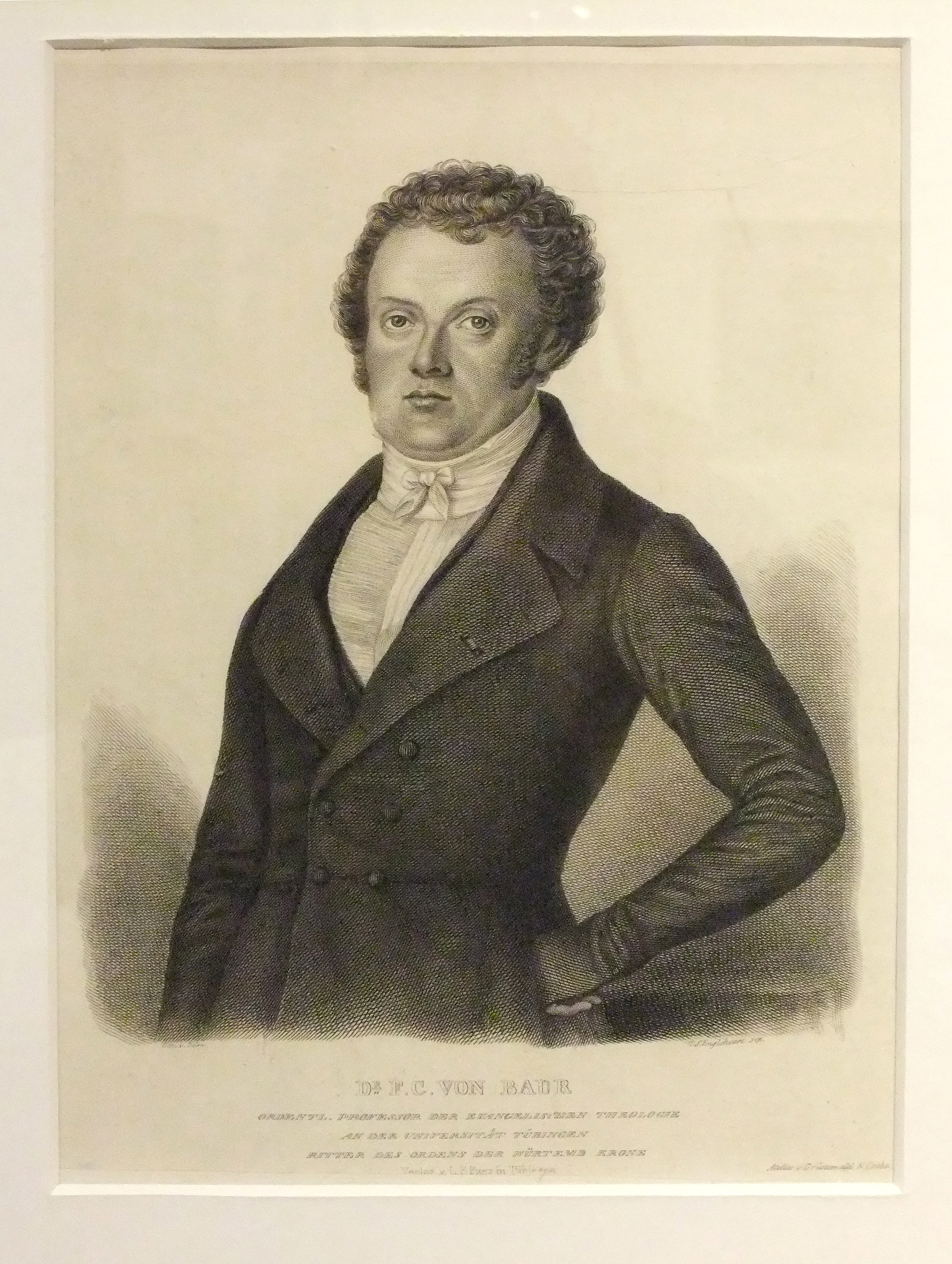
Ferdinand Christian von Baur
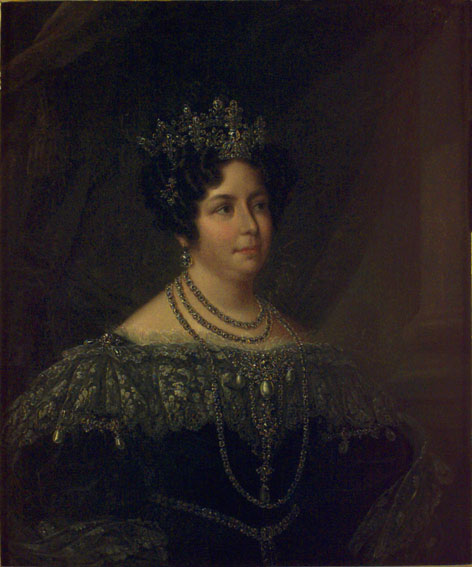
Désirée Bernadotte, geb. Clary